# Guerra civil española
La guerra civil española o guerra de España, conocida en ese país como la Guerra Civil por antonomasia, fue una guerra —que más tarde repercutiría también en una crisis económica— que se desencadenó en España tras el fracaso parcial del golpe de Estado del 17 de julio de 1936, perpetrado por parte de las fuerzas armadas contra el Gobierno electo de la Segunda República. Tras el bloqueo del estrecho de Gibraltar y el posterior puente aéreo que, gracias a la rápida colaboración de la Alemania nazi y la Italia fascista, trasladó las tropas rebeldes desde el protectorado español de Marruecos a la España peninsular en las últimas semanas de julio, comenzó así una guerra civil que concluiría el 1 de abril de 1939 con el último parte de guerra firmado por Francisco Franco, quien declaró su victoria y estableció una dictadura que duraría hasta su muerte, en 1975.
La guerra tuvo múltiples facetas, pues incluyó lucha de clases, guerra de religión, enfrentamiento de nacionalismos opuestos, lucha entre dictadura militar y democracia republicana, entre contrarrevolución y revolución, entre fascismo y comunismo.
A las partes del conflicto se las suele denominar bando republicano y bando sublevado:
- El bando republicano, también denominado «bando leal» o «bando gubernamental», estuvo constituido en torno al Gobierno, formado por el Frente Popular, el cual estaba compuesto por los republicanos de Izquierda Republicana y Unión Republicana, los socialistas del PSOE, los marxistas-leninistas con orientación estalinista del Partido Comunista de España, los marxistas-leninistas no estalinistas del POUM, el Partido Sindicalista de origen anarquista y en Cataluña los nacionalistas de izquierda encabezados por Esquerra Republicana de Catalunya. Era apoyado por el movimiento obrero, la FAI y los sindicatos UGT y CNT, los cuales también perseguían realizar la revolución social. También se había decantado por el bando republicano el Partido Nacionalista Vasco, debido a que las Cortes estaban a punto de aprobar el Estatuto de Autonomía para el País Vasco.
- El bando sublevado, que se llamó a sí mismo «bando nacional», estuvo organizado en torno a parte del alto mando militar, institucionalizado inicialmente en la Junta de Defensa Nacional, la cual fue sustituida por la Junta Técnica del Estado tras el nombramiento de Francisco Franco como generalísimo y jefe del Gobierno del Estado. Políticamente, estuvo integrado por los fascistas de Falange Española de las JONS, los monárquicos carlistas de la Comunión Tradicionalista, los monárquicos alfonsinos de Renovación Española y gran parte de los votantes de la CEDA, la Liga Regionalista y otros grupos conservadores. Socialmente fue apoyado por aquellas clases a las que la victoria en las urnas del Frente Popular les hizo sentir que peligraba su posición; por la Iglesia católica, acosada por la persecución religiosa desatada por parte de la izquierda nada más estallar el conflicto y por pequeños propietarios temerosos de una revolución proletaria. En las regiones menos industrializadas o primordialmente agrícolas, los sublevados también fueron apoyados por numerosos campesinos y obreros de firmes convicciones religiosas.[24]

Ambos bandos cometieron graves crímenes en el frente y en las retaguardias, como sacas de presos, paseos, desapariciones de personas o tribunales extrajudiciales. En la posterior dictadura de Franco se investigaron y condenaron severamente los hechos delictivos cometidos en la zona republicana, llegando incluso a instruir una Causa General con escasas garantías procesales. Por su parte, los delitos de los vencedores nunca fueron investigados ni enjuiciados, a pesar de que algunos historiadores y juristas defienden que, además de subvertir el orden institucional, los sublevados habrían intentado exterminar a la oposición política.
Las consecuencias de la guerra civil han marcado en gran medida la historia posterior de España, por lo excepcionalmente dramáticas y duraderas: tanto las demográficas —mortandad y descenso de la natalidad que marcaron la pirámide de población durante generaciones— como las materiales —destrucción de las ciudades, de la estructura económica y del patrimonio artístico—, intelectuales —fin de la denominada Edad de Plata de las letras y ciencias— y políticas —la represión en la retaguardia de ambas zonas, mantenida por los vencedores con mayor o menor intensidad durante todo el franquismo, y el exilio republicano—, y que se perpetuaron mucho más allá de la prolongada posguerra, incluyendo la excepcionalidad geopolítica del mantenimiento del régimen de Franco hasta 1975.

## Antecedentes
En enero de 1930 el general Miguel Primo de Rivera reconoce el fracaso de la dictadura que había instaurado en septiembre de 1923 con el apoyo del rey y dimite. Alfonso XIII nombra entonces como presidente del gobierno al general Dámaso Berenguer, pero este no consigue devolver a la monarquía la «normalidad constitucional» (este período fue conocido como «Dictablanda») y es sustituido en febrero de 1931 por el almirante Juan Bautista Aznar, quien convoca elecciones municipales para el domingo 12 de abril. Las elecciones son ganadas en las ciudades por las candidaturas republicano-socialistas surgidas del Pacto de San Sebastián de agosto de 1930 y el martes 14 de abril el rey Alfonso XIII, ante las dudas de la Guardia Civil y del Ejército a utilizar la fuerza para frenar las multitudinarias manifestaciones prorrepublicanas que inundan las principales ciudades, abandona el país. En Madrid el «comité revolucionario» republicano-socialista proclama la República y asume el poder como Gobierno Provisional presidido por Niceto Alcalá-Zamora.
Durante el primer bienio de la Segunda República Española se aprueba la nueva Constitución republicana y el gobierno de coalición de republicanos de izquierda y de socialistas presidido por Manuel Azaña, formado el 15 de diciembre de 1931 tras rechazar el Partido Republicano Radical su participación en el mismo por estar en desacuerdo con la continuidad en el gobierno de los socialistas, profundiza las reformas iniciadas por el Gobierno Provisional cuyo propósito es modernizar la realidad económica, social, política y cultural españolas. El nuevo gobierno se formó tras la elección de Niceto Alcalá-Zamora como presidente de la República, quien confirmó a Manuel Azaña como presidente del Gobierno.
No obstante, el amplio abanico de reformas que emprendió el gobierno «social-azañista» encontró gran resistencia entre los grupos sociales y corporativos a los que se intentaba «descabalgar» de sus posiciones adquiridas: los terratenientes, los grandes empresarios, financieros y patronos, la Iglesia católica, las órdenes religiosas, la opinión católica, la opinión monárquica o el militarismo «africanista». Este último organizó un fracasado golpe de Estado en agosto de 1932 encabezado por el general José Sanjurjo. Pero también existió una resistencia al reformismo republicano de signo contrario: el del revolucionarismo a ultranza, que encabezaron las organizaciones anarquistas (la CNT y la FAI). Para ellos, la República representaba el «orden burgués» (sin demasiadas diferencias con los regímenes políticos anteriores, dictadura y Monarquía) que había de ser destruido para alcanzar el «comunismo libertario».
En septiembre de 1933 la coalición encabezada por Azaña se deshizo y se convocaron elecciones para noviembre de 1933, en las que votaron por primera vez las mujeres, que fueron ganadas por la derecha católica de la CEDA y por el centro-derecha republicano del Partido Republicano Radical de Alejandro Lerroux. Este formó gobierno con el objetivo de «rectificar» las reformas del primer bienio, no anularlas, para incorporar a la República a la derecha «accidentalista» (que no se proclamaba abiertamente monárquica, aunque sus simpatías estuvieran con la Monarquía, ni tampoco republicana) representada por la CEDA y el Partido Agrario, que le dieron su apoyo parlamentario. Cuando la CEDA entró en el gobierno en octubre de 1934 se desencadenó una fracasada insurrección socialista que solo se consolidó en Asturias durante un par de semanas (el único lugar donde también participó la CNT), aunque finalmente también fue sofocada por la intervención del Ejército, que trajo del Protectorado español de Marruecos a las tropas coloniales de regulares y legionarios y, una vez finalizada, se produjo una fuerte represión. Lo mismo sucedió cuando el presidente de la Generalidad de Cataluña, Lluís Companys, proclamó el «Estado Catalán» dentro de la «República Federal Española» el 6 de octubre.
La Revolución de octubre de 1934 hizo aumentar en el gobierno radical-cedista los temores a que un próximo intento de una «revolución bolchevique» acabara triunfando. Esto acentuó la presión sobre el Partido Radical para llevar adelante una política más decididamente «contrarrevolucionaria». En última instancia, los sucesos de octubre de 1934 convencieron a la CEDA de que era necesario llegar a alcanzar la presidencia del gobierno para poder dar el «giro autoritario» que el régimen, según ellos, necesitaba. El líder de la CEDA, José María Gil Robles, encontró su oportunidad cuando estallaron el escándalo del estraperlo y el del asunto Nombela que hundieron a Lerroux y al Partido Republicano Radical, del que no se recuperaría. Pero el presidente de la República, Alcalá-Zamora, se negó a dar el poder a una fuerza «accidentalista» que no había proclamado su fidelidad a la República y encargó la formación de gobierno a un independiente de su confianza, Manuel Portela Valladares, quien forma el 15 de diciembre un gabinete republicano de centro-derecha que aguanta el poder Ejecutivo hasta que Alcalá Zamora convoca elecciones para el 16 de febrero de 1936.
El resultado de las elecciones de febrero de 1936 fue un reparto muy equilibrado de votos con una leve ventaja de las izquierdas (47,1 %) sobre las derechas (45,6 %), mientras el centro se limitó a un 5,3 %. Pero como el sistema electoral primaba a los ganadores, esto se tradujo en una holgada mayoría parlamentaria para la coalición del Frente Popular.

### El Gobierno del Frente Popular (febrero-julio de 1936)

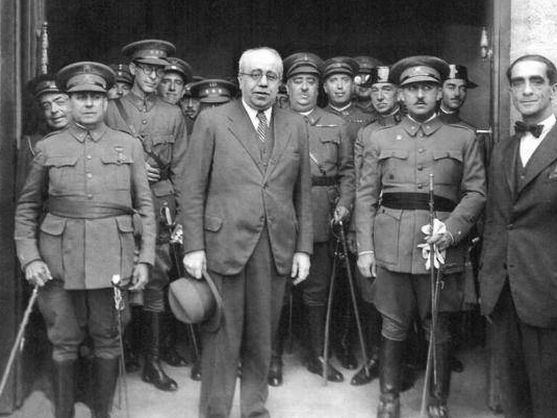
Manuel Azaña reunido con un grupo de militares, entre los que se encuentra Francisco Franco (a la derecha).

El miércoles 19 de febrero de 1936, Manuel Azaña, el líder del Frente Popular, formaba un gobierno que, conforme a lo pactado con los socialistas, solo estaba integrado por ministros republicanos de izquierda (nueve de Izquierda Republicana y tres de Unión Republicana). Una de sus primeras decisiones fue alejar de los centros de poder a los generales más antirrepublicanos: el general Manuel Goded fue destinado a la Comandancia militar de Baleares; el general Francisco Franco, a la de Canarias; el general Emilio Mola al gobierno militar de Pamplona. Otros generales significados como Luis Orgaz, Rafael Villegas, Joaquín Fanjul y Andrés Saliquet quedaron en situación de disponibles.

Logo de las Juventudes de Acción Popular (JAP), grupo que fue adoptando la retórica fascista y aclamaron al líder de la CEDA José María Gil Robles como su "Jefe". Tras las elecciones de febrero de 1936, muchos afiliados a las JAP pasaron a integrarse en las milicias de la Falange Española.

La medida más urgente que hubo de tomar el nuevo gobierno fue la amnistía de los condenados por los sucesos de octubre de 1934, «legalizando» así el asalto a varias cárceles por la multitud, pero dando cumplimiento también al punto principal del programa electoral del Frente Popular. Otra de las medidas urgentes era reponer en sus puestos a los alcaldes y concejales elegidos en 1931 y sustituidos durante el bienio conservador. El 28 de febrero el gobierno decretaba no solo la readmisión de todos los trabajadores despedidos por motivos políticos y sindicales relacionados con los hechos de 1934, sino que, presionado por los sindicatos, ordenaba a las empresas que indemnizaran a estos trabajadores por los jornales no abonados. Asimismo, fue restablecido el gobierno de la Generalidad de Cataluña, cuyos miembros habían salido de la cárcel beneficiados también por la amnistía.
La «cuestión agraria» fue otro problema que el nuevo gobierno tuvo que abordar con urgencia a causa de la intensa movilización campesina que se estaba produciendo con el apoyo decidido de las autoridades locales repuestas y que amenazaba con provocar graves conflictos en el campo, especialmente en Extremadura. Así el 19 de abril el ministro de Agricultura, Mariano Ruiz Funes, presentaba varios proyectos de ley, entre ellos uno que derogaba la Ley de reforma de la Reforma Agraria de agosto de 1935, que se convirtió en ley el 11 de junio, por lo que volvía estar en vigor plenamente la Ley de Reforma Agraria de 1932. Gracias a varios decretos y a esta ley entre marzo y julio de 1936 se asentaron unos 115 000 campesinos, más que en los tres años anteriores. Sin embargo, continuó la alta conflictividad en el campo, debida sobre todo a la actitud de los propietarios y a la radicalización de las organizaciones campesinas, saldándose todo ello con incidentes violentos. El caso más grave se produjo en la localidad albaceteña de Yeste, donde a finales de mayo de 1936 «la detención de unos campesinos que pretendían talar árboles en una finca particular condujo a un sangriento enfrentamiento entre la Guardia Civil y los jornaleros, en los que murieron un guardia y 17 campesinos, varios de ellos asesinados a sangre fría por los agentes».

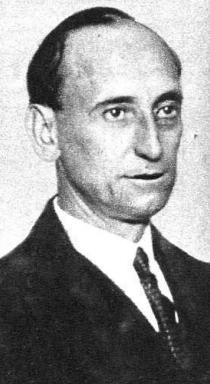
Santiago Casares Quiroga en 1931

La actividad del parlamento estuvo paralizada casi todo el mes de abril debido al proceso de destitución del presidente de la República Niceto Alcalá-Zamora, iniciado y aprobado por la izquierda, y su sustitución por Manuel Azaña, que fue investido en su nuevo cargo el 10 de mayo de 1936, siendo sustituido al frente del gobierno por su compañero del partido Izquierda Republicana, Santiago Casares Quiroga, quien asumiría a su vez la cartera de Guerra.
El nuevo gobierno de Casares Quiroga continuó con la política reformista que ya había iniciado el gobierno Azaña que consistía fundamentalmente en volver a poner en vigor los decretos que habían sido derogados o modificados durante el bienio radical-cedista, a los que se añadieron algunos otros.
Uno de los problemas a los que tuvo que hacer frente el gobierno fue la oleada de huelgas que se produjeron declaradas y sostenidas muchas veces por comités conjuntos de la CNT y la UGT, en muchas de las cuales se hablaba de revolución, pero ni UGT ni CNT preparaban ningún movimiento insurreccional después de los fracasos continuos de 1932, 1933 y 1934, y la única posibilidad de que se produjese alguno sería como respuesta a un intento de golpe militar.
Otro de los problemas del gobierno de Casares Quiroga fue la división interna del PSOE, el partido más importante del Frente Popular, que enfrentaba a los sectores «prietista» y «largocaballerista», ya que Francisco Largo Caballero, que dominaba UGT y el grupo parlamentario del PSOE, continuó oponiéndose a la entrada en el gobierno de los socialistas y defendiendo el entendimiento entre las «organizaciones obreras» para esperar el momento en que el fracaso de los «burgueses republicanos» facilitara la conquista del poder por la clase obrera. Otro problema fue que el sector de la CEDA liderado por Gil Robles se decantaba por realizar un boicot a las instituciones republicanas y por apoyar la posición defendida de la derecha monárquica del Bloque Nacional de José Calvo Sotelo, que propugnaba abiertamente por la ruptura violenta del orden constitucional mediante un golpe de Estado militar en cuya preparación ya estaban colaborando (por su parte los monárquicos carlistas aceleraron la formación de sus milicias requetés con vistas al alzamiento militar con cuyos dirigentes mantenían contactos).

### La violencia política
Los gobiernos del Frente Popular también tuvieron que hacer frente a un aumento de la violencia política provocada por grupos armados de las organizaciones obreras y por el partido fascista Falange Española, que, a principios de 1936, era una fuerza política marginal, pero que tras el triunfo del Frente Popular recibió una avalancha de afiliaciones de jóvenes de derechas dispuestos a la acción violenta. El primer atentado importante que cometieron los falangistas fue el perpetrado el 12 de marzo de 1936 contra el diputado socialista y «padre» de la Constitución de 1931 Luis Jiménez de Asúa, en el que este resultó ileso, pero su escolta, el policía Jesús Gisbert, murió. La respuesta del gobierno de Azaña fue prohibir el partido y detener el 14 de marzo a su máximo dirigente José Antonio Primo de Rivera, aunque el paso a la clandestinidad no impidió que siguiera perpetrando atentados y participando en reyertas con jóvenes socialistas y comunistas. También continuó realizando una labor de violencia e intimidación contra los elementos del orden institucional de la República. En la noche del 13 de abril, dos pistoleros falangistas asesinaban en la calle a Manuel Pedregal, magistrado del Tribunal Supremo, como represalia por haber actuado como ponente en el juicio por intento de asesinato a Jiménez de Asúa. El juez ya había recibido amenazas de muerte con anterioridad por este motivo. Varios de los implicados huyeron a Francia en avión pilotado por el entonces colaborador de Falange, Juan Antonio Ansaldo. De hecho, Falange difundió listas negras de jueces con el propósito de intimidarlos, y su boletín clandestino No Importa amenazó a magistrados como Ursicino Gómez Carbajo o Ramón Enrique Cardónigo, que habían intervenido en causas con sentencia desfavorable a sus intereses.

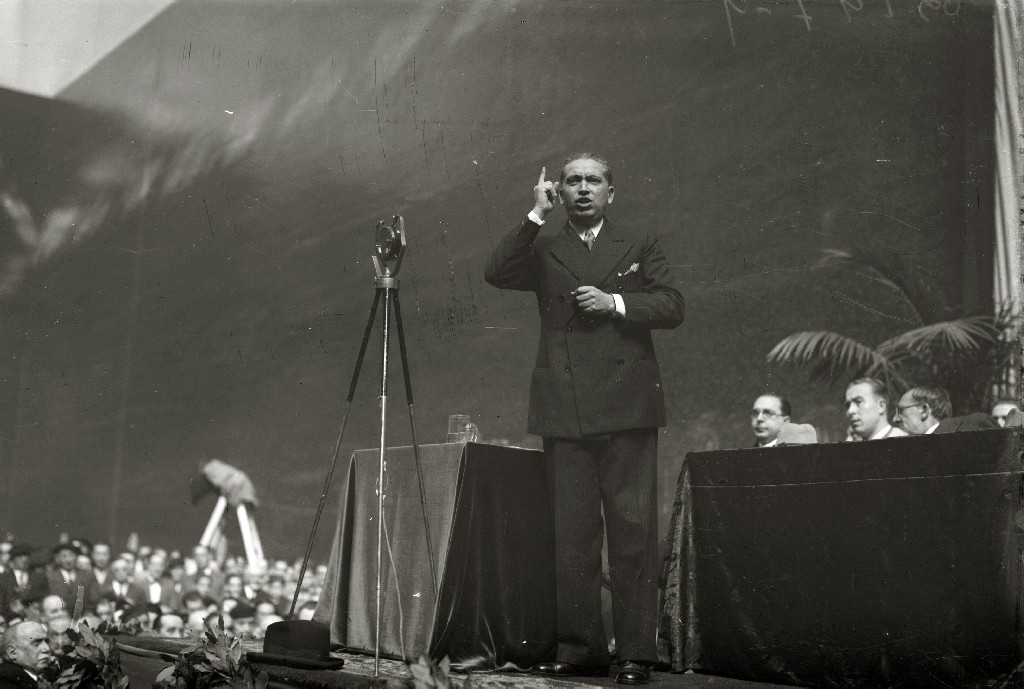
José Calvo Sotelo hablando en un mitin en el frontón Urumea (San Sebastián), en 1935.

Los incidentes de mayor trascendencia se produjeron los días 14 y 15 de abril. El día 14 tuvo lugar un desfile militar en el Paseo de la Castellana de Madrid en conmemoración del Quinto Aniversario de la República. Junto a la tribuna principal estalló un artefacto y se produjeron a continuación varios disparos que causaron la muerte a Anastasio de los Reyes, alférez de la Guardia Civil que estaba allí de paisano, e hirieron a varios espectadores. Derechistas e izquierdistas se acusaron mutuamente del atentado. Al día siguiente se celebró el entierro del alférez que se convirtió en una manifestación antirrepublicana a la que asistieron los diputados José María Gil Robles, líder de la CEDA, y José Calvo Sotelo, líder de la derecha monárquica, además de oficiales del ejército y falangistas armados. Desde diversos lugares se produjeron disparos contra la comitiva que fueron respondidos, produciéndose un saldo de seis muertos y de tres heridos. Uno de los muertos fue el estudiante Andrés Sáenz de Heredia, falangista y primo hermano de José Antonio Primo de Rivera.
Entre abril y julio los atentados y las reyertas protagonizadas por falangistas causaron más de cincuenta víctimas entre las organizaciones de izquierda obrera, la mayoría de ellas en Madrid. Unos cuarenta miembros de Falange murieron en esos actos o en atentados de represalia de las organizaciones de izquierda. También fueron objeto de la violencia los edificios religiosos (un centenar de iglesias y conventos fueron asaltados e incendiados) aunque entre las víctimas de la violencia política de febrero a julio no hubo ningún miembro del clero.
El aumento de la violencia política y el crecimiento de las organizaciones juveniles paramilitares tanto entre la derecha (milicias falangistas, requetés carlistas) como entre la izquierda (milicias de las juventudes socialistas, comunistas y anarquistas), y entre los nacionalistas vascos y catalanes (milicias de Esquerra Republicana de Catalunya y del PNV), aunque estaban pobremente armadas y su actividad principal era desfilar, provocó la percepción entre parte de la opinión pública, especialmente la conservadora, de que el gobierno del Frente Popular presidido por Santiago Casares Quiroga no era capaz de mantener el orden público, lo que servía de justificación para el «golpe de fuerza» militar que se estaba preparando.
A la tensión social existente también contribuyó la prensa católica y de extrema derecha que incitaba a la rebelión frente al «desorden» que atribuía al «Gobierno tiránico del Frente Popular», «enemigo de Dios y de la Iglesia», aprovechando que la confrontación entre clericalismo y anticlericalismo volvió al primer plano tras las elecciones de febrero con continuas disputas sobre asuntos simbólicos, como el tañido de campanas o las manifestaciones del culto fuera de las iglesias, como procesiones o entierros católicos. Así mismo, en el parlamento, los diputados de la derecha, singularmente Calvo Sotelo y Gil Robles, acusaron al gobierno de haber perdido el control del orden público.

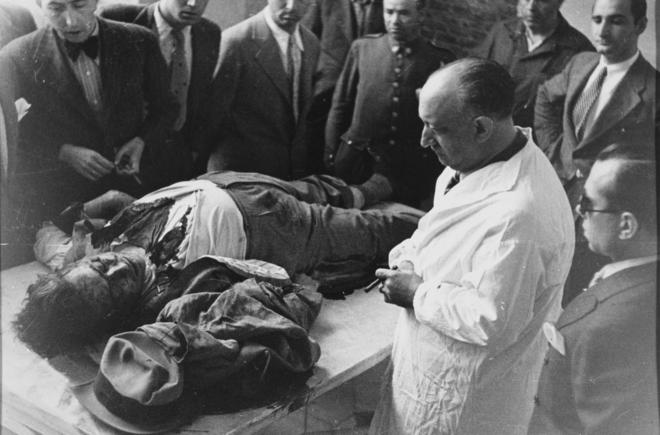
Cuerpo de José Calvo Sotelo tras su asesinato el 13 de julio de 1936.

En la noche del domingo 12 de julio era asesinado en la calle de Fuencarral de Madrid el teniente de la Guardia de Asalto e instructor de las milicias socialistas José del Castillo Sáenz de Tejada, que se dirigía a su puesto de trabajo en el Cuartel de Pontejos, probablemente por pistoleros de extrema derecha pertenecientes a la Comunión Tradicionalista (o de Falange Española). Como represalia, los compañeros policías del teniente Castillo, dirigidos por el capitán de la Guardia Civil Fernando Condés, secuestraron en su propio domicilio y asesinaron en la madrugada del día siguiente a José Calvo Sotelo, líder de los monárquicos «alfonsinos» (que no tuvo nada que ver con el asesinato del teniente Castillo), y abandonaron el cadáver en el depósito del cementerio de la Almudena. En el entierro de Calvo Sotelo, el dirigente monárquico Antonio Goicoechea juró solemnemente «consagrar nuestra vida a esta triple labor: imitar tu ejemplo, vengar tu muerte y salvar a España». Por su parte, el líder de la CEDA, José María Gil Robles en las Cortes les dijo a los diputados de la izquierda que «la sangre del señor Calvo Sotelo está sobre vosotros» y acusó al gobierno de tener la «responsabilidad moral» del crimen por «patrocinar la violencia».
Según un estudio publicado en 2006 sobre las víctimas mortales como resultado de la violencia política entre febrero y julio de 1936, antes de iniciarse el golpe de Estado, hubo un total de 189 incidentes y 262 muertos, de ellos 112 causados por la intervención de las fuerzas de orden público. De las 262 víctimas, 148 serían militantes de la izquierda, 50 de la derecha, 19 de las fuerzas de orden público y 45 sin identificar. Además ese estudio constata que el número de víctimas mortales causadas por la violencia política fue disminuyendo en esos cinco meses.
La violencia política de los meses de gobierno en paz del Frente Popular, de febrero a julio de 1936, fue utilizada después por los vencedores en la Guerra Civil como justificación de su «alzamiento». Hoy en día, el debate sigue abierto, aunque hay historiadores que opinan que en absoluto puede hablarse de una «primavera trágica» en la que el gobierno del Frente Popular hubiera perdido el control de la situación. La conclusión de la mayoría de ellos es clara: «La desestabilización política real en la primavera de 1936 no explica en modo alguno la sublevación militar [de julio de 1936] y menos aún la justifica». «La política y la sociedad españolas mostraban signos inequívocos de crisis, lo cual no significa necesariamente que la única salida fuera una guerra civil».

## El detonante: el golpe de Estado de julio de 1936

### La conspiración militar

Ruta del Dragon Rapide, el avión que llevó a Francisco Franco a Tetúan donde tomó el mando de las tropas sublevadas.

Nada más conocerse la victoria del Frente Popular en las elecciones, se produjo un primer intento de «golpe de fuerza» por parte de la derecha para intentar frenar la entrega del poder a los vencedores. Fue el propio Gil Robles el primero que intentó sin éxito que el presidente del gobierno en funciones Manuel Portela Valladares declarase el «estado de guerra» y anulara los comicios. Le siguió el general Franco, aún jefe de Estado Mayor del Ejército, que se adelantó a dar las órdenes pertinentes a los mandos militares para que declarasen el estado de guerra (lo que según la ley de Orden Público de 1933 suponía que el poder pasaba a las autoridades militares), pero fue desautorizado por el todavía jefe de Gobierno Portela Valladares y por el ministro de la guerra el general Nicolás Molero.
El 8 de marzo de 1936 tuvo lugar en Madrid, en casa de un amigo de Gil Robles, una reunión de varios generales (Emilio Mola, Luis Orgaz Yoldi, Rafael Villegas, Joaquín Fanjul, Francisco Franco, Ángel Rodríguez del Barrio, Miguel García de la Herrán, Manuel González Carrasco, Andrés Saliquet y Miguel Ponte, junto con el coronel José Enrique Varela y el teniente coronel Valentín Galarza, como hombre de la UME), en la que acordaron organizar un «alzamiento militar» que derribara al gobierno del Frente Popular recién constituido y «restableciera el orden en el interior y el prestigio internacional de España». También se acordó que el gobierno lo desempeñaría una Junta Militar presidida por el general Sanjurjo, que en esos momentos se encontraba en el exilio en Portugal.
Desde finales de abril, fue el general Mola quien tomó la dirección de la trama golpista (desplazándose así el centro de la conspiración de Madrid a Pamplona), adoptando el nombre clave de «el Director». Este continuó con el proyecto de constituir una Junta Militar presidida por el general Sanjurjo, y comenzó a redactar y difundir una serie de circulares o «Instrucciones reservadas» en las que fue perfilando la compleja trama que llevaría adelante el golpe de Estado. La primera de las cinco instrucciones la dictó el 25 de mayo y en ella ya apareció la idea de que el golpe tendría que ir acompañado de una violenta represión.
Mola consiguió comprometer en el golpe a numerosas guarniciones, gracias también a la trama clandestina de la UME pero tenía dudas sobre el triunfo del golpe en el lugar fundamental, Madrid, y también sobre Cataluña, Andalucía y Valencia. Así pues, el problema de los militares implicados era que, a diferencia del golpe de Estado de 1923, ahora no contaban con la totalidad del Ejército (ni de la Guardia Civil ni las otras fuerzas de seguridad) para respaldarlo. Una segunda diferencia respecto de 1923 era que la actitud de las organizaciones obreras y campesinas no sería de pasividad ante el golpe militar sino que como habían anunciado desencadenarían una revolución. Por estas razones se fue retrasando una y otra vez la fecha del golpe militar, y por eso, además, el general Mola, «el Director», buscó el apoyo de las milicias de los partidos antirrepublicanos (requetés y falangistas) y el respaldo financiero de los partidos de la derecha. Al gobierno de Casares Quiroga le llegaron por diversas fuentes noticias de lo que se estaba tramando pero no actuó con contundencia contra los conspiradores.

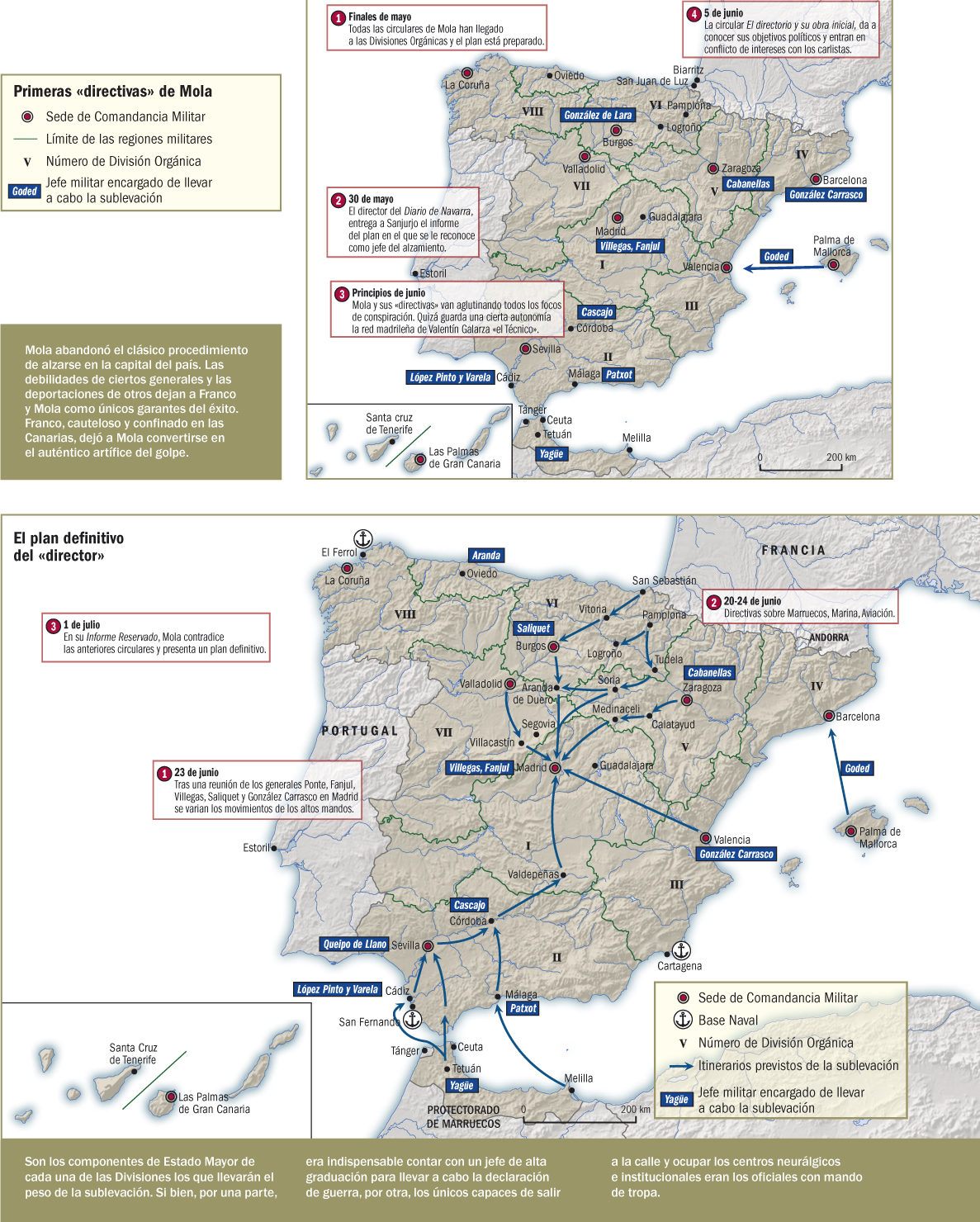
Mapas que representan los planes esbozados por Mola para dar el golpe de Estado que derribase a la Segunda República.

A principios de julio de 1936 la preparación del golpe militar estaba casi terminada, aunque el general Mola reconocía que «el entusiasmo por la causa no ha llegado todavía al grado de exaltación necesario» y acusaba a los carlistas de seguir poniendo dificultades al continuar pidiendo «concesiones inadmisibles». El plan del general Emilio Mola era un levantamiento coordinado de todas las guarniciones comprometidas, que implantarían el estado de guerra en sus demarcaciones, comenzando por el Ejército de África, que entre los días 5 y 12 de julio realizó unas maniobras en el Llano Amarillo donde se terminaron de perfilar los detalles de la sublevación en el Protectorado de Marruecos. Como se preveía que en Madrid era difícil que el golpe triunfase por sí solo (la sublevación en la capital estaría al mando del general Fanjul), estaba previsto que desde el norte una columna dirigida por el propio Mola se dirigiera hacia Madrid para apoyar el levantamiento de la guarnición de la capital. Y por si todo eso fallaba también estaba planeado que el general Franco, después de sublevar las islas Canarias, se dirigiría desde allí al Protectorado de Marruecos a bordo del avión Dragon Rapide, fletado en Londres el 6 de julio por el corresponsal del diario ABC Luis Bolín gracias al dinero aportado por el financiero Juan March, para ponerse al frente de las tropas coloniales, cruzar el estrecho de Gibraltar y avanzar sobre Madrid.
Una vez depuesto el gobierno de la República, se instauraría una dictadura militar siguiendo el modelo de la dictadura de Primo de Rivera, al frente de la cual se situaría el exiliado general Sanjurjo. «Los sublevados llevaron a cabo su acción pretendiendo que se alzaban contra una revolución absolutamente inexistente en la época en que actúan, inventan documentos falsos que compuso Tomás Borrás y que hablaban de un gobierno soviético que se preparaba, y de hecho lo que representaban era la defensa de las posiciones de las viejas clases dominantes, la lucha contra las reformas sociales, más o menos profundas, que el Frente Popular pone de nuevo en marcha», ha afirmado el historiador Julio Aróstegui.
El asesinato de José Calvo Sotelo en la madrugada del 13 de julio aceleró el compromiso con la sublevación de los carlistas y también de la CEDA y acabó de convencer a los militares que tenían dudas, entre ellos, según Paul Preston, al general Francisco Franco. Además, el general Mola decidió aprovechar la conmoción que había causado en el país el doble crimen (los asesinatos del teniente Castillo y de Calvo Sotelo), y el día 14 adelantó la fecha de la sublevación que quedó fijada para los días 18 y 19 de julio de 1936, según el historiador Julio Gil Pecharromán.

### La sublevación del 17 al 20 de julio
El 17 de julio por la mañana en Melilla, los dos coroneles y otros oficiales que estaban al tanto del alzamiento militar se reúnen en el departamento cartográfico y trazan los planes para ocupar el 18 los edificios públicos, planes que comunican a los dirigentes falangistas. Uno de los dirigentes locales de la Falange informa al dirigente local de Unión Republicana, llegando esta información al General Romerales, Comandante Militar de Melilla, que a su vez informa a Casares Quiroga. Romerales envía por la tarde una patrulla de soldados y guardias de asalto a registrar el departamento cartográfico. El coronel al mando del mismo retrasa el registro y llama al cuartel de la Legión, desde donde le envían un grupo de legionarios. Ante estos, la patrulla se rinde y los sublevados proceden a arrestar a Romerales (que fue fusilado junto con el delegado del gobierno y el alcalde de Melilla que se habían resistido a la rebelión), proclaman el estado de guerra e inician anticipadamente el levantamiento, informando a sus compañeros del protectorado de Marruecos que habían sido descubiertos. Esto hizo que se adelantase en Marruecos la fecha prevista. En los tres días siguientes el golpe se extendió a las guarniciones de la península, Canarias y Baleares.
Los militares sublevados no consiguieron alcanzar su objetivo principal de apoderarse del punto neurálgico del poder, Madrid, ni de las grandes ciudades, como Barcelona, Valencia, Bilbao, Málaga o Murcia (aunque sí controlaban Sevilla, Valladolid, Zaragoza y Córdoba), pero dominaban cerca de la mitad del territorio español, ya que controlaban prácticamente el tercio norte peninsular (Galicia, León, Castilla la Vieja, Álava, Navarra, gran parte de la provincia de Cáceres, incluida la capital, y la mitad occidental de Aragón, incluyendo las tres capitales provinciales), menos la franja cantábrica formada por Asturias, Santander, Vizcaya y Guipúzcoa, que quedó aislada del resto de la zona republicana, y Cataluña. Además dominaban las ciudades andaluzas de Sevilla (donde el general Gonzalo Queipo de Llano se hace con inusitada determinación con el mando de la 2.ª División Orgánica), Córdoba y Cádiz conectadas entre sí por una estrecha franja (así como la ciudad de Granada, pero aislada del resto), más todo el Protectorado de Marruecos y los dos archipiélagos, Canarias (menos la isla de La Palma) y Baleares (excepto Menorca). Fuera de esta área controlaban determinados lugares y puntos de resistencia aislados dentro de la zona republicana como la ciudad de Oviedo (que soportó un asedio por parte de los republicanos durante 90 días, hasta la entrada de las tropas franquistas el 17 de octubre), el cuartel de Simancas en Gijón, el Alcázar de Toledo o el santuario de la Virgen de la Cabeza en Andújar. Esta España controlada por los sublevados era en general «la España interior, rural, de formas sociales más retardatarias, de grandes y medianos propietarios agrarios, y con extenso proletariado agrario también».

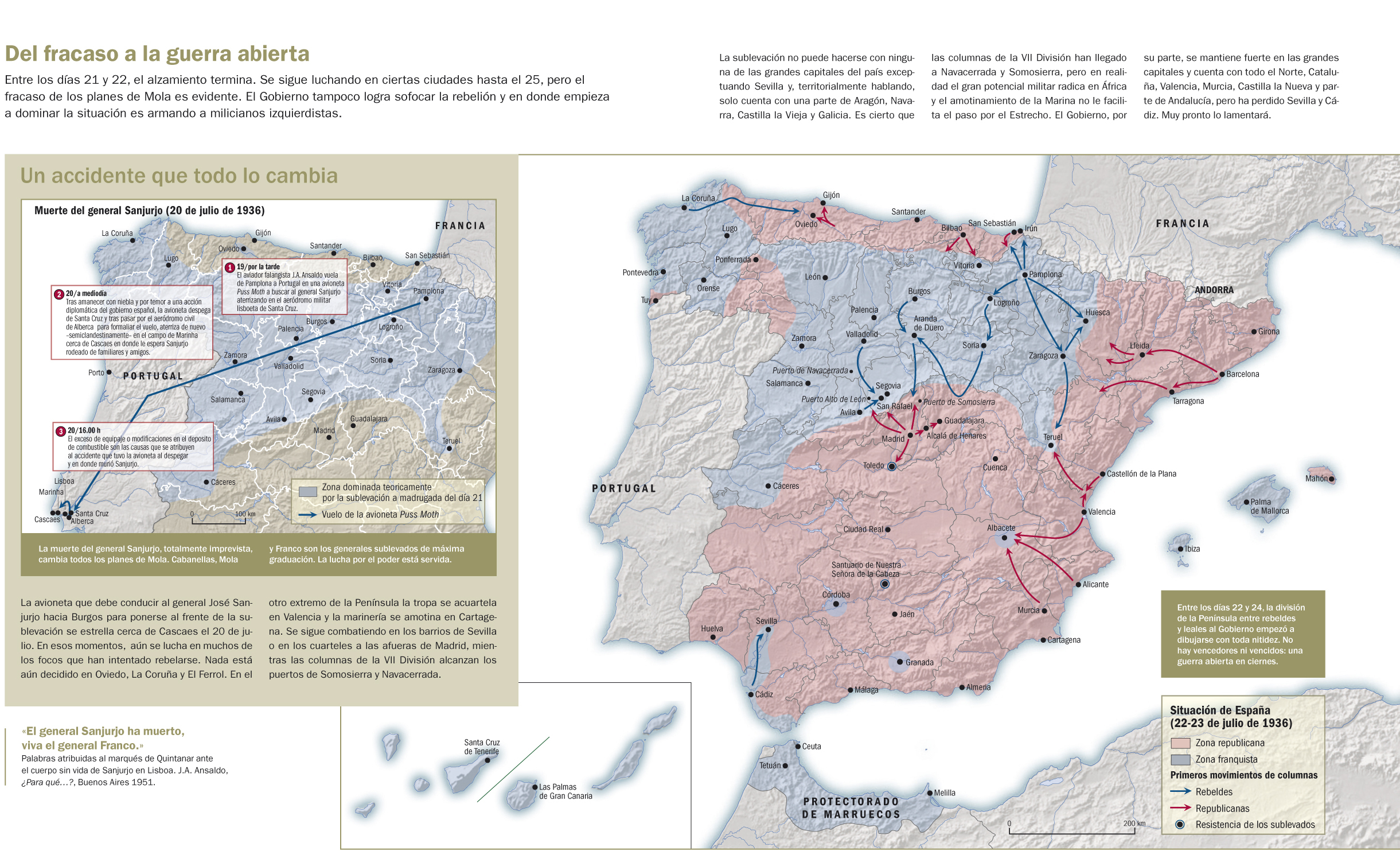
Situación el 23 de julio de 1936 tras el fracaso parcial del golpe de Estado. En azul las zonas controladas por los sublevados.

En la zona sublevada la muerte en accidente de aviación del que iba a ser el jefe de la rebelión, el general Sanjurjo, provocó que los generales sublevados decidieran crear el jueves 23 de julio una Junta de Defensa Nacional, que quedaría constituida al día siguiente en Burgos, y que estaría integrada por los generales Miguel Cabanellas, que fue nombrado presidente de la Junta por ser el general más antiguo entre los sublevados, Andrés Saliquet, Miguel Ponte, Emilio Mola y Fidel Dávila, además del coronel Federico Montaner y el coronel Moreno Calderón. En el Decreto n.º 1 que publicó la Junta se establecía que esta asumía «todos los poderes del Estado» y que representaría al país ante los poderes extranjeros, aunque en las semanas siguientes ningún país la reconoció y siguió considerando como gobierno legítimo de España al de Madrid presidido por el republicano de izquierda José Giral. El 27 de julio de 1936 llegó a España el primer escuadrón de aviones italianos enviado por Benito Mussolini.
La zona fiel a la República ocupa grosso modo la mitad este de la Península: la parte oriental de Aragón (menos las tres capitales), Cataluña, Valencia, Murcia, Andalucía oriental (menos la ciudad de Granada), Madrid, Castilla la Nueva y La Mancha. En el oeste controlaba las provincias de Badajoz y de Huelva. Aislada de esta zona quedaba la franja cantábrica formada por Asturias (menos Oviedo y Gijón), Santander, Vizcaya y Guipúzcoa. El territorio leal era superior en extensión al rebelde y se trataba, por lo general, de las zonas de España «socialmente más evolucionadas, con importante población urbana, más industrializadas y con núcleos de obrerismo modernos organizados».
Así pues, el resultado del levantamiento era incierto pues tuvo éxito en unos sitios y fracasó en otros, por lo que España quedó dividida en dos zonas: una controlada por los militares que se habían alzado contra la República (la zona sublevada) y otra que permaneció fiel al gobierno (la zona republicana). Aproximadamente un tercio del territorio español había pasado a manos rebeldes, con lo que ninguno de los dos bandos tenía absoluta supremacía sobre el otro. La intentona de derrocar de un golpe a la República había fracasado estrepitosamente. Ambos bandos se prepararon para lo inevitable: un enfrentamiento que iba a desangrar España durante tres largos años. La guerra civil española acababa de empezar.

## Las operaciones militares

Mapa general del desarrollo de la guerra.
Leyenda
Zona sublevada inicial - julio 1936
Avance sublevados hasta septiembre de 1936
Avance sublevados hasta octubre de 1937
Avance sublevados hasta noviembre de 1938
Avance sublevados hasta febrero de 1939
Última zona bajo control republicano
Principales centros de los sublevados
Principales centros republicanos
Batallas terrestres
Batallas navales
Ciudades bombardeadas
Campos de concentración
Masacres
Campos de refugiados

### Los dos ejércitos
Aunque se trata de un tema muy controvertido, la mayoría de los historiadores calculan que un 70 % de los 15 000 jefes y oficiales en activo en 1936 combatieron en el bando sublevado (1236 fueron fusilados o encarcelados por ser desafectos al bando vencedor en cada lugar), mientras que, por el contrario, la mayor parte de los 100 generales no se sublevaron. De los 210 000 soldados de tropa y suboficiales que teóricamente formaban el ejército regular en 1936, unos 120 000 quedaron en la zona sublevada, pero lo más decisivo fue que entre ellos se encontraban los 47 000 que formaban el Ejército de África que constituían las mejores tropas del ejército español. La Guardia Civil, por su parte, quedó muy dividida entre los leales y los rebeldes a la República.
Si se considera la evolución durante la guerra el dato es muy favorable para los sublevados, pues mientras durante ese tiempo la plantilla de jefe y oficiales del bando rebelde fue creciendo hasta alcanzar los 14 104 efectivos el 1 de abril de 1939, la del bando republicano fue disminuyendo hasta quedar reducida a 4771, debido fundamentalmente al pase al bando rival de muchos jefes y oficiales en el transcurso de la guerra. Como ha señalado el historiador Francisco Alía Miranda, de la Universidad de Castilla-La Mancha, hay que tener presente que la mayoría de los 18 000 oficiales que había en España en julio de 1936 aplaudieron el golpe, ya que predominaba entre ellos una mentalidad conservadora, corporativa y militarista. Pero hay otro factor que explica la disminución del número de jefes y oficiales en la zona republicana y fue que más de la mitad de los que quedaron en esa zona tras el golpe rehusaron obedecer a las autoridades republicanas, algo que no sucedió en el bando sublevado. Así que mientras que en el bando sublevado solo 258 militares fueron fusilados o expulsados del Ejército, en el bando republicano fueron expulsados 4450, de los cuales 1729 fueron fusilados. E incluso en este bando a muchos oficiales no se les concedió el mando de tropa por desconfiar de ellos y solo ocuparon puestos burocráticos.
Así pues, el bando sublevado no tuvo que construir su ejército sino que contó desde el primer momento con las unidades militares (y las fuerzas de orden público) sublevadas durante el golpe ya organizadas y dirigidas por sus mandos, entre las que destacaba el ejército del Protectorado de Marruecos, el llamado Ejército de África, compuesto por la Legión Extranjera y los Regulares (tropas indígenas moras mandadas por oficiales españoles) que constituía la fuerza militar más experimentada de todo el ejército español. Por otro lado las milicias carlistas (requetés) y las milicias falangistas que apoyaron a los sublevados fueron integradas en el ejército del que se consideraban aliadas y no enemigas (al contrario de lo que sucedió en el bando republicano donde las milicias obreras, especialmente las milicias confederales anarquistas, siempre desconfiaron de la institución militar, con la excepción de las milicias comunistas).
En el bando sublevado el ejército alcanzó rápidamente la unidad de mando y dominó completamente la vida civil de la zona sublevada, que ellos llamaban zona nacional. La muerte en un accidente de aviación en los primeros días del golpe del general Sanjurjo, que era el militar elegido por sus compañeros para encabezar la sublevación, hizo que el mando en la zona sublevada quedara entonces repartido entre los generales Emilio Mola y Francisco Franco, pero solo dos meses después, el 1 de octubre, el general Franco asumió el mando único militar y político (el general Mola murió en otro accidente de avión al año siguiente, el 3 de junio de 1937).

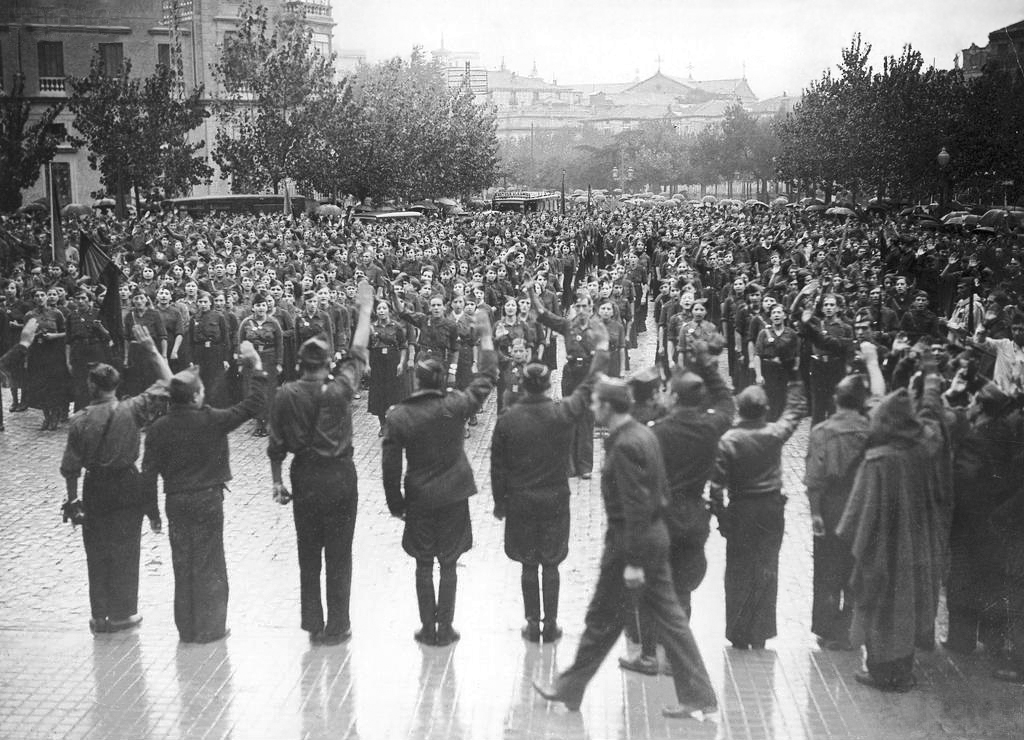
Milicias de la Falange en un desfile en Zaragoza (octubre de 1936).

«El fenómeno de la centralización militar del esfuerzo de guerra en la zona sublevada hizo que no se permitiese nada que se asemejase a la desunión política, al rencor entre grupos políticos y a la falta de confianza en los mandos y jefes de la campaña, todo lo cual se manifestó especialmente en la retaguardia republicana del norte, en Aragón y en Cataluña, que es donde se perdió realmente la guerra. (...) A medida que la República iba perdiendo la guerra, aumentaban el hambre y las privaciones en la retaguardia, creándose una situación infernal, con refugiados, bombardeos, escasez y frío».

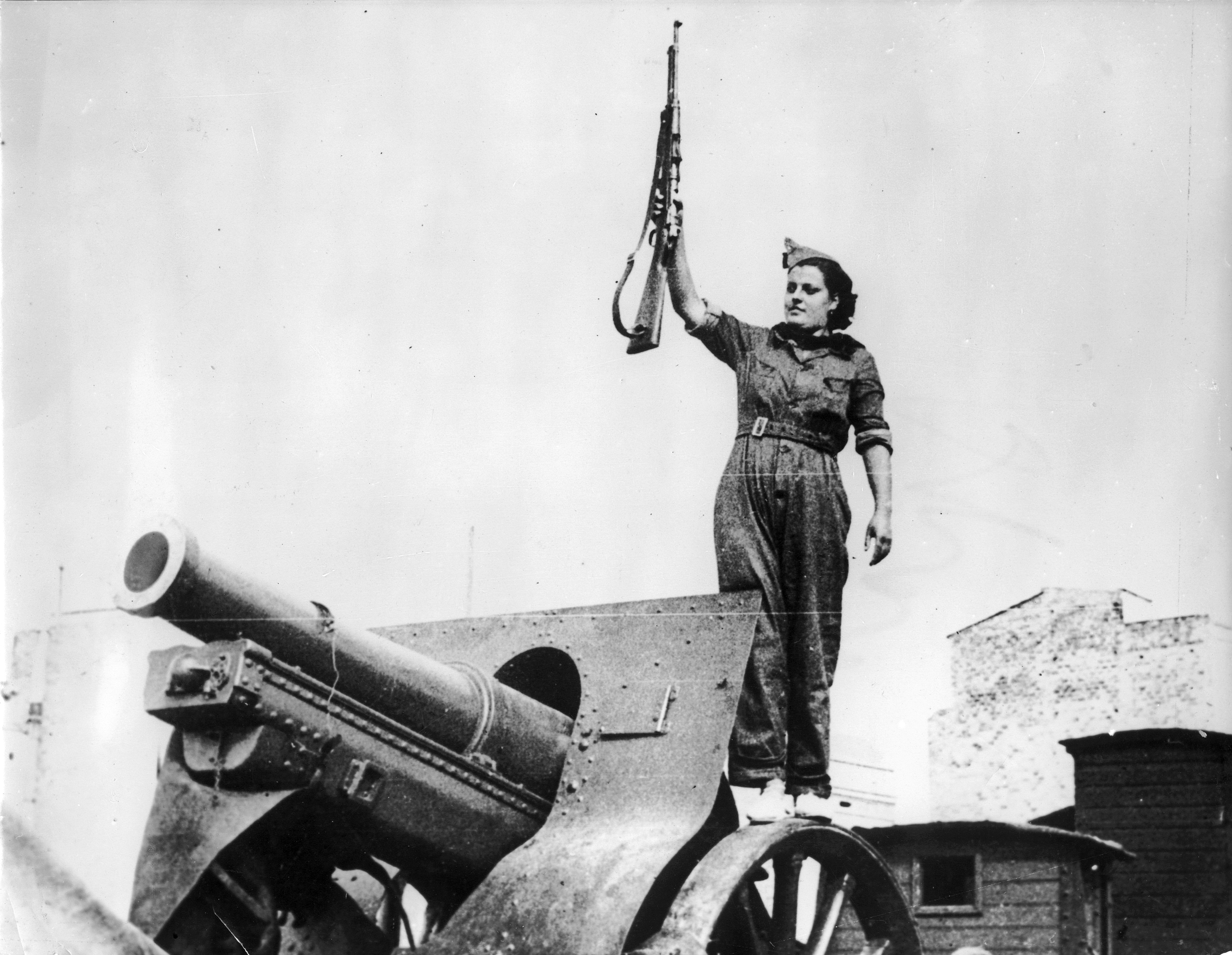
Miliciana posa con un rifle sobre un cañón en Barcelona, 1936. Tras la revolución social española de 1936, se reivindicó la incorporación de las mujeres en el entorno militar.

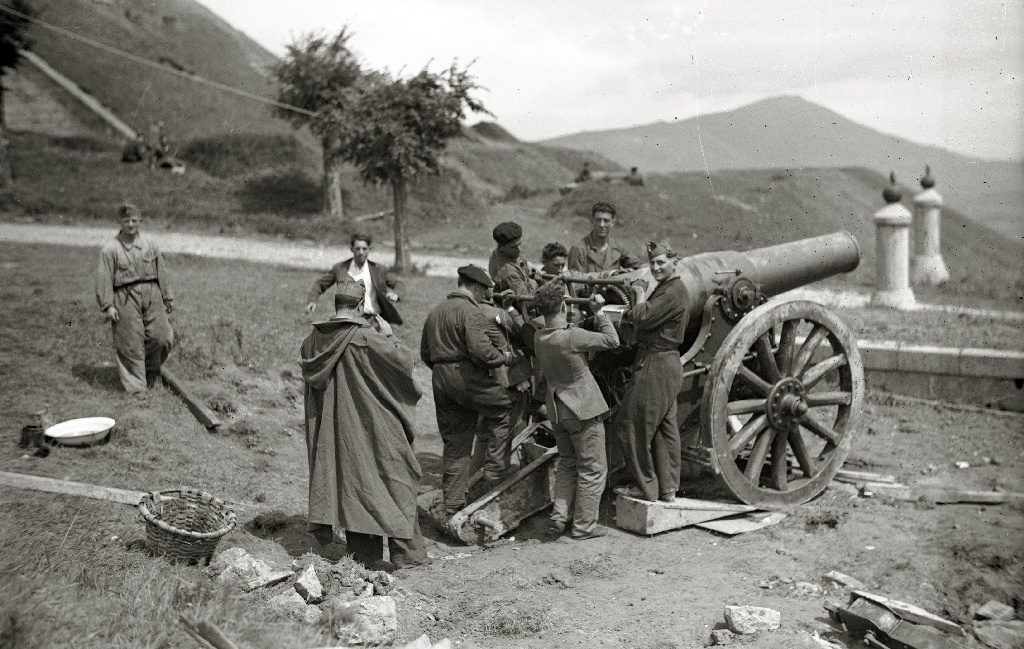
Artilleros republicanos en el Fuerte de San Marcos, entre San Sebastián y Guipúzcoa, 1936.

En cuanto a la ayuda extranjera, el bando sublevado recibió armas de todo tipo y aviones prácticamente desde el primer día por parte de la Alemania nazi y la Italia Fascista a la que pronto se añadieron unidades militares completas (la Legión Cóndor alemana y el CTV italiano) en un flujo continuo que nunca se detuvo a largo de la guerra.

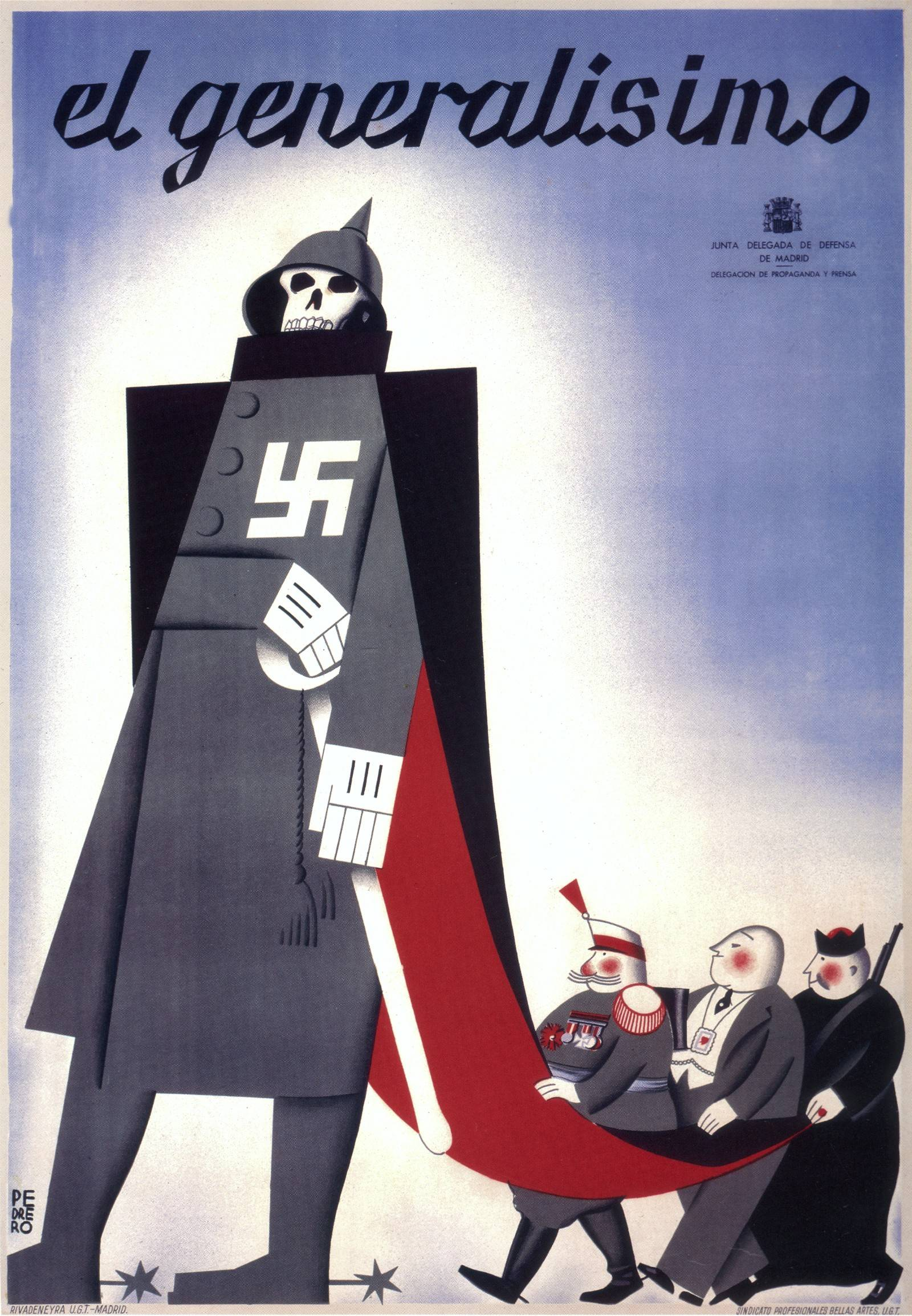
Cartel propagandístico del bando republicano. Muestra al generalísimo Franco, como la Muerte, apoyado por un general de las potencias del Eje, un capitalista y un sacerdote.

Por su parte el bando republicano no pudo contar con prácticamente ninguna unidad militar completa organizada y disciplinada con todos sus mandos y suboficiales y durante los primeros meses la fuerza militar que se opuso al ejército sublevado, tras la decisión del gobierno de José Giral de licenciar a las tropas para evitar que la sublevación se extendiera, estuvo constituida por columnas improvisadas integradas por unidades sueltas y por las milicias de las organizaciones obreras, que cuando estaban mandadas por oficiales de carrera estos a menudo suscitaban sospechas de traición entre los combatientes. Fue a partir de la formación del gobierno de Largo Caballero el 5 de septiembre de 1936 cuando se inició el proceso de construcción de un verdadero ejército, con la militarización de las milicias y su integración en las Brigadas Mixtas, primer paso para la creación del Ejército Popular que solo se logró tras la superación de la crisis de los «sucesos de mayo de 1937» y la formación a continuación del gobierno de Juan Negrín. Pero el ejército republicano siempre tuvo un problema estructural de difícil solución: la falta de mandos profesionales (según los cálculos de Michael Alpert, solo un 14 % de los militares que figuraban en el Anuario Militar de 1936 servían todavía en 1938 en el ejército de la República). Un problema que fue especialmente acuciante en el caso de la Armada. Algo que reconoció el general republicano Vicente Rojo, que escribió:

Hemos creado un ejército con el nombre de tal, con toda la nomenclatura y sistema de mandos de un ejército regular... pero sólo hemos subido los primeros peldaños para alcanzar la cumbre.

Además en el bando republicano la unidad de mando solo se logró (y nunca fue completa) a mediados de 1937 cuando el Ejército Popular estuvo completamente estructurado y, por otro lado, solo a partir de ese momento las necesidades militares se impusieron sobre las de la vida civil (marcada por la Revolución Social de 1936). Y también, a diferencia del bando sublevado, era el gobierno quien tomaba las decisiones pero siguiendo casi siempre las recomendaciones del jefe de Estado Mayor, el coronel y luego general Vicente Rojo, y de otros militares leales.
En cuanto a la ayuda extranjera la República, a causa de que Francia y Reino Unido no acudieron en su ayuda y además impulsaron el pacto que dio nacimiento al Comité de No Intervención (cuya prohibición de suministrar armas a alguno de los bandos contendientes no fue cumplida ni por Alemania ni por Italia, a pesar de haber firmado el acuerdo) la República tuvo que adquirir el material bélico donde pudo, a menudo recurriendo a los traficantes de armas que en ocasiones les vendieron material anticuado o en muy mal estado a precios astronómicos. Esto le hizo depender de los suministros que le proporcionó la Unión Soviética, después de que Stalin superara sus dudas sobre la ayuda a los republicanos españoles, cuyo material bélico (armas automáticas, tanques y aviones) acompañado de instructores y consejeros militares soviéticos, junto con las Brigadas Internacionales reclutadas por la Internacional Comunista o Komintern, no comenzó a llegar hasta octubre de 1936 y luego las sucesivas entregas se interrumpieron en varias ocasiones en función de la coyuntura internacional europea (que determinaron, por ejemplo, que el gobierno francés abriera o cerrara la frontera) y del creciente bloqueo impuesto por la Armada sublevada en los puertos republicanos.

### Julio-octubre de 1936: avance sobre Madrid y campaña de Guipúzcoa

El frente a los cuatro meses de la rebelión militar.
Leyenda
Zona controlada por los sublevados
República Española
Principales centros de los sublevados
Principales centros de la República

Nada más conocerse el 17 de julio por la tarde que la sublevación militar había triunfado en el Protectorado de Marruecos, el ministro de Marina José Giral (que dos días después acabaría presidiendo el gobierno de la República tras la dimisión de Santiago Casares Quiroga y del gobierno «relámpago» de Diego Martínez Barrio) ordenó que varios barcos de guerra de la Marina se dirigieran al estrecho de Gibraltar para que bloquearan las plazas de Ceuta, Larache y Melilla y evitar así el paso a la península de las tropas coloniales. De la base de Cartagena salieron los destructores Almirante Valdés, Lepanto y Sánchez Barcáiztegui, con orden de navegar a máxima potencia hasta el estrecho. Gracias a que las dotaciones de esos barcos se rebelaron contra sus oficiales, que estaban comprometidos en el golpe, los sublevados no pudieron disponer inicialmente del Ejército de África, compuesto por la Legión Extranjera y los regulares (tropas formadas por marroquíes mandados por oficiales españoles).
El mismo día 19 de julio en que fue sofocada la rebelión en Madrid, salieron de la capital hacia la sierra de Guadarrama varias columnas compuestas por milicianos y por tropas de las unidades militares que habían sido disueltas por orden del gobierno para evitar que se pudieran sumar a la sublevación. Allí consiguieron impedir que las columnas de los sublevados enviadas por el general Mola desde Castilla y León y desde Navarra consiguieran atravesar los puertos de montaña de la sierra madrileña y llegar a la capital. El frente norte de Madrid quedó así estabilizado hasta el final de la guerra. Esta primera campaña de la Guerra Civil fue conocida con el nombre de batalla de Guadarrama.

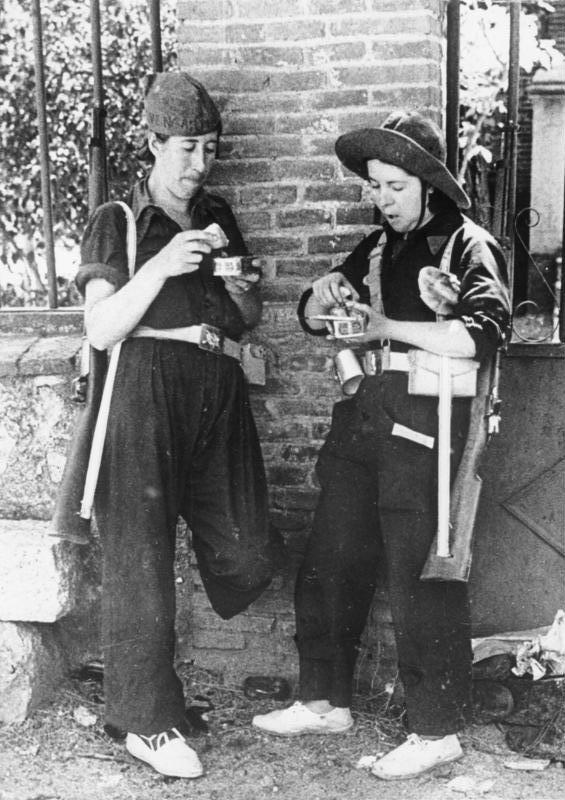
Milicianas republicanas haciendo un descanso en los combates en el verano de 1936.

Desde Barcelona, también una vez sofocada la rebelión, salieron varias columnas formadas rápidamente por las organizaciones obreras y los partidos de izquierda para dirigirse a Aragón. Junto con las columnas del POUM y del PSUC (y una de Esquerra Republicana de Catalunya que salió desde Tarragona), el contingente más importante lo aportaron las milicias confederales de las organizaciones anarquistas (CNT, FAI, Juventudes Libertarias). La primera y más numerosa fue la columna Durruti, así llamada porque estaba encabezada por el líder de la FAI Buenaventura Durruti, que salió de Barcelona el día 24 en dirección a Zaragoza. Las también anarquistas columna Ascaso y columna Los Aguiluchos de la FAI salieron en dirección a Huesca. pero ninguna de ellas consiguió alcanzar sus objetivos de liberar las tres capitales aragonesas (desde Valencia había salido hacia Teruel la columna de Hierro), y el frente de Aragón quedó estabilizado, aunque los anarquistas llevaron la revolución a la mitad oriental de Aragón donde crearon el Consejo Regional de Defensa de Aragón.
También desde la ciudad condal se organizó una expedición a las islas Baleares, de las que solo Menorca continuaba republicana. La operación iniciada el 8 de agosto al mando del capitán Bayo tuvo un éxito inicial al conseguir ocupar una franja de la costa de Mallorca, pero el desembarco de Mallorca acabó en un completo fracaso. Otro fracaso fue la ofensiva de Córdoba, «donde la situación estaba indecisa, lo que constituyó una de las pocas iniciativas estratégicas republicanas». Fue organizada desde Albacete por el general Miaja, cuyo jefe de Estado Mayor era el teniente coronel José Asensio Torrado, pero el avance se detuvo pronto (el general Miaja situó su cuartel general en Montoro) y los republicanos no pudieron reconquistar la Andalucía occidental, en manos de los sublevados especialmente después de la llegada de las primeras unidades procedentes del Protectorado de Marruecos.
La situación de bloqueo en que se encontraba el Ejército de África (la principal fuerza de combate con que contaban los sublevados para tomar Madrid, una vez detenidas las columnas del general Mola en la sierra de Guadarrama) se pudo superar gracias a la rápida ayuda que recibieron los sublevados de la Alemania nazi y de la Italia fascista. El 26 de julio llegaron a Marruecos los primeros veinte aviones de transporte alemanes Junkers, que se podían convertir fácilmente en bombarderos, acompañados por cazas, y, cuatro días después, el 30 de julio, los primeros nueve cazabombarderos italianos. Con estos medios aéreos el general Franco, jefe de las fuerzas sublevadas de Marruecos, pudo organizar un puente aéreo con la península para transportar a los legionarios y a los regulares, y además conseguir la superioridad aérea en el estrecho. Así pues, el 5 de agosto pudo cruzarlo con una pequeña flota llamada por la propaganda de los sublevados «Convoy de la Victoria». Sin embargo, el desbloqueo completo del paso del estrecho no se produciría hasta más tarde, cuando el gobierno republicano decidió transferir la mayoría de sus barcos de guerra al Cantábrico, lo que según el historiador Michael Alpert constituyó «quizá el mayor error de la Guerra Civil». Esta decisión estuvo motivada, entre otras razones, por la negativa de Reino Unido, que contaba con la flota naval de guerra más importante del Mediterráneo, a que el gobierno republicano detuviera el tráfico neutral dirigido al territorio enemigo, por lo que los buques de guerra republicanos no podrían impedir que los barcos mercantes alemanes e italianos desembarcaran material de guerra en los puertos de Ceuta, Melilla, Cádiz, Algeciras o Sevilla, controlados por los sublevados.

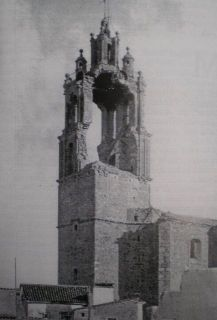
Iglesia en Almendralejo (Badajoz) destruida tras la toma de la ciudad por las tropas de Cabanillas en agosto de 1936.

El 1 de agosto el general Franco da la orden de que las columnas de legionarios, moros regulares y voluntarios avancen en dirección norte desde Sevilla para dirigirse a Madrid a través de Extremadura, teniendo el flanco izquierdo protegido por la frontera de Portugal, cuyo régimen salazarista apoyaba a los sublevados. Siguiendo esta ruta para llegar a la capital se unirían las dos zonas controladas por los sublevados. Se inicia así la Campaña de Extremadura. La llamada «columna de la muerte» a causa de la brutal represión que aplicó en las localidades extremeñas que fue ocupando, y cuyo hecho más destacado fue la matanza de Badajoz, avanzó rápidamente a un promedio de 24 kilómetros por día. El 10 de agosto tomó Mérida y el 15 Badajoz, estableciendo a continuación contacto con las fuerzas sublevadas del norte. El avance se volvió entonces en dirección noreste para alcanzar el valle del Tajo y el 2 de septiembre caía Talavera de la Reina, ya en la provincia de Toledo. El rápido avance de los sublevados hacia Madrid, unido a la noticia de la inminente caída de Irún (con lo que el norte quedaría completamente aislado del resto de la zona republicana), provocaron que el presidente José Giral, sintiéndose falto de apoyos y de autoridad, presentara la dimisión al presidente de la República Manuel Azaña. El 5 de septiembre se formaba un nuevo gobierno de «unidad antifascista» presidido por el socialista Francisco Largo Caballero, que asumió personalmente la cartera de Guerra, con el objetivo prioritario de organizar un ejército que pudiera detener el avance de los sublevados y ganar la guerra.
La rapidez con que cayeron una tras otra las poblaciones en el avance por Extremadura y el Tajo se debió fundamentalmente a que el Ejército de África estaba integrado por las tropas mejor entrenadas y curtidas en combate (legionarios y regulares), quizá las únicas verdaderamente profesionales en los primeros caóticos meses de guerra. En cambio las fuerzas republicanas estaban integradas en su mayoría por milicianos a los que les faltaba adiestramiento militar. «Eran indisciplinadas y tendían a huir, presas del pánico, abandonando las armas, las cuales constituían fusiles y piezas sueltas de artillería, dado que el desbarajuste originado en la capital por la sublevación no permitía una adecuada planificación militar. En julio y agosto se perdió mucho material militar. En contraste, los sublevados se armaban cada vez más con material extranjero, aparte del que tomaban al enemigo». Además los milicianos, cuya inmensa mayoría procedía de las organizaciones obreras y los partidos de izquierda, desconfiaban de los militares profesionales que pretendían mandarlos y por motivos ideológicos rechazaban la disciplina y la organización militares, a excepción de los comunistas que propugnaban la completa militarización de las milicias y la creación de un Ejército Popular siguiendo el modelo del Quinto Regimiento organizado por ellos.
El 21 de septiembre el Ejército de África tomaba el pueblo de Maqueda, a menos de 60 kilómetros de Madrid. Ese mismo día se reunían los generales sublevados en una finca de los alrededores de Salamanca para nombrar al general Franco como mando único y supremo de las fuerzas sublevadas. Una semana después volverían a reunirse para dilucidar el mando político. En ese intervalo de tiempo, el general Franco decidió desviar hacia Toledo las columnas que avanzaban hacia Madrid para levantar el asedio del Alcázar de Toledo, donde guardias civiles y algunos pocos cadetes de la Academia de Infantería al mando del director de la Escuela Central de Educación Física, el coronel José Moscardó, llevaban dos meses resistiendo los ataques republicanos. Esta decisión, que según algunos historiadores hizo perder a los sublevados la posibilidad de tomar Madrid antes de que se organizase su defensa, ha suscitado un debate entre los historiadores. Para una buena parte de ellos fue una decisión más política que militar, pues afianzó el prestigio del general Franco ante sus compañeros cuando se estaba discutiendo ya el mando único político. «El Alcázar encerraba un tesoro de legitimidad simbólica: academia militar, los sitiados resistían en medio de las ruinas, con los muros de la poderosa fábrica medio destruidos, refugiados en los sótanos. Con su liberación, Franco recibió un enorme capital político: el Alcázar era el símbolo de la salvación de España que, como una mártir, resucitaba del sepulcro al que la habían conducido sus enemigos». Además tuvo un enorme valor propagandístico para la causa de los sublevados. «Del Alcázar se hizo posteriormente un mito por los franquistas, cuyos principales extremos —el episodio de los diálogos de Moscardó y su hijo en manos de los asediadores, por ejemplo— están hoy absolutamente desacreditados». Sin embargo algunos historiadores afirman que también tuvo una motivación militar. «Parece convincente la explicación usual: el compañerismo militar y el valor propagandístico de rescatar a los asediados en el Alcázar imponían levantar el asedio cuanto antes. Es posible que hubiera motivos políticos, no separados de la ambición de Franco de ser generalísimo y jefe civil, que impusieran ese gesto heroico. Ahora bien, el hecho de tomar primero Toledo podía justificarse militarmente: asegurar esta ciudad permitiría atacar Madrid desde el sur y el este, protegiendo los flancos por el Tajo y contando con dos carreteras de primera categoría en lugar de una». El mismo día que era levantado el asedio, el 28 de septiembre, el general Franco era nombrado por sus compañeros de sublevación no solo «generalísimo de las fuerzas nacionales de tierra, mar y aire», sino también «jefe del Gobierno del Estado Español, mientras dure la guerra».
El día 8 de octubre, el Ejército de África alcanzó San Martín de Valdeiglesias, a unos cuarenta kilómetros de Madrid, donde tomó contacto con las fuerzas sublevadas del norte al mando del general Emilio Mola, que acababa de finalizar la campaña de Guipúzcoa tras tomar Irún, el 5 de septiembre y San Sebastián el 13 de septiembre, quedando el norte republicano rodeado por tierra por los «nacionalistas». Así pues, a principios de octubre, las fuerzas sublevadas se habían desplegado en un semicírculo alrededor de Madrid que partía de Toledo al sur y alcanzaba el noroeste a unos diez kilómetros al norte de El Escorial, y que se encontraba entre 40 y 55 kilómetros de la capital. Aunque las fuerzas republicanas opusieron mayor resistencia gracias a la reorganización militar emprendida por el gobierno Largo Caballero (con la formación de las Brigadas Mixtas al mando en su mayoría de militares de carrera y en las que fueron encuadradas las milicias, una militarización acompañada de la creación de la figura de los comisarios políticos), las fuerzas «nacionales» fueron estrechando el semicírculo que atenazaba la capital (mientras que en el norte el 17 de octubre rompían el cerco de Oviedo) y a principios de noviembre llegaron a los barrios del sur de Madrid. «El ataque a Madrid marcó el final del primer periodo de la guerra».

### Noviembre de 1936-marzo de 1937: la batalla de Madrid y la toma de Málaga

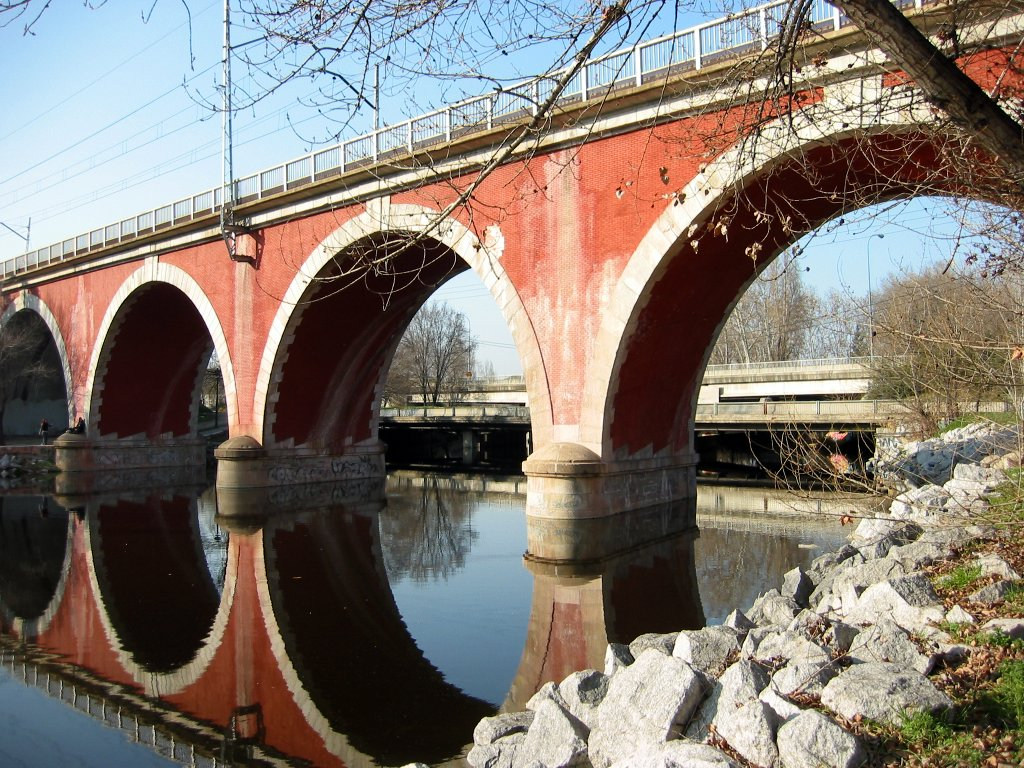
Puente de los Franceses, sobre el río Manzanares. Disputado puente durante la batalla de Madrid.

A primeros de noviembre los sublevados daban por hecho la toma de la capital del país. Radio Lisboa llegó a anunciar de forma precipitada, a comienzos de ese mes, la caída de la ciudad (narrando incluso la entrada triunfal de Franco a lomos de un caballo blanco). Ya el 5 de noviembre la columna jurídica que iba a encargarse de la represión de los republicanos (ocho consejos de guerra, dieciséis juzgados instructores y una Auditoría del Ejército de Ocupación), comandada por el coronel Ángel Manzaneque y Feltrer, se agrupó en Navalcarnero -a treinta kilómetros de Madrid- para aguardar la inminente victoria de las tropas franquistas.
El 6 de noviembre, cuando parecía que el ejército sublevado estaba a punto de entrar en Madrid, el gobierno de Largo Caballero decidió trasladarse a Valencia, encomendando la defensa de la ciudad al general Miaja que debería formar una Junta de Defensa de Madrid. «Una salida precipitada, mantenida en sigilo, sobre la que no se dio explicación pública alguna». «Quienes se quedaron en Madrid no pudieron interpretar estos hechos sino como una vergonzosa huida... sobre todo porque los madrileños fueron capaces de organizar su defensa». Dos días después comenzó la batalla de Madrid.

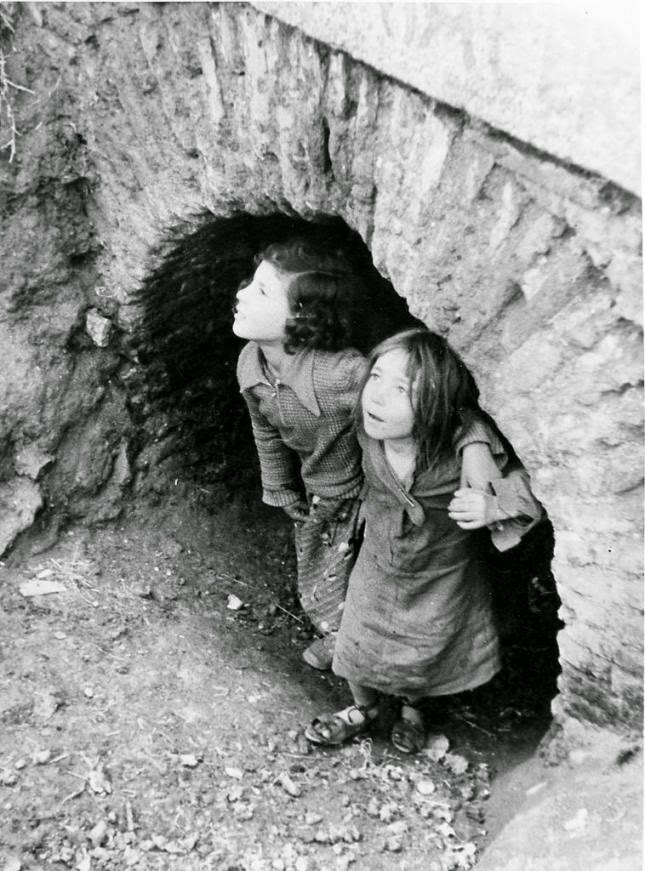
Niños escondiéndose durante un bombardeo sobre Madrid en 1937.

Dado que las fuerzas de los sublevados no eran superiores a las fuerzas republicanas que defendían Madrid (unos 23 000 soldados), la penetración en la capital tendría que ser rápida y en un frente muy estrecho. Una columna atravesaría el río Manzanares al norte del puente de los Franceses y avanzaría por la Ciudad Universitaria de Madrid para luego bajar por el paseo de la Castellana. Otra columna cruzaría el parque del Oeste para seguir por los bulevares y llegar a la plaza de Colón. Y una tercera cruzaría el barrio de Rosales para alcanzar la plaza de España y la calle Princesa. Para apoyar este avance se consideraba fundamental tomar el cerro de Garabitas en la Casa de Campo donde se podía situar la artillería y desde allí bombardear la ciudad. El éxito de la operación dependía de que los republicanos creyeran que el ataque se produciría por el sur y concentraran allí sus fuerzas, pero en la noche de 7 al 8 de noviembre, precisamente en el momento que iba comenzar la batalla de Madrid, el teniente coronel Vicente Rojo, jefe de Estado Mayor de la defensa de Madrid, conoció los planes de los atacantes gracias a los papeles encontrados en el cadáver de un oficial italiano del ejército sublevado.
Entre los días 8 y 11 de noviembre se produjeron violentos combates en la Casa de Campo. El día 13 los sublevados ocupaban el cerro de Garabitas y dos días después lograban cruzar el río Manzanares adentrándose en la Ciudad Universitaria. Pero de allí no pudieron pasar gracias a la resistencia que presentaron las fuerzas republicanas, reforzadas por la llegada de las primeras Brigadas Internacionales, de unidades de tanques soviéticos T-26 (cuya primera intervención se había producido en la batalla de Seseña) y de 132 aviones rusos «Moscas» y «Chatos» que disputaron la superioridad aérea a los 117 aviones de la Legión Cóndor alemana. El 23 de noviembre el general Franco desistió de continuar el infructuoso ataque frontal a la capital y el frente quedó ese día estabilizado.

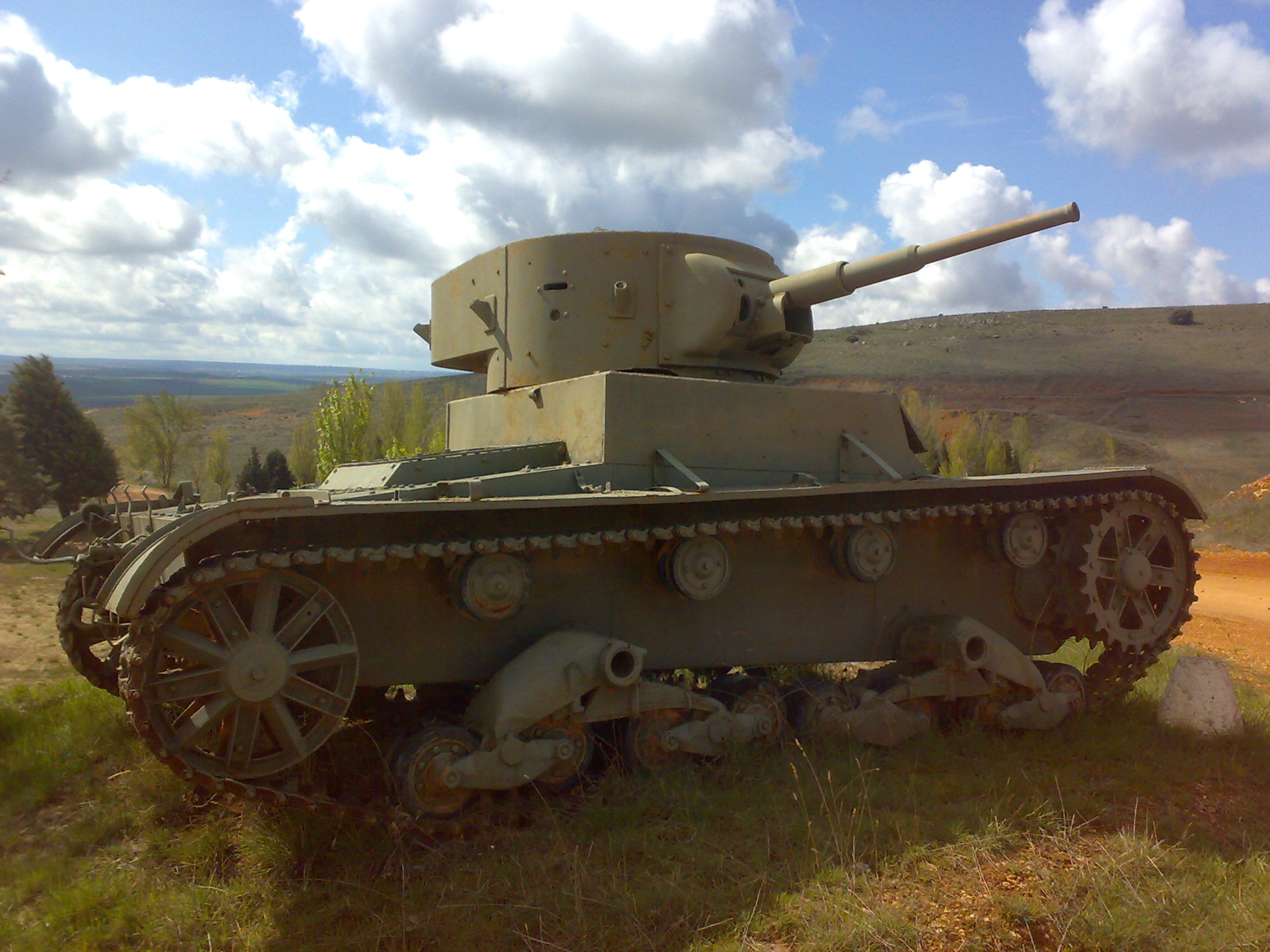
Tanque soviético T-26 usado por las fuerzas republicanas

«La resistencia de Madrid cambió el signo de la guerra. Ya no sería un conflicto de rápidos movimientos envolventes, sino de batallas a gran escala, de maniobras tácticas para alcanzar objetivos estratégicos, en las que unos cuantos centenares de metros de terreno tendrían significado y cuyo modelo sería la Primera Guerra Mundial, más que las campañas coloniales, única forma de guerra que los españoles conocían de modo directo».

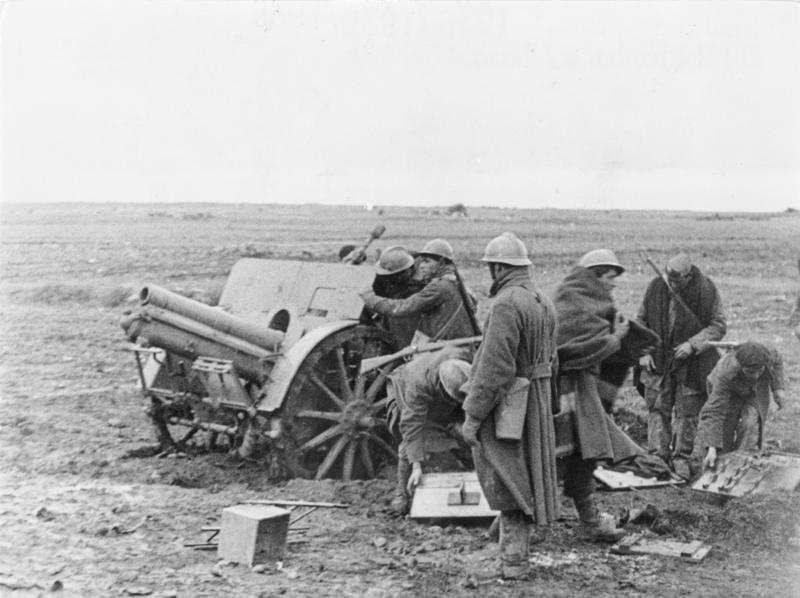
Artilleros italianos del bando sublevado disparando un cañón en la batalla de Guadalajara.

Al fracasar el ataque frontal los sublevados decidieron envolver Madrid por el noroeste concentrando sus fuerzas para cortar la carretera de La Coruña e intentar penetrar por allí en Madrid. En el primer intento que tuvo lugar a finales de noviembre (primera batalla de la carretera de La Coruña) solo consiguieron avanzar tres de los siete kilómetros previstos, quedando detenido el ataque. El segundo intento tuvo lugar en diciembre (segunda batalla de la carretera de La Coruña) y también resultó un fracaso. El tercer y último intento (la conocida como tercera batalla de la carretera de La Coruña) tuvo lugar a principios de enero de 1937 y constituyó la «primera batalla importante de la Guerra Civil en campo abierto». Los sublevados organizaron un importante ejército, llamado División Reforzada de Madrid, que contaba con tanques italianos, baterías antitanque para contrarrestar los T-26 soviéticos y artillería pesada. Frente a ella los republicanos desplegaron un ejército compuesto de cinco divisiones, cada una con tres brigadas, aunque algunas no estaban completas y muy pocas estaban mandadas por oficiales de infantería de carrera (para mandar las cinco divisiones se tuvo que recurrir a dos oficiales retirados por la ley Azaña de 1931, a dos oficiales provenientes de las fuerzas de seguridad, y a un miliciano, el comunista Juan Modesto). Entre los días 6 y 9 de enero la División Reforzada atacó hacia el norte y luego giró al este al llegar a la carretera de La Coruña, pero las fuerzas republicanas resistieron y los «nacionales» tuvieron que desistir en su avance.

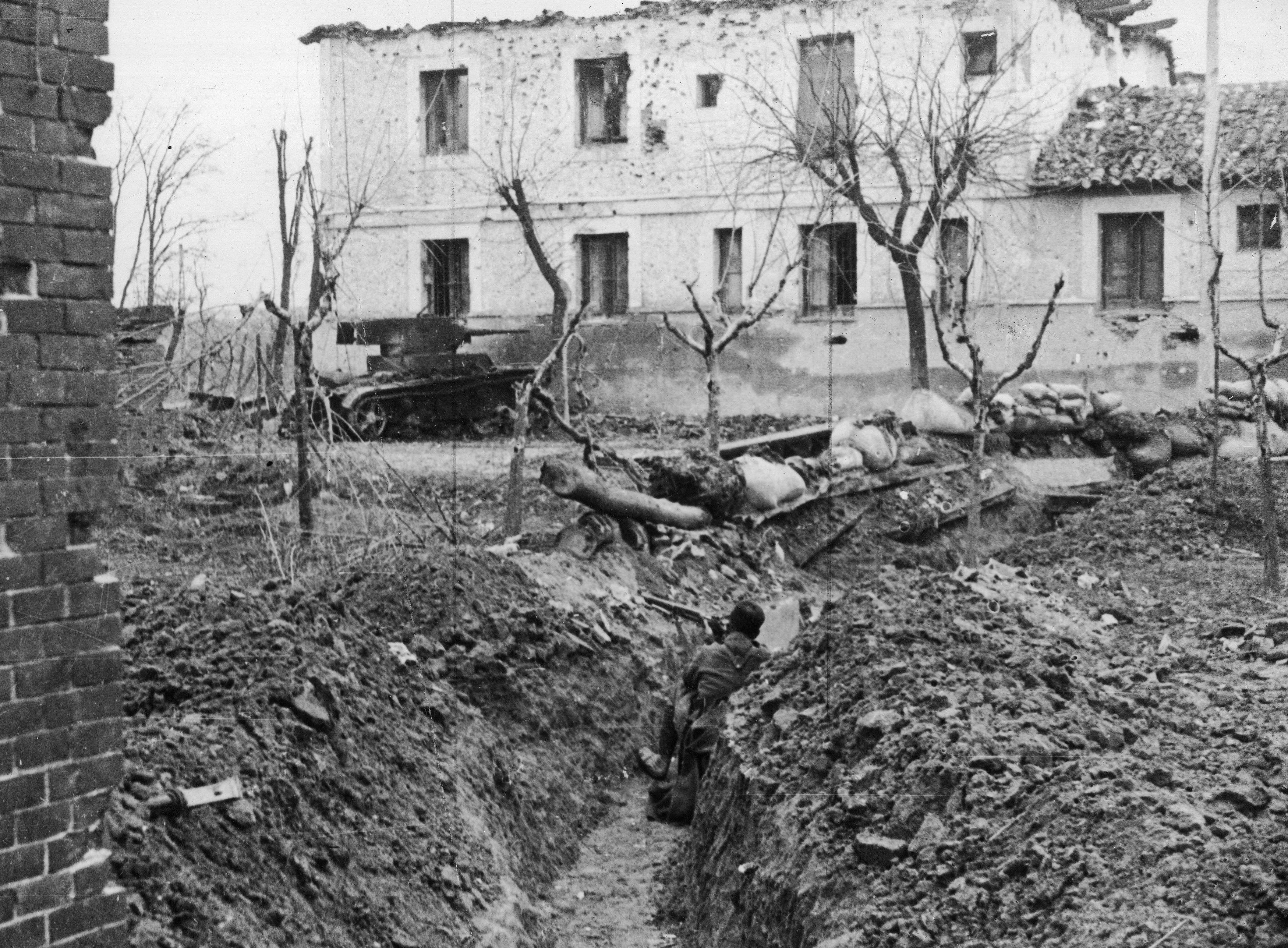
Trinchera nacional en El Escorial, Madrid (enero de 1937).

Fracasado el intento de envolver Madrid por el noroeste, los sublevados lo intentan por el sureste avanzando hacia el río Jarama para cortar la vital carretera de Valencia, por donde llegaban a Madrid la mayoría de sus suministros. La batalla del Jarama se inició el 4 de febrero con el ataque por unidades de la Legión Española y fuerzas regulares marroquíes, apoyadas por carros de combate, a las posiciones republicanas. El 11 de febrero tomaban el puente de Pindoque defendido por la compañía «André Marty» de la XII Brigada Internacional que tuvo 86 muertos. Los sublevados prosiguieron su avance pero las fuerzas republicanas apoyadas por unidades de tanques soviéticos dirigidos por el general «Pablo» (el general Rodímtsev) y el dominio del aire de la aviación republicana gracias a los «Chatos» les obligó a detenerse y renunciar a alcanzar la línea Arganda-Morata de Tajuña. Sin embargo los republicanos no pudieron recuperar el terreno perdido y el frente quedó estabilizado el 23 de febrero de 1937. Fue el final de la batalla del Jarama.
Mientras se iniciaba la batalla del Jarama, se producía la toma de Málaga por los sublevados el 8 de febrero de 1937, gracias especialmente a la intervención de las unidades motorizadas de la división de milicias fascistas italianas («legionari» del CTV, Corpo di Truppe Volontarie) que había comenzado a llegar a España dos meses antes enviada por Mussolini, imbuido de la idea de que el soldado fascista era muy superior al combatiente «rojo». El ataque había comenzado el 14 de enero de 1937 avanzando desde Ronda por el norte, siguiendo la carretera costera avanzando hacia Marbella por el oeste (con el apoyo de los dos modernos cruceros Baleares y Canarias que bombardeaban desde el mar y contra los que poco podían hacer los destructores y los más viejos y peor armados cruceros republicanos) y desde Granada hasta Alhama por el noreste. Aunque las milicias republicanas consiguieron contener el ataque tierra adentro, el día 5 de febrero convergieron varias columnas sobre Málaga encabezadas por las fuerzas italianas. Esto obligó a retirarse a las milicias a la capital pero allí faltas de mandos, de fortificaciones para la defensa y del apoyo de la flota republicana no tuvieron más remedio que emprender la huida hacia el este por la carretera costera de Málaga y Almería acompañadas de miles de civiles mientras eran ametrallados y bombardeados por la aviación italiana y los barcos de guerra de los sublevados. A los pocos días los sublevados llegaban a Motril haciendo numerosos prisioneros y obteniendo grandes cantidades de material. «Para el Gobierno republicano, la derrota demostró una profunda ineficacia y una falta de energía moral y señaló el comienzo de la decepción de los comunistas con respecto a la actuación de Largo Caballero como Jefe de Gobierno y ministro de la Guerra. Las salpicaduras llegaron a los mandos que Largo había nombrado, los cuales fueron procesados como resultado de las investigaciones llevadas a cabo después del desastre».
El tercer y último intento de envolver Madrid fue una iniciativa del Corpo di Truppe Volontarie (CTV) fascista italiano, a la que accedió el generalísimo Franco, y que dio lugar a la batalla de Guadalajara. La idea italiana de la ofensiva era atacar Madrid desde el noreste dirigiéndose a Guadalajara y una vez tomada esta ciudad cortar la carretera de Valencia y entrar en la capital. Para esta operación, en la que se seguiría la táctica de lo que los generales italianos llamaban «guerra relámpago» (las previsiones eran que en una semana, entre el 8 y el 15 de marzo de 1937, Madrid sería conquistada), se desplegaron buena parte de los 48 000 soldados con que contaba entonces el CTV (integrados en cuatro divisiones con 4000 vehículos, 542 cañones y 248 aviones).

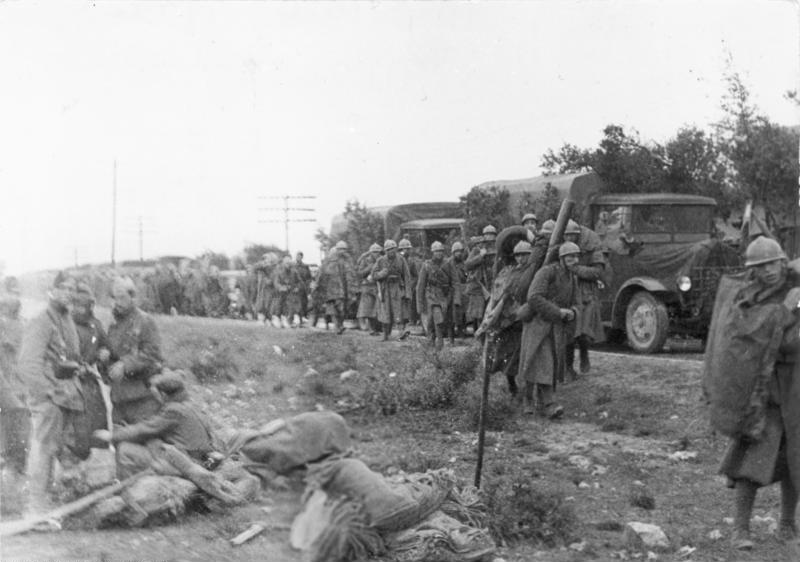
Soldados italianos del Corpo Truppe Volontarie durante la batalla de Guadalajara

El día 8 de marzo comenzó el ataque y en la noche del 9 al 10 de marzo la 3.ª División italiana tomaba Brihuega y el día 11 Trijueque encontrando una fuerte resistencia de las fuerzas republicanas, entre las que se encontraban la XI y la XII Brigadas Internacionales (de las que formaba parte el batallón Garibaldi integrado por italianos antifascistas), apoyadas por las unidades de tanques soviéticos y por la aviación, y ayudadas por el mal tiempo (los suelos embarrados por la lluvia dificultaba el avance de los vehículos e impedía el despegue de los aviones de los campos encharcados, mientras que los aviones republicanos sí disponían de campos de aviación utilizables). El 12 de marzo las tropas republicanas lanzaron una contraofensiva que hizo huir desmoralizada a la 3.ª División italiana y permitió recuperar en los días siguientes Trijueque y Brihuega, apoderándose de material abandonado por los italianos. El día 19 de marzo las fuerzas republicanas detuvieron su avance y organizaron líneas de defensa. El 23 de marzo terminó la batalla de Guadalajara que la prensa internacional liberal y de izquierdas llamó la «primera victoria contra el fascismo», destacando el hecho de que muchos «legionari» del CTV habían sido capturados por los «garibaldini» de las Brigadas Internacionales.
«Con la ayuda rusa la República había podido responder a la amenaza que suponía la llegada de armamento desde Italia y Alemania para el bando nacional. El Ejército Popular ya no consistía en bandas sueltas de milicianos con improvisados mandos. Había demostrado saber retirarse a fortificaciones preparadas, resistiendo con pequeñas retaguardias a la espera de refuerzos. Responder a esta técnica iba a exigir otras capacidades de las que poseía el CTV».

### Marzo-noviembre de 1937: la campaña del Norte y las batallas de Brunete y Belchite

Mapa de la Campaña del Norte

La batalla de Guadalajara fue el último intento del bando sublevado de tomar Madrid y solo una semana después de su final se inició la Campaña del Norte, el ataque de las fuerzas sublevadas contra la franja cantábrica que permanecía fiel a la República pero que estaba aislada por tierra del resto de la zona republicana. El objetivo de los «nacionales» era controlar sus importantes recursos mineros e industriales (especialmente las siderurgias y las fábricas de armas), además de que su conquista permitiría trasladar la flota sublevada al Mediterráneo para intentar detener el tráfico marítimo que se dirigía a los puertos republicanos. La ofensiva de las fuerzas sublevadas al mando del general Mola (unos 28 000 efectivos, incluidos los de las unidades del Corpo Truppe Volontarie italiano, apoyados por 140 aviones italianos y alemanes de la Legión Cóndor) se inició el 31 de marzo de 1937 desde las posiciones alcanzadas en octubre de 1936 en la campaña de Guipúzcoa, que se situaban a unos 35 kilómetros al oeste de San Sebastián, sobre las defensas de Vizcaya que había organizado el gobierno vasco presidido por José Antonio Aguirre desde octubre de 1936 tras haber aprobado las Cortes republicanas el Estatuto de Autonomía del País Vasco. El Ejército Vasco reclutado por Aguirre rechazaba la autoridad del general Francisco Llano de la Encomienda que era el jefe del Ejército del Norte, que teóricamente agrupaba a todas las fuerzas de Vizcaya, Santander y Asturias, y actuaba de forma independiente (en él no existía la figura del comisario político y tenía pocos mandos profesionales).

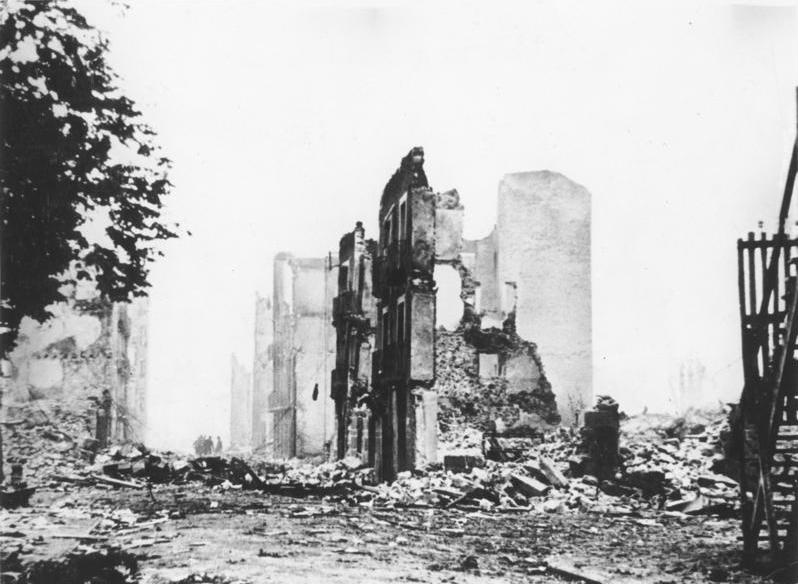
Bombardeo de Guernica, el 26 de abril de 1937

En la primera ofensiva de la campaña de Vizcaya las fuerzas «nacionales», aunque contaban con la superioridad naval y aérea (el grueso de la flota republicana se encontraba en el Mediterráneo y solo había un pequeño número de cazas soviéticos), avanzaron relativamente poco debido a la fuerte resistencia que encontraron y a las malas condiciones meteorológicas. La segunda ofensiva iniciada el 20 de abril tuvo más éxito alcanzando cinco días después la línea Guernica-Durango. El día 26 de abril, tras haber bombardeado Jaén y Durango los días anteriores, se produjo el bombardeo de Guernica por aviones alemanes de la Legión Cóndor y aviones italianos del CTV causando muchas víctimas civiles y una enorme destrucción porque además de las bombas convencionales utilizaron bombas incendiarias. Tres días después las fuerzas «nacionales» ocupaban la ciudad y el día 30 de abril llegaban a Bermeo.

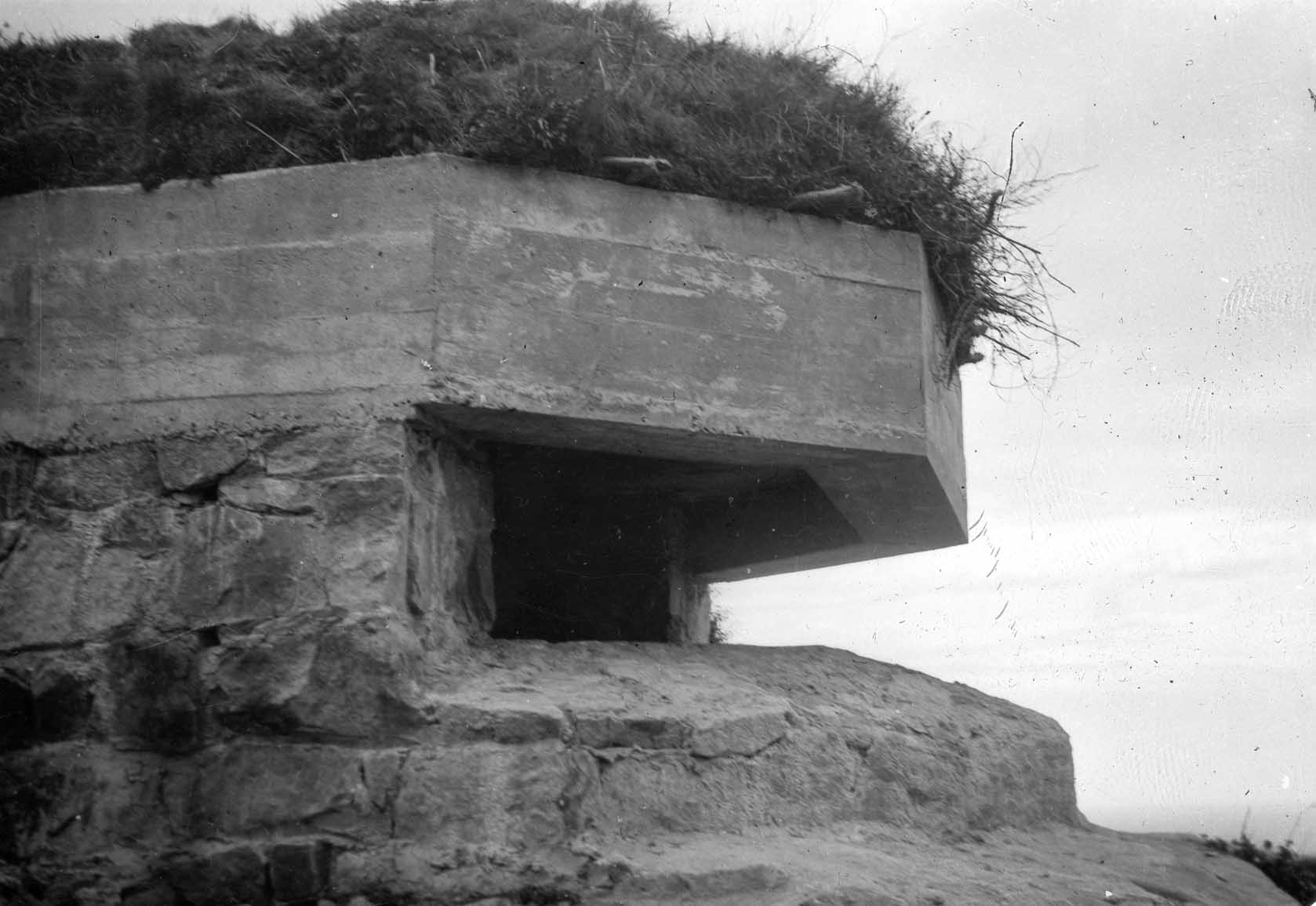
Nido de ametralladoras en una de las secciones del Cinturón de Hierro de Bilbao.

Entonces ambos ejércitos se reorganizaron (el «lehendakari» Aguirre en persona asumió el mando supremo del ejército vasco) para atacar y defender respectivamente el conjunto de las fortificaciones alrededor de Bilbao, el llamado «Cinturón de Hierro», que sin embargo había perdido gran parte de su utilidad porque el ingeniero que las había diseñado, Alejandro Goicoechea, se había pasado al bando sublevado con los planos de las mismas. Gracias a ellos, los «nacionales» pudieron penetrar por sus puntos débiles mientras la ciudad de Bilbao era bombardeada por la artillería pesada y por la aviación (el 17 de junio cayeron veinte mil obuses). Finalmente Bilbao cayó el 19 de junio, sin que el gobierno de Valencia, presidido desde el 17 de mayo por el socialista Juan Negrín tras superar la crisis republicana de los «sucesos de mayo de 1937» hubiera podido organizar algún ataque en otros frentes que hubiera dificultado la gran concentración de medios terrestres y aéreos desplegada por los «nacionales» en la Campaña de Vizcaya.

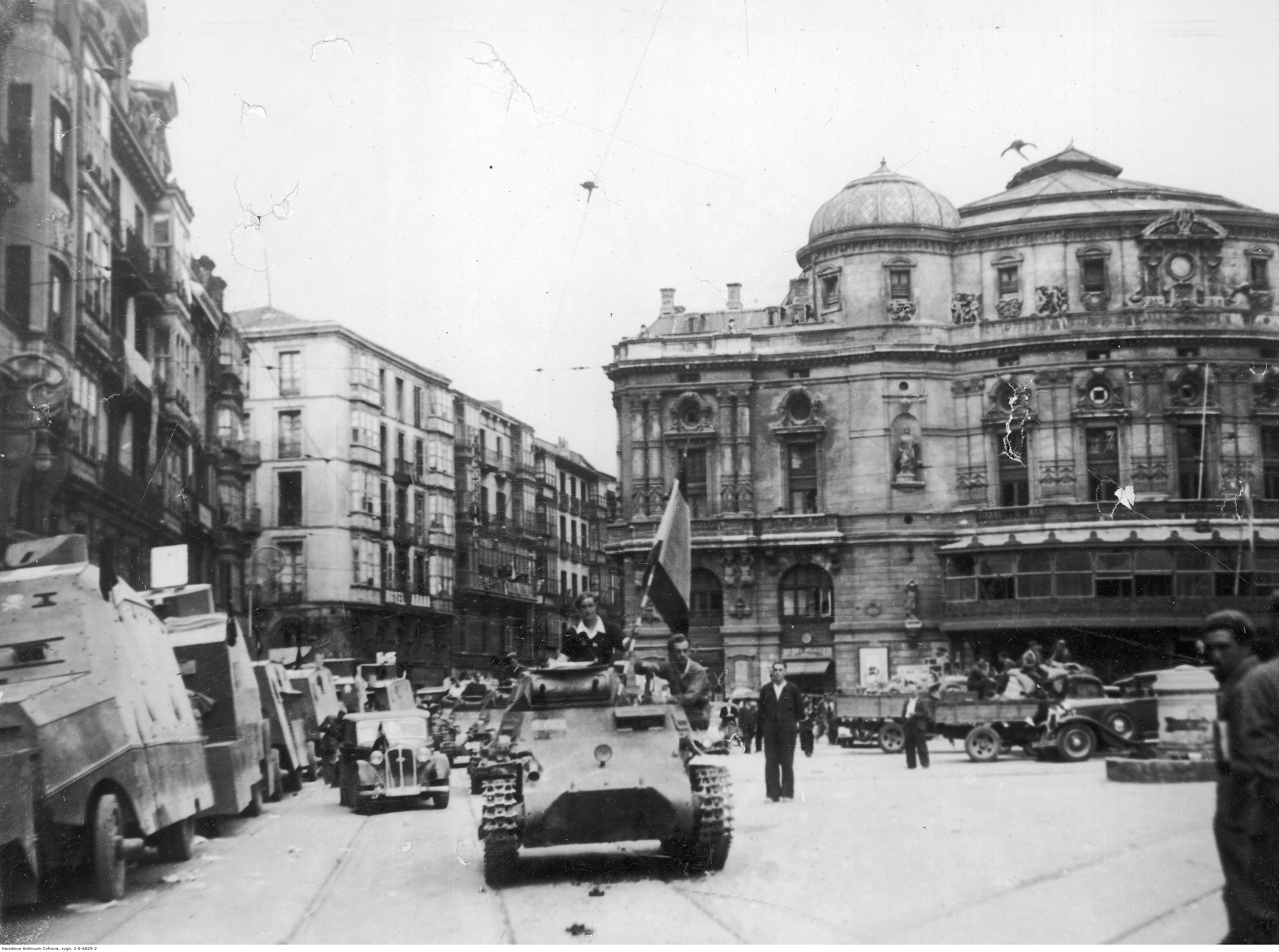
Tropas nacionales entran en Bilbao después de su captura a mediados de 1937.

Por fin a principios de julio las fuerzas republicanas lanzaron una ofensiva en el frente de Madrid para aliviar la presión del ejército «nacionalista» en el norte. Así el 6 de julio comienza la batalla de Brunete llamada así porque la lucha por la conquista de ese pueblo situado al oeste de Madrid por los republicanos (que pretendía seguir después en dirección sureste para encontrarse con las otras fuerzas gubernamentales que avanzarían desde el sur de la capital, lo que de tener éxito obligaría a los «nacionales» a ordenar un repliegue general de sus fuerzas si no querían verse cercados) se convirtió en el elemento central de los combates. El ataque hacia Brunete fue lanzado por el reorganizado V Cuerpo de Ejército republicano al mando del comandante de milicias Juan Modesto apoyado por unidades de tanques T-26 soviéticos que ocupó la localidad casi sin resistencia, pero el general Franco reaccionó rápidamente y envió unidades de la Legión y de Regulares más las brigadas de Navarra y unos 150 aviones italianos y alemanes retirados del frente del norte, deteniéndose así el ataque hacia Santander. Esto permitió a las fuerzas nacionales realizar el contraataque. «Empezó así una batalla de desgaste bajo el tremendo sol veraniego, sin sombra ni agua, que terminó arrojando un saldo de 40 000 bajas. La dura batalla concluyó el 26 de julio, por puro agotamiento. El Ejército Popular Republicano había retenido importantes sectores del territorio que había conquistado... aunque perdió Brunete. (...) [La batalla de] Brunete coincidía con el aniversario del principio de la guerra. A partir de unas cuantas columnas sublevadas que luchaban contra milicias improvisadas se habían formado dos ejércitos con un considerable apoyo de artillería y aviación».
Terminada la batalla de Brunete las fuerzas «nacionales» se reorganizaron y reanudaron la Campaña del Norte atacando Santander desde el sur por el puerto de montaña de Reinosa y desde el este siguiendo la costa. La batalla de Santander comenzó el 14 de agosto con el ataque a Reinosa que fue ocupada solo dos días después y cuya fábrica de armamento no fue destruida por los republicanos en su retirada en desbandada. La resistencia republicana en la costa también se desplomó rápidamente ante el avance de las unidades del CTV italiano gracias especialmente a la superioridad aérea (los republicanos no pudieron enviar aviación a aquella zona debido a la lejanía de las bases) cuyos continuos bombardeos destrozaron y desmoralizaron a las fuerzas republicanas mandadas por el general Mariano Gamir Ulibarri nombrado el 6 de agosto. El 24 de agosto, solo diez días después de iniciada la ofensiva, la ciudad de Santander (donde escaseaban los víveres y el combustible debido al bloqueo naval de la armada sublevada) fue ocupada después de que las fuerzas de orden público, una vez evacuados los mandos, izaron bandera blanca. «La historia de la campaña de Santander es la de un continuo avance, con ocasionales y breves resistencias. Fueron muchos los prisioneros y los que se «pasaron», lo que daba fe del estado de desmoralización de las filas republicanas».

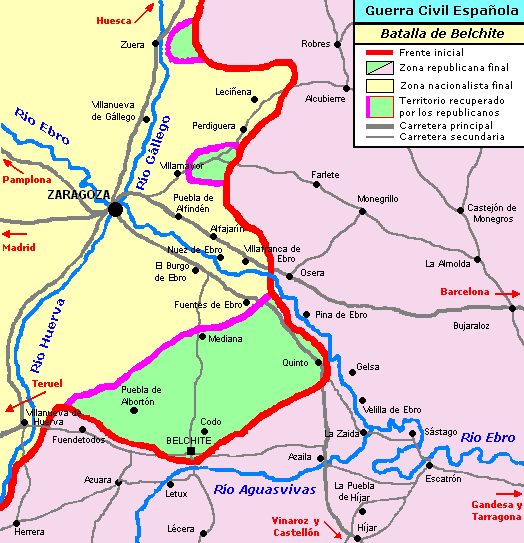
Mapa del entorno donde se desarrolló la batalla de Belchite con indicación de las situaciones inicial y final.

La segunda ofensiva republicana para aliviar la presión de los «nacionales» en el Norte llegó tarde pues comenzó el mismo día de la caída de Santander. Esta vez se desarrolló en el frente de Aragón, que se mantenía prácticamente inalterado desde el inicio de la guerra cuando las columnas de milicias confederales anarquistas y del POUM salieron de Cataluña y ocuparon la mitad oriental de Aragón (donde crearon un ente casi independiente llamado Consejo de Aragón) aunque no consiguieron su objetivo de conquistar Zaragoza, y que tras los «sucesos de mayo de 1937» habían sido incorporadas a las unidades regulares del Ejército del Este. El 24 de agosto comenzó la ofensiva de Zaragoza cuyo propósito era romper el frente y alcanzar la capital aragonesa, lo que obligaría al general Franco a suspender su ofensiva del Norte. Al norte del Ebro combatían las divisiones anarquistas y al sur las comunistas dirigidas por Enrique Líster y los dos generales internacionales Walter y Kleber. Después de la toma de los pueblos de Codo y Quinto cercaron Belchite el día 26, dando inicio a la batalla de Belchite el hecho bélico más destacado de la campaña. Los «nacionales» que defendían el pueblo resistieron encarnizadamente hasta el 3 de septiembre. Cuatro días antes los «nacionales» habían iniciado la contraofensiva que al norte del Ebro hizo retroceder a las divisiones anarquistas y al sur en Fuentes de Ebro, un pueblo situado a 26 kilómetros de Zaragoza, consiguió derrotar a las unidades de tanques soviéticos BT5 y a la XV Brigada Internacional.
Aunque Belchite permaneció en manos de los republicanos los dos objetivos de la ofensiva de Zaragoza no se consiguieron: ni se tomó la capital aragonesa ni se detuvo el avance «nacionalista» en el frente norte. Tras la ocupación de Santander se inició el 1 de septiembre la ofensiva de Asturias por la costa y por el interior para poner fin al último territorio de la franja norte republicana. Unos días antes se había formado en Gijón (Oviedo continuaba ocupada por los «nacionalistas» desde el inicio de la guerra) el Consejo Soberano de Asturias y León bajo la presidencia del socialista Belarmino Tomás, uno de los antiguos dirigentes de la Revolución de Asturias de octubre de 1934, que intentó organizar la defensa, pero su situación eran tan difícil como la de Santander. Los asturianos no tenían apoyo naval (solo disponían del destructor Císcar) ni apoyo aéreo (los pocos aviones con que contaban eran muy inferiores a los de los atacantes) y estaban sometidos al bloqueo naval de la armada sublevada lo que había provocado problemas de abastecimientos civiles y militares agravados por la presencia de unos 300 000 refugiados procedentes de otras zonas ocupadas por las tropas «nacionales». Así pues la resistencia al avance «nacionalista» fue muy difícil de mantener por la carencia de material y alimentos y por el abandono de la zona desde aire y mar y la desmoralización de las tropas dio lugar a retiradas desordenadas a causa del pánico. Sin embargo hasta el 21 de octubre no fue tomado Gijón, el último reducto de la Asturias republicana y de todo el norte. La mayoría de los prisioneros del Frente Norte fueron recluidos en el campo de Miranda de Ebro.
Las consecuencias de la victoria «nacionalista» en la Campaña del Norte fueron muy importantes para el curso de la guerra. «Franco pudo concentrar todas sus fuerzas en el centro de España y en el Mediterráneo, y obtuvo el beneficio de una industria no destruida. La victoria restableció el orgullo de Mussolini [perdido por la derrota de la batalla de Guadalajara, que en adelante cooperaría de buena gana con Franco. La opinión internacional juzgaba que, una vez perdido el norte, la victoria era cuestión de tiempo».
En noviembre de 1937 el gobierno republicano de Juan Negrín decidió trasladarse de Valencia a Barcelona (donde desde noviembre de 1936 ya se encontraba el presidente de la República Manuel Azaña) para «poner en pleno rendimiento la industria de guerra» catalana, que en los meses siguientes quedó bajo la autoridad directa del gobierno de la República, para que supliera la pérdida de las importantes fábricas de armamento de Vizcaya, Cantabria y Asturias, y también para «asentar definitivamente la autoridad del gobierno en Cataluña», lo que relegó al gobierno de la Generalidad de Lluís Companys a un papel secundario.

### Diciembre de 1937-noviembre de 1938: de la batalla de Teruel a la batalla del Ebro

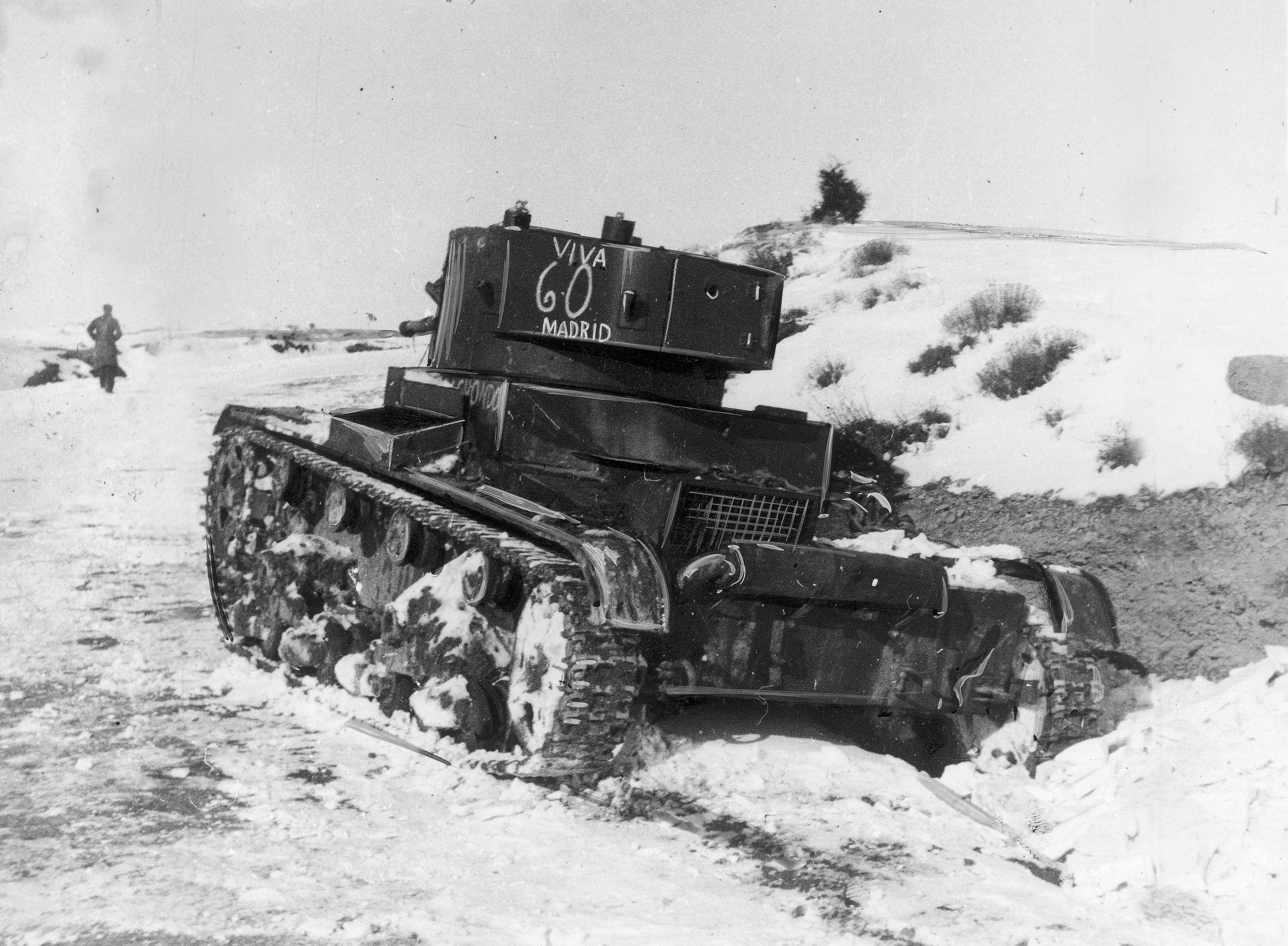
Tanque T-26 republicano en la Batalla de Teruel (diciembre de 1937).

El 12 de diciembre de 1937, la 11 División republicana al mando del jefe miliciano comunista Enrique Líster corta las vías de comunicación de la ciudad de Teruel con la retaguardia «nacional». Así da comienzo la batalla de Teruel, cuya estrategia ha sido diseñada por el jefe de Estado Mayor republicano, el coronel Vicente Rojo. El objetivo es conquistar este saliente que en las líneas enemigas representaba Teruel además de impedir el ataque de los «nacionales» contra Madrid previsto para el día 18 de diciembre y alcanzar un éxito militar como era tomar una capital de provincia en manos de los sublevados desde el inicio de la guerra para fortalecer la confianza interior y exterior en la causa republicana tras la derrota de la Campaña del Norte en un momento en que la llegada de material bélico de la Unión Soviética estaba reduciéndose a causa de las dificultades que estaba encontrando para pasar la frontera francesa por la caída el gobierno del socialista León Blum. El general Franco reaccionó inmediatamente para romper el cerco de Teruel pero como no pudo conseguirlo en el primer intento tuvo que enviar más fuerzas y suspender el ataque previsto sobre Madrid (con lo que uno de los objetivos estratégicos republicanos de la ofensiva sobre Teruel se había conseguido). Las bajas temperaturas y las nevadas dificultaron las acciones de los dos ejércitos e impidieron que los «nacionales» rompieran el cerco, a pesar de gozar de superioridad aérea y artillera, por lo que el coronel Domingo Rey d'Harcourt decidió rendirse el 8 de enero y las fuerzas republicanas (la 46.ª División al mando del miliciano Valentín González «El Campesino») ocuparon la ciudad. A partir de entonces las fuerzas «nacionales» redoblaron sus ataques para reconquistar Teruel lanzando varias ofensivas que fueron minando las defensas y la moral de las fuerzas republicanas. El 7 de febrero de 1938 alcanzaron la línea del río Alfambra y el 21 de febrero la ciudad estaba cercada. La División 46 mandada por «El Campesino» escapó o huyó, según las diferentes versiones, y la ciudad fue reconquistada por los «nacionales». «El valor de unos soldados bisoños mal conducidos, armados y vestidos y enfrentados por rencores políticos [anarquistas frente a comunistas] poco podía hacer contra tropas experimentadas y bien equipadas y, sobre todo, contra los bombardeos». El coronel Vicente Rojo le escribió al ministro de Defensa de la República Indalecio Prieto sobre la retirada de Teruel de la División 46:

Tardaremos aún mucho tiempo para que los jefes de nuestro ejército se comporten como es debido.

Mapa de España en julio de 1938 después de la ofensiva de Aragón y cuando comenzó la batalla del Ebro.
Leyenda
Zona controlada por los sublevados
República Española
Principales centros nacionalistas
Principales centros republicanos

La batalla de Teruel mostró las debilidades del ejército republicano lo que indujo a Franco a posponer definitivamente el ataque a Madrid para en su lugar lanzar la ofensiva de Aragón contra Cataluña y Valencia. El ataque, que iba a extenderse por todo el frente de Aragón, comenzó al sur del río Ebro el 9 de marzo donde el frente se derrumbó ante la gran concentración de fuego artillero y de aviación. El día 14 el CTV tomaba Alcañiz y el 17 los «nacionales» tomaban Caspe, después de haber «reconquistado» Belchite. Lo mismo sucedió al norte del Ebro donde tomaron Fraga el 27 de marzo y a principios de abril llegaron a Lérida (donde la 101.ª Brigada Mixta mandada por el jefe miliciano Pedro Mateo Merino impidió que cruzaran el río Segre por allí). Al norte de Lérida avanzaron hasta el Noguera Pallaresa y establecieron cabezas de puente en Balaguer y Tremp. Una vez alcanzadas esas posiciones Franco descartó dirigirse hacia Barcelona y optó por avanzar hacia el Mediterráneo al sur de la desembocadura del Ebro, objetivo que alcanzaron el 15 de abril al llegar a Vinaroz, con lo que la zona republicana quedó dividida en dos.
El fracaso de la batalla de Teruel y el derrumbe del frente de Aragón provocaron la crisis de marzo de 1938 en el bando republicano cuando el presidente del gobierno Juan Negrín intentó que Indalecio Prieto cambiara de ministerio y dejara el de Defensa ya que, como el presidente de la República Manuel Azaña, Prieto consideraba que lo que había sucedido mostraba que el ejército republicano nunca podría ganar la guerra y que había que negociar una rendición con apoyo franco-británico. Pero al no conseguirlo Negrín le pidió a Prieto que abandonara al gobierno, recomponiendo a continuación su gabinete el 6 de abril y asumiendo Negrín personalmente el Ministerio de Defensa, con el coronel comunista Antonio Cordón como subsecretario de Guerra, que procedió a la reorganización de las fuerzas republicanas agrupadas en dos grandes grupos de ejércitos, en consonancia con la división de la zona republicana provocada por la llegada de los «nacionales» al Mediterráneo: el GERC (Grupo de Ejércitos de la Región Centro-Sur) y el GERO (Grupo de Ejércitos de la Región Oriental). Las posiciones del nuevo gobierno de Negrín con vistas a unas posibles negociaciones de paz quedaron fijadas en su «Declaración de los 13 puntos», hecha pública en la significativa fecha del 1.º de mayo de 1938.

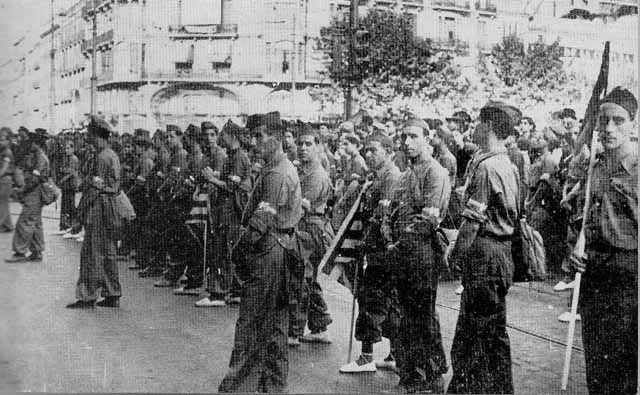
Reemplazo republicano destinado al frente de Teruel

Una vez alcanzado el Mediterráneo, Franco decidió dirigir sus tropas contra Valencia en lugar de contra Barcelona, sede del gobierno republicano, no porque temiera, según el historiador Michael Alpert, que «Cataluña fuera un bocado difícil» sino porque «la presencia de fuerzas alemanas e italianas en España hacía que un posible acercamiento de Franco a la frontera francesa pudiera suscitar tensiones internacionales». Se inicia así la ofensiva del Levante cuyo plan consistía en converger sobre Sagunto (a unos 20 kilómetros al norte de Valencia) avanzado por la costa desde Vinaroz y por el interior desde Teruel, para desde allí tomar Valencia. La resistencia republicana fue dura especialmente cuando las fuerzas «nacionales» tras conquistar Castellón de la Plana el 13 de junio alcanzaron la línea de fortificaciones llamada línea XYZ que se extendía desde Almenara, unos kilómetros al norte de Sagunto, en la costa hasta el río Turia en el interior. Allí las tropas «nacionales» tuvieron que detener su avance.

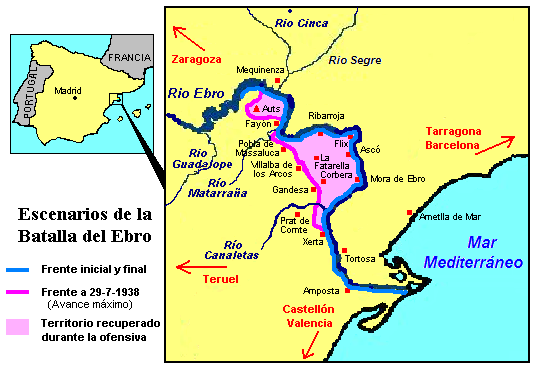
Mapa de la zona donde se desarrolló la Batalla del Ebro

El 25 de julio de 1938 el republicano Ejército del Ebro, uno de los dos grandes cuerpos del ejército de que se componía el recién creado GERO, cruza en barcazas por sorpresa el río Ebro entre Mequinenza y Amposta con el objetivo de atacar desde el norte al ejército «nacional» que se acercaba a Valencia. Fue el inicio de la batalla del Ebro que se convirtió para ambos bandos en una dura lucha de desgaste. Aunque el paso del Ebro por Amposta en la costa fue pronto liquidado por las fuerzas «nacionales» el grueso del Ejército republicano llegó a las puertas de Gandesa en el interior pero no logró tomar esta localidad debido a la fuerte resistencia que opusieron las unidades de regulares y de legionarios que la defendían y sobre todo porque inexplicablemente la aviación republicana no protegió el avance y la Legión Cóndor enviada rápidamente por el general Franco dominó los aires y bombardeó y ametralló constantemente las posiciones republicanas. Así que hacia el 2 o el 3 de agosto la maniobra republicana había fracasado ya que no se iba a producir ninguna irrupción de unidades republicanas en el territorio dominado por los sublevados. A partir de ese momento las operaciones se centraron en la bolsa de territorio ganado por los republicanos al sur del Ebro, que estos defendieron a toda costa mientras que los «nacionales» intentaban desalojarlos de allí (a pesar de que algunos de los colaboradores del general Franco le aconsejaron que abandonara el frente del Ebro una vez detenido el avance republicano y reemprendiera la campaña contra Valencia, pero Franco pensó, sin embargo, «que con la ayuda constante que recibía desde Alemania e Italia en aviación y artillería pesada, con su mayor flexibilidad logística (frente a un enemigo que no podía llevar refuerzos a sus tropas por estar cerrada la frontera francesa) y con el virtual bloqueo marítimo de las costas, podría destruir lentamente lo mejor de las fuerzas de la República»). Después de tres meses de duros combates, que causaron más de 60 000 bajas por cada bando, los republicanos tuvieron que retirarse y volver a cruzar el Ebro en sentido contrario. El 16 de noviembre lo hacían las últimas unidades poniendo fin así a la batalla del Ebro, la más larga de la guerra y que supuso una nueva victoria para el bando sublevado.
Mientras se desarrollaba la batalla del Ebro estalló la crisis de los Sudetes de Checoslovaquia que podía conducir a la guerra en Europa. Negrín decidió entonces retirar las Brigadas Internacionales para conseguir una actitud favorable hacia la República de las potencias democráticas Francia y Reino Unido y lo mismo hizo el general Franco al reducir la presencia de tropas italianas (aunque conservando lo que realmente le interesaba de la ayuda fascista italiana: la artillería, la aviación y los carros de combate) y garantizar a Reino Unido y Francia que se mantendría neutral si estallara la guerra en Europa. Sin embargo el cierre de la crisis con los acuerdos de Múnich del 29 de septiembre de 1938, según los cuales Checoslovaquia debería entregar los Sudetes a Hitler, supuso una nueva derrota para la República en el plano internacional porque el acuerdo significaba que las potencias democráticas, Francia y Reino Unido, continuaban con su política de «apaciguamiento» respecto de la Alemania nazi, y si no intervenían para defender a Checoslovaquia menos lo harían para ayudar a la República española.

### Diciembre de 1938-febrero de 1939: ofensiva sobre Cataluña

España en febrero de 1939 después de la caída de Cataluña.
Leyenda
Zona controlada por los sublevados
República Española
Principales centros nacionalistas
Principales centros republicanos

Los dos ejércitos salieron muy quebrantados de la batalla del Ebro, pero los «nacionales» lograron rehacerse rápidamente, estando, a principios de diciembre de 1938, preparados para comenzar la ofensiva de Cataluña, «que sería la última significativa de la guerra», en un momento en que tras los acuerdos de Múnich atacar Cataluña ya no implicaba el peligro de una reacción francesa («Francia y Reino Unido habían aceptado, al menos tácitamente, la continuación de la presencia italiana en España, y solo deseaban el fin del conflicto. Por su parte, Franco había garantizado su neutralidad en caso de una guerra general»).
El ataque a Cataluña se retrasó a causa del mal tiempo y finalmente comenzó el 23 de diciembre, avanzando desde el sur y desde el oeste, encontrando una fuerte resistencia durante las dos primeras semanas. Sobre el día 6 de enero, los restos del Ejército del Ebro habían quedado casi completamente diezmados, mientras que el otro grupo de ejércitos del GERO, el Ejército del Este, se batía en retirada. El jefe de Estado Mayor republicano, el general Vicente Rojo, proyectó una maniobra de diversión en la zona centro-sur para aliviar la presión sobre Cataluña, pero fracasó (hubo que desistir del desembarco en Motril por la debilidad de la flota republicana, «minada por la desidia, la indisciplina y la falta de una clara dirección político-estratégica»; la ofensiva en el frente de Extremadura tuvo escaso éxito dada la baja moral y la falta de material y de medios de transporte que padecían los ejércitos de la zona centro-sur (GERC) al mando del general Miaja).

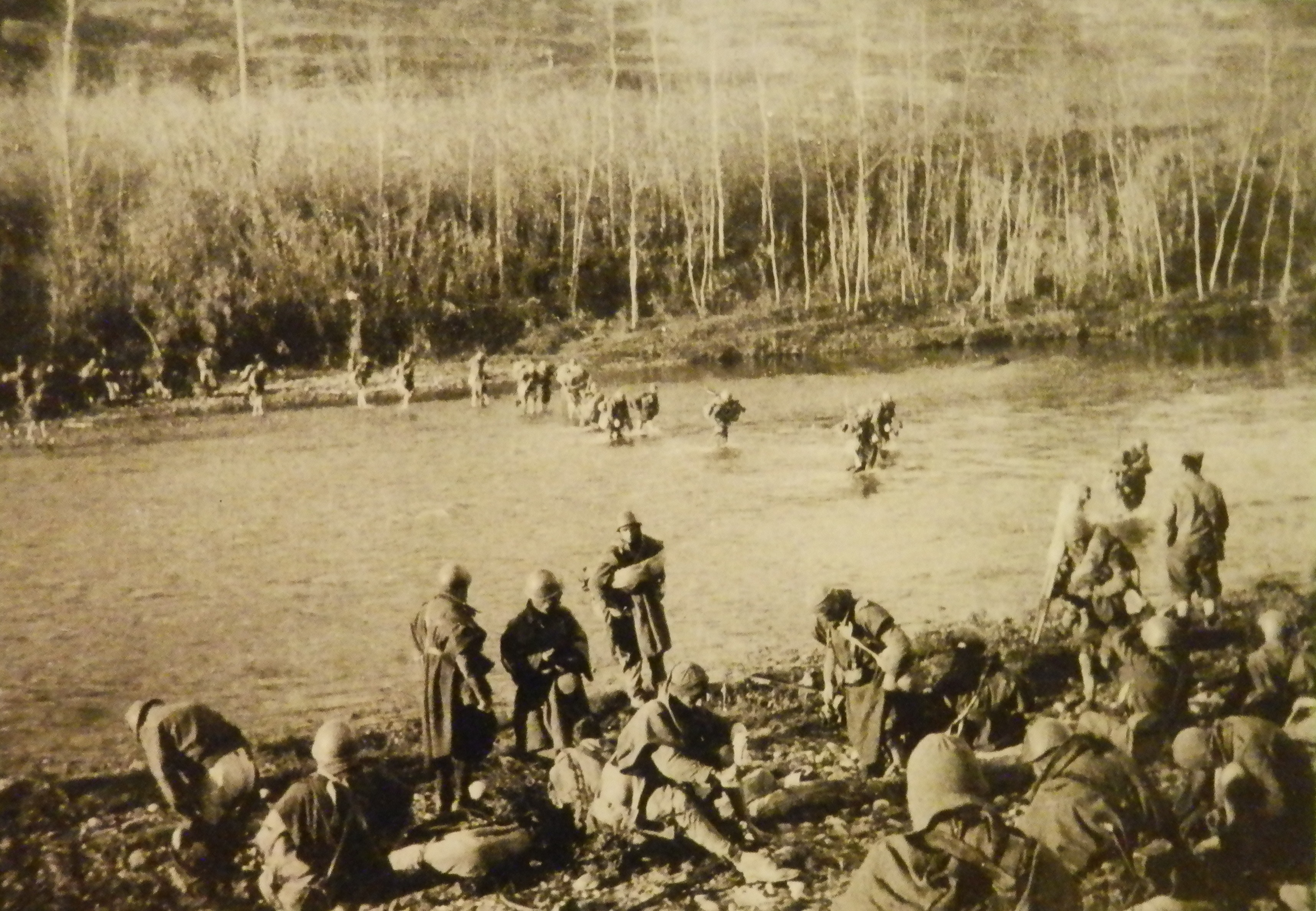
Infantería del bando sublevado cruzando el Río Llobregat (enero de 1939), durante la Ofensiva de Cataluña.

Así pues, a partir de la primera semana de enero de 1939 el avance de las tropas «nacionales» fue prácticamente imparable (gracias de nuevo a la mejor preparación de sus mandos intermedios —comandantes, tenientes-coroneles y coroneles—, a su superioridad artillera y aérea por la presencia permanente de la Legión Cóndor y de la aviación italiana y a que la flota sublevada bombardeó los puertos impidiendo la llegada de material para las fuerzas republicanas). Los «nacionales» en su avance hacían cada vez mayor número de prisioneros, lo que «siempre constituye un indicio de la descomposición de un ejército». Artesa de Segre fue tomada el 4 de enero, Tárrega el 15, el 21 Villafranca del Panadés, el 22 Igualada y el 24 alcanzaron el río Llobregat. Los destrozados ejércitos republicanos se retiraron hacia la frontera francesa acompañados por una inmensa muchedumbre de civiles y de funcionarios y de autoridades que colapsaba las carreteras. El 26 de enero los «nacionales» sin encontrar apenas resistencia entraban en Barcelona, abandonada por el gobierno y las autoridades militares que cruzaron la frontera francesa el 5 de febrero después de celebrar la última reunión de lo que quedaba de las Cortes republicanas en el castillo de Figueras. Un día antes, el 4 de febrero, los «nacionales» habían ocupado Gerona. El general Vicente Rojo Lluch comparó un año después desde el exilio lo que había sucedido en Madrid en noviembre de 1936 y lo que había pasado en Barcelona en enero de 1939:

¡Qué ambiente tan distinto! ¡Qué entusiasmo entonces! ¡Y qué decaimiento ahora! Barcelona cuarenta y ocho horas antes de la entrada del enemigo era una ciudad muerta... [Se] perdió lisa y llanamente porque no hubo voluntad de resistencia, ni en la población civil, ni en algunas tropas contaminadas por el ambiente.

Entre el 5 y el 11 de febrero los últimos restos de los dos ejércitos republicanos del GERO cruzaron ordenadamente la frontera deponiendo sus armas y siendo internados a continuación en campamentos improvisados situados en las playas francesas a la intemperie.

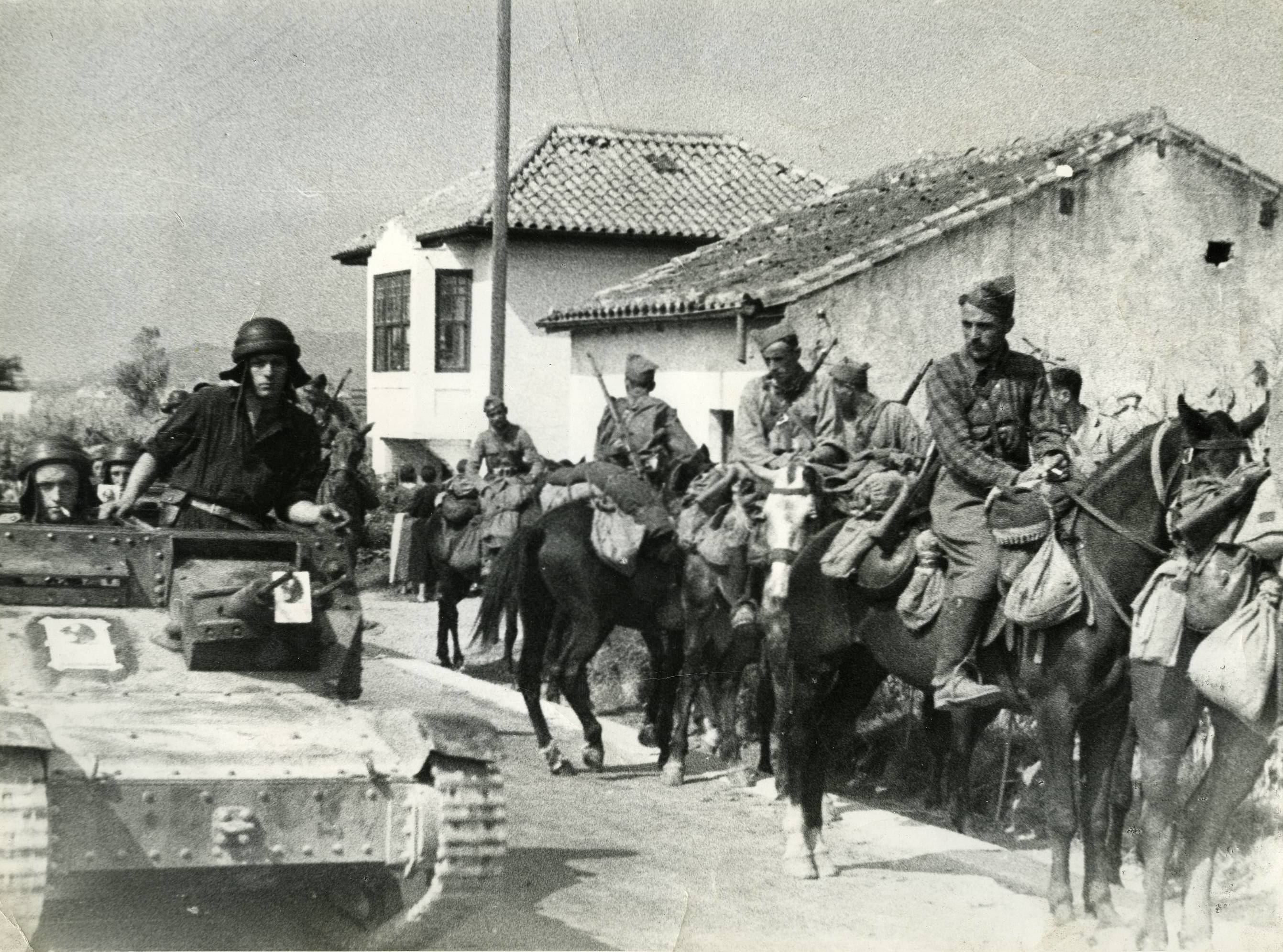
Militares nacionales en un pueblo próximo a Tortosa, entre 1938 y 1939.

Mientras las tropas republicanas cruzaban la frontera francesa, se producía la ocupación de Menorca por los «nacionales» gracias a la intervención británica, la única que se produjo en la Guerra de España. Para impedir que la estratégica isla de Menorca, que durante toda la guerra había permanecido bajo soberanía republicana, pudiera caer bajo dominio italiano o alemán, el gobierno británico aceptó la propuesta del jefe franquista de la Región Aérea de las Baleares, Fernando Sartorius, conde de San Luis, para que un barco de la Royal Navy lo trasladara a Mahón y negociar allí la rendición de la isla a cambio de que las autoridades civiles y militares republicanas pudieran abandonarla bajo protección británica. El gobierno británico puso en marcha la operación sin informar al embajador republicano en Londres, Pablo de Azcárate (que cuando más tarde se enteró presentó una protesta formal por haber prestado un buque británico a un «emisario de las autoridades rebeldes españolas»). Así pues, en la mañana del 7 de febrero arribaba al puerto de Mahón el crucero Devonshire con el conde de San Luis a bordo, donde se entrevistó con el gobernador republicano el capitán de navío Luis González de Ubieta, quien tras intentar infructuosamente contactar con Negrín, aceptó las condiciones de la rendición al día siguiente. A las 5 de la madrugada del 9 de febrero el Devonshire partía de Mahón rumbo a Marsella con 452 refugiados a bordo. Inmediatamente Menorca fue ocupada por los «nacionales» sin que participara ningún contingente ni italiano ni alemán. La intervención británica dio lugar a un acalorado debate en la Cámara de los Comunes el 13 de febrero durante el cual la oposición laborista acusó al gobierno conservador de Neville Chamberlain de haber comprometido al Reino Unido en favor de Franco. Al día siguiente el representante oficioso del general Franco en Londres, el duque de Alba, hizo llegar al secretario del Foreign Office lord Halifax «la gratitud del generalísmo y del gobierno nacional» por colaborar en «reconquistar Menorca».

### Febrero-marzo de 1939: la vuelta de Negrín y la resistencia de la zona Centro-Sur
El día 9 de febrero cruzó la frontera francesa el presidente del gobierno, Juan Negrín, pero en Toulouse cogió un avión para regresar a Alicante al día siguiente acompañado de algunos ministros con la intención de reactivar la guerra en la zona centro-sur, el último reducto de la zona republicana. Allí se desató una última batalla entre los que consideraban inútil seguir combatiendo y los que todavía pensaban que «resistir es vencer» (esperando que las tensiones en Europa acabaran estallando y Reino Unido y Francia, por fin, acudirían en ayuda de la República española, o que al menos impondrían a Franco una paz sin represalias), pero el cansancio de la guerra y el hambre y la crisis de subsistencias que asolaba la zona republicana estaban minando la capacidad de resistencia de la población. El problema para Negrín, que instaló su cuartel general en la finca El Poblet en la localidad alicantina de Petrel (cuyo nombre en clave era «Posición Yuste»), era cómo terminar la guerra sin combatir de manera distinta a la de entrega sin condiciones. Su posición fue prácticamente insostenible cuando el 27 de febrero, Francia y Reino Unido reconocieron al gobierno de Franco en Burgos como el gobierno legítimo de España, y al día siguiente el presidente de la República Manuel Azaña que se encontraba en la embajada española en París renunció a su cargo. Le sustituyó de forma provisional por el presidente de las Cortes, Diego Martínez Barrio, que también se encontraba en Francia.
Mientas tanto estaba muy avanzada la conspiración militar y política contra el gobierno Negrín dirigida por el jefe del Ejército del Centro, el coronel Segismundo Casado, convencido de que «sería más fácil liquidar la guerra a través de un entendimiento entre militares» por lo que había entrado en contacto a través de la «quinta columna» con el Cuartel General del «Generalísimo» Franco para una rendición del ejército republicano «sin represalias» al modo del «abrazo de Vergara» de 1839 que puso fin a la primera guerra carlista (con la conservación de los empleos y cargos militares, incluida). Algo a lo que los emisarios del general Franco nunca se comprometieron. Casado consiguió el apoyo de varios jefes militares, entre los que destacaba el anarquista Cipriano Mera, jefe del IV Cuerpo de Ejército en el momento, y de algunos políticos importantes, como el socialista Julián Besteiro, que también había mantenido contacto con los «quintacolumnistas» de Madrid. Todos ellos criticaban la estrategia de resistencia de Negrín y su «dependencia» de la Unión Soviética y del PCE, que eran los únicos que apoyaban ya la política de resistencia de Negrín.
Probablemente en conexión con la conjura casadista, el 4 de marzo se produjo la sublevación de la base naval de Cartagena encabezada por militares profranquistas alentados por la quinta columna que había desplegado una intensa actividad en la base y en la ciudad. Durante el día 4 y el 5 tienen lugar combates entre los sublevados y los resistentes republicanos. Y en medio de ellos, el almirante Miguel Buiza ordena a la flota republicana que abandone el puerto y la dirige a la base naval de Bizerta en el protectorado francés de Túnez, a pesar de que la sublevación había sido dominada en Cartagena por las fuerzas republicanas el día 7 de marzo.

### Marzo de 1939: derrota de la República

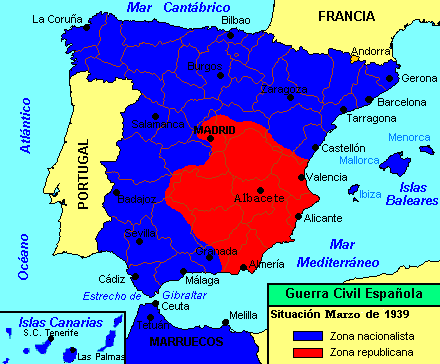
Mapa de las dos Españas en marzo de 1939

El 5 de marzo, al día siguiente del inicio de la sublevación de Cartagena, comenzó el golpe de Casado, apoderándose sus partidarios de los puntos neurálgicos de Madrid y anunciando a continuación la formación de un Consejo Nacional de Defensa presidido por el general Miaja. El Consejo emitió un manifiesto por radio dirigido a la «España antifascista» en el que se deponía al gobierno de Negrín, pero no hablaba para nada de las negociaciones de paz. Las unidades militares controladas por los comunistas opusieron resistencia en Madrid y sus alrededores pero fueron derrotados —hubo cerca de 2000 muertos— y firmaron finalmente un acuerdo de «paso de mando del Ejército republicano al Ejército sublevado». Al día siguiente Negrín y su gobierno, junto con los principales dirigentes comunistas, abandonaron España en avión para evitar ser apresados por los casadistas.
Consumado el golpe de Casado, el general Franco se negó a aceptar un nuevo «abrazo de Vergara», como Mola también lo había rechazado en el primer día del golpe de 1936, y no concedió a Casado «ninguna de las garantías imploradas casi de rodillas por sus emisarios [que solo se entrevistaron con miembros de baja graduación del Cuartel General], y contestó a británicos y franceses, deseosos de actuar como intermediarios en la rendición de la República para así contener la influencia alemana e italiana sobre el nuevo régimen, que no los necesitaba y que el espíritu de generosidad de los vencedores constituía la mejor garantía para los vencidos».

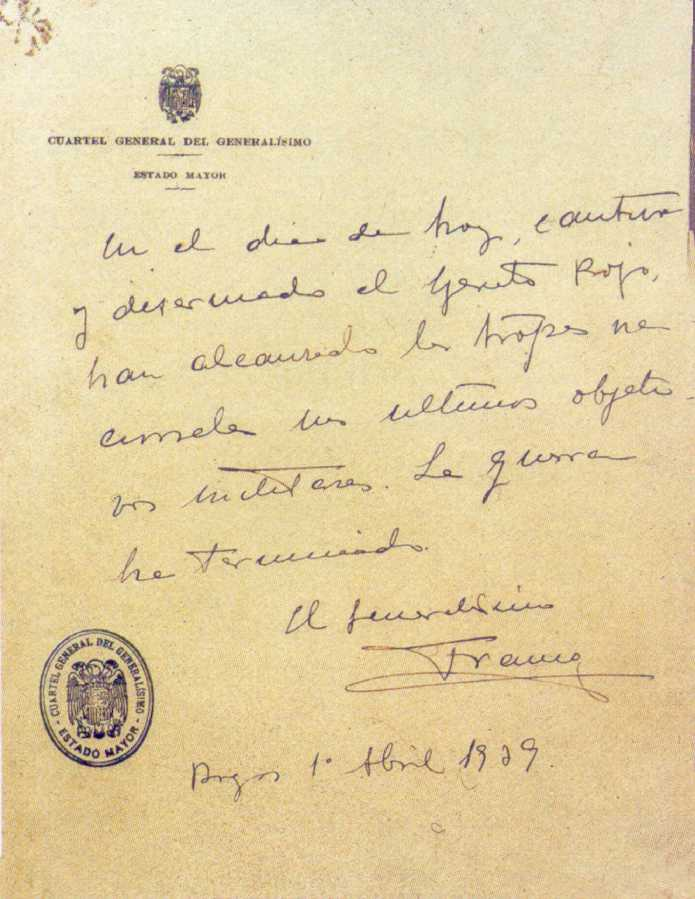
Comunicado emitido por el Cuartel General del generalísimo anunciando el fin de la guerra

Franco solo aceptaba una «rendición sin condiciones», por lo que solo restaba preparar la evacuación de Casado y el Consejo Nacional de Defensa. Estos embarcaron con sus familias el 29 de marzo en el destructor británico que los trasladó a Marsella, mientras el socialista Julián Besteiro decidió quedarse. Un día antes, las tropas sublevadas hicieron su entrada en Madrid y, rápidamente, en su ofensiva final, ocuparon casi sin lucha toda la zona centro-sur que había permanecido bajo la autoridad de la República durante toda la guerra: el 29 de marzo, Cuenca, Albacete, Ciudad Real, Jaén, Almería y Murcia; el 30 de marzo, Valencia y Alicante; y el 31 de marzo, la ciudad de Cartagena. En Alicante, desde el día 29 de marzo, unas 15 000 personas, entre jefes militares, políticos republicanos, combatientes y población civil que habían huido de Madrid y de otros lugares, se apiñaban en el puerto a la espera de embarcar en algún barco británico o francés, pero la mayoría no lo lograron y fueron apresados por las tropas italianas de la División Littorio, al mando del general Gambara. Muchos de los capturados fueron ejecutados allí mismo.
El 1 de abril de 1939, la radio del bando rebelde (Radio Nacional de España) difundía el último parte de la guerra civil, que decía lo siguiente:

En el día de hoy, cautivo y desarmado el Ejército Rojo, han alcanzado las tropas nacionales sus últimos objetivos militares. La guerra ha terminado.

El Generalísimo

Franco
Burgos 1° Abril 1939.

## La guerra naval

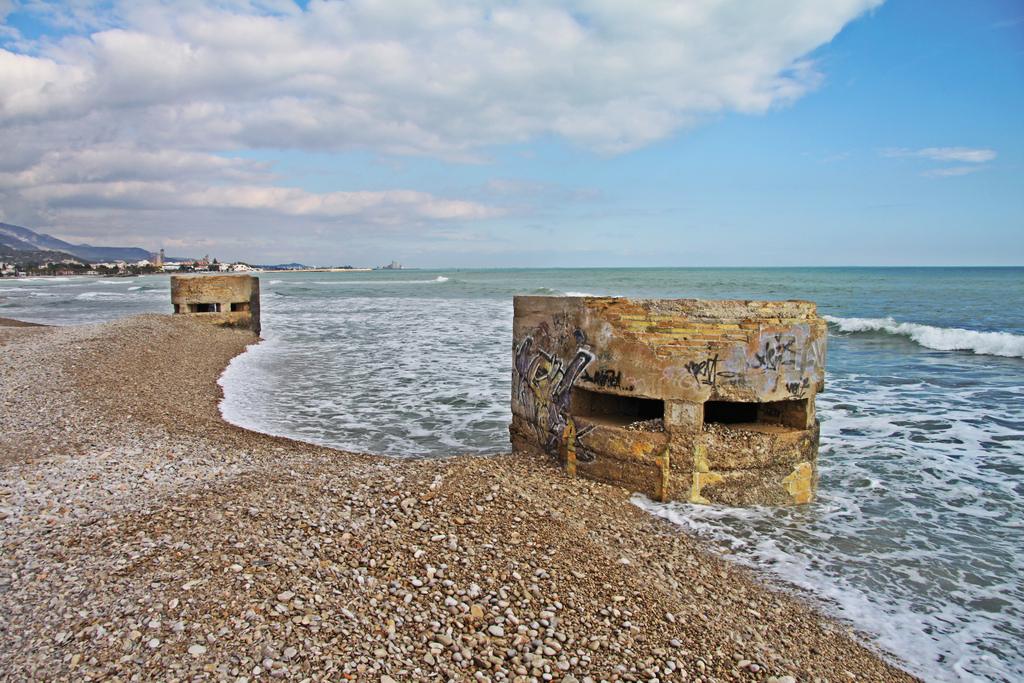
Búnkers costeros en las playas del litoral de Alcanar (Tarragona), destinados a proteger la costa.

En la guerra civil española predominaron las acciones terrestres sobre las marítimas, y las marinas de ambos bandos evitaron las grandes acciones de guerra por motivos políticos y estratégicos. Así, después de los combates por el control del estrecho de Gibraltar de 1936, las dos flotas no tuvieron «encuentros decisivos en el mar» y «sus estrategias se movieron en contextos muy conservadores, tendentes sobre todo a la conservación de sus efectivos». El historiador Michael Alpert, en su estudio titulado La guerra civil española en el mar, afirma que las «dos marinas de guerra españolas tuvieron que rehacerse», pero que la «gubernamental no consiguió estar a la altura del momento y, a pesar de contar con la mayoría de las unidades de la flota, desempeñó un papel defensivo durante la mayor parte de la contienda». En cambio «la Marina de los sublevados aprovechó al máximo sus exiguos recursos y la ayuda que recibió del extranjero».
Desde principios del siglo XX, la función primordial de la marina de guerra ya no era destruir los barcos del enemigo, sino bloquear sus rutas marítimas y sus puertos e impedir sus movimientos en la costa. Esto es lo que realizó cada vez con más éxito la marina del bando sublevado, mientras que la marina que permaneció fiel al gobierno abandonó ese objetivo después de las primeras semanas y adoptó una posición defensiva cuyo objetivo era proteger las comunicaciones marítimas propias, mientras los «nacionales» se esforzaban en interferirlas.
Al principio de la Guerra Civil, la marina republicana era muy superior a la que quedó en manos de los sublevados, pues estaba integrada por la práctica totalidad de la Armada española de aquel entonces: el acorazado Jaime I (botado en 1914); los cruceros ligeros Libertad (botado en 1925), Miguel de Cervantes (botado en 1928) y Méndez Núñez (botado en 1923); dieciséis destructores en servicio o a punto de entregar; siete torpederos; doce submarinos (del submarino Isaac Peral (C-1) al C-6 y del B-1 al B-6); un cañonero; cuatro guardacostas y la casi totalidad de la Aeronáutica Naval.
A pesar de contar con una flota tan importante, el problema residió en que a lo largo de la guerra no se consiguieron superar los efectos de la represión que tuvo lugar en el momento del golpe de Estado de julio de 1936 cuando la marinería y los suboficiales se rebelaron para impedir que los barcos se sumaran a la sublevación, ya que la inmensa mayoría de la oficialidad era partidaria del golpe. En una fecha tan avanzada como mayo de 1938, un informe presentado al presidente Juan Negrín sobre la situación de la flota señalaba la ausencia de eficacia y de disciplina. «En general la moral ofensiva de los mandos es pequeña y la moral de combate de las dotaciones es baja». Además, apuntaba la presencia de la quinta columna franquista tanto en la Flota como en la base naval de Cartagena («Moral derrotista. Mucho fascista con entera libertad de acción», se decía). Informes posteriores indicaban que la situación no había mejorado.
A diferencia de lo que ocurrió con el bando sublevado, que fue apoyado por las armadas italiana y alemana, la República solo recibió de la URSS cuatro lanchas torpederas de clase G-5, además de unos pocos mandos y especialistas en submarinos que, según un informe «reservado y confidencial» presentado al presidente Negrín, eran «considerados —dentro de la Flota— como huéspedes molestos a los que hay soportar con amabilidad. Lo mismo ocurre en la base naval de Cartagena». Por su parte, Francia y Reino Unido solo participaron en alguna ocasión puntual para evitar el apresamiento de buques propios por la flota «nacional».
Así pues, por encima de alguna victoria ocasional, como el hundimiento del crucero Baleares a principios de marzo de 1938 en la batalla del cabo de Palos, «la realidad era que la marina republicana se había centrado en el servicio de protección del tráfico mercante, en el mantenimiento de un canal suministrador de pertrechos de guerra y de alimentos». Pero ni siquiera esa función de escolta la desempeñó con pleno éxito, como se señalaba en un informe del servicio secreto republicano (SIM) de enero de 1939 en el que después de afirmar la «notoria inferioridad» de la marina de guerra republicana respecto de la Marina de los «nacionales» se decía:

Lo cierto es que la Marina de Guerra facciosa se ha incrementado sin hostilización por nuestra parte... y que su Marina Mercante navega sin contratiempos por todos los mares, en tanto la nuestra, perseguida y prácticamente indefensa, es presa fácil de los facciosos.

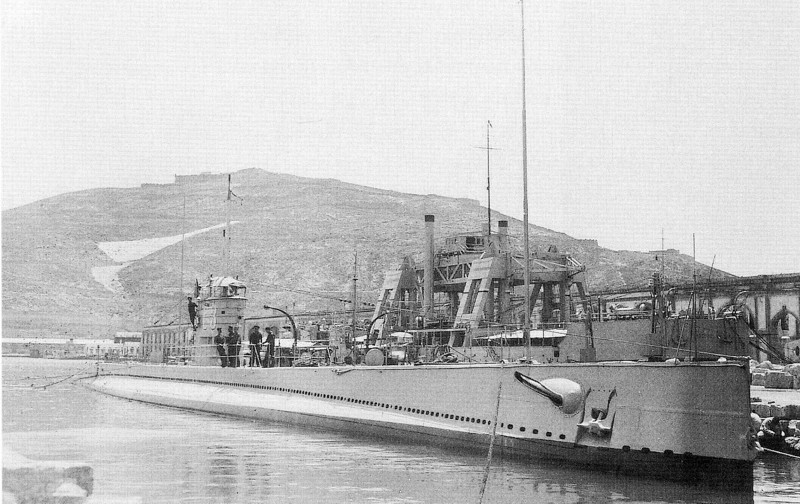
El submarino republicano C-3

La flota republicana y la base naval de Cartagena fueron aumentando su importancia estratégica para la causa del bando republicano a media que aumentaban las dificultades para el abastecimiento procedente del exterior por vía terrestre, como consecuencia de los cierres frecuentes de la frontera francesa, por lo que el mantenimiento del «cordón umbilical» marítimo con la Unión Soviética era vital para los republicanos. También cobraron cada vez más importancia a medida que las derrotas republicanas se fueron acumulando y el territorio de la zona republicana se redujo porque, especialmente tras la caída de Cataluña a principios de febrero de 1939, «para los combatientes republicanos la Base y la Flota eran una especie de salvaguarda para el caso de una evacuación organizada o de última hora».
Al principio de la Guerra Civil, la marina del bando sublevado era muy inferior a la marina gubernamental pues solo contaba con el acorazado España (botado en 1913 y que en julio de 1936 se encontraba en dique seco); los cruceros ligeros República, rebautizado como Navarra, (botado en 1920 pero que se encontraba en reparaciones y no entró en servicio hasta muy avanzada la guerra, en agosto de 1938), y el Almirante Cervera (botado en 1928); el destructor Velasco (botado en 1923); cinco torpederos; tres cañoneras y cinco guardacostas. Pero esta inferioridad se vio compensada muy pronto gracias al control de los sublevados del principal astillero de la marina en Ferrol donde estaba prácticamente terminado el crucero pesado Canarias —que entró en servicio en septiembre de 1936— y otro, el Baleares, a punto de ser entregado (entró en servicio en diciembre de 1936), junto con los dos únicos dragaminas de España (de la Clase Júpiter, el Júpiter, que entró en servicio a principios de 1937, y el Vulcano, que entró en servicio a finales de ese mismo año).
La inferioridad inicial de los sublevados se vio compensada también con el apoyo con que contaron prácticamente desde el inicio de la guerra de la Armada Italiana, que participó con cruceros auxiliares y submarinos en el bloqueo de los envíos de armamento de la Unión Soviética, y de la alemana. El escándalo producido al hundir un submarino italiano por error un destructor británico, hizo que la Italia fascista dejara de participar directamente en acciones de guerra navales, cediendo cuatro «submarinos legionarios» a los «nacionales» y vendiéndoles cuatro destructores y dos submarinos.
Por su parte la Alemania nazi envió al Mediterráneo dos submarinos en la llamada Operación Úrsula, hundiendo un U 34 alemán el submarino republicano C-3 frente a Málaga. Los alemanes aportaron cruceros, pero estos no intervinieron, salvo en el bombardeo de Almería por el Admiral Scheer el 31 de mayo de 1937, efectuado en represalia por el ataque aéreo que había sufrido el 28 de mayo de 1937 el acorazado de bolsillo Deutschland en Ibiza. Este llamado incidente del Deutschland fue efectuado probablemente por tripulaciones rusas, sin conocimiento por parte del mando republicano. Pero el escándalo internacional que provocó hizo que la República dijese que era un error y que se trataba de aviones republicanos que creían atacar al crucero pesado Canarias. El bombardeo de Almería, que se había producido abiertamente (exhibiendo el pabellón alemán), llegó a ser considerado como un posible motivo para que la República declarara la guerra a Alemania (posición defendida por el coronel Rojo e Indalecio Prieto, en búsqueda de la generalización del conflicto a toda Europa), pero finalmente se impuso la postura contraria de Negrín y Azaña.
Un informe del servicio secreto republicano (SIM) de enero de 1939 señalaba la desventaja de la marina republicana respecto de la «marina de guerra facciosa», que contaba con «un total de cerca de 100 unidades —contando entre ellas un gran número de cruceros auxiliares perfectamente artillados—».

## La guerra aérea y los bombardeos sobre poblaciones

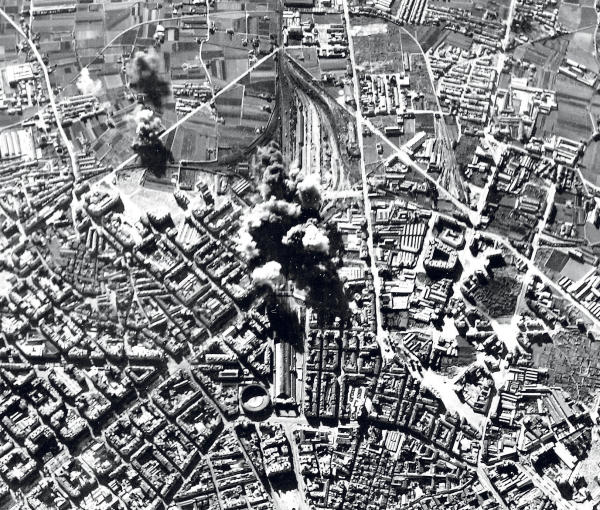
Bombardeo de la estación del Norte de Valencia por aviones italianos en 1937

La principal novedad en el campo de la guerra aérea de la contienda española de 1936 a 1939 fue que «por primera vez en la historia la aviación fue utilizada intensamente en misiones de bombardeo sobre la retaguardia». Así «a partir de la guerra civil española las víctimas podían estar a centenares de kilómetros de los lugares del enfrentamiento bélico y ser sencillamente población civil indefensa». Dado que la aviación militar española en julio de 1936 estaba obsoleta esto solo fue posible porque ambos bandos recibieron ayuda de potencias extranjeras que aportaron sus modernos bombarderos: el bando sublevado los Savoia-Marchetti S.M.81 y los Savoia-Marchetti S.M.79 de la Aviación Legionaria de la Italia fascista y los Junkers Ju 52 y Heinkel He 111 de la Legión Cóndor de la Alemania nazi; el bando republicano los Katiuskas de la Unión Soviética.

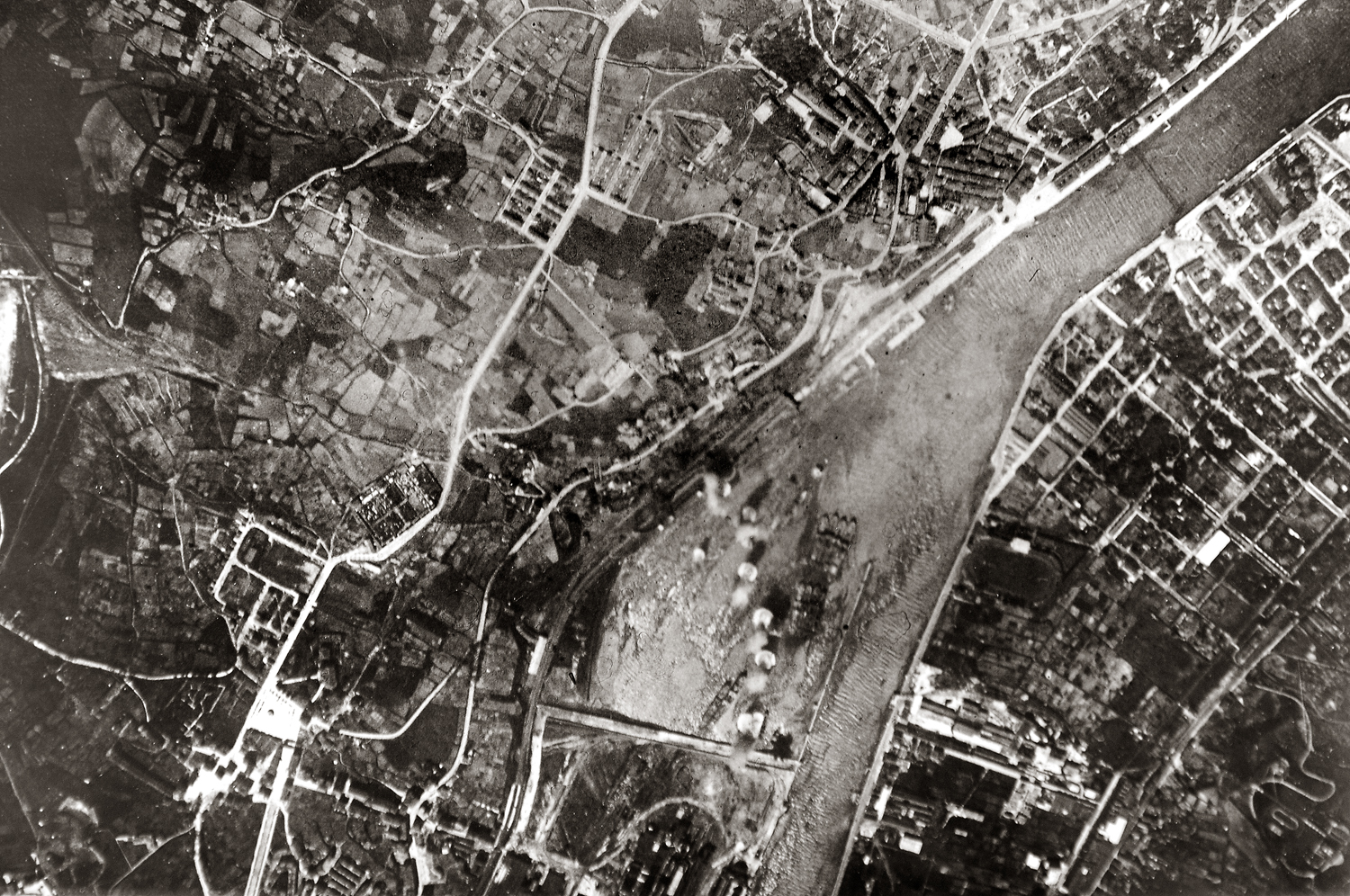
Bombardeo del puerto de Bilbao en junio de 1937 durante la batalla de Bilbao.

El bando sublevado utilizó en repetidas ocasiones el «bombardeo de terror», como lo llaman Solé i Sabaté y Villarroya, cuyo único objetivo era la población civil para desmoralizarla y empujarla a la rendición. Esta estrategia la inició en Madrid cuando en noviembre de 1936 fracasó el ataque frontal contra la ciudad y la continuó con el bombardeo de Durango, el bombardeo de Guernica, el bombardeo de Lérida, los bombardeos aéreos de Barcelona en enero de 1938, los bombardeos aéreos de Barcelona en marzo de 1938, el bombardeo del mercado central de Alicante, el bombardeo de Granollers y los bombardeos sobre diversas poblaciones catalanas en los meses finales de la guerra, especialmente los de Figueras, y cuyas víctimas principales fueron mujeres y niños en un momento en que el ejército republicano ya no existía en Cataluña. El único posible caso de «bombardeo de terror» por parte del bando republicano fue el de Cabra en noviembre de 1938, pero todo parece indicar que se trató de un terrible error cometido por los pilotos que confundieron el mercadillo de la ciudad con un campamento de tiendas de campaña de una unidad italiana que, según la orden que habían recibido, había que buscar y destruir.

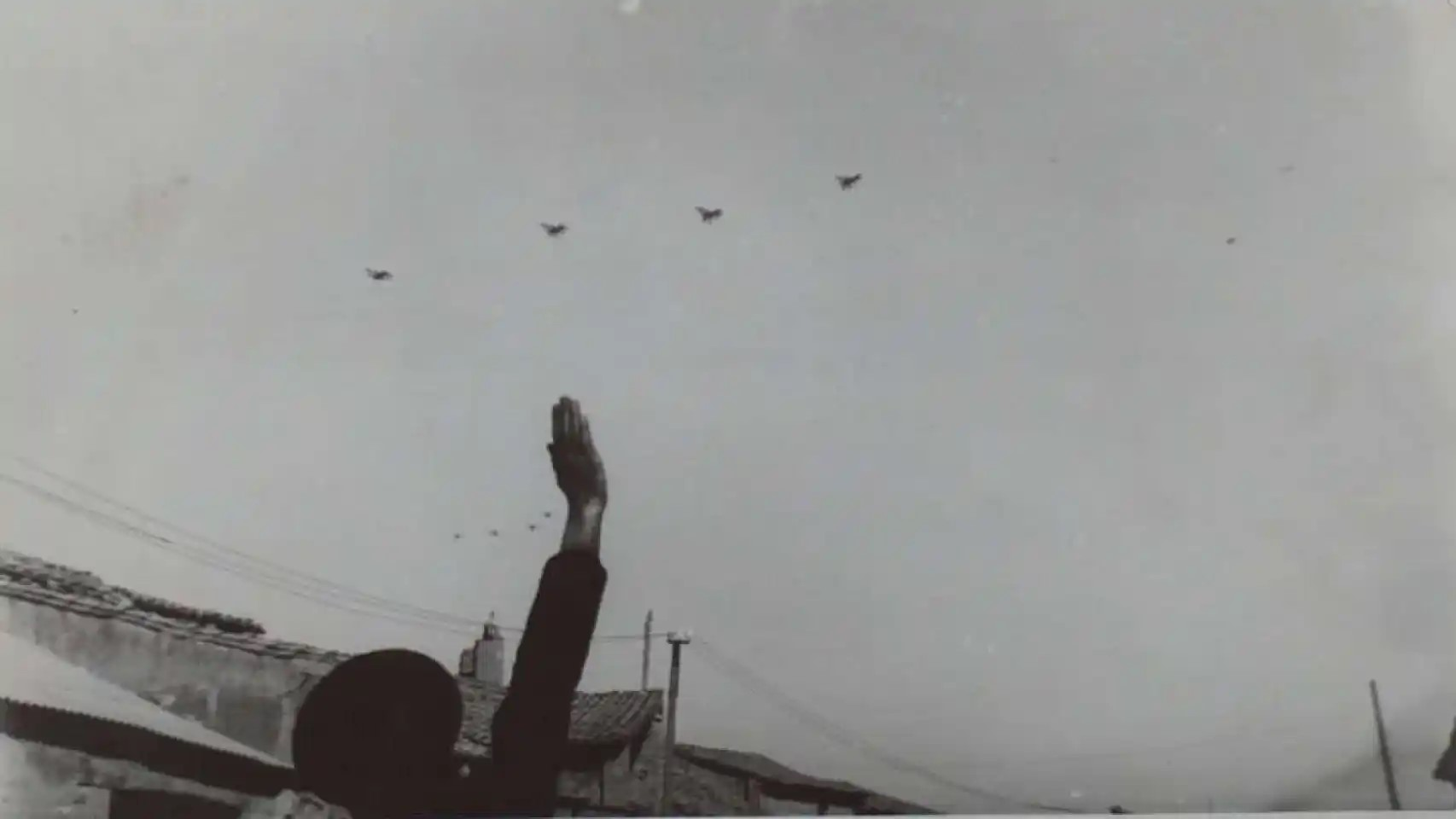
Un militar del Bando nacional realiza el saludo fascista a bombarderos alemanes.

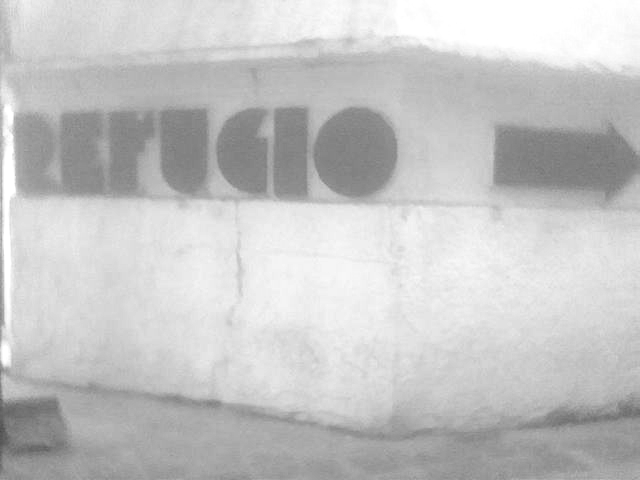
Acceso a un refugio antiaéreo en Valencia, una de las ciudades más castigadas por los bombardeos.

Así en cuanto a las ciudades más devastadas por los bombardeos la lista la encabezan las tres principales ciudades republicanas, Barcelona, Madrid y Valencia, seguidas por Tarragona, Reus, Lérida, Badalona, Granollers, Gerona, San Feliu de Guíxols, Palamós, Figueras, Colera, Portbou y Perelló en Cataluña; Alicante, Sagunto, Gandía, Denia y Cartagena en la costa de Valencia y Murcia; y en Vizcaya Durango y Guernica, esta última convertida en el símbolo de las atrocidades de los bombardeos del bando sublevado, y que tuvo un enorme impacto a nivel internacional. En cuanto al número de víctimas también existe una enorme diferencia entre las causadas por los bombardeos republicanos, unas 1100, y las causadas por los bombardeos del bando franquista, alrededor de 9000 (Barcelona 2500 muertos; Madrid, 2000; Valencia, cerca de 1000; Alicante cerca de 500; Durango, Guernica, Lérida, Tarragona, Granollers, Figueras y Cartagena más de doscientos muertos cada una; Bilbao, Reus, Badalona y Alcañiz cerca de 200; Játiva más de 100 muertos; y pequeños pueblos cuyos muertos fueron inferiores a este número).
Así fue como «la aviación se convirtió en un arma decisiva y la actuación de la aviación italiana y alemana fue determinante en la victoria del ejército franquista».
Otros hitos de la guerra aérea durante la guerra civil española son que durante la misma probablemente se efectuó el primer puente aéreo de la historia; que en los aviones de caza empezó a primar el techo y la velocidad lo que supuso el fin de los biplanos y además se demostró su importancia para el dominio del aire y evitar así los bombardeos enemigos (incluso por la noche); que se realizaron ataques aéreos a unidades navales, en puerto y en el mar; que se emplearon aviones de bombardeo en picado para lanzar víveres y mensajes de ánimo a posiciones sitiadas, como el Alcázar de Toledo o el Santuario de Santa María de la Cabeza, y para los «bombardeos ideológicos», mediante el lanzamiento de octavillas y soflamas a las ciudades que estaban en la retaguardia, como el «bombardeo del pan» sobre Alicante.

## Evolución de la zona sublevada

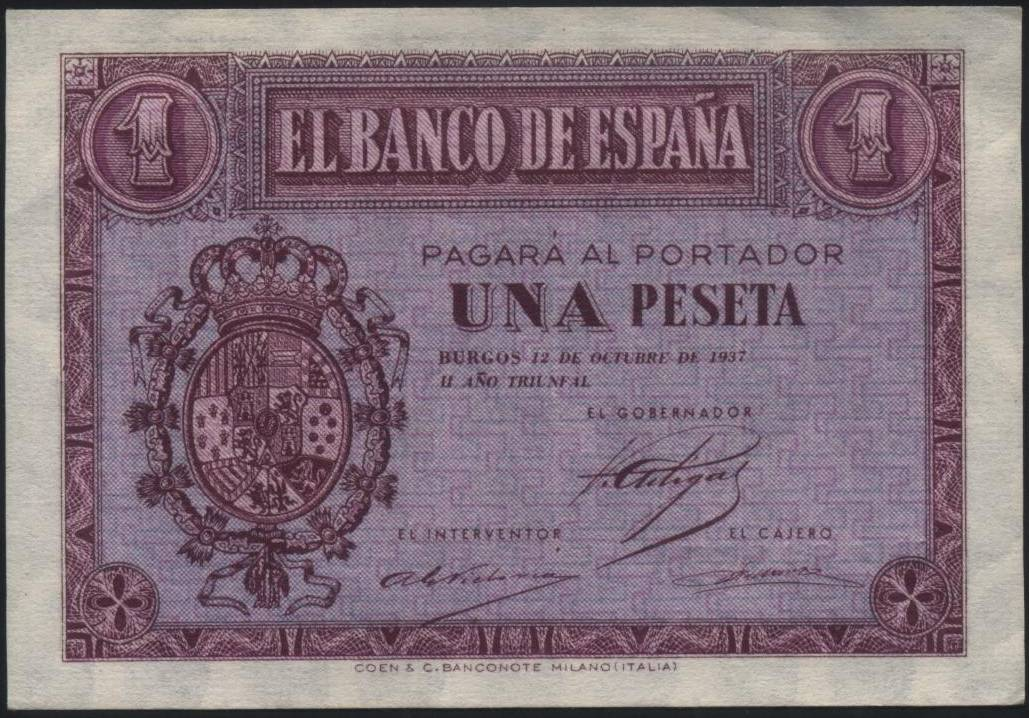
Billete emitido por el bando sublevado el 12 de octubre de 1937 con el escudo grande de la Monarquía española.

Tras la etapa de cierta provisionalidad que representó la Junta de Defensa Nacional formada tras la muerte en accidente de aviación del general Sanjurjo, quien debía encabezar el Directorio militar que gobernaría el país tras derribar al gobierno del Frente Popular, los generales y jefes sublevados decidieron nombrar un mando único militar y político. Desde el 1 de octubre de 1936 el general Franco fue el generalísimo de las fuerzas sublevadas y el jefe del Gobierno del Estado. Después del fracaso de la toma de Madrid (entre noviembre de 1936 y marzo de 1937) y con la perspectiva de que la guerra iba a ser larga, el generalísmo Franco, con la ayuda de su cuñado, Ramón Serrano Suñer, comenzó a configurar la organización política del «Nuevo Estado». El primer paso fue el Decreto de Unificación de abril de 1937, por el que todas las fuerzas políticas que apoyaban el «alzamiento nacional», y singularmente los falangistas y los carlistas, que eran quienes con sus milicias más habían contribuido a la guerra, fueran integradas bajo un único partido, denominado Falange Española Tradicionalista y de las JONS. El paso siguiente fue la organización del «Nuevo Estado» que fue la tarea encomendada por el generalísimo a su primer gobierno, nombrado el 30 de enero de 1938 (y que sustituyó a la Junta Técnica del Estado).
La construcción del «Nuevo Estado» fue acompañada de la destrucción de todo lo que tuviera que ver con la República. Así en la zona sublevada, al contrario de lo que estaba sucediendo en la otra zona (en la que se había desencadenado la Revolución), se procedió a una «contrarrevolución», llevándose a cabo «una sistemática represión de las personas, las organizaciones y las instituciones que en alguna forma, real o, incluso, imaginaria, pudieran entenderse ligadas a esa República revolucionaria, o en manos de revolucionarios, a la que se decía combatir».

### La Junta de Defensa Nacional

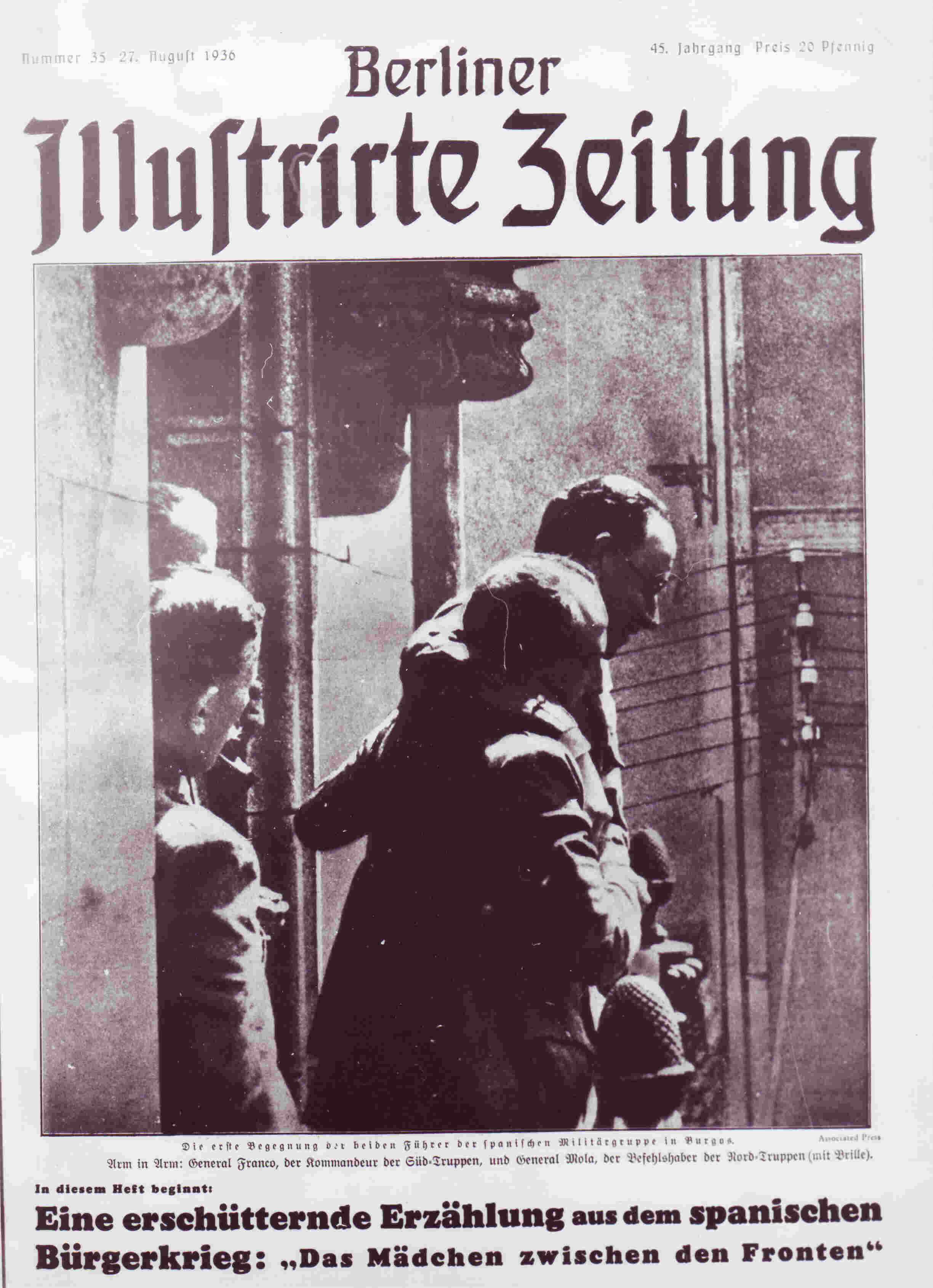
Mola junto al general Franco en una aparición en Burgos el 27 de agosto de 1936, recogida por el periódico alemán Berliner Illustrierte Zeitung. Mola es el que sobresale por la derecha.

La muerte el 20 de julio del general Sanjurjo, exiliado en Estoril, a causa del accidente que tuvo nada más despegar el avión en el que tenía que dirigirse desde Lisboa hacia Pamplona para ponerse al frente de la sublevación, dejó a los generales sublevados sin el jefe que iba a encabezar el levantamiento. Para suplir en parte la carencia de un mando único los generales y jefes sublevados constituyeron en Burgos el 24 de julio una Junta de Defensa Nacional presidida por el general de más graduación y más antiguo, Miguel Cabanellas. Su Decreto número 1 establecía que asumía «todos los poderes del Estado» y en sucesivos decretos extendió el estado de guerra que los sublevados habían proclamado en cada sitio a toda España (lo que sirvió de base para someter a consejos de guerra sumarísimos a todos los que se opusieran a la rebelión militar), ilegalizó los partidos y sindicatos del Frente Popular y prohibió todas las actuaciones políticas y sindicales obreras y patronales «mientras duren las actuales circunstancias» (Decreto del 25 de septiembre).
Pero lo más urgente era lograr la unidad de mando militar. Así el 21 de septiembre de 1936 tuvo lugar en una finca de los alrededores de Salamanca la primera reunión a la que asistieron los generales de la Junta de Defensa Nacional, con el añadido de los generales Orgaz, Gil Yuste y Kindelán. Allí los reunidos discutieron sobre la necesidad del mando único de las fuerzas sublevadas y nombraron para el cargo al general Franco pues era quien mandaba el ejército que estaba a punto de conseguir la entrada en Madrid (el Ejército de África estaba cerca de Maqueda a solo 100 kilómetros de la capital) y el que había obtenido la ayuda de la Alemania nazi y de la Italia fascista, y que venía tratando con ellos. Pero una vez decidido el mando único en el terreno militar aún quedaba por dilucidar el mando político.

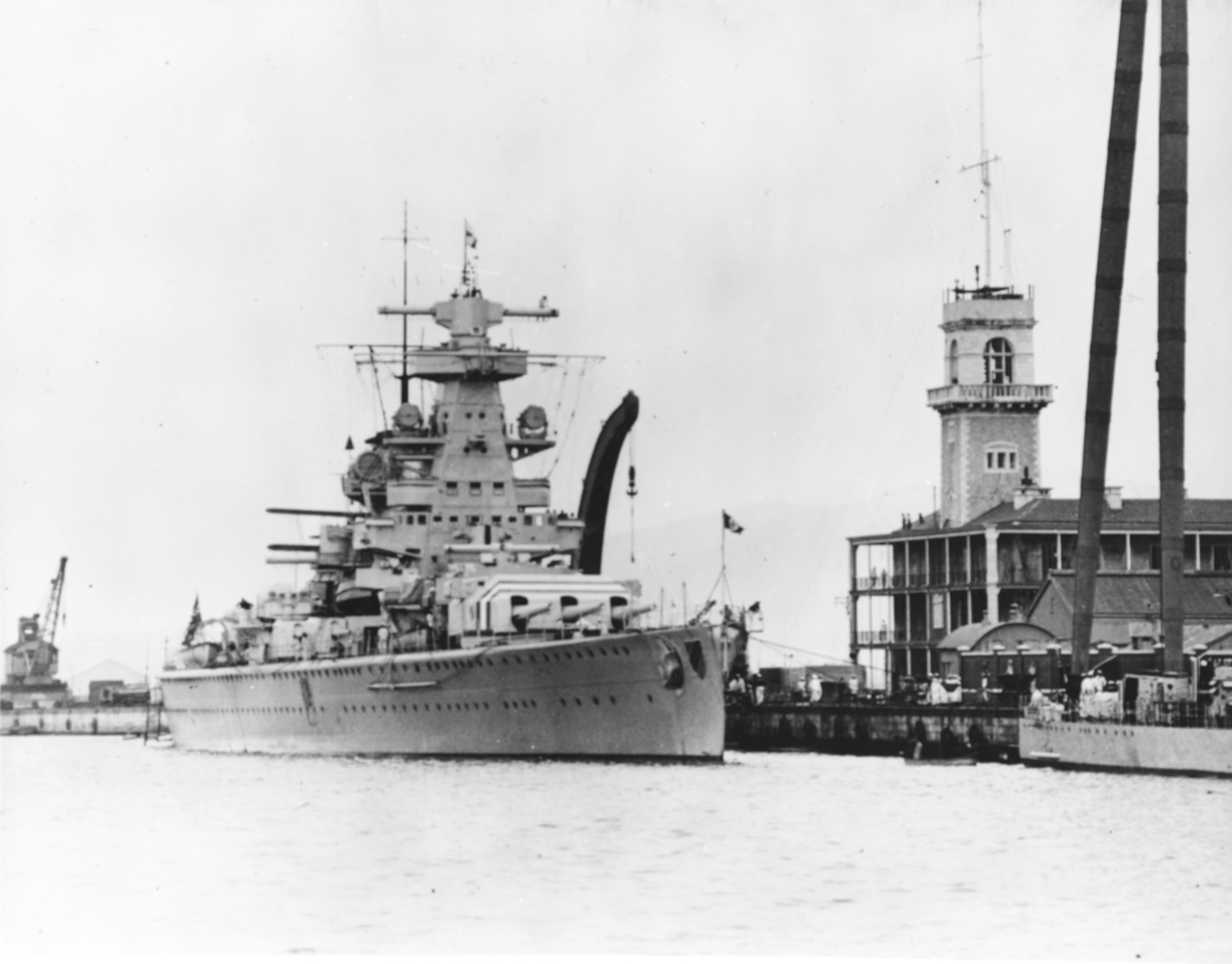
El acorazado alemán Admiral Scheer atracado en Gibraltar en 1936.

Entonces el general Franco realizó una «jugada maestra»: ordenar que las columnas que avanzaban hacia Madrid se desviaran hacia Toledo para liberar el Alcázar y así levantar el cerco de dos meses al que llevaban sometidos un millar de guardias civiles y falangistas además de algunos cadetes de la Academia de Infantería al mando de su director, el coronel Moscardó, y que tenían retenidos «como rehenes a mujeres y niños de conocidos militantes de izquierda». «La toma del Alcázar agrandó la leyenda del general Franco. La famosa frase de Moscardó sin novedad en el Alcázar, repetida ante Franco y numerosos periodistas dos días después de su liberación, fue adecuadamente propagada. Franco era el salvador de los héroes sitiados, el símbolo de un ejército dispuesto a ganar la guerra a cualquier precio».
El 28 de septiembre de 1936, el mismo día en que el Alcázar de Toledo fue liberado, se celebró la segunda reunión de los generales en Salamanca para decidir quién ostentaría el mando político. El elegido fue el general Franco al que sus compañeros de sublevación nombraban no solo «Generalísimo de las fuerzas nacionales de tierra, mar y aire», sino también «Jefe del Gobierno del Estado español, mientras dure la guerra». Pero cuando fue publicado al día siguiente el decreto n.º 138 de la Junta de Defensa Nacional con su nombramiento se había introducido un importante cambio en el texto: se había suprimido la coletilla «mientras dure la guerra», y al nombramiento del general Franco como «Jefe del Gobierno del Estado Español» se le añadía «quien asumirá todos los poderes del nuevo Estado». Este decreto de 29 de septiembre de 1936 sería el fundamento de la legitimidad del poder del «Generalísimo» durante los siguientes 39 años.

### El general Franco, «generalísimo» y «caudillo»

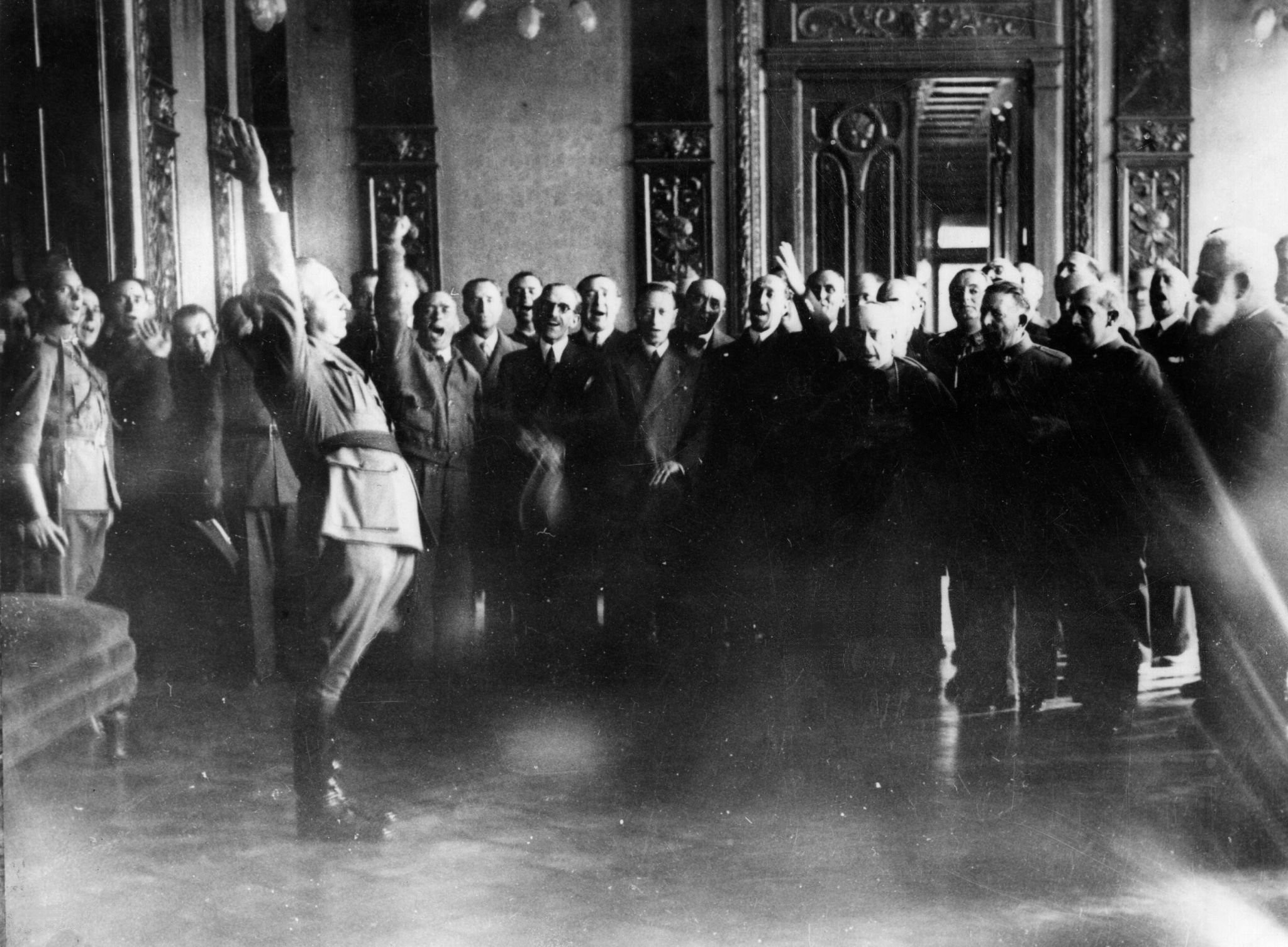
Francisco Franco siendo elegido jefe de Estado de la España sublevada en el Palacio de Capitanía General, Burgos (octubre de 1936).

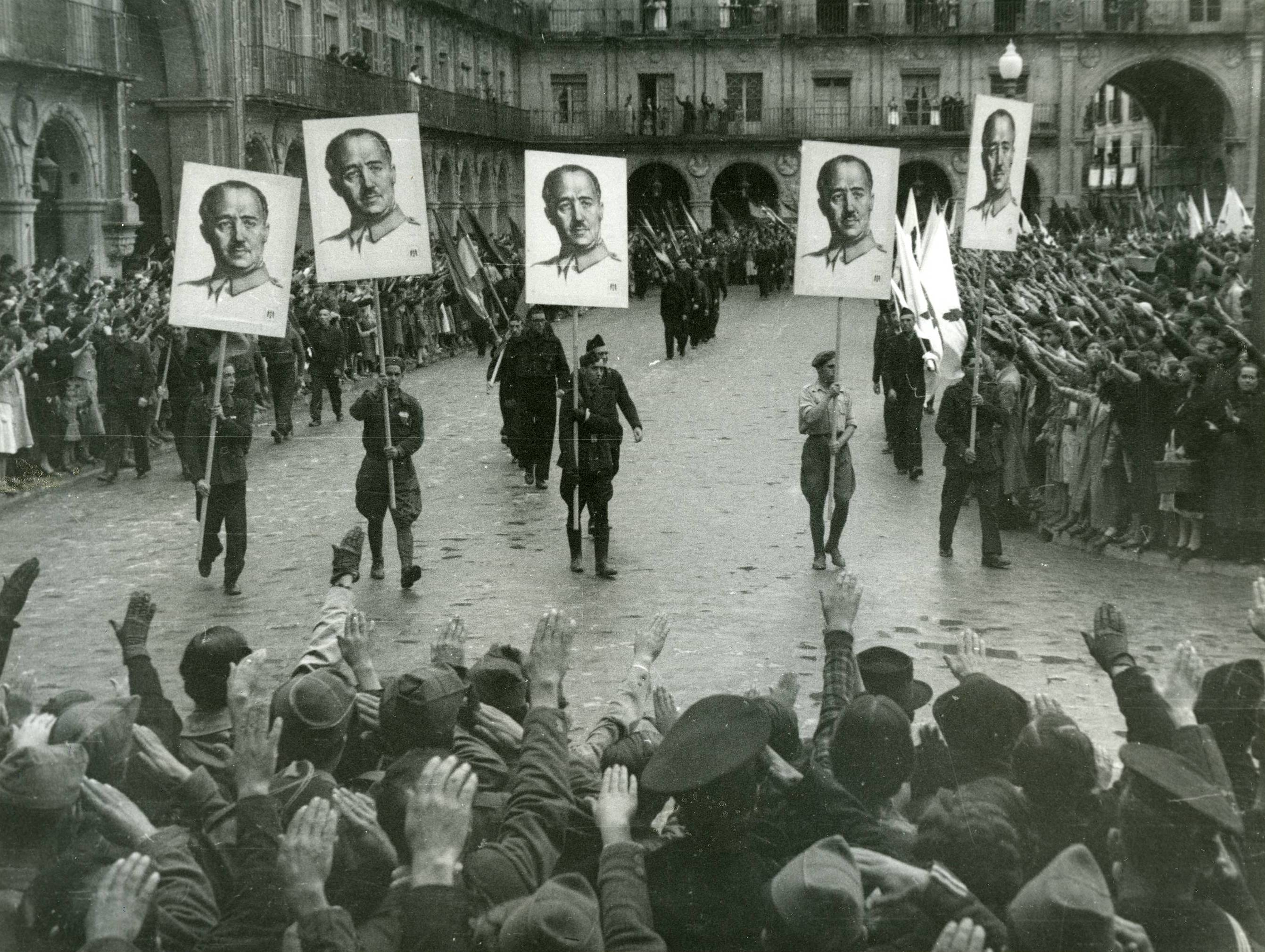
Manifestación de apoyo al Generalísimo Franco en la plaza Mayor de Salamanca con motivo de la toma de Gijón (octubre de 1937).

El 1 de octubre de 1936, en el salón del trono de la Capitanía General de Burgos, Francisco Franco tomaba posesión de su nuevo cargo, como Generalísimo del ejército sublevado y Jefe del Gobierno del Estado.
Un día antes el obispo de Salamanca Enrique Pla y Deniel había hecho pública una pastoral en la que presentaba la guerra como «una cruzada por la religión, la patria y la civilización», dando una nueva legitimidad a la causa de los sublevados: la religiosa. Así el generalísmo, no era solo el «jefe y salvador de la Patria», sino también el «caudillo» de una nueva «cruzada» en defensa de la fe católica y del orden social.

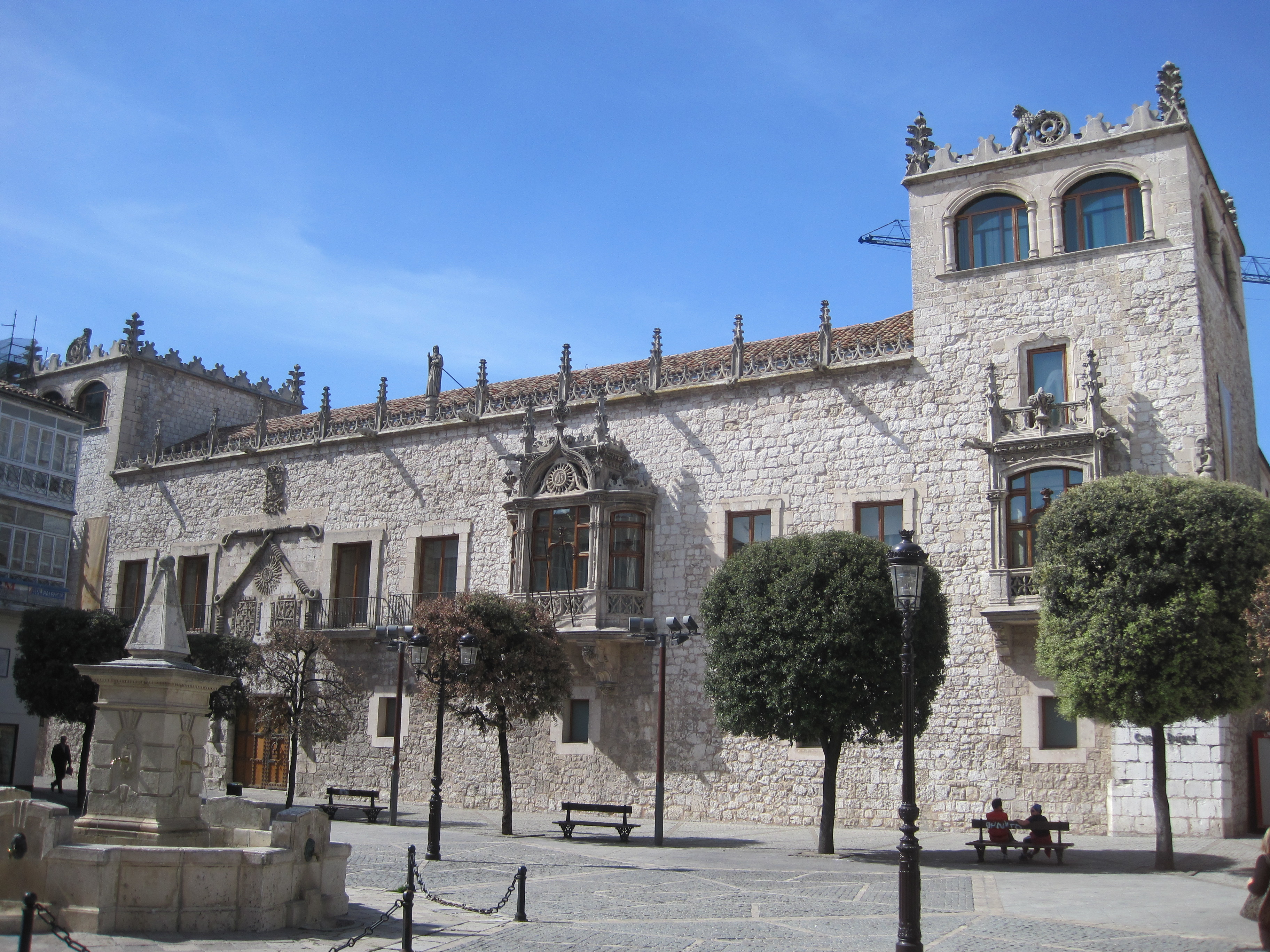
Casa del Cordón, en Burgos, sede de la Junta Técnica del Estado.

La primera ley que promulgó el generalísimo Franco fue la que creaba la Junta Técnica del Estado (en sustitución de la Junta de Defensa Nacional), presidida por el general Dávila (que en el verano de 1937 sería sustituido por el general monárquico Francisco Gómez-Jordana, mucho más eficiente que su antecesor) y que contaba con una Secretaría General del Jefe del Estado, cargo que desempeñó Nicolás Franco, el hermano mayor del generalísmo. Su ocupación fue «rectificar toda la legislación republicana volviendo las cosas a su punto anterior».
La sede de la Junta Técnica del Estado se estableció en Burgos aunque la capital política de la España nacional era Salamanca donde residía el poder militar, pues allí se encontraba el Cuartel General de Franco.

### El Decreto de Unificación de abril de 1937

Bandera de Falange Española.

El siguiente paso en el afianzamiento del poder del nuevo «caudillo» se produjo cuando tras el fracaso de la toma de Madrid (entre noviembre de 1936 y marzo de 1937) se planteó la necesidad de crear un «partido único», siguiendo el modelo de la dictadura de Primo de Rivera, a partir de la fusión de los carlistas y falangistas.
Desde el Cuartel General del Generalísimo el nuevo asesor de Franco Ramón Serrano Súñer (cuñado del «caudillo» y antiguo diputado de la CEDA que había llegado a Salamanca evadido de la «zona roja») propició un acercamiento entre la Comunión Tradicionalista y Falange Española y de las JONS con vistas a su fusión, pero las diferencias ideológicas y políticas que les separaban eran casi insalvables (pues eran las que separaban el tradicionalismo del fascismo), y además había otro obstáculo que era innegociable: que al frente del «partido único» se situara el propio general Franco. Es decir, que ambas partes tenían que aceptar que la nueva formación política quedaría supeditada al poder personal del «Generalísmo», vértice del poder militar y político. Para apoyar esta idea se difundió desde el Cuartel General de Salamanca el lema Una Patria, un Estado, un Caudillo; copia del lema nazi Ein Volk, ein Reich, ein Führer ('Un Pueblo, un Imperio, un Líder').

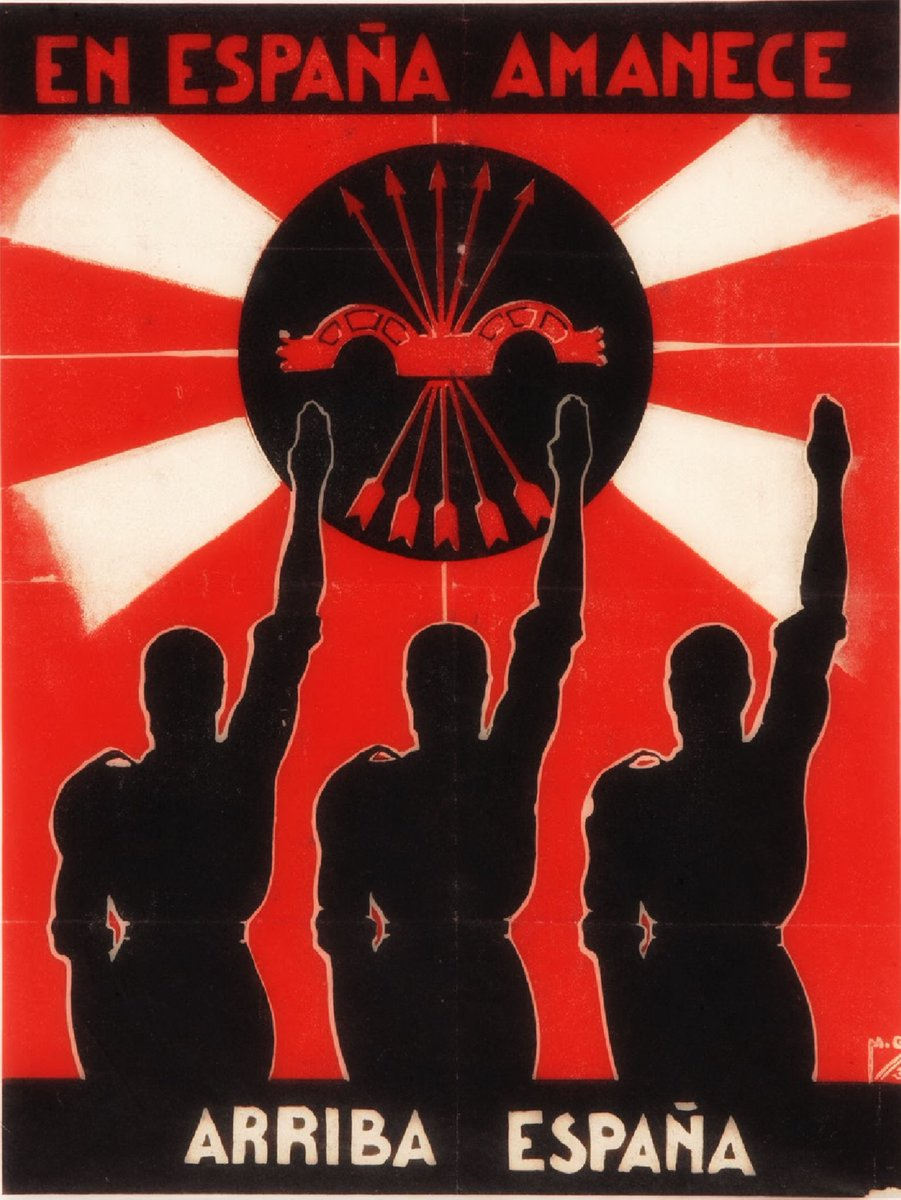
En España amanece. Arriba España, propaganda falangista que muestra las siluetas de tres hombres realizando el saludo fascista.

Se produjeron contactos entre falangistas y carlistas pero no fructificaron y todo el proceso no dejó de crear tensiones en el seno de ambos partidos que se tradujeron en el caso de los falangistas en los «sucesos de Salamanca» de abril de 1937, durante los cuales varios falangistas murieron en los enfrentamientos entre los partidarios de la fusión y de la supeditación al poder militar (encabezados por Sancho Dávila y Agustín Aznar) y los contrarios a ella (encabezados por Manuel Hedilla).
Finalmente, el Cuartel General de Franco decidió actuar, y el mismo día en que los falangistas contrarios a la fusión celebraron un Consejo Nacional en el que eligieron a Manuel Hedilla como «jefe nacional», el domingo 18 de abril, el propio general Franco anunció que se iba a promulgar al día siguiente un Decreto de Unificación de Falange y la Comunión Tradicionalista, que pasaban a estar ahora bajo su jefatura directa como «jefe nacional» del mismo.

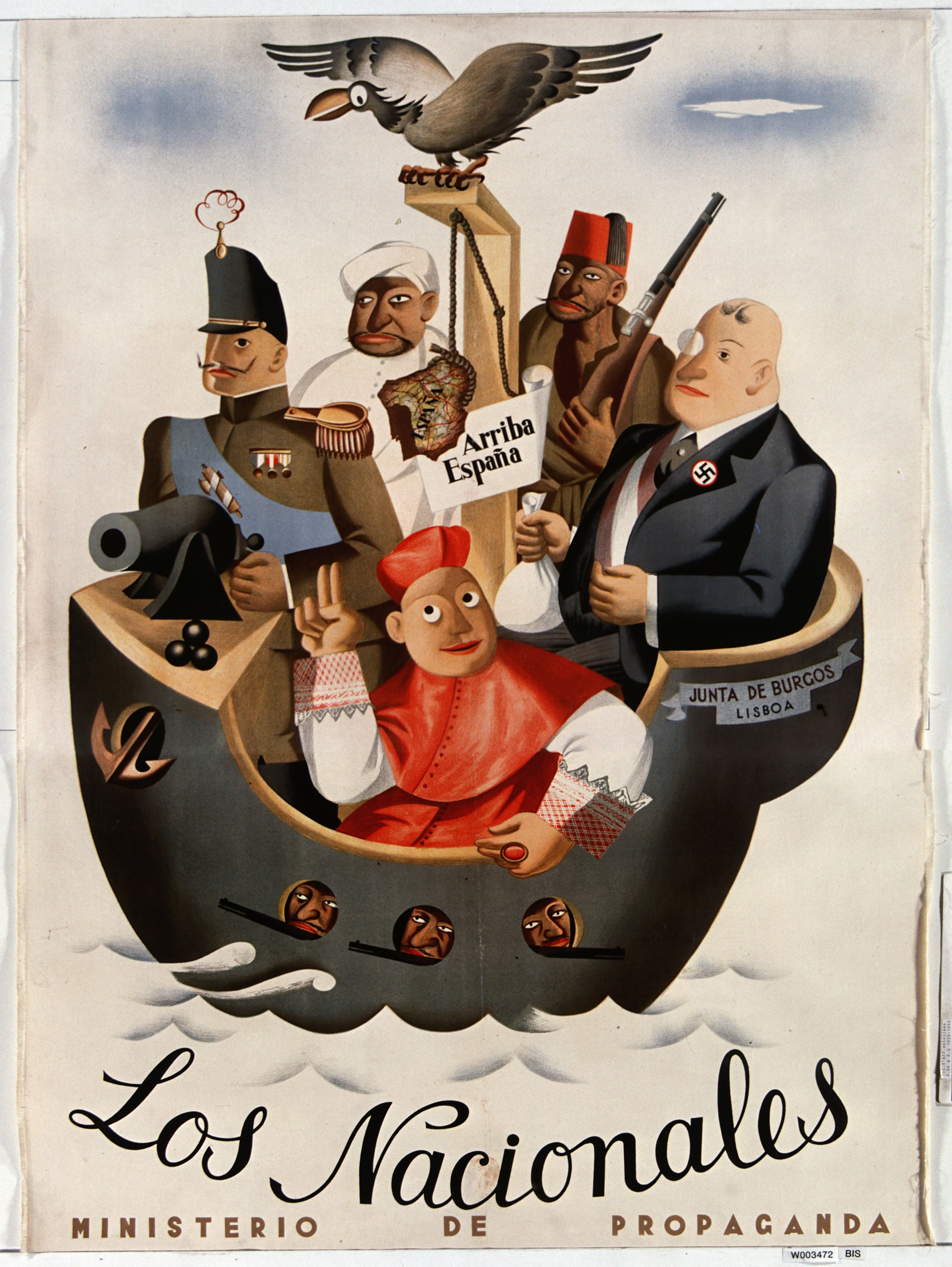
Cartel de propaganda del bando republicano en el que se muestran caricaturizados los integrantes del bando sublevado («Los nacionales»). Además del Ejército, la Iglesia y los «moros», aparece un capitalista con monóculo y la esvástica nazi.

Franco una semana después mandó detener a Manuel Hedilla (junto con otros falangistas disidentes) cuando se negó a integrarse en la Junta Política del nuevo partido como simple vocal y además comunicó a sus jefes provinciales que obedecieran únicamente sus propias órdenes. «Para que no quedara duda sobre la ubicación del poder en lo que ya comenzaba a llamarse Nuevo Estado, Hedilla fue juzgado y condenado a muerte por su manifiesta actuación de indisciplina y de subversión frente al Mando y el Poder únicos e indiscutibles de la España nacional. A todos debía quedar claro que la unidad de mando militar sería en el futuro unidad de mando político». Pero Franco siguió los consejos de la hermana del «Ausente» Pilar Primo de Rivera (líder del sector «puro» de Falange), de Serrano Suñer y del embajador alemán e indultó a Hedilla, aunque este pasó cuatro años en la cárcel y cuando salió de ella quedó apartado de la vida política.
En los estatutos del «partido único», publicados el 4 de agosto, se estableció que el «caudillo» solo sería «responsable ante Dios y ante la Historia», y ante nadie más.
Dos meses antes, el 3 de junio, en plena Campaña del Norte el general Mola, el «director» de la conspiración militar que había dado el golpe de Estado de julio de 1936 con el que comenzó la Guerra Civil, moría cuando el avión en el que viajaba se estrelló en una colina del pueblo de Alcocero, cerca de Burgos. Mola solía emplear el avión con frecuencia en sus desplazamientos y no existen pruebas de que hubiera sabotaje, aunque la muerte favorecía claramente a Franco al eliminar al «director» como rival. El embajador alemán escribió poco después: «Sin duda Franco se siente aliviado por la muerte del general Mola».
En octubre de 1937 fueron nombrados por el «Generalísmo» Franco los 50 miembros del Consejo Nacional de FET y de las JONS, pero no pasó de ser un órgano meramente consultivo. Lo mismo se podía decir de la FET y de las JONS, cuya única actividad quedaba reducida en la práctica a efectuar propaganda. Sin embargo, los dirigentes de Falange ocuparon muchos de los puestos más importantes en la administración del «Nuevo Estado» y en el partido.

### El nacimiento del «Nuevo Estado»

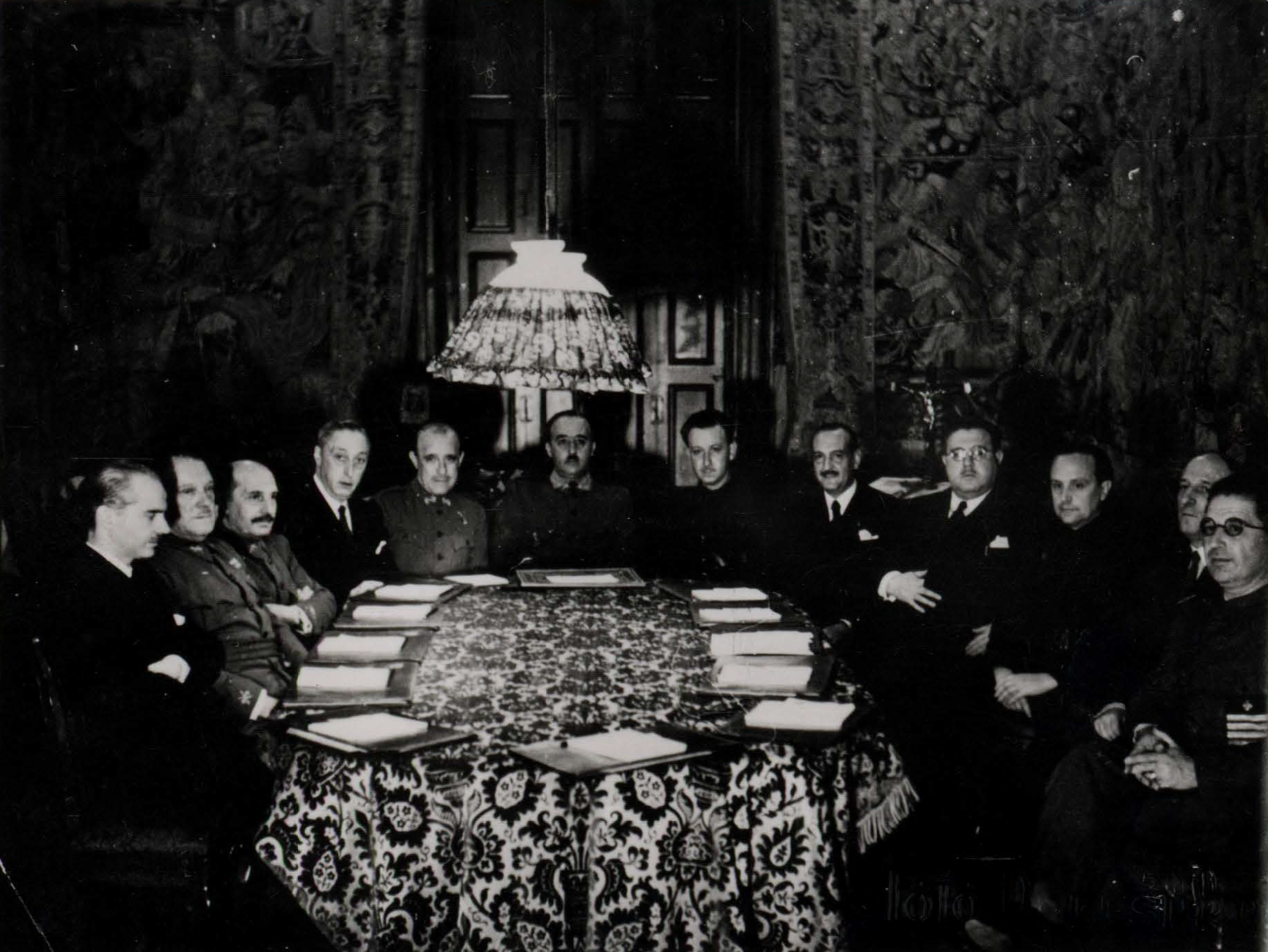
Primer Consejo de Ministros de Franco reunido en Burgos en febrero de 1938.

En enero de 1938, mientras tenía lugar la batalla de Teruel, se da el primer paso para la configuración definitiva del «Nuevo Estado» con la promulgación por el «Generalísmo» de la Ley de la Administración Central del Estado por la que se creaba una estructura administrativa que adoptaba la forma ministerial, y con el nombramiento el 30 de enero de su primer gobierno en el que el propio Franco asume la Presidencia, mientras que Francisco Gómez-Jordana (hasta entonces presidente de la Junta Técnica del Estado) era el vicepresidente y ministro de Asuntos Exteriores. Sin embargo, el personaje más destacado del gabinete era Ramón Serrano Súñer, ministro de Gobernación y el cuñadísimo de Franco. En este gobierno se prefiguró ya la amalgama ideológica que sería siempre en el futuro el franquismo: «su conservadurismo tradicional, y su derechismo reaccionario».

Escudo del «Nuevo Estado».

Será este gobierno el que inicie el proceso de institucionalización del «Nuevo Estado», con la promulgación del «Fuero del Trabajo», basado en la Carta del lavoro del fascismo italiano, y que constituyó la primera de las siete Leyes Fundamentales de la dictadura Franquista que funcionaron a modo de «constitución» del nuevo régimen; la derogación del Estatuto de Autonomía de Cataluña de 1932 y la promulgación de una serie de órdenes y decretos que prohibían el uso del catalán en los documentos públicos y en la conversación privada; la Ley de Prensa que sometía a los periódicos a la censura previa y atribuía al gobierno el nombramiento de los directores de periódicos; la reintroducción de la pena de muerte que había abolido la República; la aprobación de una Ley de Enseñanza Media que garantizaba a la Iglesia católica una absoluta autonomía en la educación secundaria.
Según Julián Casanova el fascismo y el catolicismo fueron las dos ideologías sobre cuya amalgama se construyó el «Nuevo Estado». El proceso de fascistización era evidente por la exaltación del líder, el «Caudillo», como el Führer o el Duce; el saludo brazo en alto establecido como «saludo nacional»; los uniformes y la simbología falangista; etc. Y al mismo tiempo proliferaban los ritos y manifestaciones religiosas católicas como las procesiones, las misas de campaña o las ceremonias político-religiosas que imitaban supuestas formas medievales.
El 19 de abril de 1939, diecinueve días después del «último parte» en el que Franco declaraba «la guerra ha terminado», se celebró en Madrid el desfile de la Victoria presidido por el «caudillo». Antes de empezar la parada militar el general Varela le impuso «en nombre de la Patria» a Franco la Gran Cruz Laureada de San Fernando, «que tanto había ambicionado desde sus campañas africanas y que tuvo que acabar autootorgándosela» en un decreto firmado por él mismo y que fue leído por el general conde de Jordana al inicio del acto. Al día siguiente el diario ABC de Madrid titulaba su crónica: «España, en el gran desfile militar ante el Caudillo, muestra al mundo el poderío de las armas forjadoras del nuevo Estado». Un mes después el general Franco ofrendaba su espada de caudillo victorioso a Dios en una ceremonia celebrada el 20 de mayo en la iglesia madrileña de Santa Bárbara y presidida por el cardenal primado de Toledo Isidro Gomá.

## Evolución de la zona republicana

### La reacción del gobierno a la sublevación militar

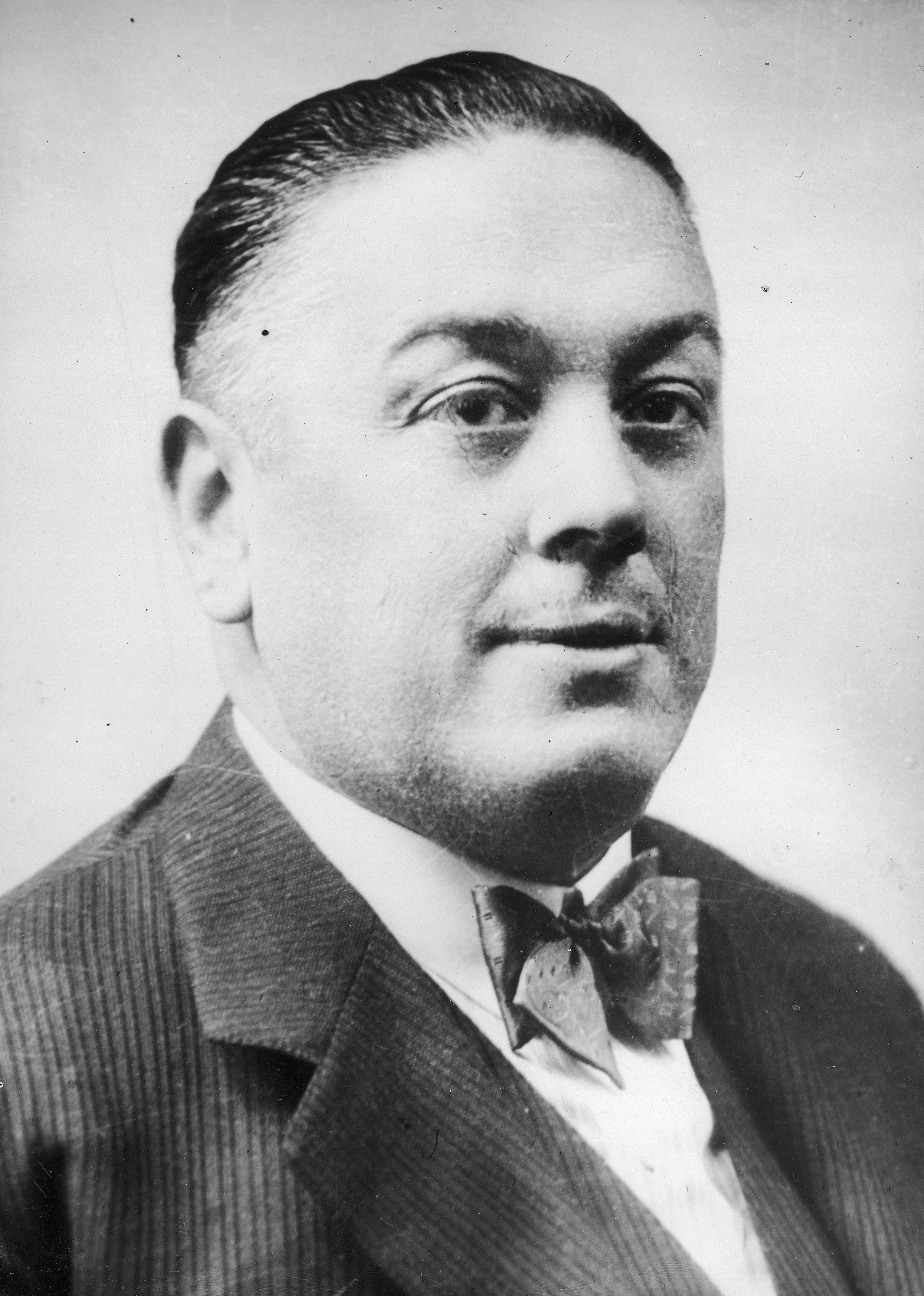
Diego Martínez Barrio.

En la tarde del viernes 17 de julio se conocía en Madrid que en el Protectorado de Marruecos se había iniciado una sublevación militar. Al día siguiente la sublevación se extendió a la península y las organizaciones obreras (CNT y UGT) reclamaron «armas para el pueblo» para acabar con ella, a lo que el gobierno de Santiago Casares Quiroga se negó.
Por la noche de ese sábado 18 de julio Casares Quiroga presentó su dimisión al presidente de la República Manuel Azaña y este encargó a Diego Martínez Barrio, presidente de las Cortes y líder de Unión Republicana, que formara un gobierno que consiguiera «detener la rebelión» sin recurrir al apoyo armado de las organizaciones obreras. Martínez Barrio incluyó en su gabinete a políticos moderados y dispuestos a llegar a algún tipo de acuerdo con los militares sublevados y en la madrugada del sábado 18 al domingo 19 de julio, habló por teléfono con el general Emilio Mola, «el Director» de la sublevación, pero este se negó rotundamente a cualquier tipo de transacción. Así el «gobierno de conciliación» de Martínez Barrio dimitió y Azaña nombró el mismo domingo 19 de julio nuevo presidente del gobierno a un hombre de su partido José Giral, que formó un gobierno únicamente integrado por republicanos de izquierda, aunque con el apoyo explícito de los socialistas, que tomó la decisión de entregar armas a las organizaciones obreras, algo a lo que también se había negado Martínez Barrio porque, al igual que Casares Quiroga, consideraba que ese hecho traspasaba el umbral de la defensa constitucional y «legal» de la República.

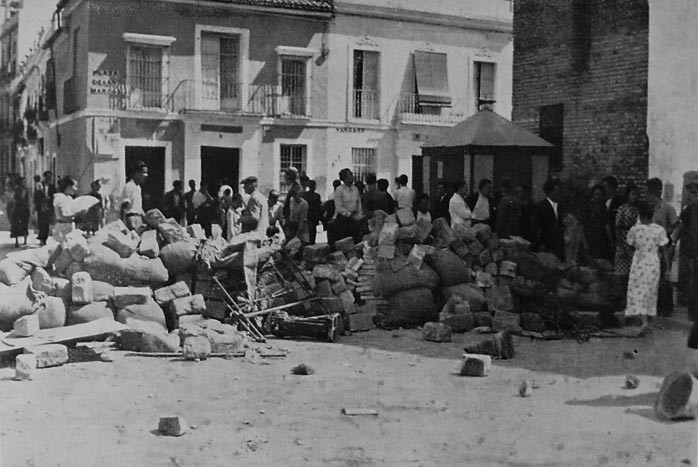
Barricada levantada frente a la iglesia de San Marcos, en Sevilla (1936).

A causa de esta decisión de «entregar armas al pueblo» el Estado republicano perdió el monopolio de la coerción, por lo que no pudo impedir que se iniciara una revolución social, ya que las organizaciones obreras no salieron a la calle «exactamente para defender la República... sino para hacer la revolución. (...) Un golpe de estado contrarrevolucionario, que intentaba frenar la revolución, acabó finalmente desencadenándola».

### La revolución social de 1936 y el gobierno de José Giral (julio-septiembre de 1936)

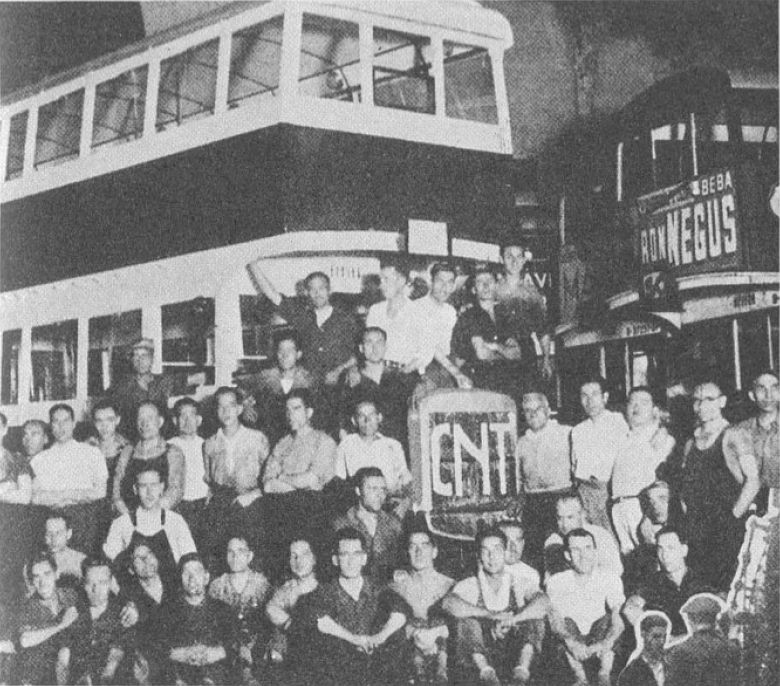
Trabajadores de una fábrica colectivizada de autobuses en Barcelona (1936). A comienzos de la guerra, muchos empresarios de las zonas industrializadas republicanas fueron asesinados o se exiliaron, quedando las fábricas sin dirección. Esto llevó a la toma de las fábricas por los sindicatos y la autogestión de las mismas por los trabajadores.

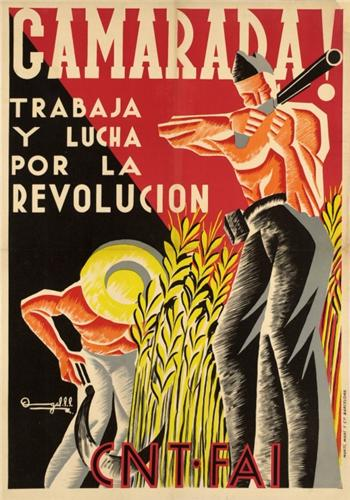
Cartel propagandístico de la CNT-FAI (1936) animando a defender la Revolución Social.

La entrega de armas a los partidos y organizaciones obreras hizo que estas constituyeran rápidamente «milicias armadas para hacer frente a la rebelión en el terreno militar y para proceder a una profunda revolución social (desentendiéndose de las autoridades republicanas, a las que no derribaron): incautaron y colectivizaron explotaciones agrarias y empresas industriales y mercantiles para asegurar la continuidad de la producción y distribución de bienes, y se hicieron cargo del mantenimiento de las principales funciones competencia del Estado. La producción, el abastecimiento de la población, la vigilancia, la represión, las comunicaciones y el transporte, la sanidad, quedaron en manos de comités sindicales, que en no pocas localidades suprimieron la moneda para sustituirla por vales. Ante el hundimiento de los mecanismos del poder público [«un gobierno que reparte armas es un gobierno que se ha quedado sin instrumentos para garantizar el orden público e imponer su autoridad»], surgió en el verano de 1936 un nuevo poder obrero, que era a la vez militar, político, social, económico». «En el País Vasco, sin embargo, donde el PNV había rechazado la coalición con la CEDA en las elecciones de febrero de 1936 y apoyado a la izquierda en la tramitación del Estatuto de Autonomía, finalmente aprobado el 1 de octubre de 1936, no hubo revolución social y un partido católico y nacionalista se mantuvo hasta junio de 1937 al frente de un gobierno autónomo con poder sobre poco más que el territorio de Vizcaya».

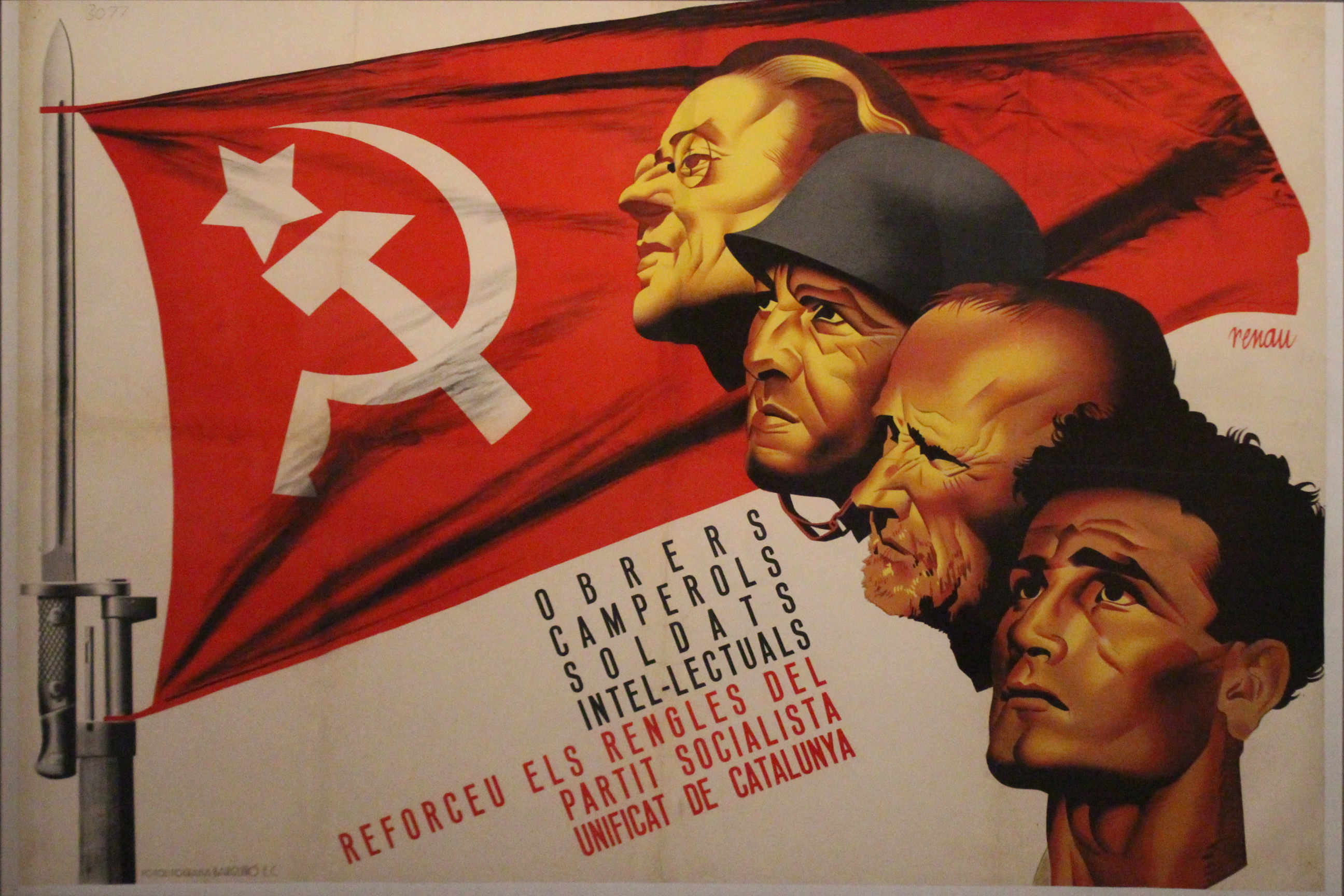
Póster propagandístico del Partido Socialista Unificado de Cataluña (PSUC), obra del cartelista Josep Renau. Se representa a los cuatro grupos que intentaba aglutinar la Revolución Social; obreros, campesinos, militares e intelectuales.

Los comités que surgieron por todas partes eran autónomos y no reconocían límites a sus actuaciones, pero la paradoja fue que al mismo tiempo la revolución no acabó con el Estado republicano, sino que simplemente lo ignoró y lo redujo a la inoperancia. En Cataluña se constituyó el Comité Central de Milicias Antifascistas, pero el gobierno de la Generalidad no fue destituido y continuó en su puesto. En Valencia apareció el Comité Ejecutivo Popular. En Málaga y Lérida surgieron sendos Comités de Salud Pública. En Cantabria, Gijón y Jaén, comités provinciales del Frente Popular (Comité de Guerra de Gijón, Comité Popular de Sama de Langreo, etc). En Vizcaya, una Junta de Defensa. En Madrid se constituyó un Comité Nacional del Frente Popular, que organizaba milicias y la vida de la ciudad, pero junto a él seguía existiendo el gobierno de José Giral formado solo por republicanos de izquierda.
Pero el gobierno Giral, a pesar de que el poder real no estaba en sus manos, no dejó de actuar, especialmente en el plano internacional. Fue este gobierno el que pidió la venta de armas al gobierno del Frente Popular de Francia, y al no conseguirla, luego a la Unión Soviética, para lo cual dispuso de las reservas del oro del Banco de España. En el plano interior destituyó a los funcionarios sospechosos de apoyar la sublevación y dictó las primeras medidas para intentar controlar las «ejecuciones» indiscriminadas, arbitrarias y extrajudiciales de «fascistas» que llevaban a cabo decenas de «tribunales revolucionarios», también conocidos como «checas», montadas por las organizaciones y partidos obreros que habían impuesto el «terror rojo» en Madrid y en otros lugares. Así el gobierno Giral creó los tribunales especiales «para juzgar los delitos de rebelión y sedición y los cometidos contra la seguridad del Estado». Sin embargo estos «tribunales populares» no acabaron con las actividades de las «checas» que siguieron asesinando «fascistas» mediante los «paseos» (detenciones ilegales que acababan con el asesinato del detenido y cuyo cadáver eran arrojado en una cuneta o junto a la tapia de un cementerio) o las «sacas» (excarcelaciones de presos que supuestamente iban a ser puestos en libertad pero que en realidad eran llevados al paredón).
Cuando el 3 de septiembre de 1936 el Ejército de África sublevado tomó Talavera de la Reina (ya en la provincia de Toledo, después de haber ocupado Extremadura), y además también caía Irún en manos de los sublevados (con lo que el norte quedaba aislado del resto de la zona republicana), José Giral presentó la dimisión al presidente de la República Manuel Azaña.

### El gobierno de Largo Caballero (septiembre de 1936-mayo de 1937)
Tras la dimisión de Giral, el presidente de la República Manuel Azaña encargó la formación de un «gobierno de coalición» a Francisco Largo Caballero, el líder socialista de UGT, una de las dos centrales sindicales que estaban protagonizando la revolución. Largo Caballero, que además de la presidencia asumió el ministerio clave de Guerra, entendió este gobierno como una gran «alianza antifascista», y así dio entrada en el gabinete al mayor número posible de representaciones de los partidos y sindicatos que luchaban contra la rebelión «fascista» (como llamaban las organizaciones obreras a la sublevación militar de julio). Pero el gobierno no se completó realmente hasta dos meses después, cuando el 4 de noviembre (en el momento en que las tropas sublevadas ya estaban a las afueras de Madrid) se integraron en él cuatro ministros de la CNT, entre ellos la primera mujer que fue ministra en España, Federica Montseny.
El nuevo gobierno de Largo Caballero, autoproclamado «gobierno de la victoria», enseguida concluyó que había que dar prioridad a la guerra, y de ahí el programa político que puso en marcha inmediatamente, cuya principal medida fue la creación de un nuevo ejército y la unificación de la dirección de la guerra (que incluía la incorporación de las milicias a las Brigadas Mixtas y la creación del cuerpo de comisarios). Así pues, los dirigentes sindicales de UGT y CNT al aceptar e impulsar este programa «estuvieron de acuerdo en que la implantación del comunismo libertario, a que aspiraba la CNT, o de la sociedad socialista, que pretendía la UGT, debía esperar al triunfo militar».
Pero todas estas medidas no consiguieron paralizar el avance hacia Madrid del Ejército de África y el 6 de noviembre ya estaba a punto de entrar en la capital. Ese día el gobierno decidió abandonar Madrid y trasladarse a Valencia, encomendando la defensa de la ciudad al general Miaja que debería formar una Junta de Defensa de Madrid. «Una salida precipitada, mantenida en sigilo, sobre la que no se dio explicación pública alguna». «Quienes se quedaron en Madrid no pudieron interpretar estos hechos sino como una vergonzosa huida... sobre todo porque los madrileños fueron capaces de organizar su defensa. Madrid resistió el primer embate y rechazó los siguientes, deteniendo así el avance del ejército rebelde».

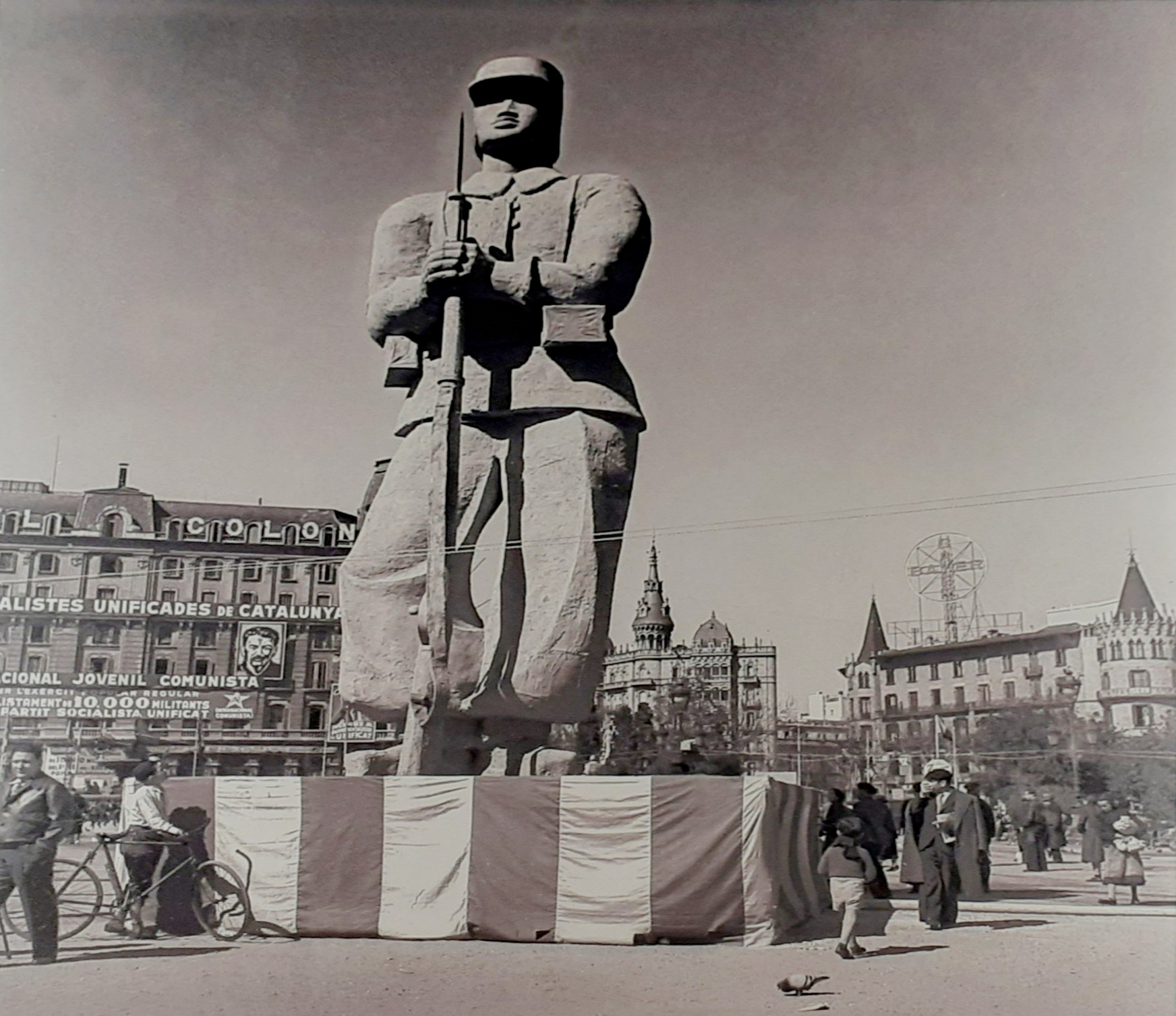
Escultura levantada en la plaza de Cataluña de Barcelona en marzo de 1937 en homenaje al Soldat del Poble (al soldado del Ejército Popular de la República). En su realización colaboraron varios artistas como Josep Bartolí.

El segundo gran objetivo del gobierno de Largo Caballero fue restablecer la autoridad del gobierno y de los poderes del Estado. Pero no se resolvieron las tensiones con los gobiernos de las «regiones autónomas» de Cataluña y el País Vasco, ni con los consejos regionales que habían surgido en otros sitios. En Cataluña, el gobierno de la Generalidad, que el 26 de septiembre incorporó a varios consejeros de la CNT y del POUM por lo que el Comité de Milicias Antifascistas quedó disuelto, organizó su propio ejército y el 24 de octubre aprobó el decreto de colectividades, cuestiones ambas que excedían el ámbito de sus competencias. En cuanto al País Vasco, el 1 de octubre las Cortes aprobaban el Estatuto de Autonomía de Euskadi y el nacionalista vasco José Antonio Aguirre fue investido lendakari del Gobierno Vasco, entre cuyos miembros no incluyó a ningún representante de la CNT (en el País Vasco no había habido revolución social ni apenas violencia anticlerical y las iglesias continuaron abiertas). Aguirre construyó un Estado «cuasi soberano» sobre el territorio vasco que todavía no había sido ocupado por el bando sublevado y que prácticamente se reducía a Vizcaya. Además de una policía vasca, la Ertzaina, creó un ejército propio y no aceptó el mando del general que envió el gobierno de Madrid para ponerse al frente del Ejército del Norte. En cuanto al Consejo de Aragón, dominado por los anarquistas, el gobierno de Largo Caballero no tuvo más remedio que legalizarlo.

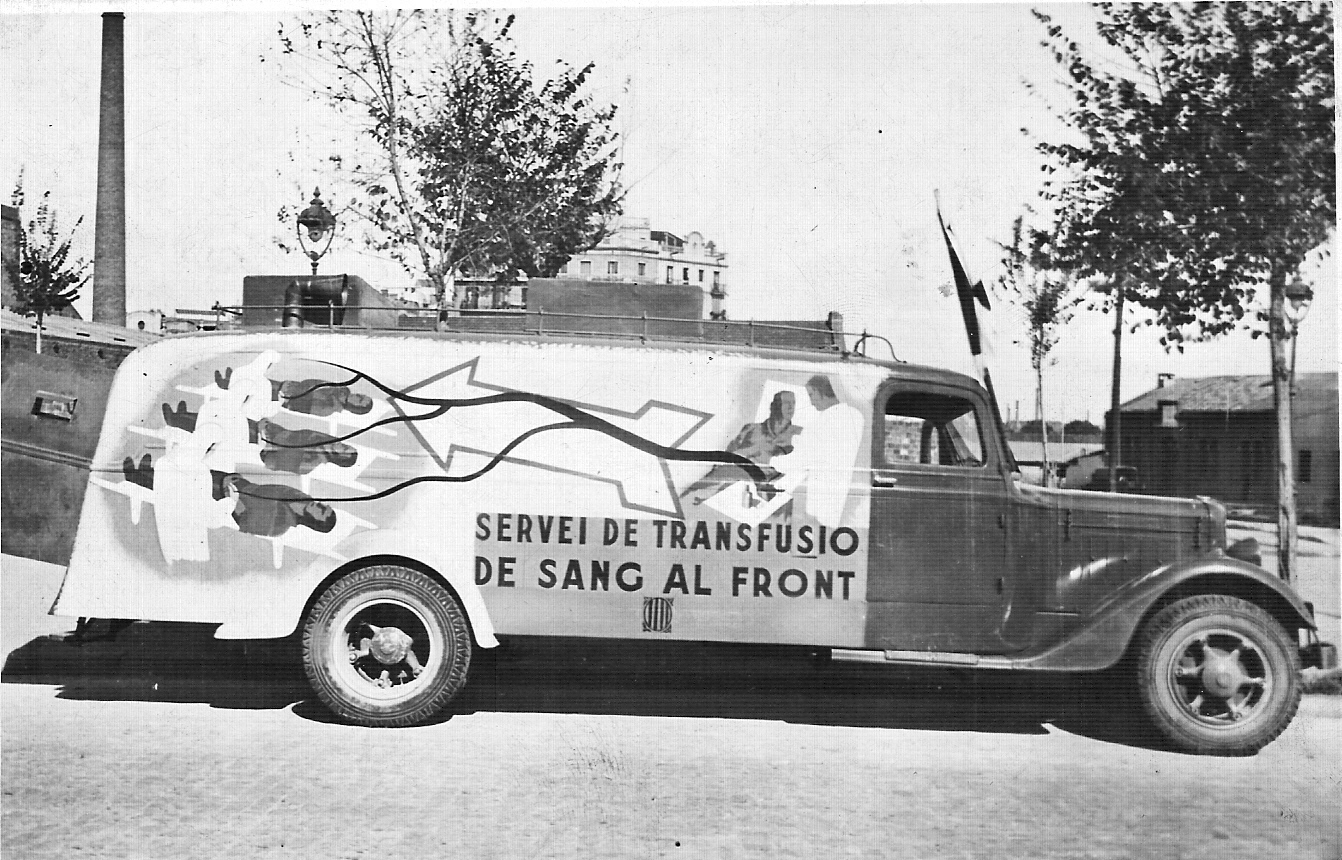
Vehículo de la Generalidad de Cataluña habilitado para transportar las donaciones de sangre al frente.

En la primavera de 1937, tras la decisión de Franco de poner fin por el momento a la toma de Madrid después de la victoria republicana en la batalla de Guadalajara, se abría la perspectiva de una guerra larga y pronto estalló la crisis entre las fuerzas políticas que apoyaban a la República. El conflicto fundamental fue el que enfrentó a los anarquistas de la CNT, que defendían la compatibilidad de la revolución con la guerra, y a los comunistas del Partido Comunista de España (PCE) y del PSUC en Cataluña, que entendían que la mejor forma de frenar la sublevación militar era restablecer el Estado republicano y aglutinar a todas las fuerzas de la izquierda política, incluidos los partidos de la pequeña y mediana burguesía, por lo que debía paralizarse la revolución social y dar prioridad a la guerra. Sin embargo, Santos Juliá afirma, en contra de la opinión de otros historiadores, que en la primavera de 1937 entre las fuerzas que apoyaban al gobierno de Largo Caballero «la divisora no corría entre guerra y revolución sino entre partidos y sindicatos» porque la prioridad dada a la guerra ya se había decidido el 4 de septiembre cuando se formó el gobierno de Largo Caballero, al que dos meses después se sumaron los cuatro ministros anarquistas.

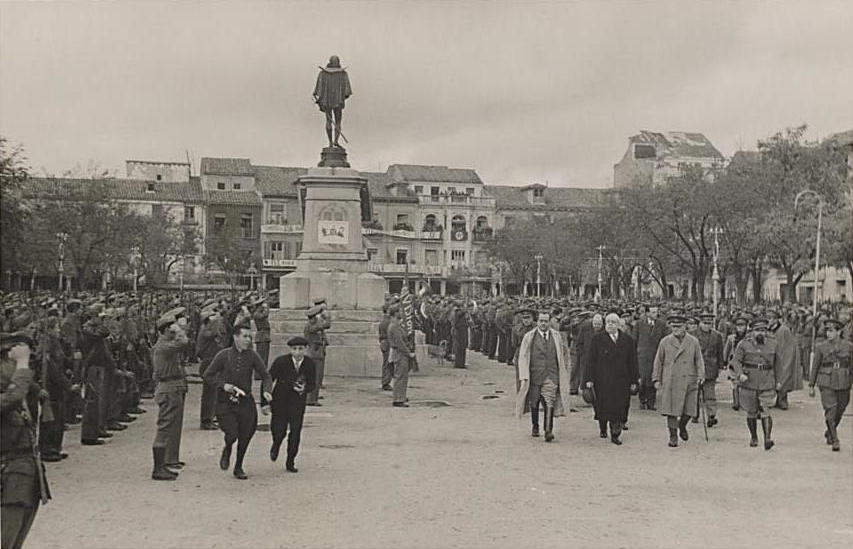
Manuel Azaña, Juan Negrín y el general Miaja visitan a las fuerzas de la 46.ª División, en la plaza de Cervantes de Alcalá de Henares (noviembre de 1937).

La crisis estalló por los enfrentamientos iniciados en Barcelona el lunes 3 de mayo de 1937 cuando un destacamento de la Guardia de Asalto por orden de la Generalidad intentó recuperar el control sobre el edificio de la Telefónica en la plaza de Cataluña, en poder de la CNT desde las jornadas «gloriosas» de julio de 1936. Varios grupos anarquistas respondieron con las armas y el POUM se sumó a la lucha. En el otro bando, la Generalidad y los comunistas y socialistas unificados en Cataluña bajo un mismo partido (el PSUC) hicieron frente a la rebelión, que ellos mismos habían provocado, y la lucha se prolongó varios días. El viernes 7 de mayo la situación pudo ser controlada por las fuerzas de orden público enviadas por el gobierno de Largo Caballero desde Valencia, ayudadas por militantes del PSUC, aunque la Generalidad pagó el precio de que le fueron retiradas sus competencias sobre orden público. El enfrentamiento en las calles de Barcelona fue relatado por el británico George Orwell en su Homenaje a Cataluña.

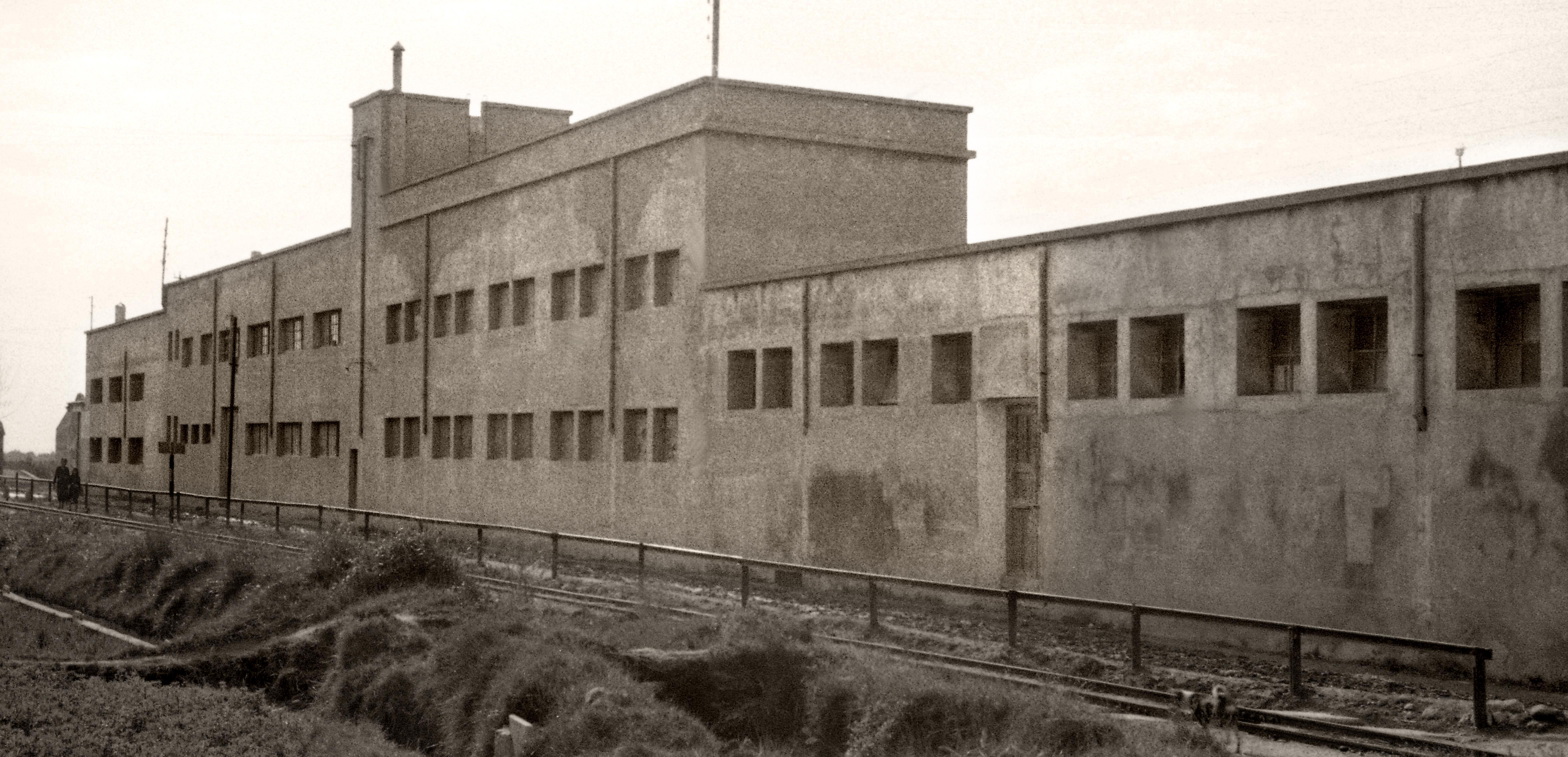
Fábrica de armas de Alginet.

Los sucesos de mayo de 1937 en Barcelona tuvieron una repercusión inmediata en el gobierno de Largo Caballero. La crisis la provocaron el día 13 de mayo los dos ministros comunistas que amenazaron con dimitir si Largo Caballero no dejaba el Ministerio de la Guerra (el PCE especialmente desde la caída de Málaga el 8 de febrero le hacía responsable de las continuas derrotas republicanas), y que disolviera el POUM. En este ataque a Largo Caballero contaban con el apoyo de la fracción socialista de Indalecio Prieto, que controlaba la dirección del PSOE, que como los comunistas querían eliminar del gobierno a las organizaciones sindicales, UGT y CNT, y reconstruir el Frente Popular. Largo Caballero se negó a aceptar las dos condiciones de los comunistas y al no encontrar los apoyos suficientes para su gobierno dimitió el 17 de mayo. El presidente Manuel Azaña, que también estaba en desacuerdo con la presencia de las dos centrales sindicales en el gobierno, nombró a un socialista «prietista», Juan Negrín, nuevo jefe de Gobierno. Al día siguiente el órgano de la CNT Solidaridad Obrera declaraba en su editorial: «Se ha constituido un gobierno contrarrevolucionario».

### El gobierno de Juan Negrín (mayo de 1937-marzo de 1939)

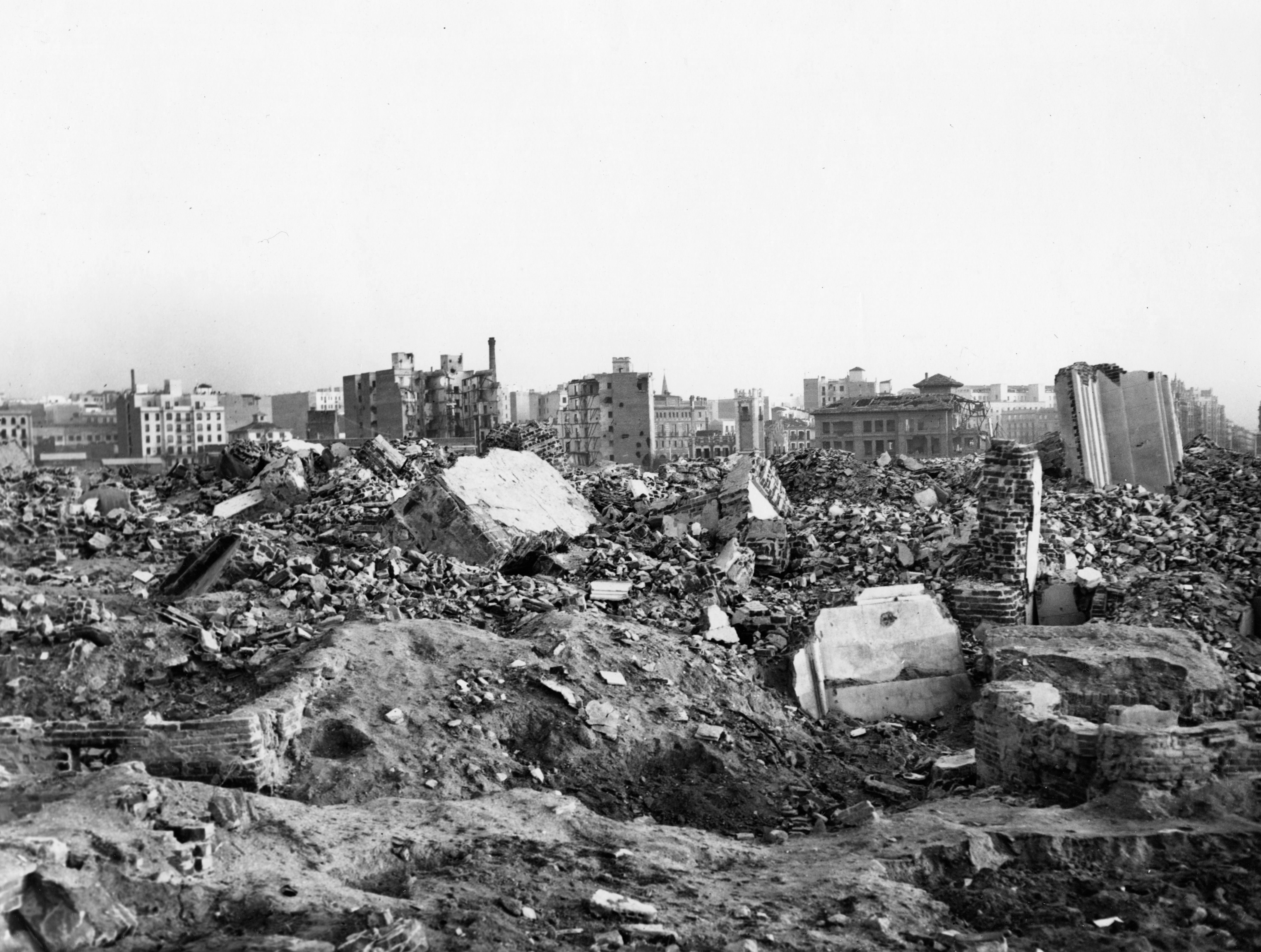
El edificio de la Diputación Provincial de Madrid (1939) en ruinas después de los bombardeos.

El nuevo gobierno que formó el socialista Juan Negrín en mayo de 1937 respondió al modelo de las coaliciones de Frente Popular: tres ministros socialistas ocupando las posiciones fundamentales (el propio Negrín, que mantuvo la cartera de Hacienda que ya había ostentado en el gobierno de Largo Caballero, Indalecio Prieto, sobre el que recayó toda la responsabilidad en la conducción de la guerra, al ser nombrado al frente del nuevo Ministerio de Defensa, y Julián Zugazagoitia en Gobernación), dos republicanos de izquierda, dos comunistas, uno del Partido Nacionalista Vasco y otro de Esquerra Republicana de Catalunya. Según Santos Juliá, detrás de este gobierno estaba Manuel Azaña, que pretendía «un gobierno capaz de defenderse en el interior y de no perder la guerra en el exterior. (...) Con Prieto a cargo de un Ministerio de Defensa unificado, sería posible defenderse; con Negrín en la presidencia, se podían abrigar esperanzas de no perder la guerra en el exterior».
La política del nuevo gobierno tuvo cinco ejes fundamentales, algunos ya iniciados por Largo Caballero: la culminación de la formación del Ejército Popular y el desarrollo de la industria de guerra (lo que llevó al gobierno a trasladarse de Valencia a Barcelona en noviembre de 1937 para, entre otras razones, «poner en pleno rendimiento la industria de guerra» catalana); la continuación de la recuperación por el gobierno central de todos los poderes, con la justificación de que la dirección de la guerra así lo reclamaba (fue disuelto el Consejo de Aragón, último baluarte de la CNT; el traslado del gobierno de Valencia a Barcelona para «asentar definitivamente la autoridad del gobierno en Cataluña» relegó al gobierno de la Generalidad de Lluís Companys a un papel secundario). mantenimiento del orden público y la seguridad jurídica (con Zugazagoitia en Gobernación e Irujo en Justicia, se redujeron las ejecuciones «extrajudiciales» y las actividades de las «checas», pero en la «desaparición» del líder del POUM el gobierno dejó hacer a los comunistas y a los agentes soviéticos del NKVD); se dieron garantías a la pequeña y mediana propiedad; se intentó cambiar la política de «no-intervención» de Reino Unido y Francia por la de mediación en el conflicto, para que presionaran a Alemania e Italia y cesaran en su apoyo a los sublevados, con el objetivo final de alcanzar una «paz negociada», pero no se consiguió nada. El gran derrotado de esta línea política fue el sindicalismo, tanto el de la UGT y como el de la CNT. Por el contrario, los que resultaron más reforzados fueron los comunistas, de ahí la acusación lanzada contra Negrín de ser un «criptocomunista».

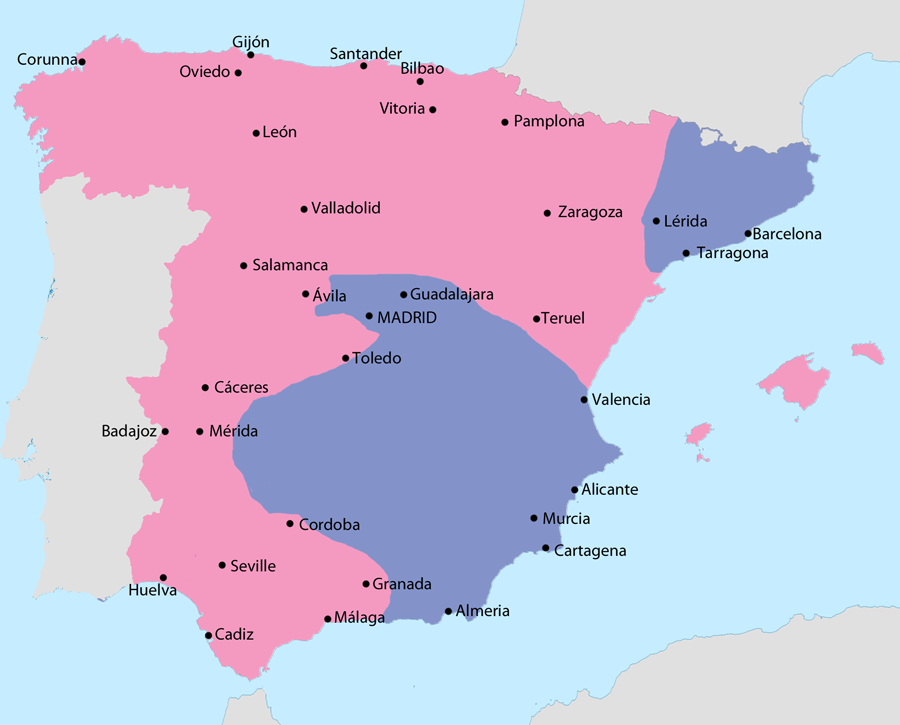
Mapa de la guerra civil española en julio de 1938.

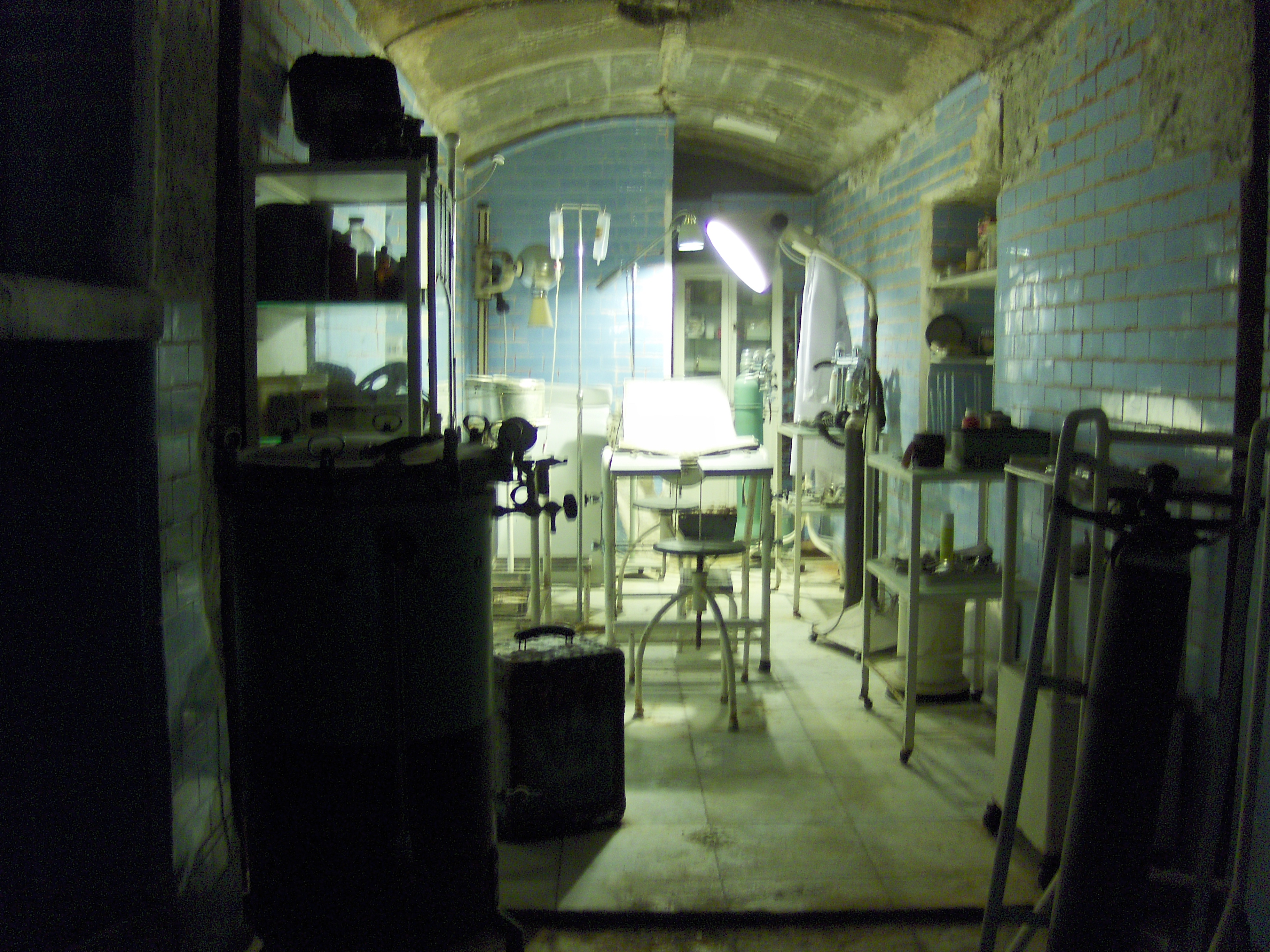
Reconstrucción del quirófano instalado en los Refugios subterráneos de Almería, que entró en funcionamiento en 1938.

Las derrotas de la República en la batalla de Teruel y en la ofensiva de Aragón provocaron la crisis de marzo de 1938. Azaña y Prieto consideraron que lo que había sucedido mostraba que el ejército republicano nunca podría ganar la guerra y que había que negociar una rendición con apoyo franco-británico. Frente a ellos Negrín y los comunistas eran firmes partidarios de continuar resistiendo. La crisis se abrió al intentar Negrín que Prieto cambiara de ministerio (habiendo declarado su convicción de que la guerra estaba perdida, Prieto era el peor de los ministros de Defensa posible), pero Azaña respaldó a Prieto, así como el resto de los republicanos de izquierda y los nacionalistas de Esquerra y del PNV. Sin embargo, estos no consiguieron articular ninguna alternativa a Negrín, y este acabó saliendo reforzado de la crisis, con la consiguiente salida de Prieto del gobierno.
Negrín recompuso el gobierno el 6 de abril y asumió personalmente el Ministerio de Defensa e incorporó al gabinete a los dos sindicatos, UGT y CNT. Además José Giral fue sustituido en el Ministerio de Estado por el socialista Julio Álvarez del Vayo. Las posiciones del nuevo gobierno con vistas a unas posibles negociaciones de paz quedaron fijadas en su Declaración de los 13 puntos, hecha pública en la significativa fecha del 1.º de mayo. En ella, «el gobierno anunciaba que sus fines de guerra consistían en asegurar la independencia de España y establecer una República democrática cuya estructuración jurídica y social sería aprobada en referéndum; afirmaba su respeto a la propiedad legítimamente adquirida, la necesidad de una reforma agraria y de una legislación social avanzada, y anunciaba una amplia amnistía para todos los españoles que quieran cooperar a la inmensa labor de reconstrucción y engrandecimiento de España. En su intento de aparecer ante las potencias extranjeras con la situación interior controlada, Negrín inició gestiones infructuosas con el Vaticano para restablecer relaciones diplomáticas y abrir las iglesias al culto».
Negrín era consciente de que la supervivencia de la República no solo dependía del fortalecimiento del Ejército Popular y de que se mantuviera la voluntad de resistencia de la población civil en la retaguardia, sino también de que Francia y Reino Unido pusieran fin a la política de «no intervención» o de que al menos presionaran a las potencias fascistas para que estas a su vez convencieran al «Generalísimo» Franco para que aceptara un final negociado. Negrín pensaba que su política era la única posible. Como dijo en privado «no se puede hacer otra cosa». Así pues, su idea era resistir para negociar un armisticio que evitara el «reinado de terror y de venganzas sangrientas» (las represalias y fusilamientos por parte de los vencedores sobre los vencidos) que Negrín sabía que Franco iba a imponer, como efectivamente acabó sucediendo.
Además, Negrín, el general Vicente Rojo Lluch, jefe de Estado Mayor, y los comunistas, creían posible que el ejército republicano aún era capaz de una última ofensiva, que se inició el 24 de julio de 1938, dando comienzo así a la batalla del Ebro, la más larga y decisiva de la Guerra Civil. Pero después de tres meses de duros combates, se produjo una nueva derrota del ejército republicano, que tuvo que volver a sus posiciones iniciales, «con decenas de miles de bajas y una pérdida considerable de material de guerra que ya no podría utilizarse para defender Cataluña frente a la decisiva ofensiva franquista».

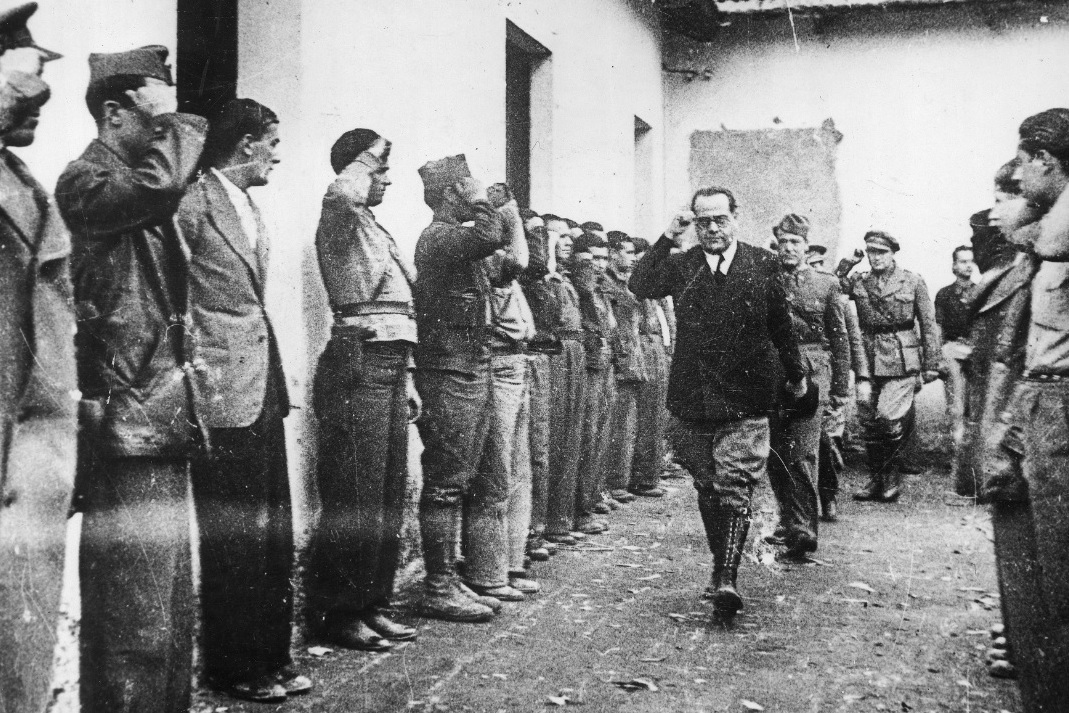
Juan Negrín pasa revista a los combatientes antes de la batalla del Ebro (1938).

Poco antes de que finalizara la batalla del Ebro se produjo otro hecho que también fue determinante para la derrota de la República, esta vez procedente del exterior. El 29 de septiembre de 1938 se firmaba el Acuerdo de Múnich entre Reino Unido y Francia, por un lado, y Alemania e Italia, por otro, que cerraba toda posibilidad de intervención de las potencias democráticas a favor de la República. De la misma forma que ese acuerdo supuso la entrega de Checoslovaquia a Hitler, también supuso abandonar a la República española a los aliados de nazis y fascistas. De nada sirvió que en un último intento desesperado de obtener la mediación extranjera Negrín anunciara ante la Sociedad de Naciones el 21 de septiembre, una semana antes de que se firmara el Acuerdo de Múnich, la retirada unilateral de los combatientes extranjeros que luchaban en la España republicana, aceptando (sin esperar a que los «nacionales» hicieran lo propio) la resolución del Comité de No Intervención, que proponía un plan de retirada de voluntarios extranjeros de la guerra de España. El 15 de noviembre de 1938, la víspera del fin de la batalla del Ebro, las Brigadas Internacionales desfilaban como despedida por la avenida Diagonal de Barcelona. En el campo rebelde, por su parte, en octubre de 1938, seguros ya de su superioridad militar y de que la victoria estaba cerca, decidieron reducir en un cuarto las fuerzas italianas.

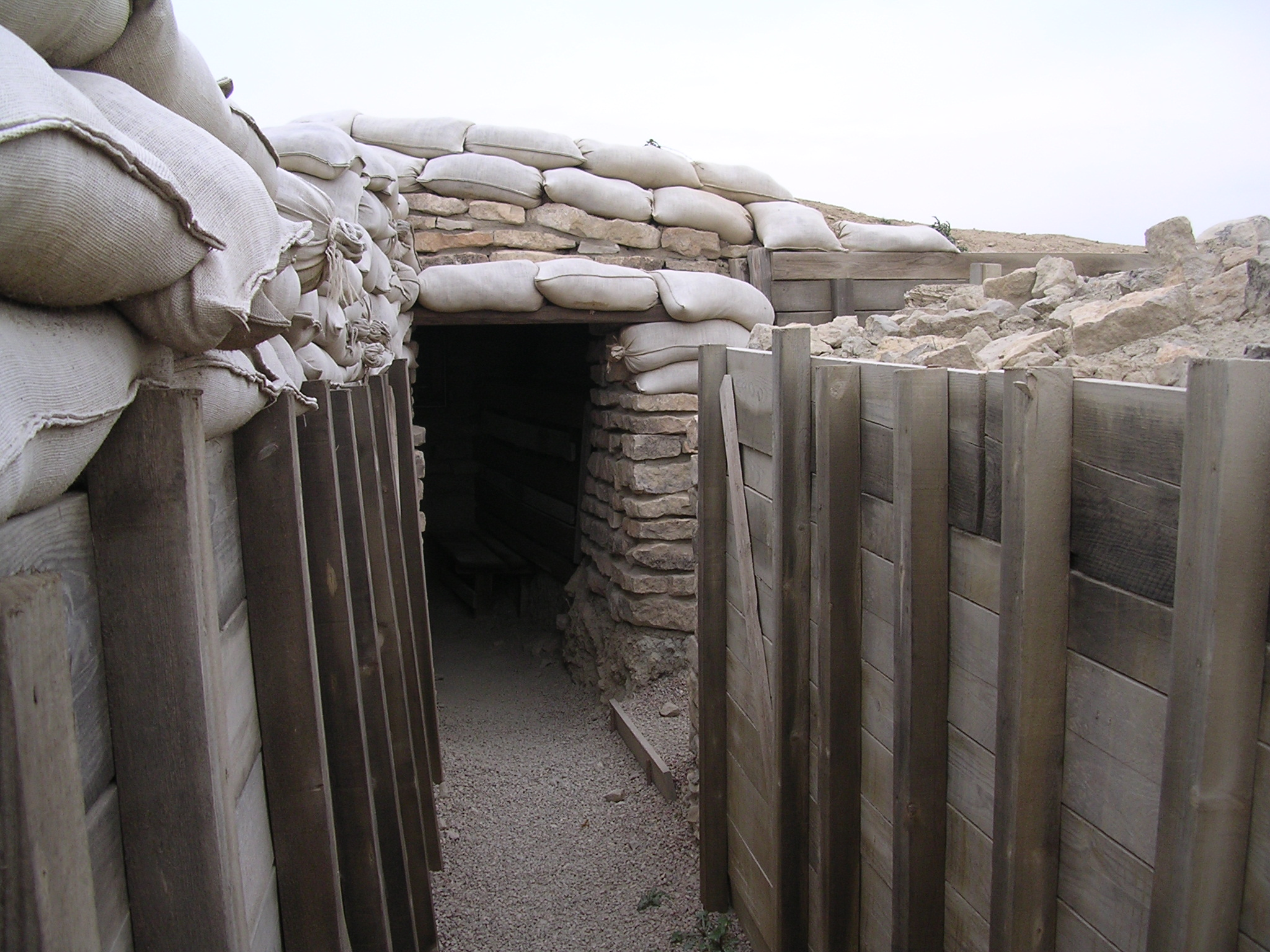
Reconstrucción de las trincheras republicanas en Alcubierre, Huesca.

La última operación militar de la guerra fue la campaña de Cataluña, que acabó en un nuevo desastre para la República. El 26 de enero de 1939 las tropas de Franco entraban en Barcelona prácticamente sin lucha. El 5 de febrero ocupaban Gerona. Cuatro días antes, «el día 1 de febrero de 1939, en las sesiones celebradas por lo que quedaba del Congreso en el castillo de Figueras, [Negrín] redujo los 13 puntos a las tres garantías que su gobierno presentaba a las potencias democráticas como condiciones de paz: independencia de España, que el pueblo español señalara cuál habría de ser su régimen y su destino y que cesara toda persecución y represalia en nombre de una labor patriótica de reconciliación. Pocos días después, hizo saber a los embajadores francés y británico que estaba dispuesto a ordenar un cese inmediato de las hostilidades si su gobierno obtenía garantías de que no habría represalias. Pero no las recibió».
El día 6 de febrero, las principales autoridades republicanas, encabezadas por el presidente Azaña, cruzaban la frontera seguidos de un inmenso éxodo de civiles y militares republicanos que marchaban al exilio. El día 9 de febrero hacía lo mismo el presidente del gobierno, Juan Negrín, tras la salida del último soldado de Cataluña, pero en Toulouse cogió un avión para regresar a Alicante el día 10 de febrero acompañado de algunos ministros con la intención de reactivar la guerra en la zona centro-sur. El único apoyo con el que contaba ya Negrín, además de una parte de su propio partido (el PSOE quedó dividido entre «negrinistas» y «antinegrinistas»), eran los comunistas.

## La dimensión internacional del conflicto y la intervención extranjera

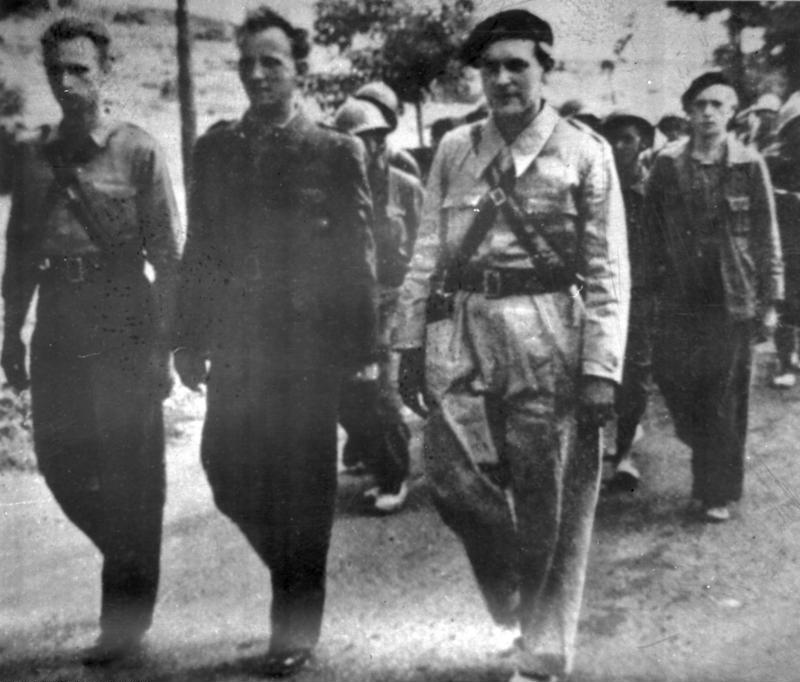
Soldados de las Brigadas Internacionales

La «guerra de España» (como la llamó la prensa internacional) tuvo una repercusión inmediata en las complicadas relaciones internacionales de la segunda mitad de la década de los años treinta. En Europa existía una pugna política, diplomática, ideológica y estratégica a tres bandas entre las potencias democráticas, Reino Unido y Francia; las potencias fascistas, la Alemania de Hitler y la Italia de Mussolini; y la Unión Soviética de Stalin; y el «asunto español» fue enfocado por cada Estado europeo desde sus intereses concretos.
Los regímenes fascistas europeos (Alemania e Italia) y el Portugal salazarista apoyaron desde el principio a los militares sublevados, mientras que la República, tras negarle su ayuda Francia y Reino Unido que optaron por la política de No Intervención, obtuvo el apoyo de la URSS y de las Brigadas Internacionales a partir de octubre de 1936, siendo estas de mayoría ciudadanos franceses. Este «apoyo internacional a los dos bandos fue vital para combatir y continuar la guerra en los primeros meses. La ayuda italo-germana permitió a los militares sublevados trasladar el Ejército de África a la península a finales de julio de 1936 y la ayuda soviética contribuyó de modo decisivo a la defensa republicana de Madrid en noviembre de 1936».
Hay un aspecto humanitario de la dimensión internacional de la Guerra Civil que no hay que olvidar: que la mayoría de las embajadas y legaciones extranjeras de Madrid y algunos consulados de capitales de provincia dieron asilo político a miles de españoles de ambos bandos que se encontraban en peligro de muerte.

### La política de «no intervención» de Reino Unido y Francia
Reino Unido y Francia veían que la «guerra de España» podía complicar aún más el difícil juego estratégico que se desarrollaba a escala europea. Por ello, la primera orientación de la diplomacia de esas potencias fue la de procurar el aislamiento del conflicto español. A esa estrategia se debió la política sobre la «No-Intervención» al que se sumaron 27 países de Europa y que dio nacimiento al Comité de No Intervención con sede en Londres. Estados Unidos, por su parte, contempló la posibilidad de eludir el pacto y levantar el embargo sufrido por la República española, motivada por la preocupación con que la Administración Roosevelt veía el auge del nazismo; pero la oposición mostrada a ambos lados del Atlántico por la jerarquía eclesiástica católica, deseosa de una victoria franquista, frustró tal iniciativa.
La «no intervención» estuvo determinada por la política británica de «apaciguamiento» (appeasement policy) de la Alemania nazi, a la que se vio arrastrado el gobierno del Frente Popular de Francia, que solo contaba con los británicos ante una posible agresión alemana. Además las simpatías del gobierno conservador británico se fueron decantando hacia el bando sublevado, ante en el temor de que España cayera «en el caos de alguna forma de bolchevismo» (en palabras del cónsul británico en Barcelona) si ganaba la guerra el bando republicano.
La idea partió del gobierno francés, consciente de que, ya que no podían ayudar a la República (porque ello supondría abrir un gran conflicto interno en la sociedad francesa y además enturbiaría las relaciones con su aliado «vital», Reino Unido), al menos podrían impedir la ayuda a los sublevados. El gobierno británico se sumó enseguida al proyecto, aunque el mismo «ponía en el mismo plano a un Gobierno legal y a un grupo de militares rebeldes». El primer ministro galo, el socialista Léon Blum, tras denegar a los negociadores de Largo Caballero el paso del armamento adquirido por la República española a través de territorio francés, llegó a exclamar: «¡Es un crimen el que todos estamos cometiendo con España!».
Pero en la práctica la política de «no intervención» se convirtió en una «farsa», como la calificaron algunos contemporáneos, porque Alemania, Italia y Portugal no suspendieron en absoluto sus envíos de armas y municiones a los sublevados. La República, que a partir de octubre de 1936 comenzó a recibir la ayuda soviética, denunció ante la Sociedad de Naciones la intervención de las potencias fascistas en favor de los sublevados, aunque estas nunca fueron amonestadas.

### La intervención extranjera en favor de los sublevados

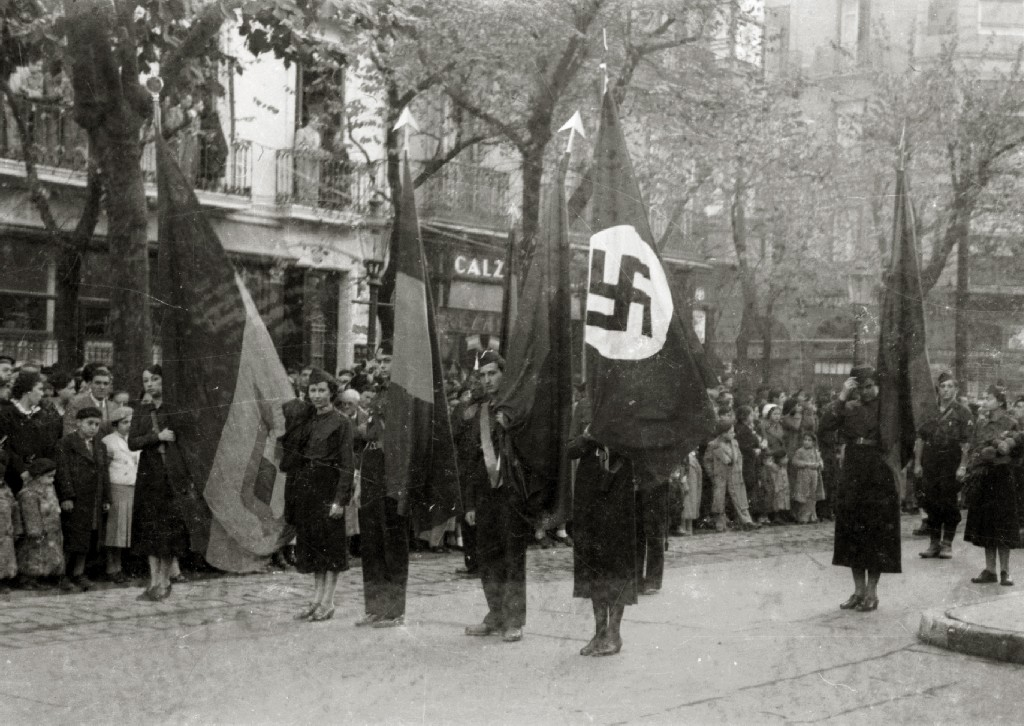
Entrada de las tropas del general Mola en San Sebastián (12 de septiembre de 1936). El desfile estuvo encabezado por las banderas nacionales acompañadas por las de Italia y de Alemania, las dos potencias fascistas que apoyaban a los sublevados.

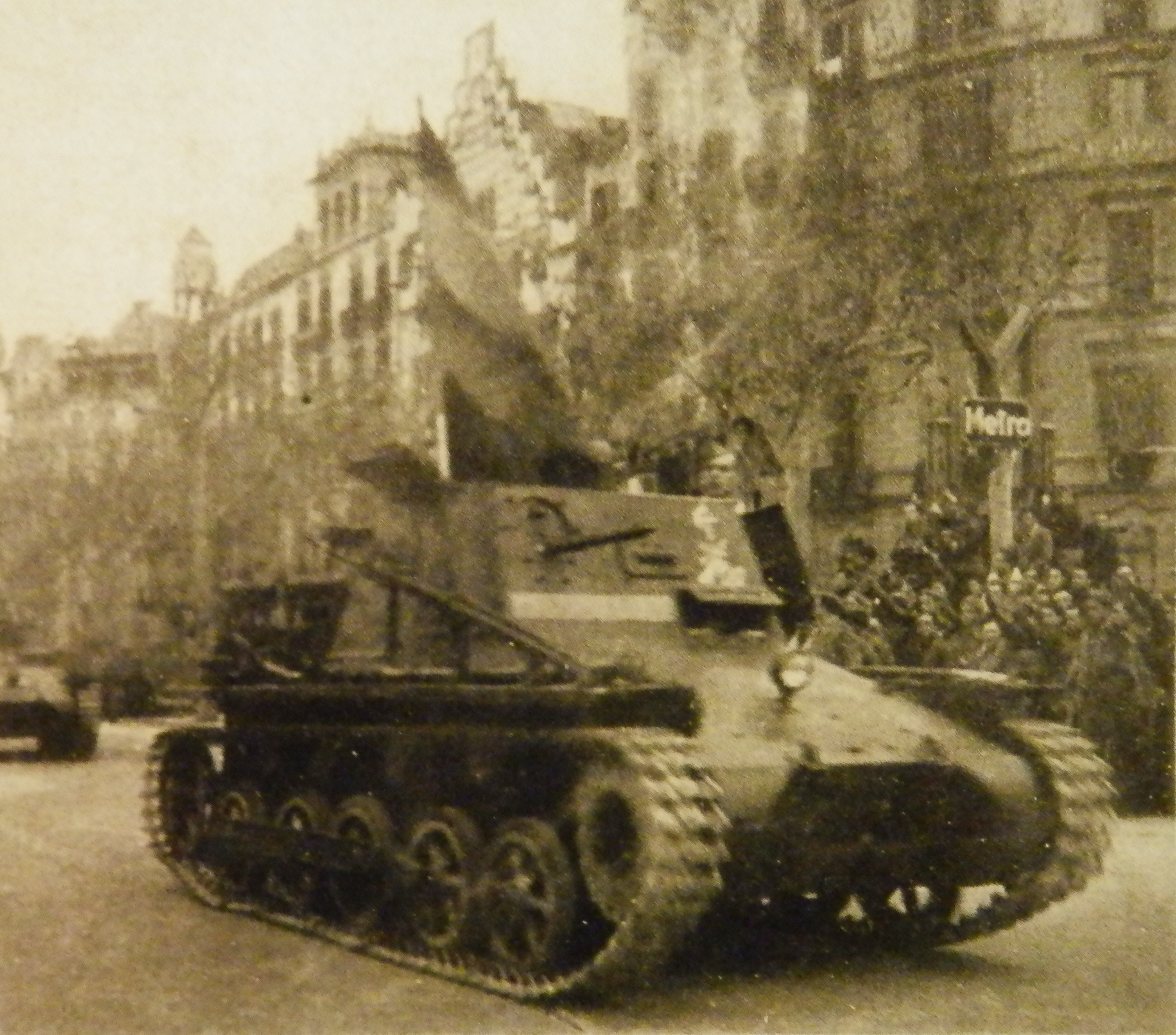
Acorazado alemán desfilando en Barcelona tras su captura por los nacionales en 1939.

Ante el fracaso del golpe de Estado de julio de 1936 (en cuanto a la toma inmediata del poder), los militares sublevados obtuvieron ayuda rápidamente de la Italia fascista y de la Alemania nazi. Las ayudas en hombres al bando sublevado se materializaron en la Legión Cóndor alemana (unos 6000 hombres) y el Corpo di Truppe Volontarie italiano (un máximo de 40 000), más un contingente de combatientes portugueses denominados Viriatos. Para que no hubiera duda de su compromiso con la causa del bando sublevado, el 18 de noviembre de 1936 (en plena batalla de Madrid), Italia y Alemania reconocieron oficialmente al «Generalísimo» Franco y a su Junta Técnica del Estado como el gobierno legítimo de España. En cuanto a armamento, según Julio Aróstegui, los sublevados recibieron de Italia y de Alemania 1359 aviones, 260 carros de combate, 1730 cañones, fusiles, y municiones para todo ello.
Los combatientes alemanes, italianos y portugueses eran soldados regulares a los que se les proporcionaba una paga en su país de origen, aunque la propaganda de los sublevados siempre los presentó como «voluntarios». Los voluntarios genuinos fueron unos mil o mil quinientos hombres, entre los que destacaron la Brigada Irlandesa del general Eoin O'Duffy, integrada por unos 500-900 efectivos que habían venido a combatir a España para «librar la batalla de la cristiandad contra el comunismo» (aunque solo participaron en la batalla del Jarama y unos meses después volvieron a Irlanda), y 300-500 franceses de la organización ultraderechista Croix-de-feu (luego convertida en el Partido Social Francés) que constituyeron el batallón Jeanne d'Arc. También hubo voluntarios de la Guardia de Hierro rumana, que acudieron para la «batalla contra la bestia de color escarlata del Apocalipsis». En menor medida, combatieron entre los sublevados algunos rusos blancos, así como ultraderechistas, católicos y antisemitas de toda Europa. También hay que contar entre los extranjeros que participaron en el bando sublevado a los miles de marroquíes del Protectorado español de Marruecos que fueron enrolados de forma intensiva en las tropas de Regulares del Ejército de África a cambio de una paga.

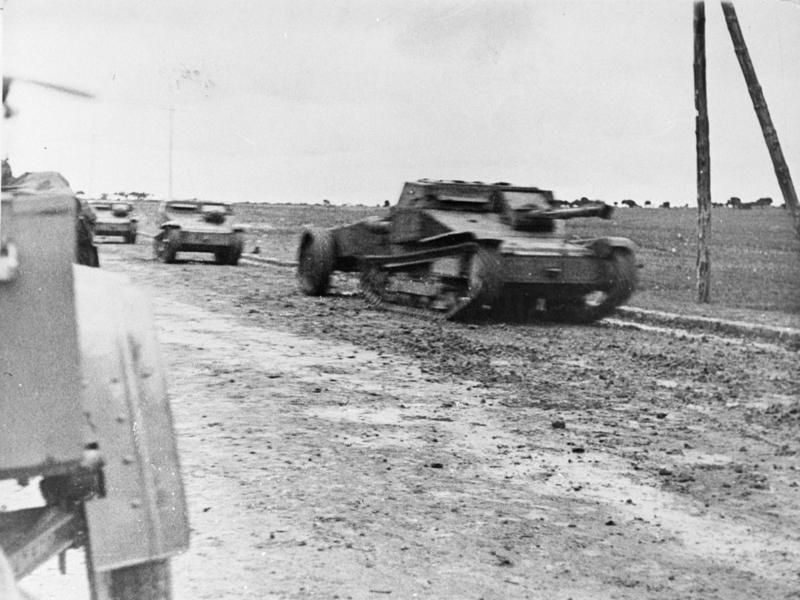
Avance de tanquetas italianas del CTV durante la batalla de Guadalajara.

La razón principal de la ayuda de la Alemania nazi a Franco fue que Hitler consideró que en la «inevitable» guerra europea que iba a estallar en los próximos años sería mejor contar en España con un gobierno favorable encabezado por militares anticomunistas que por uno republicano que reforzaría sus vínculos con Francia (y con su aliada Reino Unido) y con la Unión Soviética. En la decisión de Hitler también contaron otros dos factores, uno ideológico (según la propaganda nazi la guerra de España era una confrontación entre «fascistas» y «marxistas», responsabilizando a la Unión Soviética y al «comunismo internacional» de haberla causado) y otro militar (experimentar nuevas armas y nuevas tácticas, lo que se concretó en el despliegue en la zona sublevada de una unidad aérea completa, apoyada por tanques y cañones antiaéreos, denominada la «Legión Cóndor»). Se probaron los cazas Messerschmitt Bf 109 y Junkers Ju 87 A/B y los bombarderos Junkers Ju 52 y Heinkel He 111. Asimismo estrenó en España sus tácticas de bombardeo sobre ciudades. Aunque no fue el único, el más famoso fue el bombardeo de Guernica representado por Picasso en su cuadro Guernica, expuesto en el pabellón español de la Exposición Universal de París de 1937.
La razón principal de la ayuda de la Italia fascista era ganar un aliado para el proyecto de Mussolini de construir un imperio en el Mediterráneo, y de esa forma debilitar la posición militar de Francia y de Reino Unido. También como los nazis utilizó el anticomunismo en su propaganda para justificar la intervención en la guerra civil española.
Aunque menos aireada, la ayuda a los sublevados por parte de la dictadura de Oliveira Salazar de Portugal también fue importante, sobre todo en los primeros meses de la guerra porque dejó que los militares rebeldes utilizaran sus carreteras, ferrocarriles y puertos para comunicar la zona norte con Andalucía, y además devolvió a la zona sublevada a los republicanos que huían de la represión. Después Portugal constituyó una base de operaciones para la compra de armas y además fue un firme aliado de los sublevados en la «farsa» de la «no intervención», a quienes siempre defendió ante el Comité de No Intervención y en la Sociedad de Naciones.
Albert Speer relataría en su diario personal como tiempo después, en 1943, Hitler sentía profundos remordimientos por ayudar a Franco en vez de a la Segunda República, comentando que tanto los nacionalsocialistas alemanes como los comunistas españoles compartían el mismo idealismo (de origen hegeliano), pudiendo haber convertido a la Segunda República al nacionalsocialismo, y que si tuviese la oportunidad de empezar de nuevo, hubiese apoyado al bando republicano.

### La intervención extranjera en favor de la República

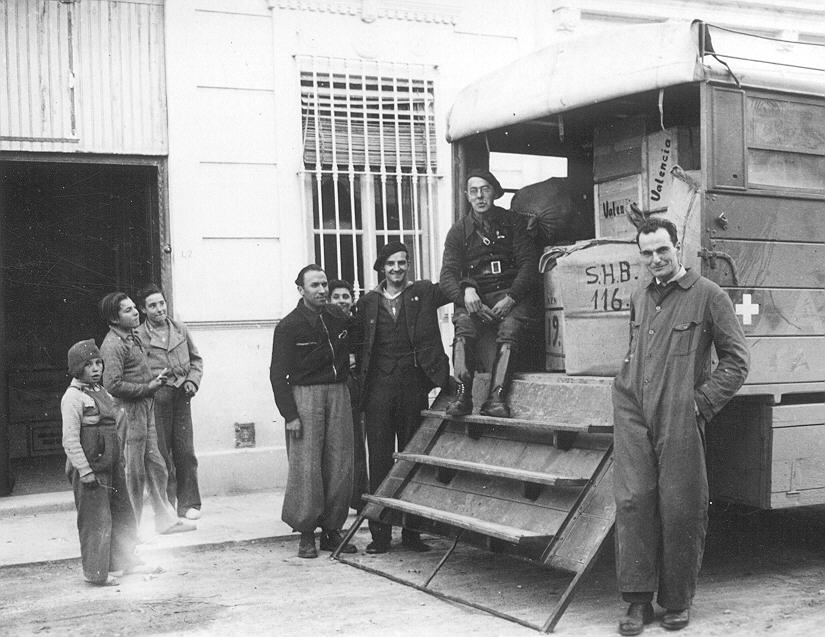
Voluntarios repartiendo alimentos y víveres enviados desde el extranjero por el Servicio Civil Internacional (SCI) (1937).

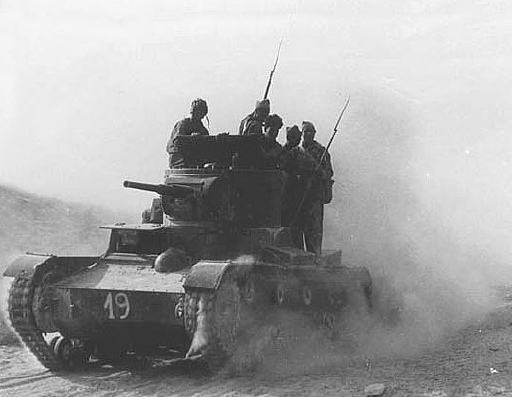
Tanque soviético T-26B durante la batalla de Belchite, septiembre de 1937.

Stalin respondió positivamente a la petición de ayuda formulada por el gobierno republicano, no inmediatamente sino cuando se convenció de que si la República española era derrotada aumentaría el poder de las potencias fascistas en Europa, lo que supondría una amenaza para la Unión Soviética (igual que para Francia, una posible aliada). Así fue como en septiembre de 1936 Stalin decidió enviar material bélico a la República española y ordenó además al Komintern que organizara el envío de voluntarios, que formarían las Brigadas Internacionales. Por las Brigadas pasaron un total aproximado de 40 000 hombres y el material de guerra soviético que la República recibió, cuyos primeros envíos llegaron al puerto de Cartagena a principios de octubre de 1936, fueron 1100 aviones, 300 carros de combate y 1500 cañones (a los que habría que añadir algunas pequeñas partidas francesas, de artillería y aviones, y fusiles y munición mexicanos). Otros autores precisan más las cifras y afirman que la URSS envió 680 aviones (cazas Chato y Mosca y bombarderos «Katiuska»), 331 carros de combate, 1699 piezas de artillería, 60 automóviles blindados, 450 000 fusiles Mosin-Nagant, 20 486 ametralladoras y ametralladoras ligeras DP y 30 000 toneladas de munición. Este material de guerra fue acompañado de unos 2000 técnicos, pilotos y asesores militares (y también agentes del NKVD, la policía secreta estalinista, bajo el mando de Alexander Orlov). Asimismo envió combustible, ropa y alimentos, parte de ellos sufragados con donaciones populares. Los soviéticos, como los alemanes y los italianos, probaron armas y tácticas de combate.

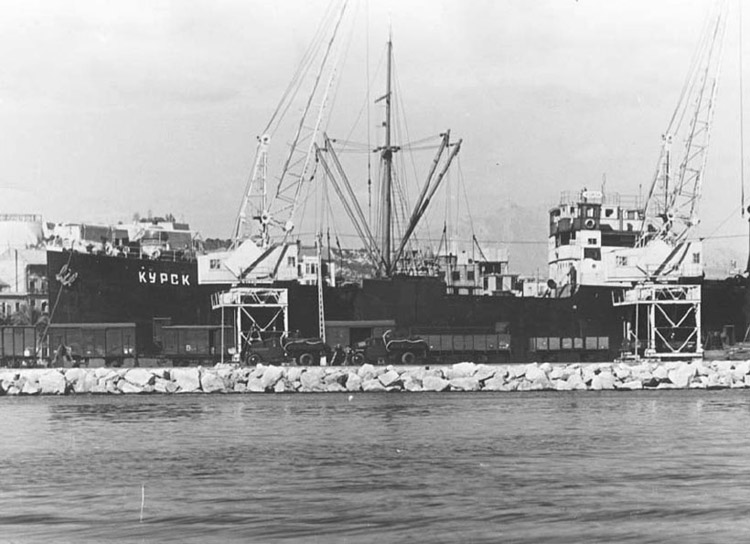
Buque soviético Kursk desembarcando suministros militares para el bando republicano en el puerto de Alicante (diciembre de 1936).

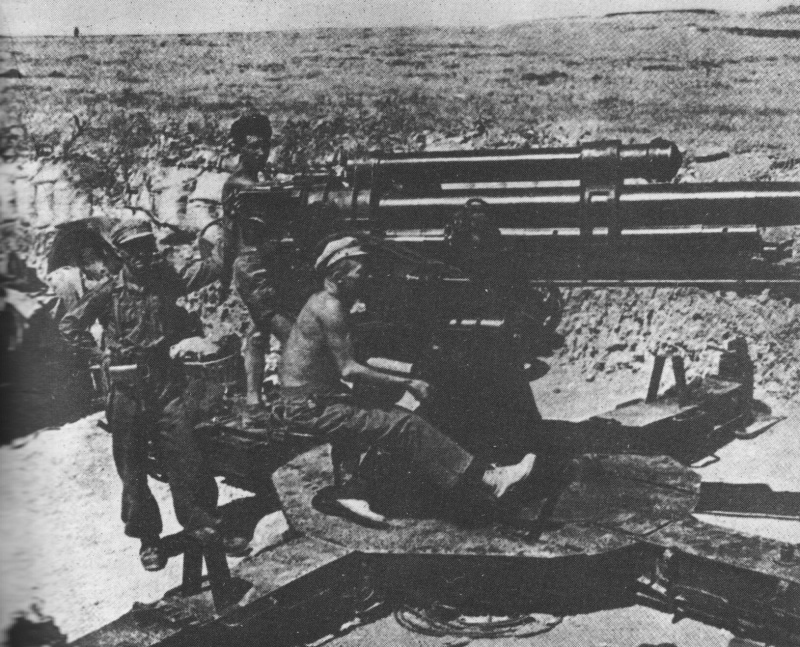
Artillería checoslovaca de la Batería Antiaérea Gottwald, empleada para la defensa del puerto de Sagunto de la aviación fascista a mediados de 1938.

Bandera de las Brigadas Internacionales

Del reclutamiento y de los aspectos organizativos de las Brigadas Internacionales se encargaron dirigentes del Partido Comunista Francés, encabezados por André Marty, y el centro de reclutamiento se estableció en París. La inmensa mayoría de los que se alistaron fueron verdaderamente «voluntarios de la libertad» (como decía la propaganda republicana) llegados desde los países dominados por dictaduras y por el fascismo, como Alemania, Italia o Polonia, pero también de los países democráticos como Francia (que aportó el mayor número de brigadistas, unos 9000), Reino Unido y Estados Unidos (con el famoso batallón Lincoln). Por tanto las Brigadas Internacionales no fueron el «Ejército de la Komintern» como aseguraba la propaganda del bando sublevado, instrumento de la política de Stalin. El centro de entrenamiento en España se situó en Albacete y allí se organizaron las cinco brigadas numeradas de la XI a la XV, cuya entrada en combate se produjo en la batalla de Madrid.
México apoyó la causa republicana de forma militar, diplomática y moral: proveyendo a las fuerzas leales de 20 000 rifles, municiones (se habla de un aproximado de 28 millones de cartuchos), 8 baterías, algunos aviones y comida, así como creando asilos para cerca de 25 000 españoles republicanos, dando protección, techo y comida a miles de intelectuales, familias y niños que llegaron al puerto de Veracruz y otros puertos del Golfo de México. Argentina cooperó en la evacuación de asilados hacia Francia con dos buques de la Armada Argentina, el ARA 25 de mayo y el ARA Tucumán.
Dada su cercanía, Francia colaboró con la acogida de los exiliados provenientes de Cataluña por los Pirineos y también los llegados en barco. También colaboró con la movilización ciudadana para la incorporación a las Brigadas Internacionales. Más tarde los exiliados republicanos serían los que se alistarían en los batallones de extranjeros del ejército francés para la defensa de la nación frente a la conquista alemana en 1940 y la defensa de la Francia Libre en los territorios del norte de África hasta la llegada de las tropas americanas y británicas, también formarían parte de la tercera batalla de Narvik o de la liberación de París.

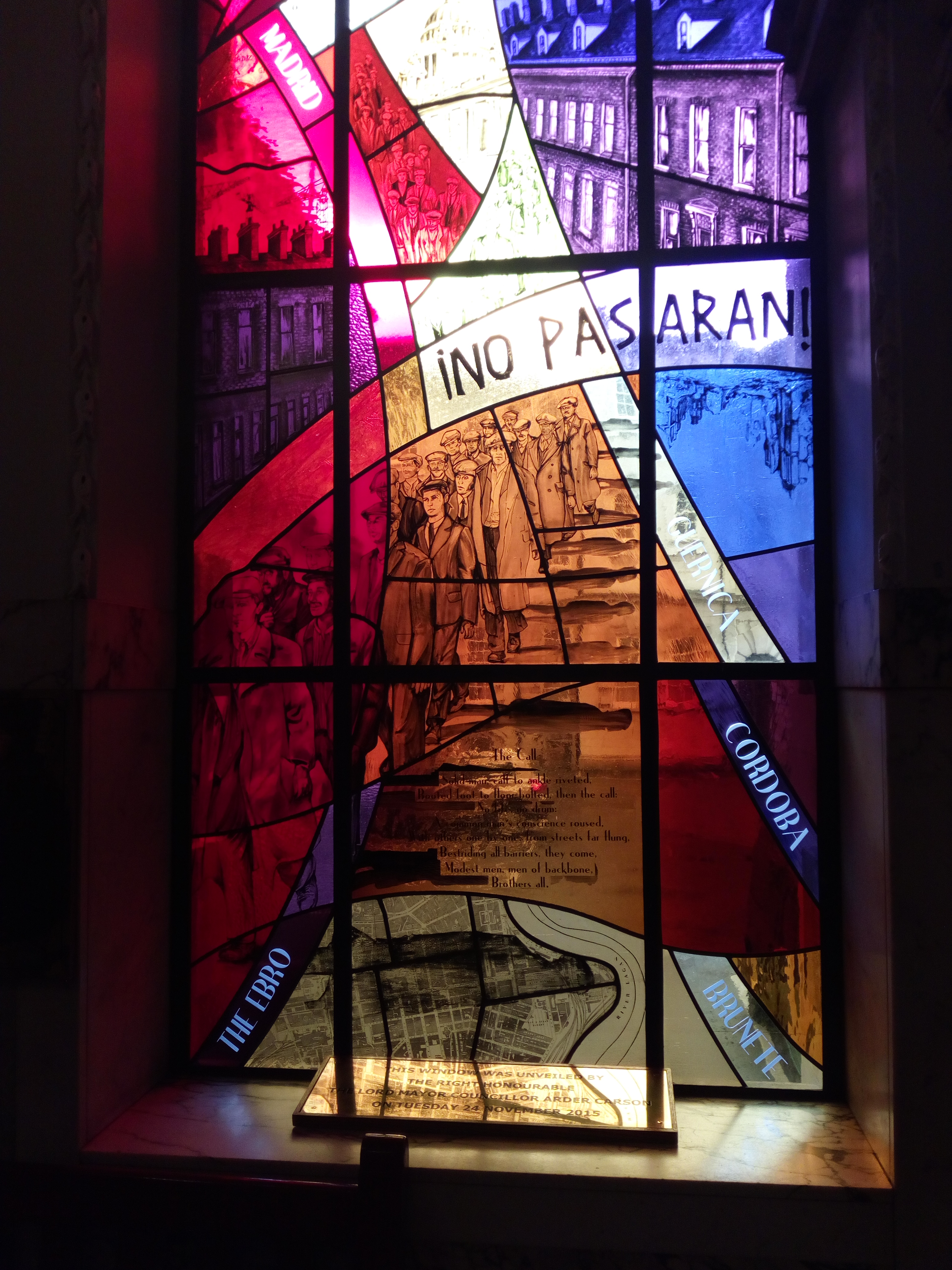
Vidriera en el Ayuntamiento de Belfast conmemorando la participación irlandesa en la guerra.

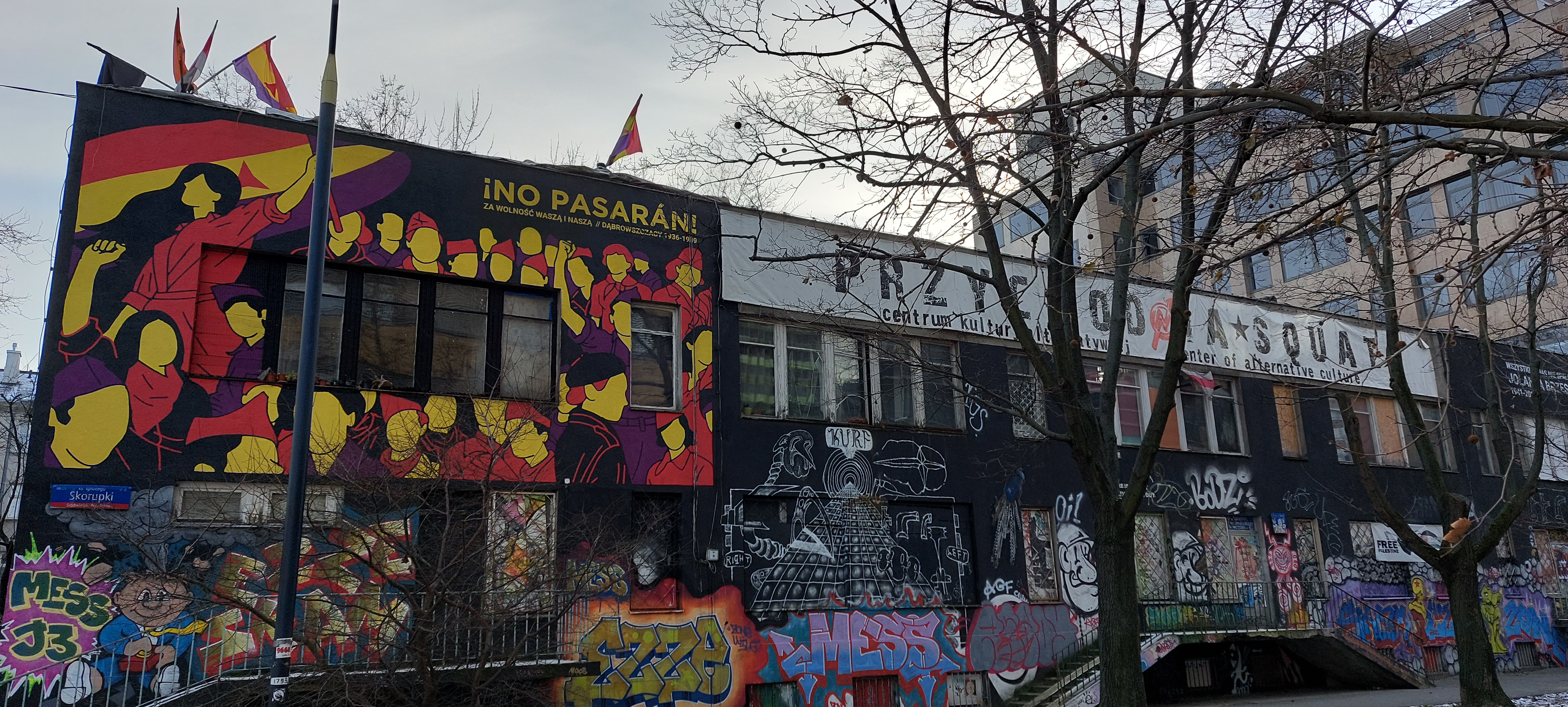
Edificio okupado en Varsovia decorado con alusiones a la Defensa de Madrid por el ejército republicano y las brigadas Internacionales.

### La financiación de la guerra y «el oro de Moscú»
La República financió la guerra con las reservas de oro del Banco de España que envió a la Unión Soviética (lo que la propaganda franquista llamó el «oro de Moscú»), menos una cuarta parte que fue vendida a Francia. El «oro de Moscú» estaba destinado «al pago del armamento adquirido a Rusia y otros países que hubo de abonarse siempre, mientras que las entregas alemanas e italianas [a los sublevados] eran gratis o con pago diferido en mercancías. Se evalúa el oro salido [hacia Moscú] en 510 toneladas, con un valor de 530 millones de dólares de la época. Hoy sabemos que no hay más «oro de Moscú» que ese, que fue invertido en su totalidad en la compra de armas».
La oportunidad y el acierto de la decisión del gobierno de Largo Caballero de depositar en Moscú la mayor parte de las reservas de oro del Banco de España (a donde llegaron a principios de noviembre de 1936) ha sido objeto de polémica entre los historiadores. Unos afirman, siguiendo fundamentalmente las investigaciones de Ángel Viñas, que el gobierno republicano no tenía otra opción, debido a la hostilidad que habían mostrado hacia la República los bancos de Reino Unido y Francia, por lo que la Unión Soviética era la única que garantizaba armamento y alimento a cambio de oro. Por el contrario Pablo Martín-Aceña, un investigador especializado en la financiación de la Guerra Civil, cree que el gobierno de la República decidió con precipitación antes de haber explorado otras opciones, como Francia e incluso Estados Unidos.
La propaganda franquista dijo que el oro del Banco de España (al que llamó el «oro de Moscú») había sido robado por la República y entregado a Stalin sin contrapartidas, pero las investigaciones de Ángel Viñas han demostrado que el «oro de Moscú» se gastó en su totalidad en compras de material bélico. Por su parte el Banco de Francia adquirió 174 toneladas de oro, una cuarta parte del total de las reservas, por las que pagó a la Hacienda republicana 195 millones de dólares. En total, entre el «oro de Moscú» (tres cuartas partes de las reservas del Banco de España) y el «oro de París» (una cuarta parte, del que la propaganda franquista nunca habló) las autoridades republicanas obtuvieron 714 millones de dólares que fue el coste financiero de la Guerra Civil para la República. En Rusia no quedó nada del oro español y las reservas estaban prácticamente agotadas en el verano de 1938. El problema fue que debido a la política de «no intervención» en muchas ocasiones los emisarios de la República fueron estafados por los traficantes de armas que les vendieron equipos obsoletos a precios mucho mayores del coste real. Los gobiernos republicanos también fueron estafados por la propia Unión Soviética, como ha señalado Gerald Howson, o por Polonia y otros países que abusaron de la precaria situación republicana para venderles «chatarra bélica».
Por su parte el bando sublevado, como no contaba con oro, sufragó la mayor parte del coste de la guerra (unos 700 millones de dólares, una cantidad similar a la gastada por la República) mediante créditos obtenidos de Italia y de Alemania. La Alemania nazi se cobró una parte del material de guerra que suministró «en especie» (un sistema ideado por Hermann Goering) con alimentos, materias primas y minerales españoles que llegaban a Alemania a través de dos compañías creadas con tal fin (HISMA y ROWAK). Algo parecido ocurrió con Italia, por lo que las dos potencias fascistas sustituyeron a Francia y Reino Unido como los primeros clientes comerciales de España. Asimismo los sublevados también obtuvieron ayuda económica y financiera de empresas y hombres de negocios de Reino Unido, Francia y los Estados Unidos, especialmente de aquellos que más simpatizaban con la «causa nacional» (por ejemplo, las empresas norteamericanas y británicas Texaco y Shell les vendieron a crédito petróleo durante toda la guerra) o que poseían intereses comerciales en España (como la corporación norteamericana ITT, que aportó al menos 10 millones de dólares y facilidades crediticias a cambio de conservar sus monopolios de telecomunicaciones en el país). El bando sublevado también recibió ayuda financiera de españoles ricos como Juan March, que aportó 15 millones de libras esterlinas, o del exrey Alfonso XIII, que donó 10 millones de dólares.

## La Iglesia y la guerra civil española

### La Iglesia católica en la zona sublevada

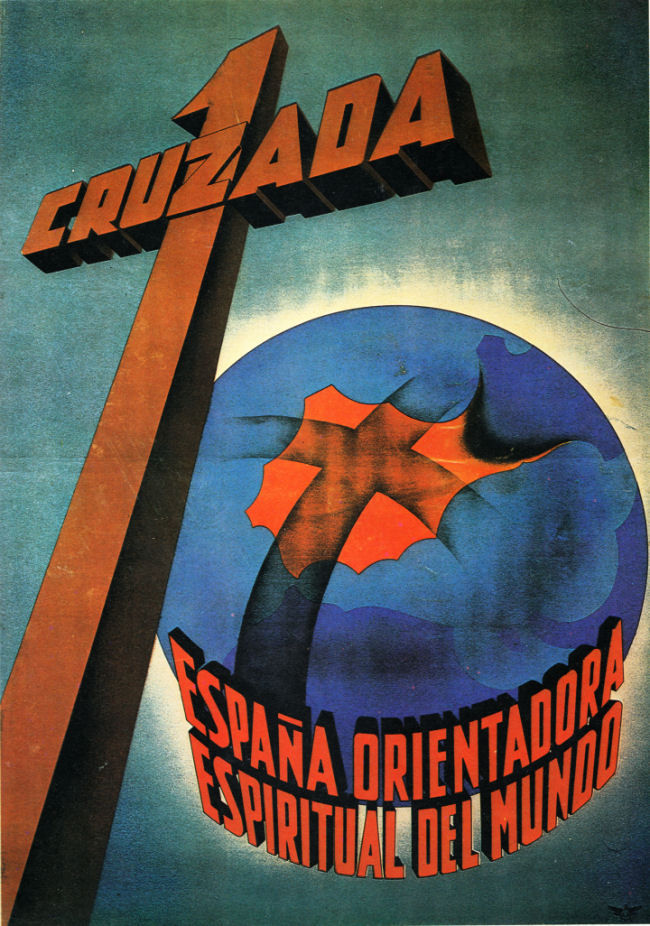
Propaganda del Bando Nacional de finales de la Guerra civil española, entendiendo el conflicto como una cruzada en defensa de la religión.

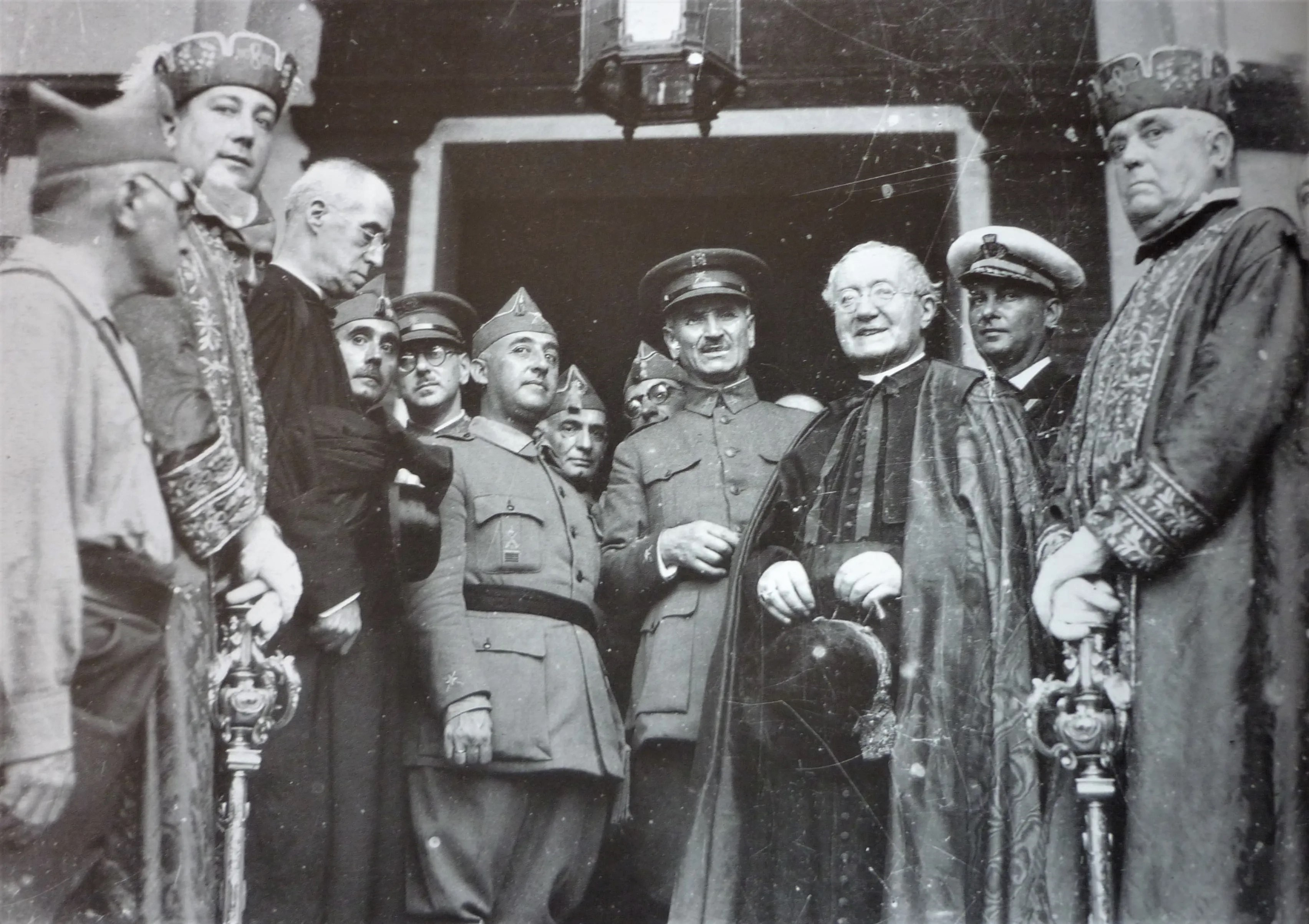
Francisco Franco y Queipo de Llano reunidos con el cardenal Eustaquio Ilundain y otras autoridades eclesiásticas (1937).

Aunque la motivación religiosa no aparece en ninguno de los bandos de pronunciamiento del golpe de Estado en España de julio de 1936, la conversión del golpe de Estado en una «cruzada» o «guerra santa» en defensa de la religión, se produjo rápidamente, lo que resultó muy oportuno para legitimar el golpe militar. Esta sacralización de la guerra se acentuó sobre todo cuando comenzaron a llegar a la zona sublevada las primeras noticias de la salvaje persecución religiosa que se había desencadenado en la zona republicana, donde el alzamiento militar había fracasado. José María Pemán, uno de los principales ideólogos del bando sublevado escribió: «el humo del incienso y el humo del cañón, que sube hasta las plantas de Dios, son una misma voluntad vertical de afirmar una fe y sobre ella salvar un mundo y restaurar una civilización».

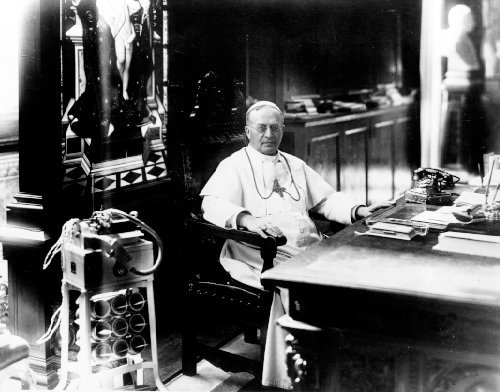
El papa Pío XI, fotografiado en su despacho

La mayoría de los obispos españoles esperaron a que el Vaticano se pronunciara antes de hacer pública su visión de la guerra, pero esto no ocurrió hasta el 14 de septiembre de 1936 cuando el papa Pío XI pronunció el discurso La vostra presenza en su residencia veraniega de Castelgandolfo en una audiencia pública a un grupo de unos 500 católicos españoles que habían conseguido huir de la zona republicana, muchos de ellos gracias a la ayuda de las autoridades republicanas, especialmente de la Generalidad de Cataluña. Pero en el discurso el papa no utilizó el término de «cruzada» para referirse al conflicto bélico en España sino el de «guerra civil» «entre los hijos del mismo pueblo, de la misma madre patria» e hizo una exhortación final a amar a los enemigos. De hecho, en la zona sublevada, del discurso solo se publicaron aquellos párrafos que parecían ratificar la condición de cruzada de la guerra civil y se suprimió toda la segunda parte en que se exhortaba a amar a los enemigos. Los obispos españoles, que al principio solo conocieron el discurso de Pío XI en esta versión propagandística, hicieron públicas inmediatamente encendidas pastorales a favor de los sublevados, entre las que destacó la del obispo de Salamanca Enrique Pla y Deniel, publicada el 30 de septiembre de 1936, solo un día antes de que el general Franco fuera proclamado generalísmo y jefe del Gobierno del Estado, bajo el título Las dos ciudades y en la que declaraba la guerra como una «cruzada por la religión, la patria y la civilización» (cuando Pla y Deniel conoció la versión completa no se retractó en absoluto de su pastoral, como tampoco lo hicieron el resto de obispos). De esta forma «Franco contó con el apoyo y bendición de la Iglesia católica». En el mismo sentido se expresó el cardenal Isidro Gomá, arzobispo de Toledo y primado de España:

¿La guerra de España es una guerra civil? No; una lucha de los sin Dios [...] contra la verdadera España, contra la religión católica.
La Guerra de España, 1936–1939, página 261.

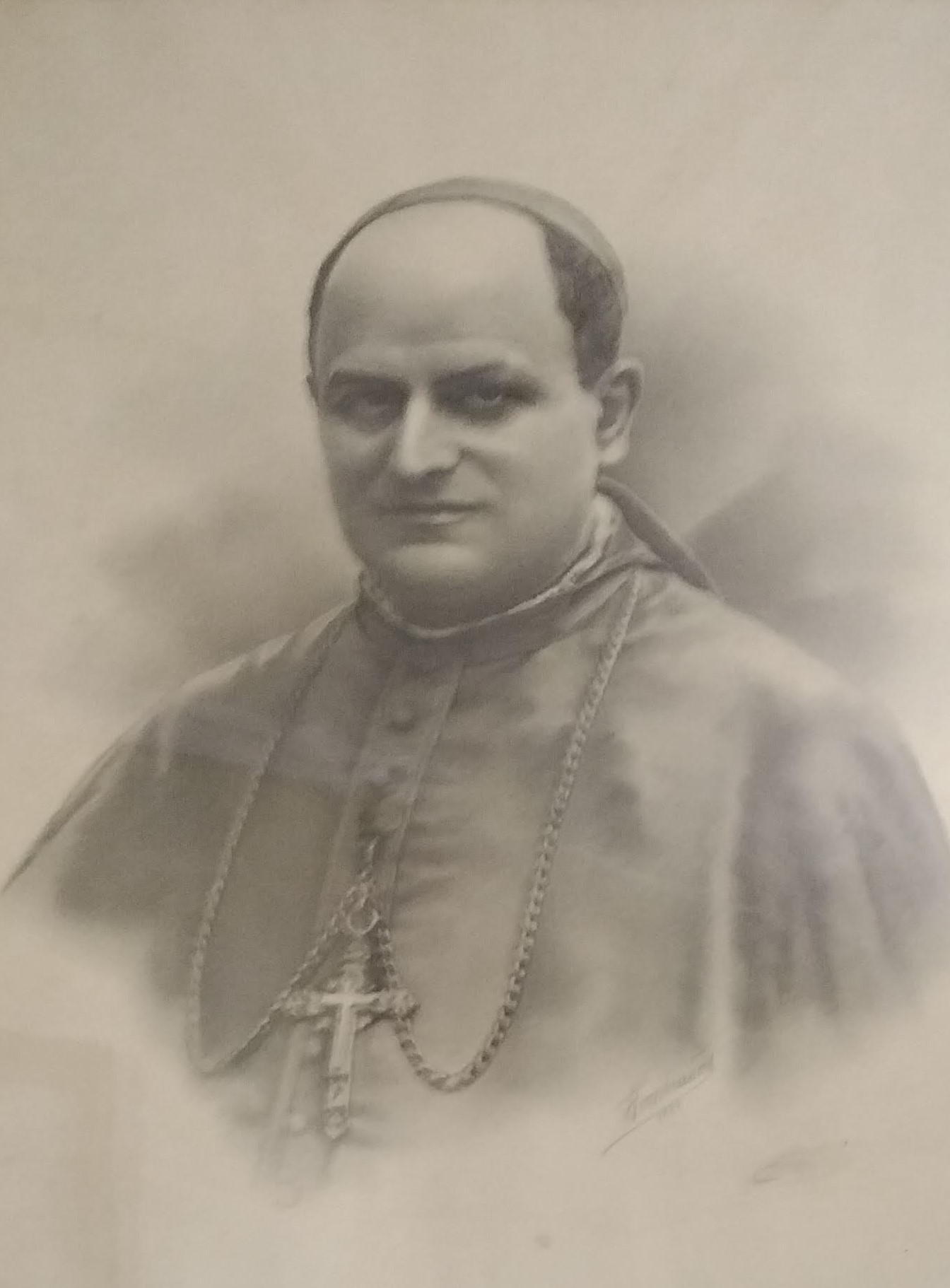
Retrato del obispo de Vitoria Mateo Múgica, quien denunciaría ante la Santa Sede los crímenes cometidos por los sublevados, reprochando el silencio y la pasividad de las autoridades eclesiásticas españolas. Fue obligado a renunciar y a partir al exilio por la Junta de Defensa Nacional en 1936.

Se planteó un grave problema para la idea de «cruzada» defendida por el bando sublevado cuando el Partido Nacionalista Vasco (PNV), un partido católico, permaneció fiel a la República (por lo que en el País Vasco republicano, que comprendía Vizcaya y Guipúzcoa, no hubo persecución religiosa, ninguna iglesia fue incendiada ni clausurada y el culto católico se desarrolló con normalidad), lo que debilitaba la concepción de la Guerra Civil como una «cruzada». Por eso el 6 de agosto de 1936, solo tres semanas después del golpe de julio, el obispo de Vitoria (cuya diócesis abarcaba entonces también Vizcaya y Guipúzcoa, además de Álava) Mateo Múgica y el obispo de Pamplona Marcelino Olaechea, publicaron conjuntamente una «Instrucción Pastoral» (que en realidad había sido escrita por el cardenal primado de Toledo Isidro Gomá) en la que instaban a los nacionalistas vascos a que pusieran fin a su colaboración con la República. En la «instrucción pastoral», y en otros escritos posteriores del cardenal Gomá sobre la «cuestión vasca», se hace referencia a los sacerdotes asesinados en las primeras semanas de la guerra por los «nacionales», y no por los «rojos», y cuya muerte en cierta forma justifica por ser «separatistas». El asesinato de estos sacerdotes motivó las protestas del obispo de Vitoria Mateo Múgica Urrestarazu que fue respondida por la Junta de Defensa Nacional con la exigencia al Vaticano de que fuera destituido de su obispado y abandonara España, a pesar de haber apoyado el «alzamiento» (el 14 de octubre de 1936 el obispo Múgica salió camino del exilio). Esta «cuestión vasca» reapareció cuando el País Vasco republicano fue ocupado por los «nacionales» en junio de 1937, a causa de que la represión también incluyó a numerosos sacerdotes vascos «separatistas» que fueron encarcelados por el delito de «rebelión».

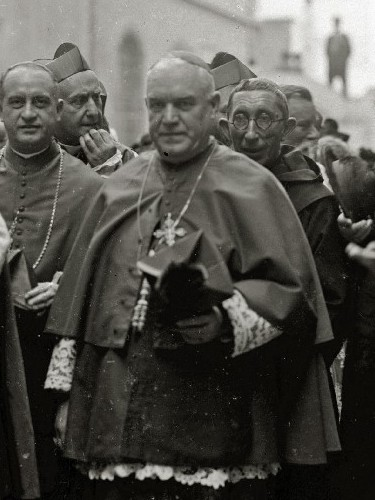
Fotografía del Cardenal Gomá, autor y promotor de la Carta colectiva de los obispos españoles con motivo de la guerra en España en la que dieron apoyo y justificación la causa del bando sublevado.

Dos meses después se hizo pública la Carta colectiva de los obispos españoles con motivo de la guerra en España que fue redactada por el cardenal primado de Toledo Isidro Gomá a instancias del «Generalísimo» Francisco Franco que le pidió el 10 de mayo de 1937 que, dado que el episcopado español le apoyaba, publicara «un escrito que, dirigido al episcopado de todo el mundo, con ruego de que procure su reproducción en la prensa católica, pueda llegar a poner la verdad en su punto». La «verdad» que pretendía el general Franco que se difundiera en este documento estaba destinada a contrarrestar la condena hecha por amplios sectores del catolicismo europeo y americano más avanzado de los asesinatos cometidos por los «nacionales» de catorce sacerdotes en el País Vasco y de miles de obreros y campesinos en toda la zona sublevada, además de su rechazo a considerar a la guerra civil española como una cruzada o guerra santa.
El objetivo que perseguía Franco con la carta colectiva de ganarse a la opinión católica mundial en favor de la causa del bando sublevado lo logró plenamente porque prácticamente los obispos de todo el mundo adoptaron a partir de entonces el punto de vista sobre la guerra civil española que manifestaba la carta colectiva, sobre todo por la descripción que se hacía en ella de la persecución religiosa que se había desencadenado en la zona republicana. Sin embargo, cinco obispos no la suscribieron. Entre ellos se encontraba el obispo exiliado de Vitoria Mateo Múgica Urrestarazu que «no podía firmar un documento en el que, respondiendo a la acusación de que en la zona franquista también había una dura represión, se elogiaban los principios de justicia y el modo de aplicarla de los tribunales militares». Tampoco la firmó el cardenal Vidal y Barraquer, que era sin duda el caso más significativo de los cinco porque se trataba tal vez de la figura más destacada de aquel momento de la Iglesia católica en España. La negativa a firmar la carta se basó en que él «creía que en aquella guerra fratricida la Iglesia no debía identificarse con ninguno de los dos bandos, sino más bien hacer obra de pacificación».

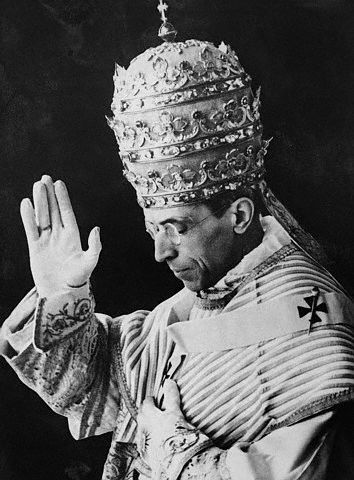
Coronación del papa Pío XII, marzo de 1939

El Vaticano anunció que iba a reconocer plenamente al bando sublevado, en medio del derrumbe del frente de Aragón de la primavera de 1938, cuando comunicó que iba nombrar un nuncio que sustituiría al «delegado papal» Ildebrando Antoniutti, que desde julio de 1937 había detentado la representación pontificia ante el generalísimo Franco. El designado por el papa Pío XI fue monseñor Gaetano Cicognani. Presentó sus cartas credenciales a Franco el 24 de mayo, y un mes después, el 30 de junio, hacía lo mismo «en solemnes audiencia» ante Pío XI el embajador de la «España nacional» ante el Vaticano, José Yanguas Messía.
Cuando se produjo el triunfo de los «nacionales» en la guerra, la «Iglesia española, que se había adherido masivamente al alzamiento, se volcó con entusiasmo en las fiestas de la victoria sobre la otra media. Y la misma Santa Sede, que durante la mayor parte del conflicto se había mostrado tan reticiente, al final se sumó también a las celebraciones». El 1 de abril de 1939, el mismo día en que Franco emitió el famoso «último parte» en el que proclamaba «la guerra ha terminado», el papa Pío XII (el cardenal Pacelli que el día 2 de marzo había sido nombrado papa tras la muerte de Pío XI) felicitaba telegráficamente a Franco por su «victoria católica»: Dos semanas después, el 16 de abril de 1939, Radio Vaticano difundió un mensaje leído por el propio papa Pío XII que decía:

Con inmenso gozo nos dirigimos a vosotros, hijos queridísimos de la Católica España, para expresaros nuestra paterna congratulación por el don de la paz y de la victoria, con que Dios se ha dignado coronar el heroísmo cristiano de vuestra fe y caridad, probado en tantos y tan generosos sufrimientos.

El 20 de mayo de 1939, un mes después del desfile de la Victoria presidido en Madrid por Franco, tuvo lugar en la iglesia de Santa Bárbara de Madrid) una ceremonia político-religiosa «medievalizante que quería representar en forma de drama sacro la ideología de la guerra santa que acababa de concluir» en la que el general Franco con uniforme de capitán general, camisa azul (de Falange) y boina roja (de los requetés) acompañado de su esposa entró bajo palio en el templo (mientras el órgano hacía sonar el himno nacional) donde ofrendó la espada de la victoria a Dios. A continuación el cardenal Gomá, que presidía la ceremonia acompañado de diecinueve obispos (y en presencia del nuncio del Vaticano monseñor Cicognani), bendijo al «caudillo» hincado de rodillas ante él:

El señor sea siempre contigo. Él, de quien procede todo Derecho y todo Poder y bajo cuyo imperio están todas las cosas, te bendiga y con amorosa providencia siga protegiéndote, así como al pueblo cuyo régimen te ha sido confiado. Prenda de ello sea la bendición que te doy en el Nombre del Padre y del Hijo y del Espíritu Santo.

Días después, el 11 de junio de 1939, es el propio papa Pío XII quien recibe en ceremonia solemne en el Vaticano a tres mil trescientos legionarios en el marco de una gira de celebración de la victoria por Alemania e Italia (el día antes habían desfilado ante Mussolini), delegación encabezada por el ministro Ramón Serrano Suñer. El pontífice bendijo a las tropas y afirmó que habían sido "los defensores de la fe y de la civilización".

### La Iglesia católica en la zona republicana

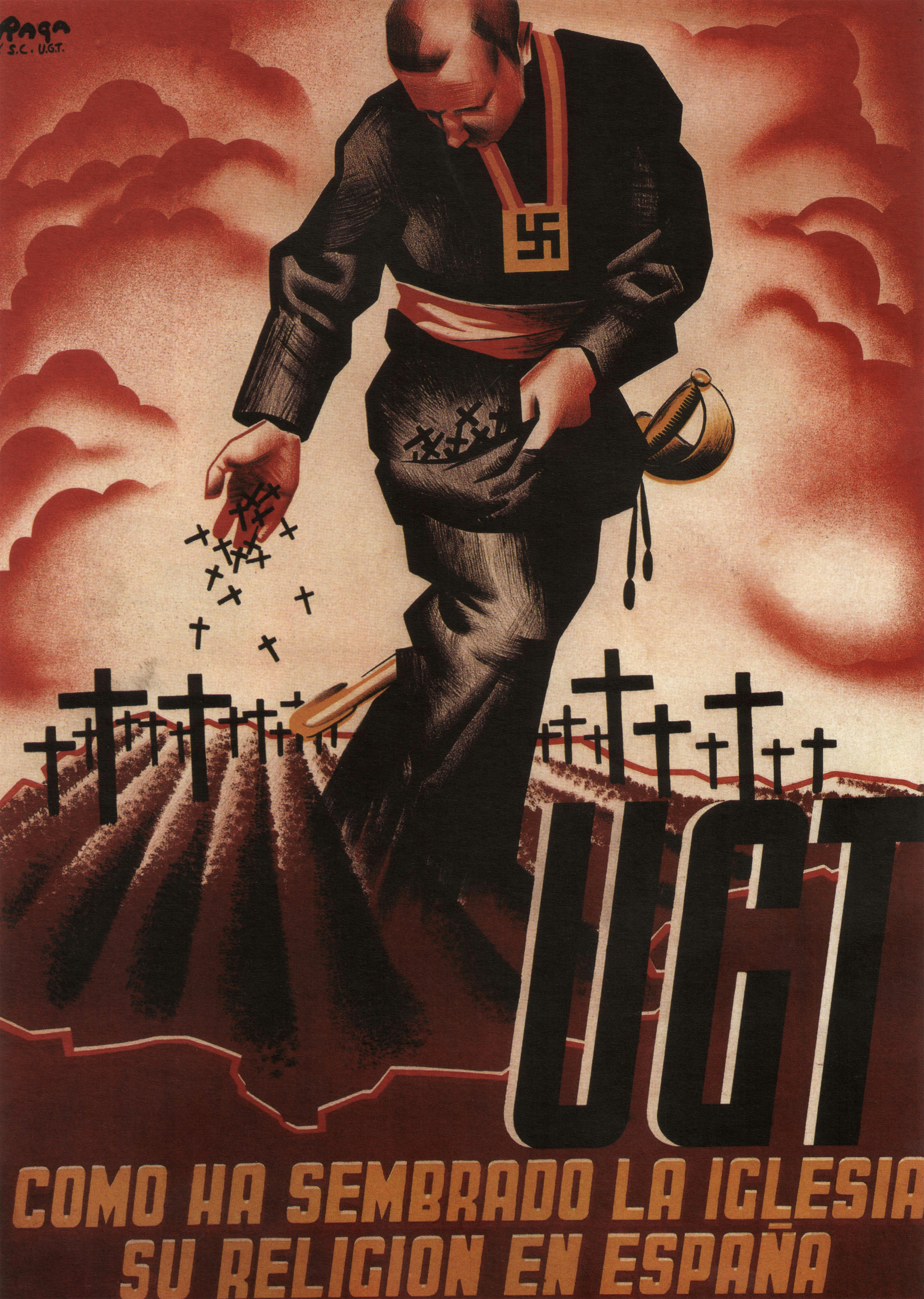
Cartel propagandístico anticlerical de UGT, relacionando a la Iglesia con el fascismo, el nazismo y la represión en la zona sublevada durante la guerra.

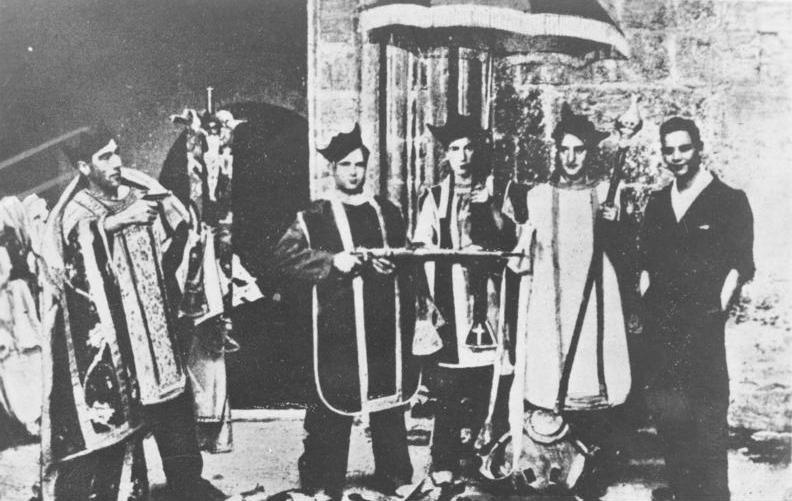
Milicianos vestidos con ropas litúrgicas tras el saqueo de una iglesia. Madrid, 1936.

Sobre todo durante los primeros meses de la guerra en la zona republicana se desató una salvaje persecución religiosa con asesinatos, incendios y saqueos cuyos autores fueron «los extremistas, los incontrolados y los delincuentes comunes salidos de las cárceles que se les sumaron», todo ello inmerso en la ola de violencia desatada contra las personas y las instituciones que representaban el «orden burgués» que quería destruir la revolución social española de 1936 que se produjo en la zona donde el alzamiento militar fracasó. «Durante varios meses bastaba que alguien fuera identificado como sacerdote, religioso o simplemente cristiano militante, miembro de alguna organización apostólica o piadosa para que fuera ejecutado sin proceso».

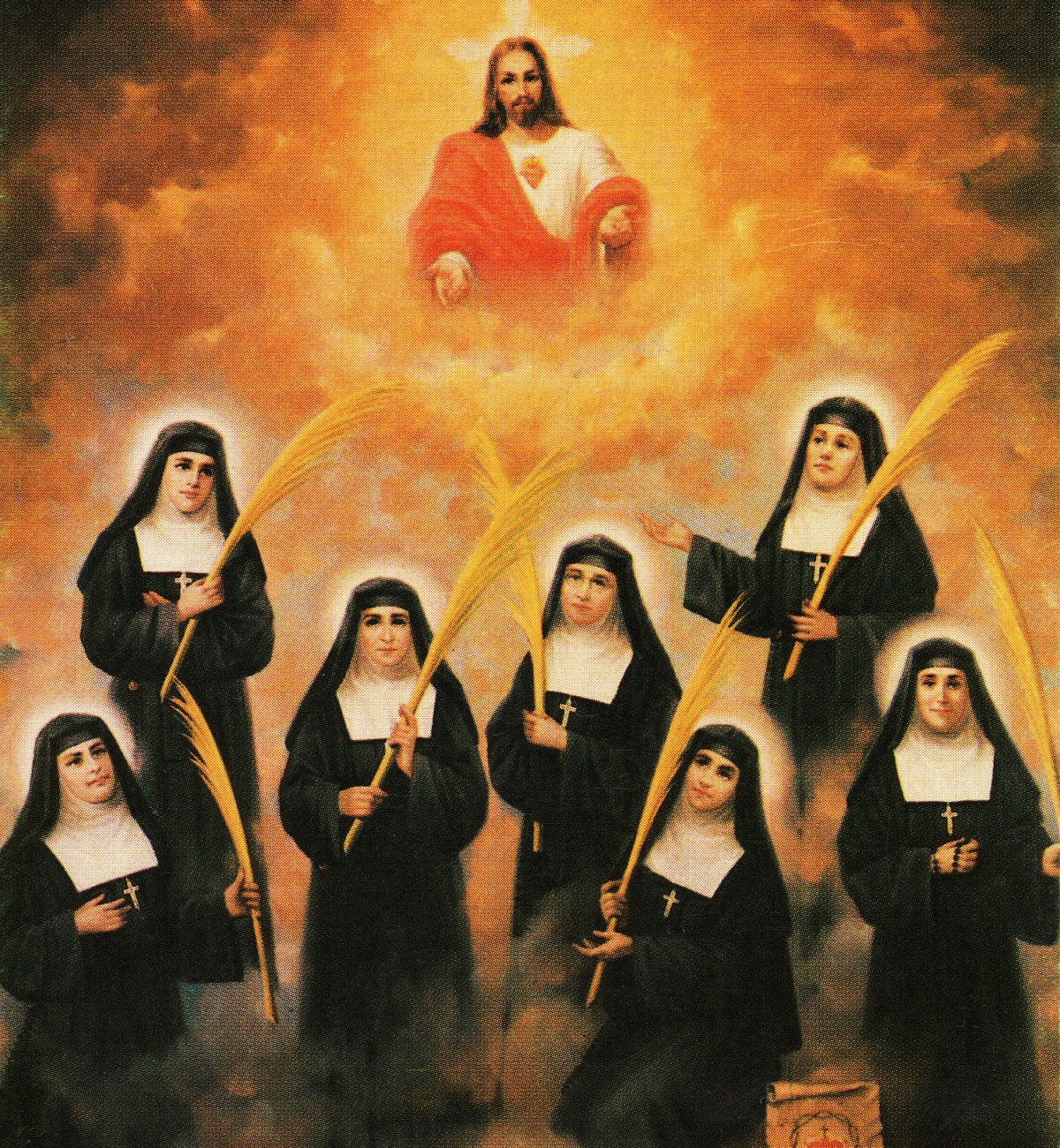
Las siete religiosas contemplativas de la Orden de la Visitación de Santa María, de Madrid, asesinadas durante la guerra civil española en 1936

En cuanto al número de víctimas un folleto de propaganda franquista editado en París en 1937 cifró el número en 16 750 sacerdotes y el 80 % de los miembros de las órdenes religiosas. Estas cifras se mantuvieron como las oficiales durante las dos primeras décadas de la dictadura franquista hasta que en 1961 el sacerdote Antonio Montero Moreno (que después sería obispo de Badajoz) publicó el único estudio sistemático y serio que se ha realizado hasta ahora, citando por sus nombres a las víctimas. Según ese estudio titulado Historia de la persecución religiosa en España 1936-1939 fueron asesinados en la zona republicana 12 obispos, 4184 sacerdotes seculares, 2365 religiosos y 263 monjas. Queda pendiente conocer el número de los seglares católicos que fueron asesinados no por lo que supuestamente hubieran hecho individualmente sino por pertenecer a una asociación confesional católica o meramente por ser católicos practicantes.

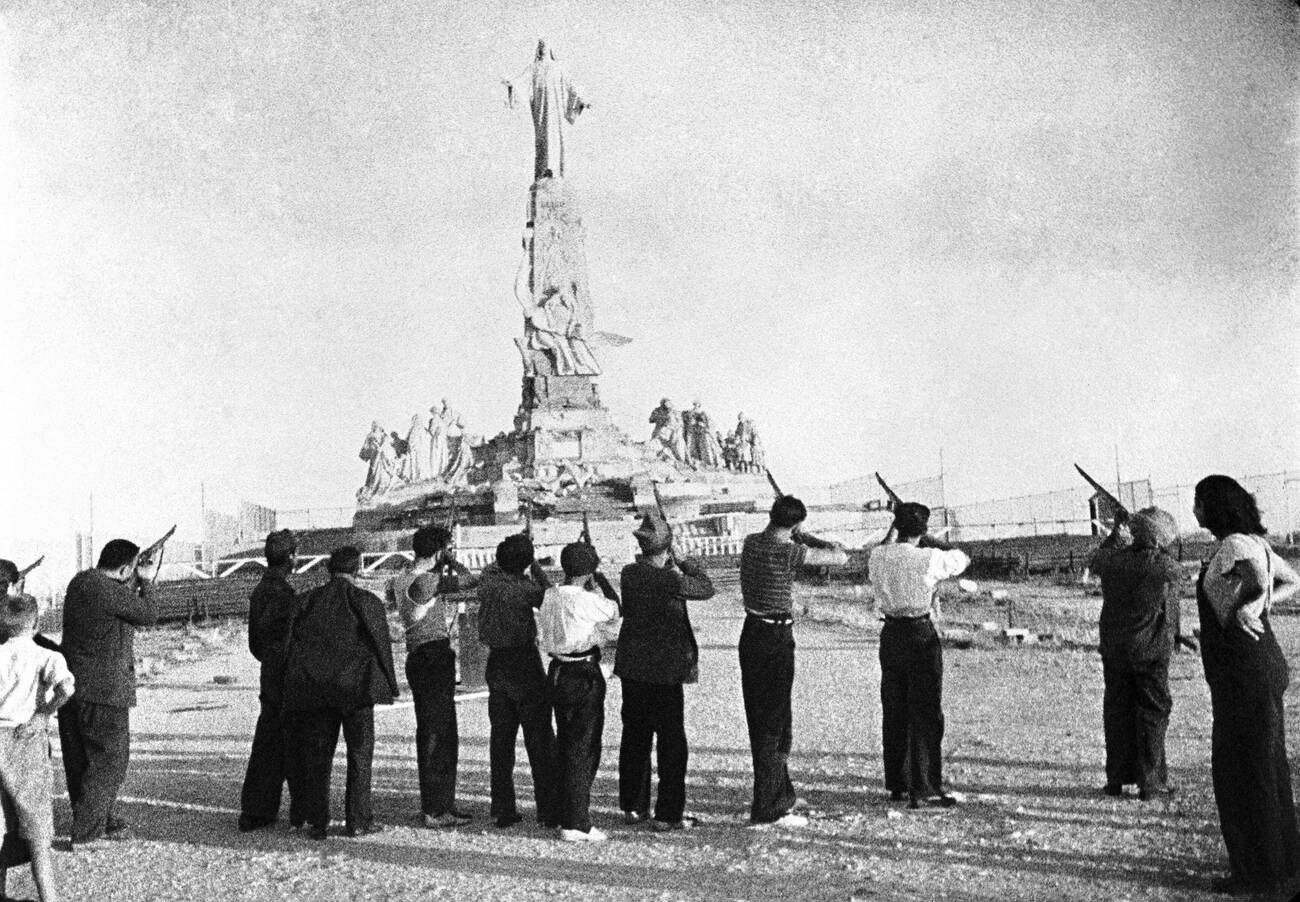
Milicianos republicanos fusilando la estatua del Sagrado Corazón, en el Cerro de los Ángeles (Madrid), el 28 de julio de 1936. Este monumento se encuentra en el centro geográfico de la Península Ibérica, por lo que esta ejecución simbólica pretendía representar el fin del catolicismo en España.

Lo que las investigaciones posteriores a la de Montero Moreno han aclarado es que el mayor número de asesinatos se produjo entre julio y septiembre de 1936 cuando los miembros del clero eran apresados y ejecutados sin ningún tipo de juicio. A partir de la última fecha comenzaron a funcionar los tribunales populares bajo el impulso del nuevo gobierno de Largo Caballero que dieron unas mínimas garantías jurídicas a los detenidos y las condenas solían acabar con penas de prisión y no con la muerte. No obstante, los asesinatos de sacerdotes, religiosos y laicos católicos sin juicio y sin otra formalidad continuaron, como en el caso del dominico José Gafo, exdiputado y sindicalista católico, asesinado el 4 de octubre a las puertas de la Cárcel Modelo de Madrid. De hecho, fue el 10 de noviembre de 1936, a los dos meses de constituirse el gabinete presidido por Largo Caballero, cuando tuvo lugar en Madrid la ejecución frente a las tapias del cementerio del Este de 23 religiosas adoratrices, la mayor matanza de monjas por el número de sus víctimas de toda la guerra. Tres días antes, catorce monjas concepcionistas fueron detenidas en el piso de la calle Francisco Silvela en el que se habían refugiado y sus cuerpos nunca fueron hallados. También la mayor matanza de religiosos en Madrid tuvo lugar ese mes como un episodio más de las llamadas matanzas de Paracuellos. El último día del mes, 73 religiosos extraídos de las cárceles en las que se hallaban presos fueron fusilados en las proximidades de Madrid; de ellos 51 eran agustinos del Escorial. Tras los sucesos de mayo de 1937 y la formación del gobierno de Juan Negrín en el que el Ministerio de Justicia fue ocupado por el católico del PNV Manuel de Irujo cesaron completamente los asesinatos y la mayoría de los sacerdotes que estaban en prisión fueron puestos en libertad. Sin embargo, la prohibición del culto público católico continuó así como otras medidas revolucionarias. Solo al final de la guerra con la desbandada del ejército republicano hacia la frontera francesa volvieron a producirse nuevas víctimas entre los miembros del clero, entre las que destaca el obispo de Teruel Anselmo Polanco Fontecha. Así pues, según el historiador y monje benedictino Hilari Raguer, «no se puede negar la trágica realidad de las matanzas del verano del 36, pero es confusionario pretender que el terror hubiera durado hasta el final de la guerra».

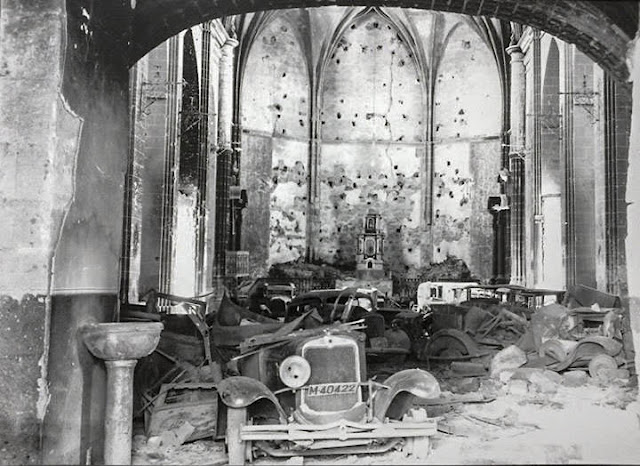
Interior de una Iglesia en Almendralejo (Badajoz) al momento de la toma de la ciudad por las tropas nacionales en agosto de 1936. El edificio había sido expoliado, fortificado y utilizado como garaje y almacén militar por los republicanos.

Las autoridades republicanas (especialmente los gobiernos autónomos de Cataluña y del País Vasco) intentaron evitar los asesinatos de sacerdotes y religiosos, y en general de las personas de derechas y de militares. En el País Vasco el gobierno de José Antonio Aguirre consiguió dominar la situación y allí no hubo persecución religiosa. En Cataluña, a pesar de que el poder efectivo lo tenían los cientos de comités revolucionarios fundamentalmente anarquistas que habían surgido tras la derrota de la sublevación del 19 de julio, la Generalidad presidida por Lluís Companys consiguió poner a salvo a miles de personas de derechas amenazadas, y entre ellas numerosos sacerdotes (empezando por la cabeza de la Iglesia en Cataluña, el arzobispo de Tarragona cardenal Vidal y Barraquer que había sido detenido por un grupo de milicianos) y religiosos (entre ellos 2142 monjas), concediéndoles pasaportes y fletando barcos franceses e italianos para que pudieran huir al extranjero, aunque no pudo evitar que cientos de ellos fueran ejecutados por ser católicos.

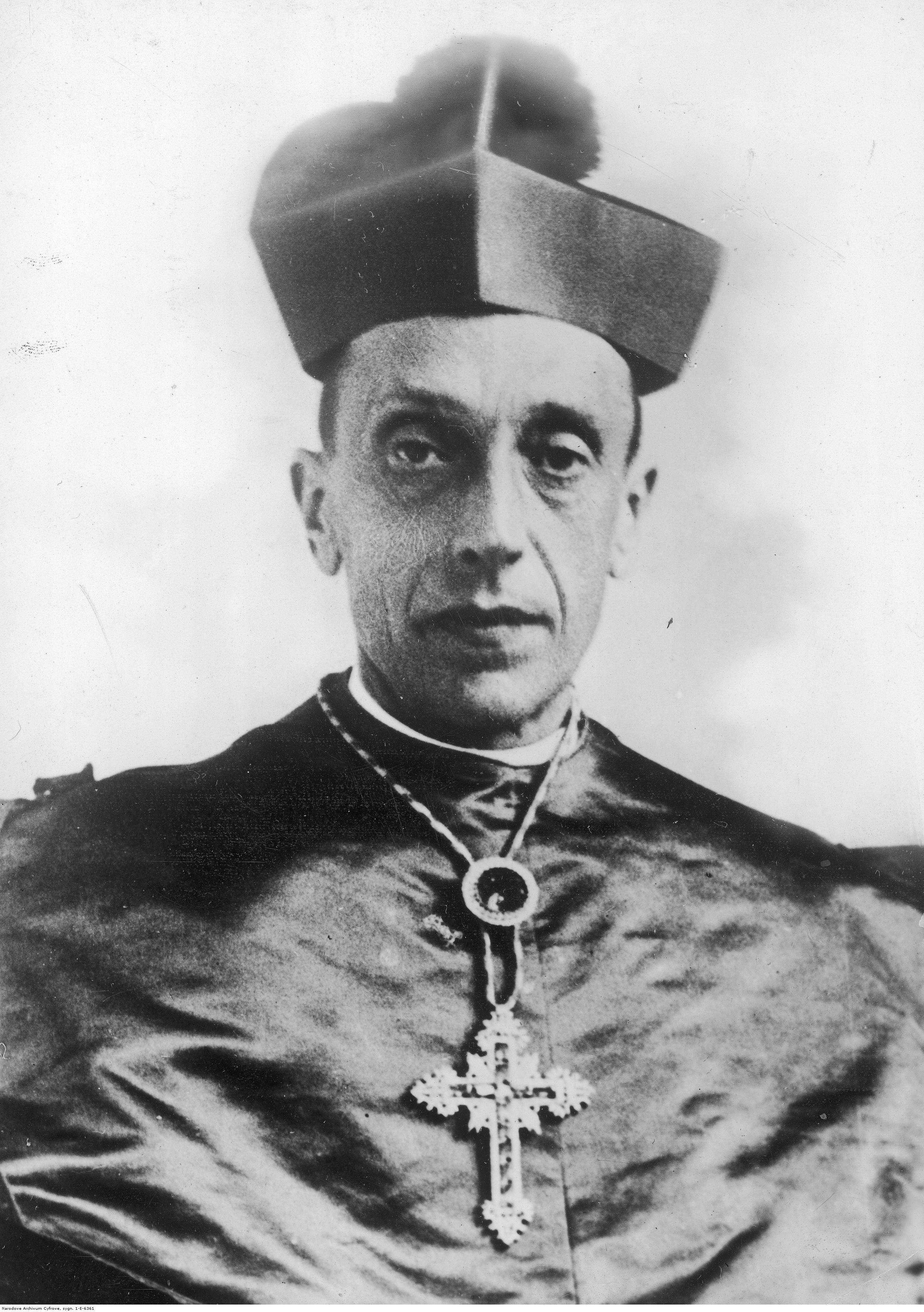
Fotografía del cardenal Vidal, obispo de Tarragona, quien destacó por mantenerse neutral y abogar por una reconciliación entre enemigos, así como por reclamar que la Iglesia tampoco debería posicionarse a favor de ningún bando. Se negó a firmar la Carta Colectiva de los Obispos tachándola de propaganda, lo que le valió el exilio al terminar la guerra.

Sin embargo, a pesar de todas estas iniciativas, la Iglesia y el culto católico en la zona republicana, excepto en el País Vasco, habían desaparecido. En un informe interno presentado ante el Consejo de Ministros el 7 de enero de 1937 el ministro católico sin cartera del PNV Manuel Irujo denunció que en el «territorio leal» «todas las iglesias se han cerrado al culto, el cual ha quedado total y absolutamente suspendido». Asimismo, afirmaba Irujo, «todos los conventos han sido desalojados y suspendida la vida religiosa en los mismos» y «sus edificios, objetos de culto y bienes de todas clases fueron incendiados, saqueados, ocupados o derruidos». «Sacerdotes y religiosos han sido detenidos, sometidos a prisión y fusilados sin formación de causa por miles, hechos que, si bien amenguados, continúan aún». Acabado su informe Irujo pidió al resto de miembros del gobierno de Largo Caballero que aprobaran el restablecimiento de la libertad de conciencia y de la libertad de cultos reconocida en la vigente Constitución de 1931, pero su propuesta fue rechazada por unanimidad por entender que la opinión pública lo desaprobaría debido al alineamiento de la Iglesia católica con el bando sublevado, además de aducir el viejo (y falso) argumento, pero muy extendido, de que desde los templos se había disparado contra las fuerzas leales y contra «el pueblo».

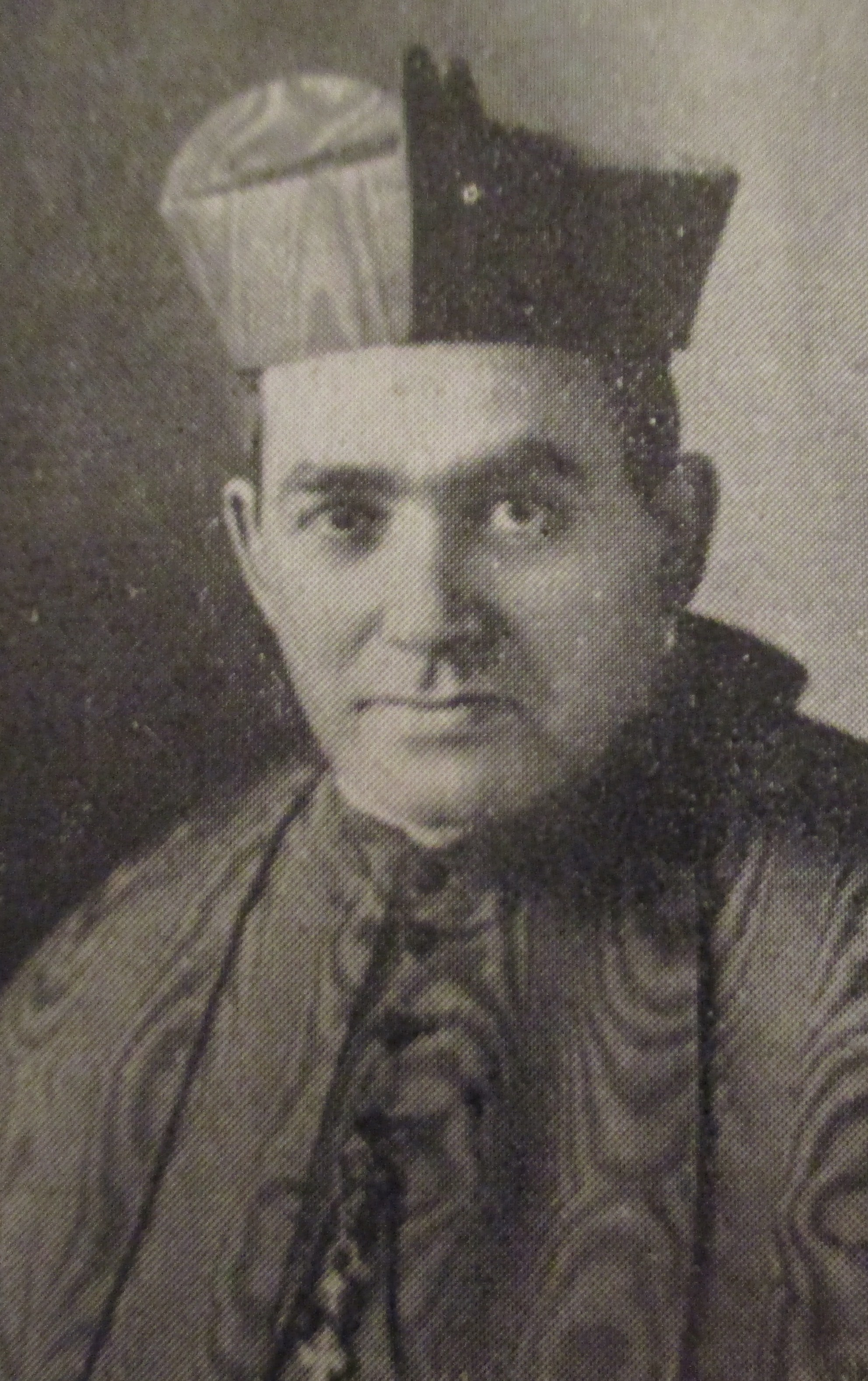
Fotografía del Cardenal Segura, quien fue muy crítico con el gobierno republicano desde antes de la guerra.

La excepción la constituyó el País Vasco republicano pues allí no hubo persecución religiosa y el culto católico se desarrolló con normalidad. La razón fue que el Partido Nacionalista Vasco (PNV), un partido católico, permaneció fiel a la República.
En el gobierno que formó el socialista Juan Negrín tras los sucesos de mayo de 1937 el católico y nacionalista vasco Manuel Irujo ocupó el Ministerio de Justicia que era el departamento que tradicionalmente en España se ocupaba de los asuntos religiosos. El encargo que recibió Irujo de Negrín fue que intentara normalizar la vida religiosa en la zona republicana. El primer fruto de la nueva política fue la tolerancia al culto doméstico por lo que las misas celebradas en casas particulares ya no fueron perseguidas ni, con algunas pocas excepciones, daban lugar a detenciones, a pesar de que en ocasiones se convertían en reuniones favorables a los sublevados.
En cuanto al restablecimiento del culto público el gobierno se encontró con la rotunda oposición de los anarquistas, por un lado, y, por otro, por la de algunos católicos republicanos y de las autoridades eclesiásticas que pensaban que las iglesias no se podían reabrir sin más olvidando los asesinatos y los incendios de los primeros meses de la guerra, además de que todo ello se podría convertir en un instrumento de la propaganda republicana. El gobierno llegó a enviar en secreto a Roma a un eclesiástico para que hiciera saber al Vaticano su propósito de normalizar la vida eclesiástica y reconciliarse con la Iglesia. Pero la respuesta del Vaticano fue evasiva sin comprometerse en nada.
Un nuevo gesto de reconciliación con la Iglesia se produjo el 17 de octubre de 1938 cuando cuatro ministros del gobierno presidieron el entierro católico del oficial vasco capitán Vicente Eguía Sagarduy muerto en combate, al que se le dio gran publicidad en la prensa y que tuvo gran impacto a nivel internacional. El paso siguiente fue la creación el 8 de diciembre de 1938 del Comisariado de Cultos de la República encargado de proteger la libertad religiosa y de cultos, al frente del cual Negrín nombró a un colega católico y amigo suyo Jesús María Bellido Golferichs, que aceptó el cargo «cumpliendo un deber de católico». Pero el culto público no tuvo tiempo para ser restablecido a causa de la ofensiva de Cataluña que lanzó el «Generalísimo Franco» el 23 de diciembre de 1938 y que en solo mes y medio ocupó toda Cataluña. Así pues, la reapertura de los templos católicos en Cataluña no fue obra de la República sino que la trajeron las tropas de Franco (cuando ya se habían hecho los preparativos para reabrir al culto una de las capillas de la catedral de Tarragona, los «nacionales» entraron en la ciudad el 15 de enero).

## Propaganda y cobertura

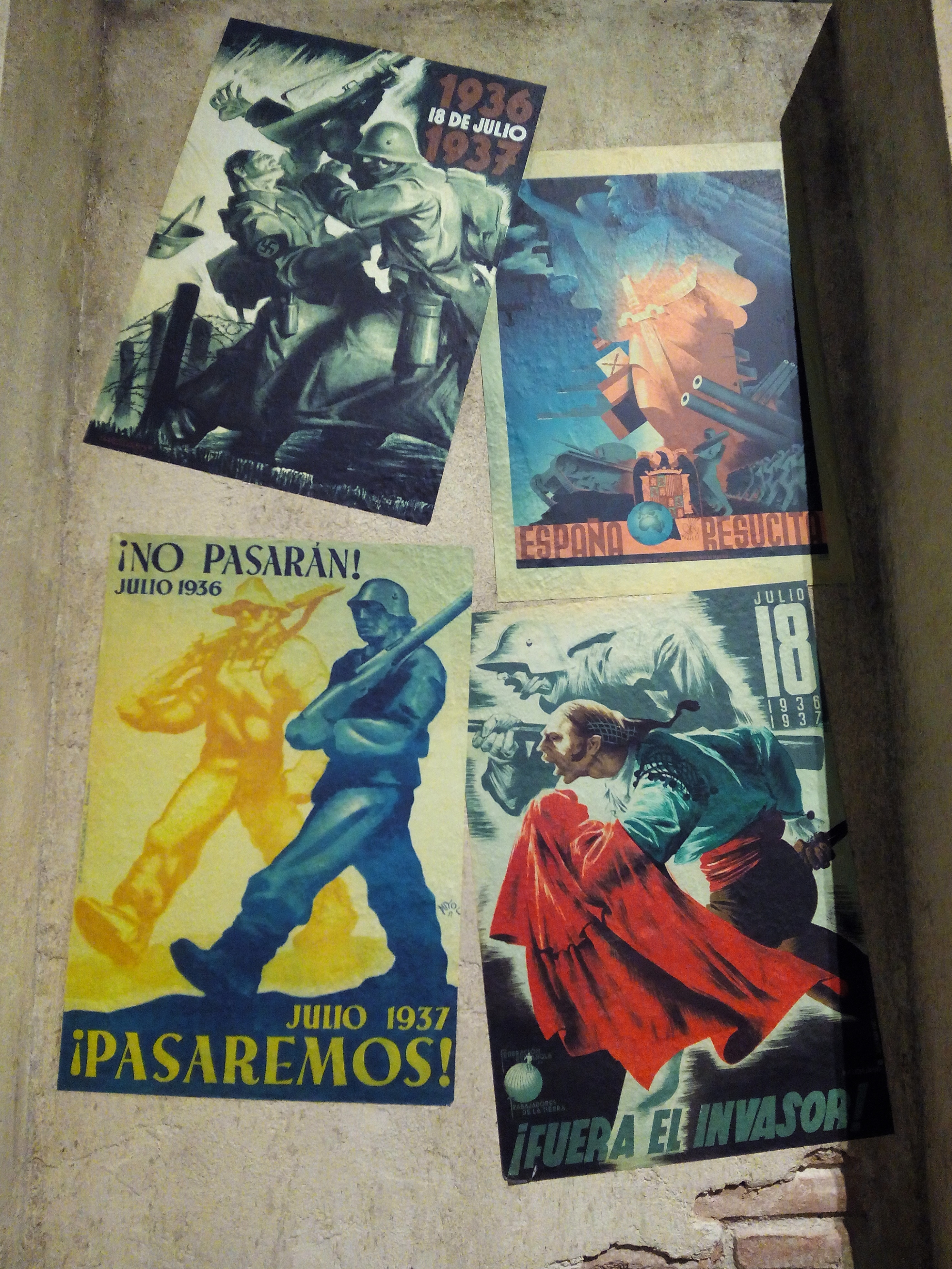
Carteles propagandísticos de la guerra civil española expuestos en el Museo del Ejército en Toledo.

### Bando sublevado

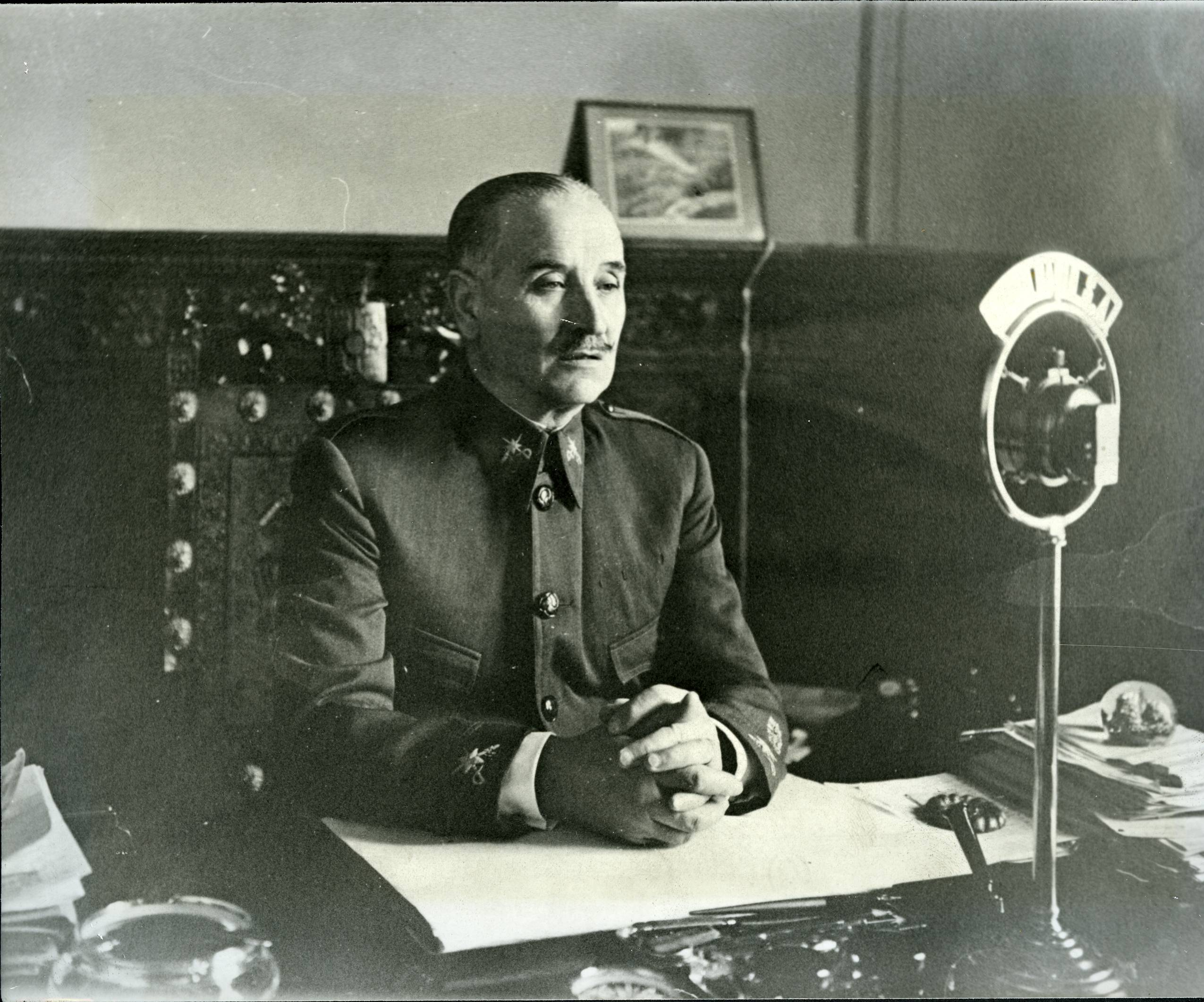
El militar Queipo de Llano retransmitiendo un discurso a través de Unión Radio S.A. durante la Guerra civil española. Se han contabilizado hasta seiscientas intervenciones suyas, desde que las tropas sublevadas ocuparon Sevilla.

La guerra civil española constituye un verdadero hito para la propaganda, ya que se pondrían en práctica los elementos persuasivos más importantes y porque se trataría de la antesala de la Segunda Guerra Mundial. Como parte de la propaganda franquista ha quedado implantada la idea de que en la guerra civil española había dos bandos enfrentados. De esta manera se le pretendió dar legitimidad al hecho de apoyar con las armas un levantamiento contra el legítimo gobierno democrático. Así, se creó la Delegación Nacional de Prensa y Propaganda y ya en plena dictadura el Ministerio de Información y Turismo.
Un pionero en el uso de los medios tecnológicos como la radio, fue el general Queipo de Llano, quien siempre aparecía posando de uniforme bien hablando por la radio en la prensa y en los actos oficiales, una imagen que formaba parte del aparato propagandístico del golpe como culto al héroe. Queipo prohibió tomar fotografías en todo el territorio sublevado, bajo pena de muerte.
Otro de los actos propagandísticos más populares de los sublevados eran los desfiles militares. Cuando tomaban una ciudad, se festejaba con un gran desfile de militares, carros blindados y pancartas, con el objetivo de impresionar a la población y dar una imagen de fuerza y orden. Frecuentemente, representantes de las potencias fascistas participaban en estos eventos, que también eran promocionados en sus respectivos países. Como culmen de estos actos, el 19 de mayo de 1939 se celebró el multitudinario Desfile de la Victoria en la capital, para celebrar el triunfo de los sublevados en la guerra. Presidido por el general Franco, este evento serviría para presentar el nuevo Estado y cerrar definitivamente el episodio de la Guerra Civil.

### Bando republicano
En el bando republicano, entre 1936 y 1937, existió un Ministerio de Propaganda. Al servicio de esta entidad, se pusieron todos los organismos de publicidad, información y propaganda que en ese momento interesaban al Estado republicano (prensa, radio, cinematografía, editoriales, publicaciones, actos públicos y exposiciones, entre otras).

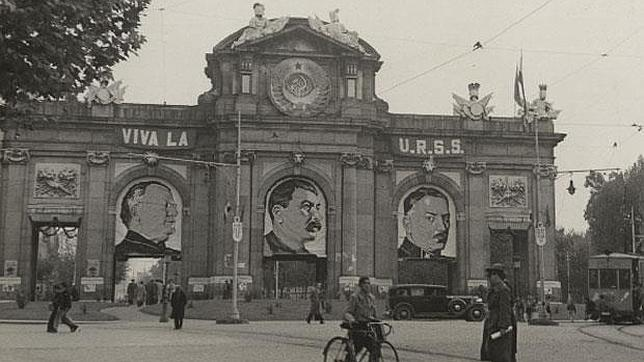
Puerta de Alcalá de Madrid decorada con propaganda soviética.

Para promocionar y agradecer la ayuda enviada desde la Unión Soviética, se desplegaron por las grandes ciudades pancartas y lonas con los rostros de Stalin, Litvínov y Voroshilov, así como escudos y banderas de dicho estado. Estos homenajes fueron especialmente promovidos en Madrid, que se encontraba bajo ataques constantes por parte de los sublevados. Destaca la decoración instalada en la Puerta de Alcalá, con retratos soviéticos y la frase Viva la URSS, el rebautizo de la Gran Vía como Avenida de la Unión Soviética o una enorme imagen de Lenin de 20 m erigida en la Glorieta de Bilbao. A partir de 1937, estaciones de metro, plazas, avenidas y otros espacios públicos fueron decorados con imágenes similares, homenajes a Stalin y frases aludiendo a la ayuda soviética y a los éxitos de la Revolución rusa. De esta forma la propaganda institucional se fue tornando cada vez más al estilo de la propaganda soviética.

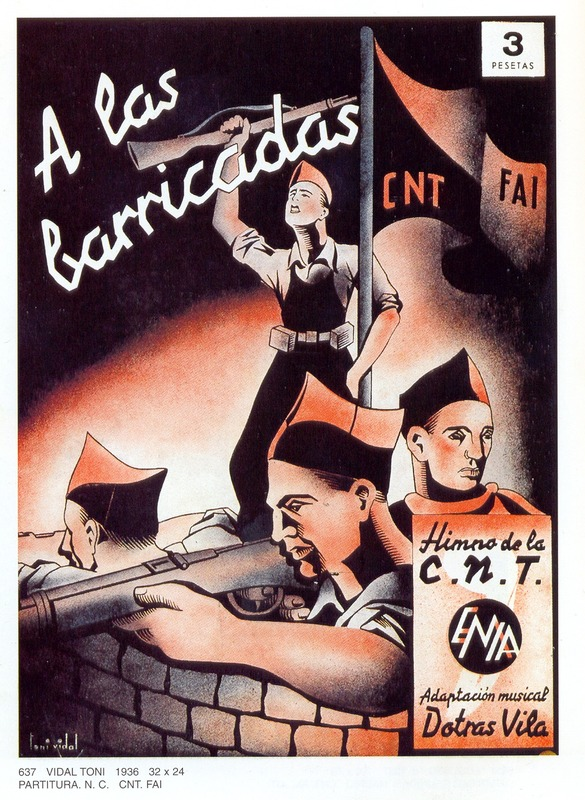
Propaganda anarquista de la CNT-FAI en un libro de partituras del himno A las barricadas (1936).
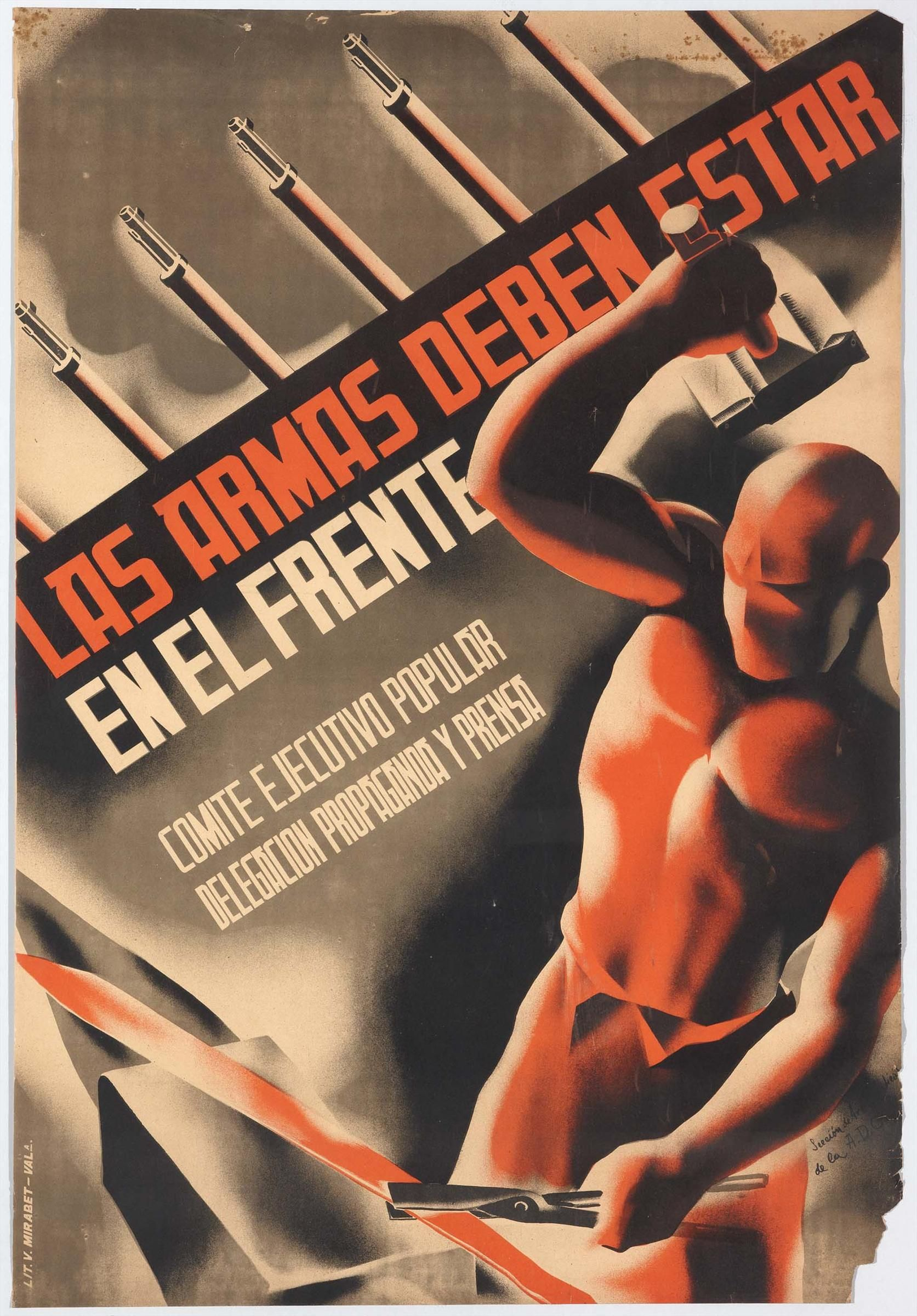
Cartel de la Delegación de Propaganda y Prensa alentando al envío de armas al frente (1937).
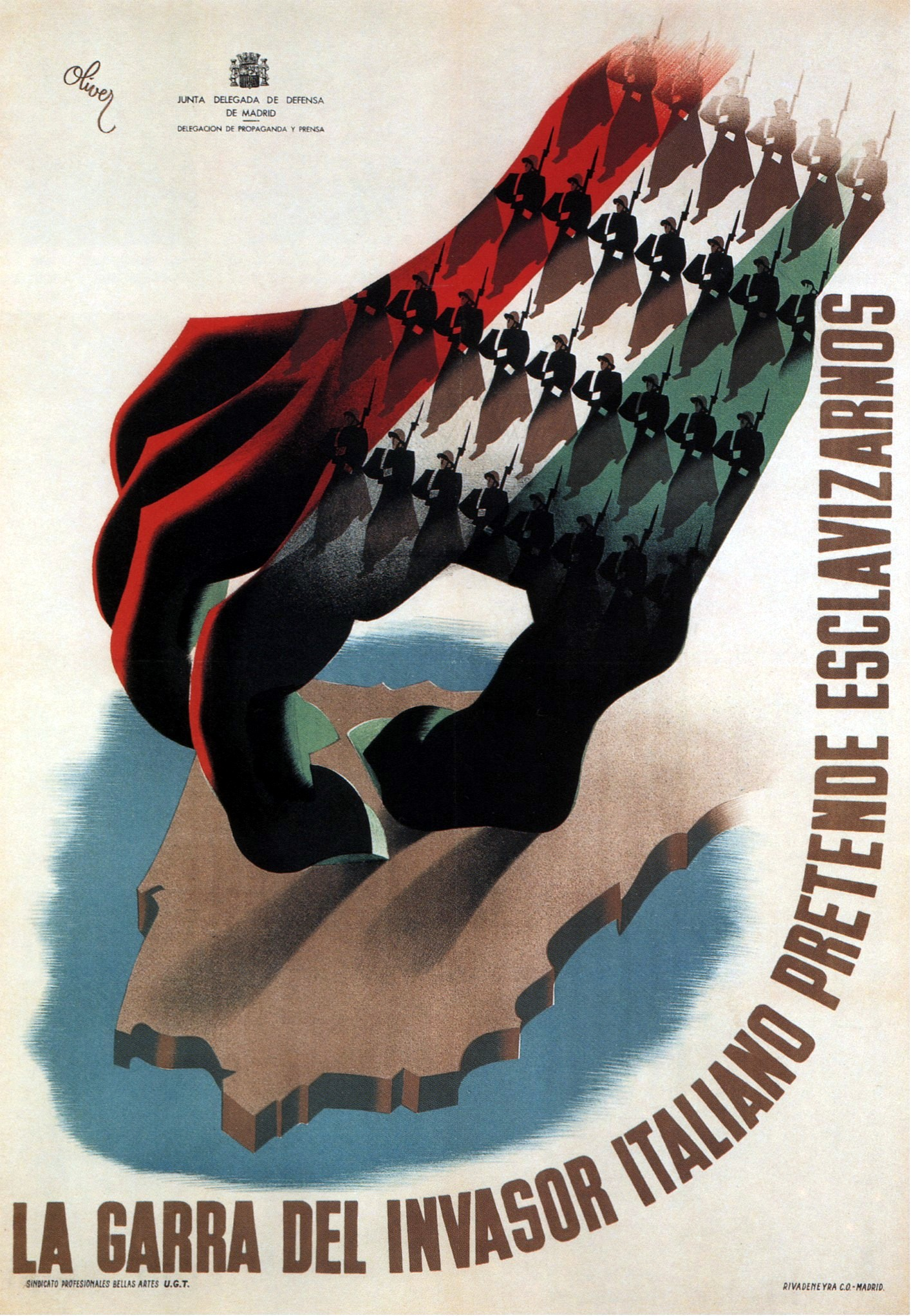
Propaganda republicana denunciando la intervención de la Italia fascista en favor del bando sublevado: "La garra del invasor italiano pretende esclavizarnos".

Por otro lado, los avances en la fotografía, permitieron cubrir la guerra desde el frente, donde algunas de las instantáneas fueron muy promocionadas con intereses propagandísticos. Por ejemplo, en septiembre de 1936, el reportero húngaro Robert Capa, tomó la fotografía Muerte de un miliciano, que muestra la supuesta muerte de Federico Borrell alcanzado por un disparo en los combates cerca de Córdoba. Aunque algunos expertos han argumentado que la imagen pudiera tratarse de un montaje, se convirtió en una fotografía icónica de la guerra civil española y de la beligerancia del siglo XX. Otros fotógrafos destacados que cubrieron el frente republicano fueron la alemana Gerda Taro, el valenciano Agustí Centelles y Pelayo Más.
Al igual que había ocurrido con otros sectores como la industria o la agricultura, la prensa del momento también se vio afectada por la Revolución Social. Los sindicatos se hicieron con el control de imprentas y medios de comunicación y pronto comenzaron a promover artículos, revistas, carteles y pancartas propagando los ideales de la CNT-FAI, anticlericalismo y colectivismo autogestionario. A pesar de esto, en ciertas ocasiones el gobierno republicano prohibió algunas de estas publicaciones que se mostraban críticas o bien de los sectores más radicales de la revolución. Tal es el caso del periódico de la FAI Nosotros, que fue clausurado en febrero de 1937. Más que frenar la propaganda anarquista, esto solo evidenció las disidencias que existían en el núcleo de la Revolución Social, así como en el propio Gobierno Republicano.

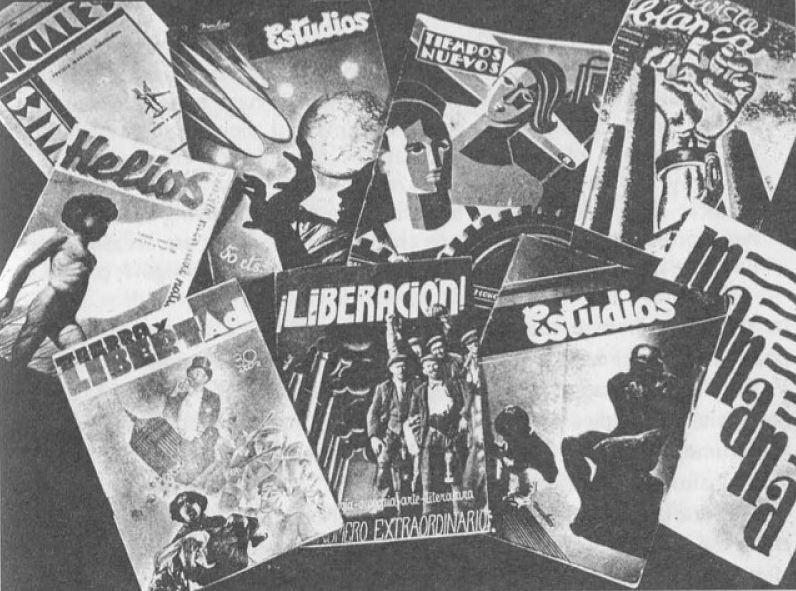
Revistas y prensa anarquista de la CNT-FAI.

### Internacional
En el ámbito internacional, también se desplegó un amplio aparato propagandístico para el reclutamiento de soldados para luchar en la guerra. Apelando a simpatías ideológicas o a la necesidad de ayuda, se emitieron carteles, discursos de radio y publicidad en países como Francia, Italia fascista, Unión Soviética y Alemania.

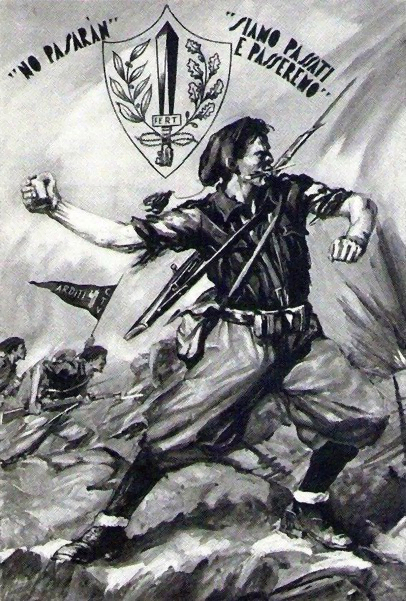
Póster propagandístico fascista italiano animando al combate en la Guerra Civil Española. Frente al No pasarán, responde Estamos pasando y pasaremos.
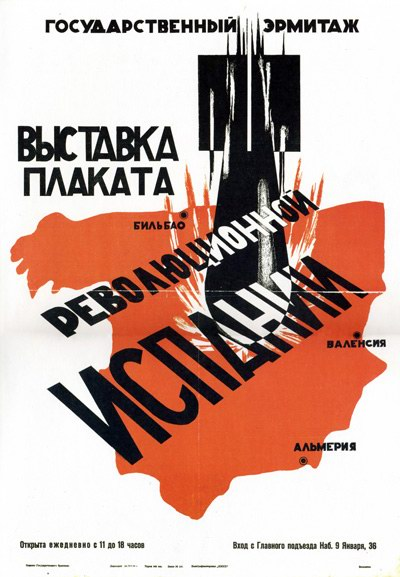
Póster propagandístico soviético llamando a la ayuda republicana en la guerra, donde aparecen marcadas ciudades castigadas por los bombardeos, como Bilbao, Valencia y Almería.
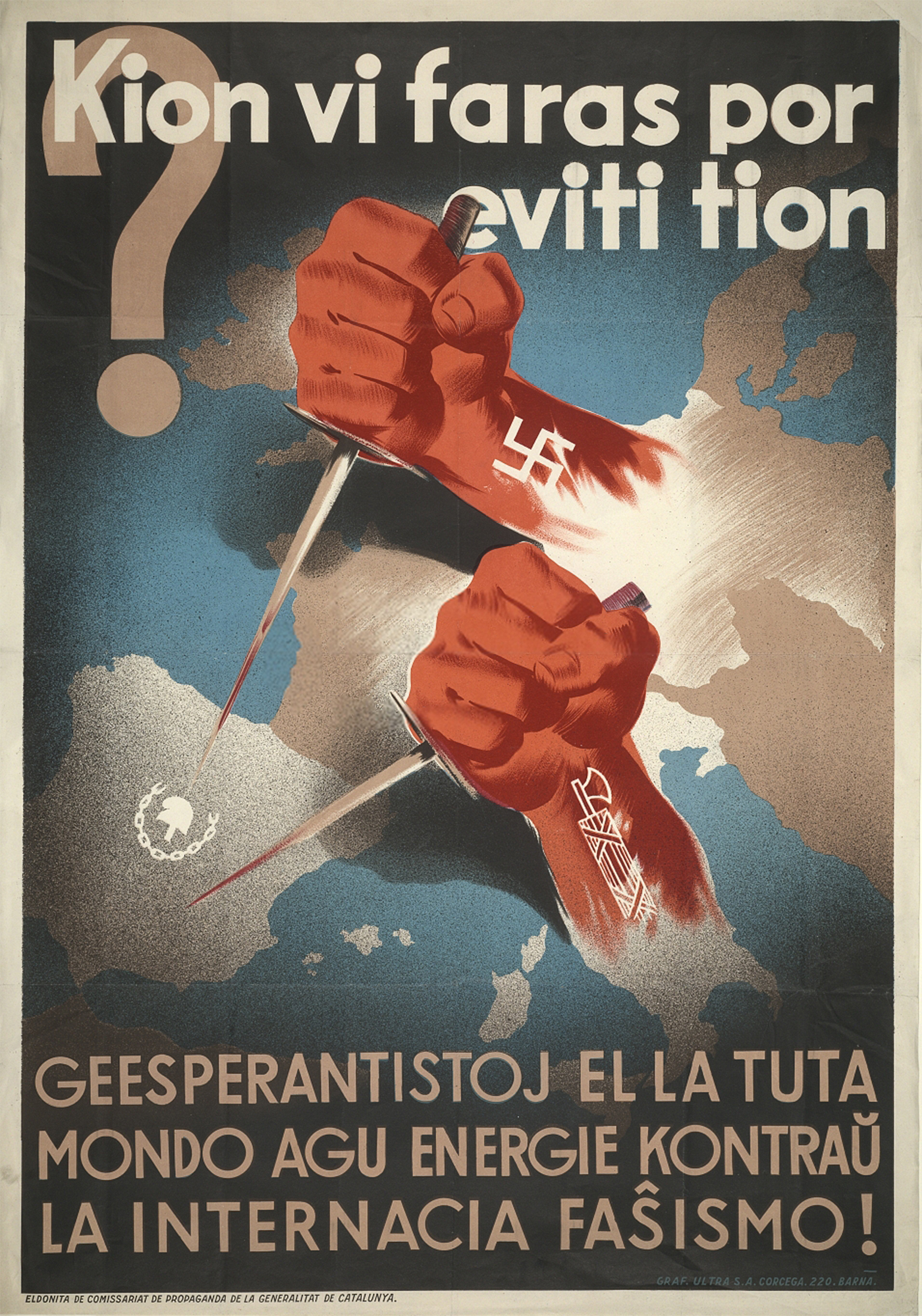
Cartel emitido por la Generalidad de Cataluña (1936) en esperanto buscando la ayuda internacional en favor de la República y denunciando la intervención en el conflicto de la Italia fascista y la Alemania nazi: ¿Qué haces para evitar esto? Esperantistas de todo el mundo, ¡Actúa con energía contra el fascismo internacional!

## La represión en las retaguardias
Como ha destacado el historiador Fernando del Rey Reguillo, «la guerra civil, guerra también entre paisanos y vecinos en las comunidades rurales, brindó la oportunidad de liquidar a los adversarios a la primera de cambio, siquiera de forma selectiva y profiláctica; unos adversarios que habían sido demonizados por el lenguaje político durante años y que había que eliminar no ya en el frente sino en la misma retaguardia. [...] Tanta sinrazón no fue producto del conflicto bélico sin más. La lógica de la guerra indudablemente pesó, pero los factores que llevaron a la quiebra de la convivencia democrática se remontaban mucho más atrás, incluso más atrás de 1931. [...] Su expresión más dura, más cercana y, en suma, más brutal se materializó en los universos pequeños —"en provincias"—, en los pueblos y aldeas donde en gran medida se jugó la supervivencia y la estabilidad de la República, esos espacios aparentemente modestos en los que las retóricas de la intransigencia y las lógicas de la exclusión hicieron estragos entre los vecinos —paisanos todos— una vez se vulneraron sin pudor las reglas del juego democrático».

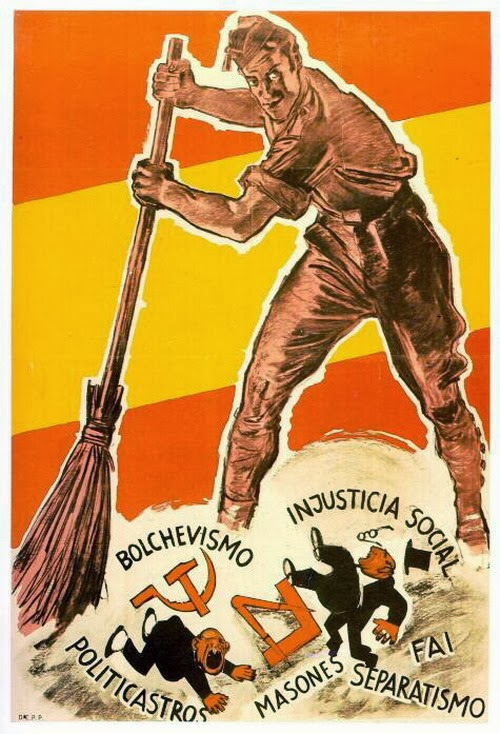
Barrer España, póster propagandístico del bando sublevado que incita a la represión contra comunistas, anarquistas, masones, intelectuales y separatistas para "limpiar" el país.

Posiblemente el más divulgado de los crímenes llevados a cabo por el bando sublevado, debido a la relevancia del protagonista, sea el del poeta y dramaturgo Federico García Lorca en el barranco de Víznar en Granada. También adquirió gran relevancia la masacre de Badajoz, perpetrada por las tropas sublevadas tras la toma de la ciudad. Por parte del bando republicano el crimen de consecuencias más trágicas fueron las Matanzas de Paracuellos entre el 7 de noviembre y el 4 de diciembre de 1936 (presos de las cárceles de Madrid, entre los que se encontraba el dramaturgo Pedro Muñoz Seca junto otras personas, intelectuales, religiosos, políticos y militares, que fueron asesinados, la mayoría en la localidad de Paracuellos de Jarama). Especialmente cruel para la población fue el caso de las localidades que fueron intermitentemente ocupadas por ambos bandos, con las consiguientes y repetidas ejecuciones y venganzas.

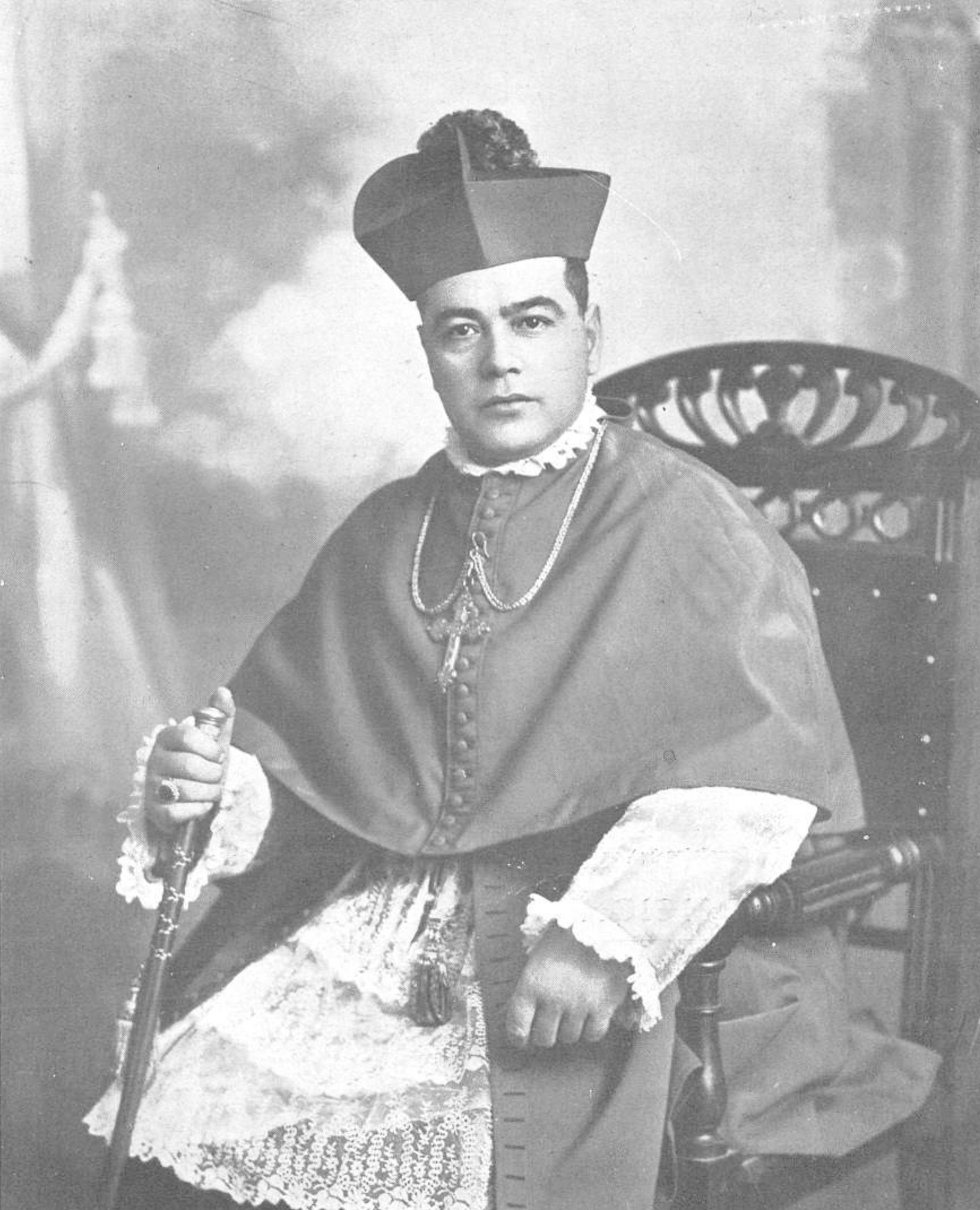
Retrato del obispo de Jaén, Manuel Basulto Jiménez, una de las víctimas de los Trenes de la Muerte de Jaén (agosto de 1936).

En la zona bajo control de la República, los enfrentamientos entre milicias y facciones opuestas también sirvieron de coartada a episodios de represión sangrientos, como en el caso de las jornadas de mayo de 1937 en Barcelona, narradas por el escritor inglés George Orwell en su obra Homenaje a Cataluña, basada en su experiencia de primera mano.

### Investigación de los crímenes

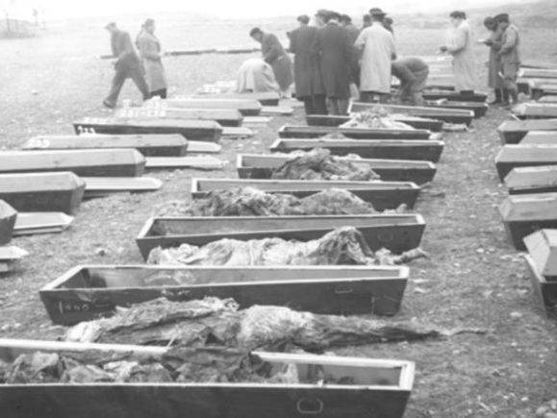
Víctimas de las matanzas en Paracuellos de Jarama, una serie de asesinatos sistemáticos perpetrados por milicianos del bando republicano durante la batalla de Madrid. Fueron ejecutadas miles de personas sospechosas de simpatizar con los sublevados, como religiosos, periodistas, abogados, militares y otros civiles de la clase media conservadora.

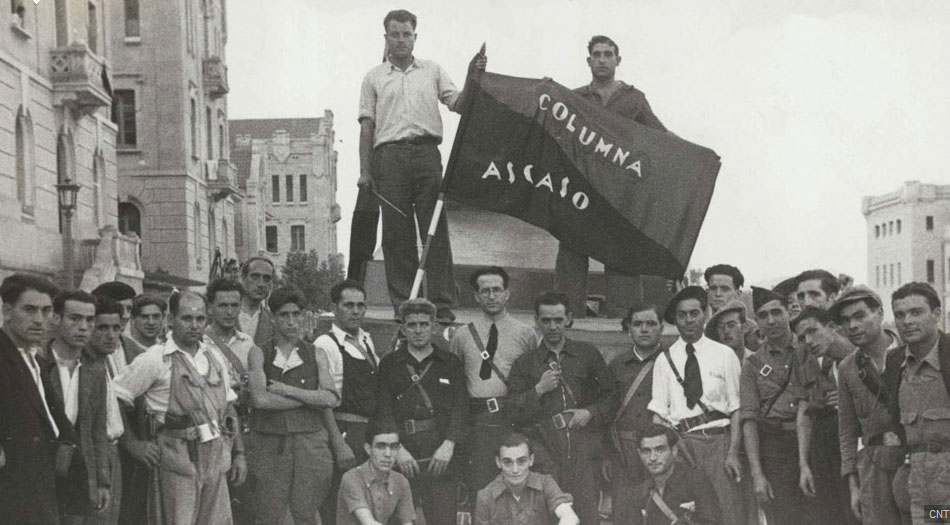
Milicianos anarquistas de la Columna Ascaso, responsable de la matanza de religiosos de Barbastro en el verano de 1936.

Terminada la guerra, el bando republicano fue acusado por el bando sublevado de la comisión de crímenes desde los primeros días de la guerra. Las principales acusaciones se refieren a la persecución religiosa contra los católicos, la creación de centros de detención semiclandestinos (checas) donde se torturaba y asesinaba a los sospechosos de simpatizar con el bando contrario y la realización de asesinatos masivos como las matanzas de la Cárcel Modelo de Madrid y de Paracuellos. El régimen franquista promovió una extensa investigación sobre estos hechos conocida como Causa General que, pese a haber sido realizada con parcialidad y sin las suficientes garantías procesales, contó con abundantes pruebas documentales y testificales.

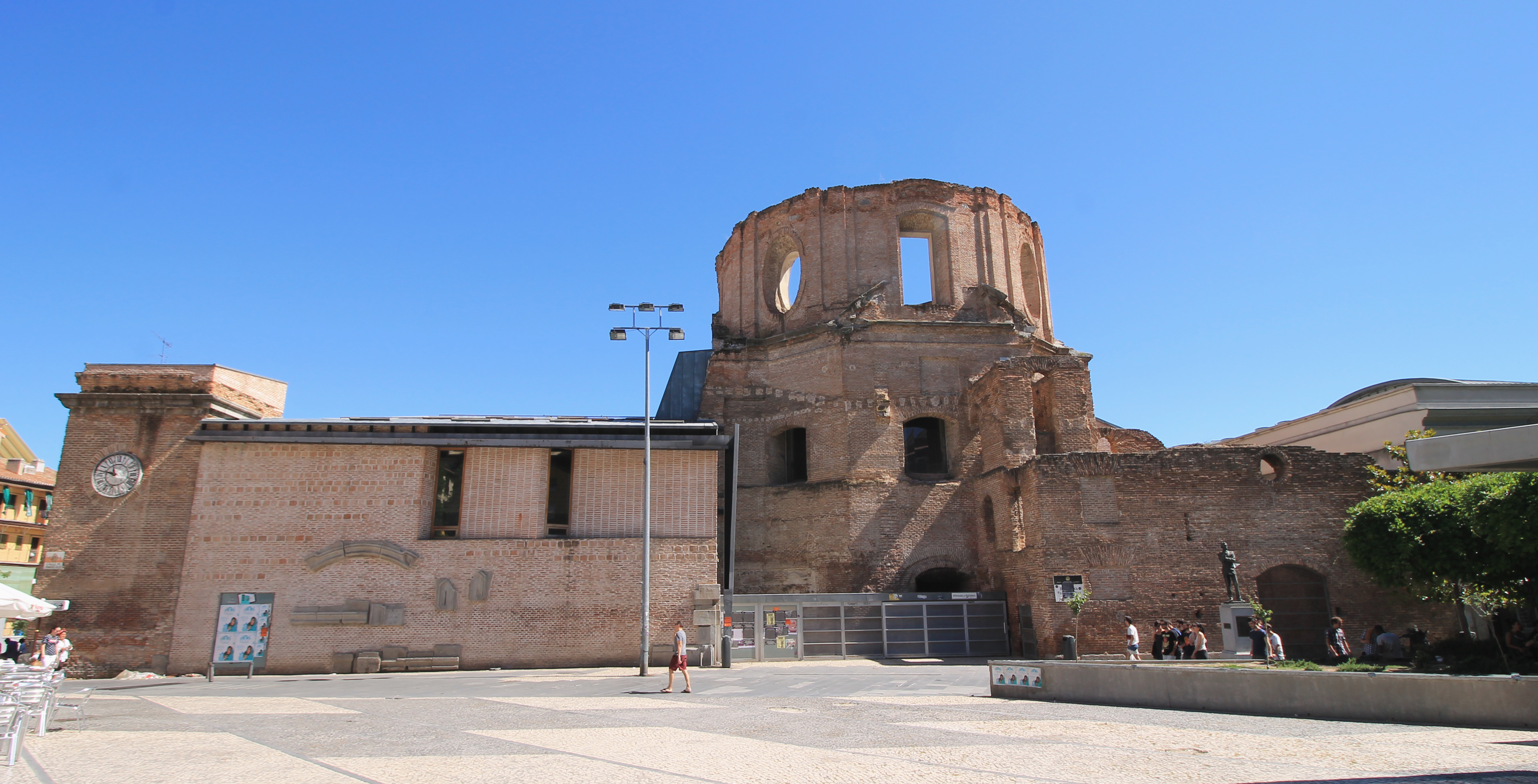
Ruinas de la iglesia del colegio de las Escuelas Pías de San Fernando, en el barrio de Lavapiés, en Madrid. El edificio fue incendiado y destruido al comienzo de la guerra en 1936.

Por su parte, los delitos de los vencedores nunca fueron investigados ni enjuiciados. Numerosas voces del ámbito jurídico como Baltasar Garzón (exmagistrado español de la Audiencia Nacional), Carlos Jiménez Villarejo (fundador de la asociación Justicia Democrática), Raúl Zaffaroni (penalista y magistrado de la Corte Suprema de Argentina), así como diversas asociaciones de víctimas del franquismo y otros, sostienen que el bando sublevado cometió actos de genocidio y crímenes contra la humanidad, ya que en la documentación ahora disponible, como los archivos militares de la época, se demostraría que sus planes incluyeron el exterminio y persecución sistemática de la oposición política, la violación de las mujeres de la zona republicana, la imposición de tests físicos y psicológicos a presos para vincular su ideología con enfermedades mentales o el robo sistemático de niños a padres republicanos para eliminar la «contaminación» ideológica, a los que todavía se oculta su verdadera identidad.
Por considerar que dichos actos, por su naturaleza de crímenes contra la humanidad no pueden prescribir ni ser absueltos, el magistrado-juez Baltasar Garzón inició un proceso para investigar los hechos, basándose en el que ya había impulsado infructuosamente contra el exdictador chileno Augusto Pinochet, afirmando que no se buscaba «hacer una revisión en sede judicial de la Guerra Civil». Entre otras consideraciones, argumentó la acusación de genocidio de acuerdo con el derecho español, citando al auto 211/2008 del Juzgado Central de Instrucción número dos (caso SS-Totenkopf o Genocidio nazi), mediante el cual se consideraba delitos de genocidio y lesa humanidad los cometidos contra los españoles recluidos en los campos de concentración nazis con motivaciones políticas o ideológicas. La Audiencia Nacional decidió por mayoría de votos y sin hacer ninguna valoración acerca del carácter delictivo de los hechos denunciados, que el Juzgado Central de Instrucción número cinco dirigido por Garzón carecía de competencia objetiva para investigarlos, al considerar extinguida la posible responsabilidad penal de los investigados a causa de su fallecimiento. Los magistrados discrepantes consideraron que el juzgado sí era competente al ser los hechos investigados «delitos de lesa humanidad y genocidio», por constituir una «sistemática y masiva eliminación de adversarios políticos» tras la contienda.
Por otro lado, está abierto un proceso en el Tribunal de Estrasburgo de Derechos Humanos para el estudio del "dinero rojo" incautado durante la contienda, estimado en 40 millones de euros actuales.

## Consecuencias
Esta guerra, que ha durado 989 días, ha sido una de las luchas intestinas más largas, sangrientas, costosas y brutales de la historia moderna.
Teniente coronel Henry B. Cheadle, agregado militar de Estados Unidos, 3 de abril de 1939

### Consecuencias económicas

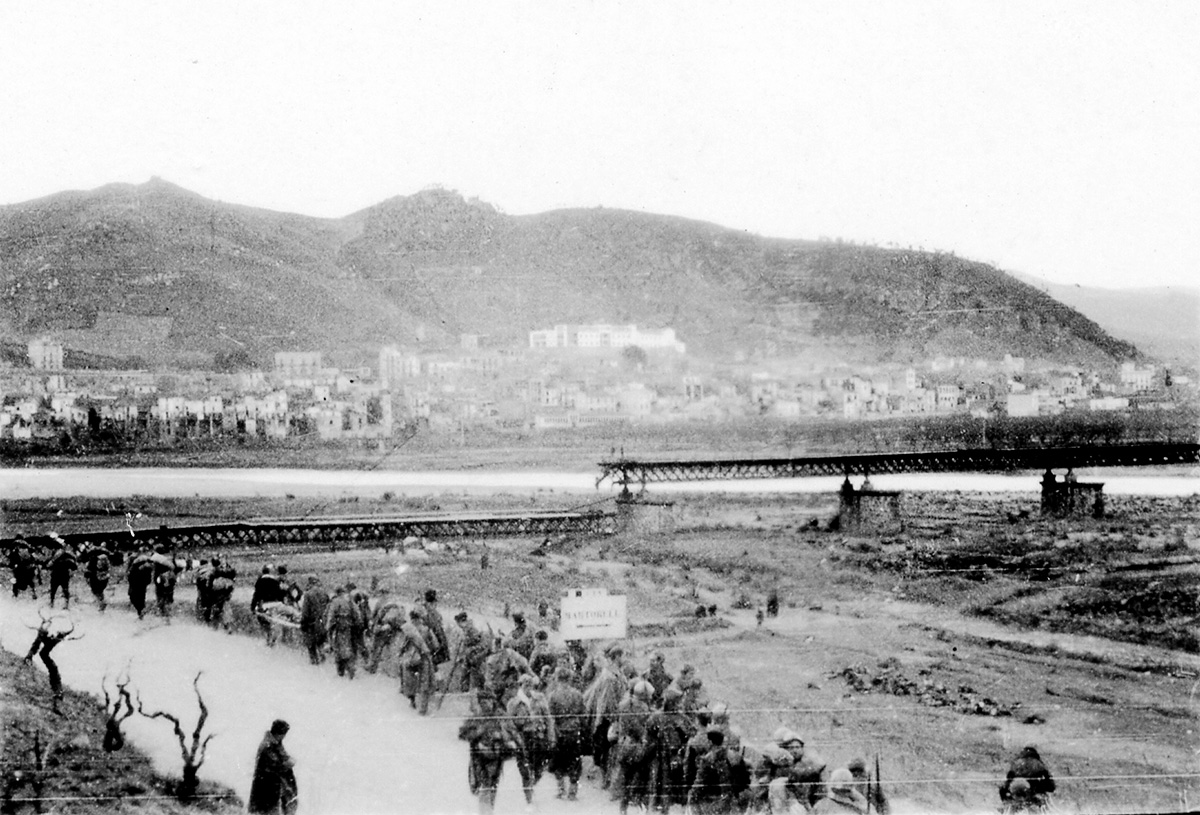
Puente del ferrocarril sobre el río Llobregat a la altura de Martorell, volado por los republicanos en retirada.

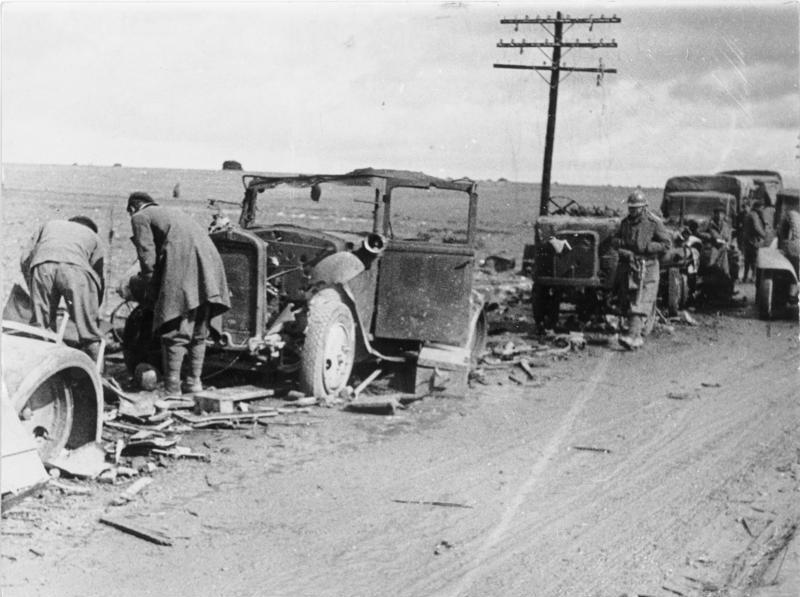
Vehículos destruidos en la Batalla de Guadalajara (1937).

El pago del gasto de la guerra por ambos bandos fue muy elevado. El haber usado el gobierno republicano las reservas de oro para comprar armamento acabó con las reservas monetarias de la zona republicana. El bando sublevado tuvo que abonar mucho dinero tras finalizar el conflicto, en gran parte dejando que Alemania explotara las reservas mineras de la Península y del África española del momento, por lo que hasta el estallido de la Segunda Guerra Mundial casi no tuvieron posibilidad alguna de obtener ingresos. España había quedado devastada en algunas zonas, con pueblos totalmente asolados. La economía española tardaría lustros en recuperarse: terminada la guerra, el PIB había retrocedido a niveles de 1922 y no se recuperaría hasta principios de los años 50.

### Víctimas de la guerra civil

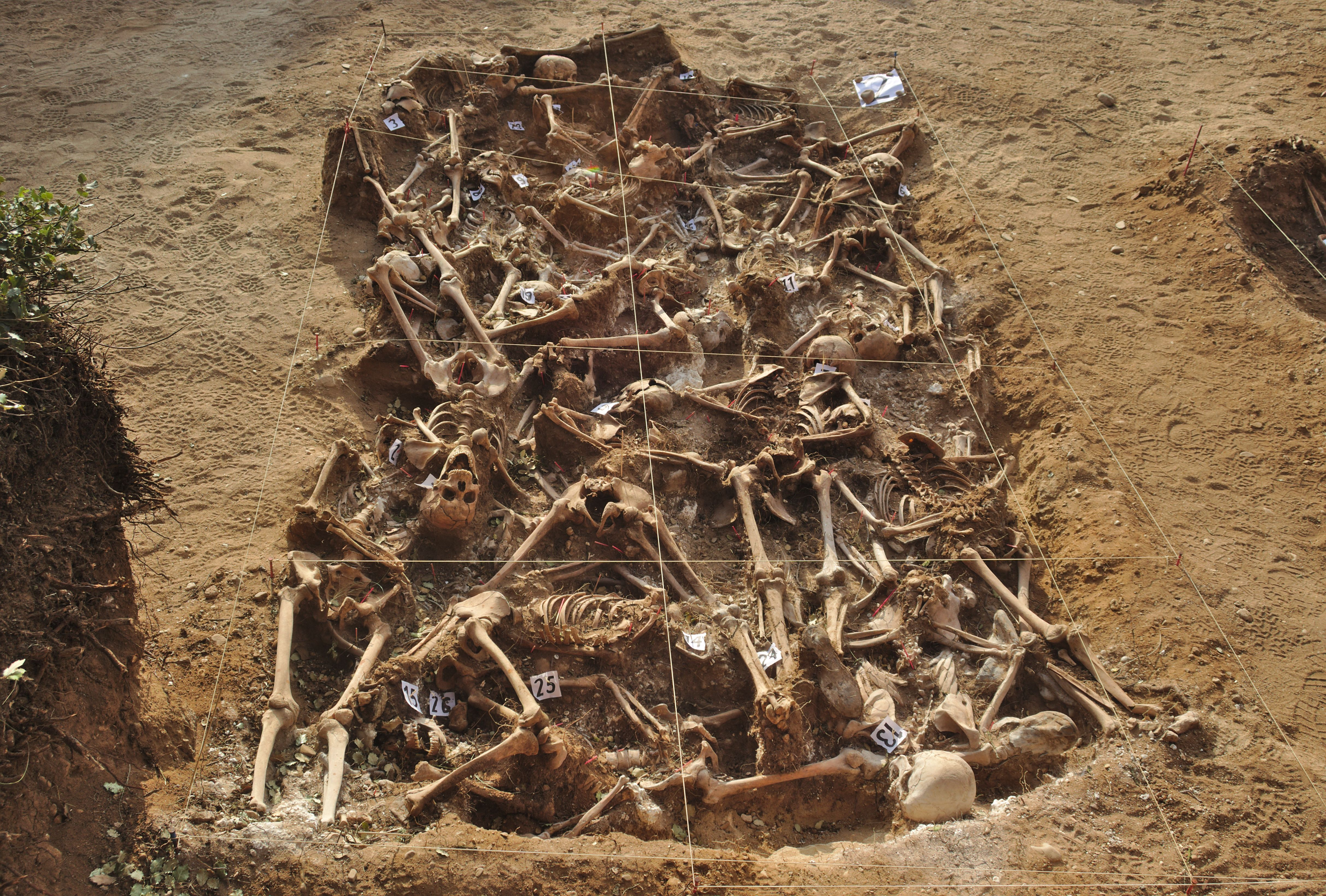
Fosa común en Estépar, provincia de Burgos, con 26 víctimas del bando republicano. La excavación tuvo lugar en el mes de julio de 2014.

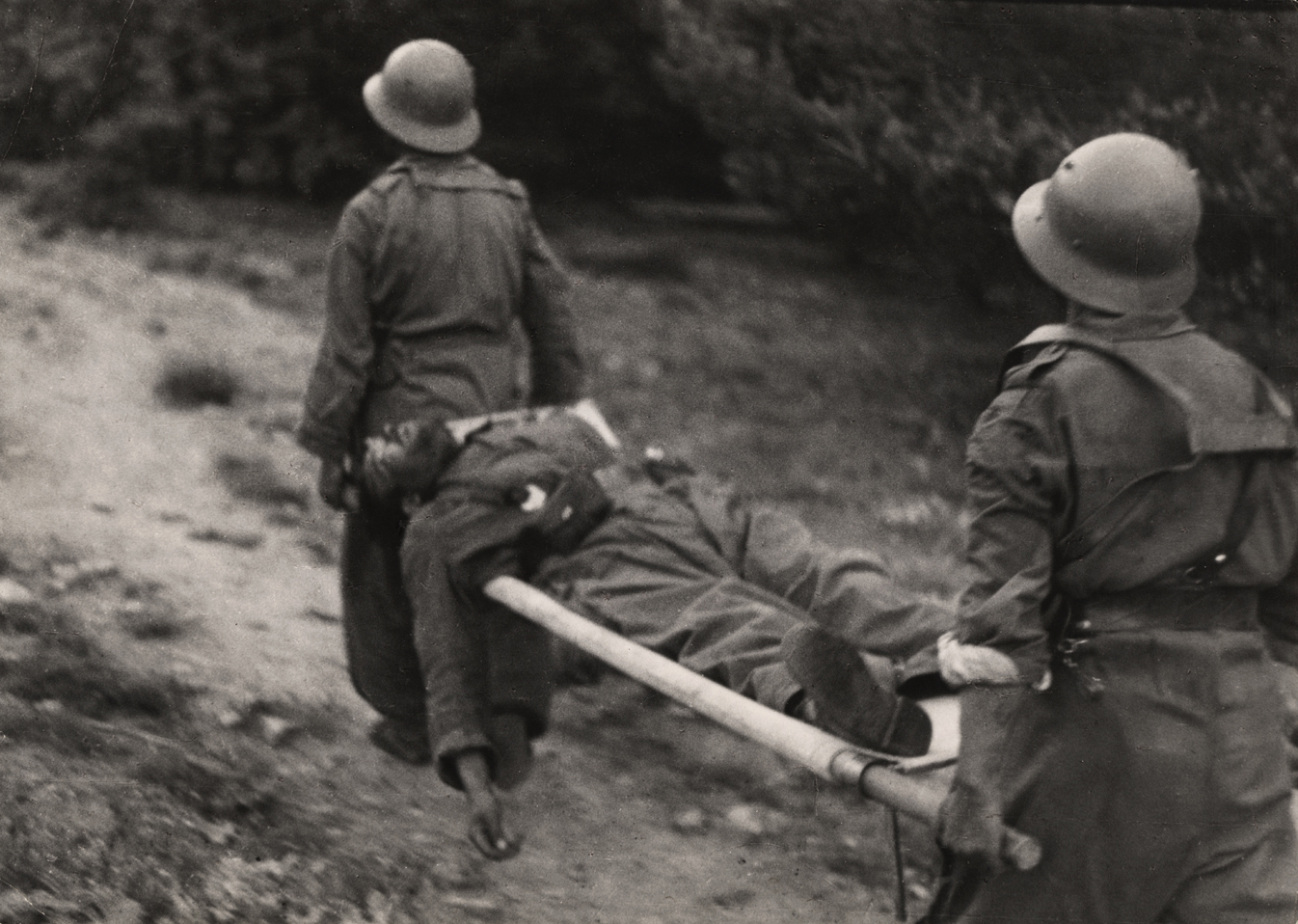
Soldados republicanos transportan a un herido en el Paso de Navacerrada, durante la Batalla de Segovia, 1937.

El número de víctimas civiles aún se discute. Algunos afirman que la cifra se situaría entre 500 000 y 1 000 000 de personas. Muchas de estas muertes no fueron debidas a los combates, sino a la represión en forma de ejecuciones sumarias y paseos. Esta se llevó a cabo en el bando sublevado de manera sistemática y por orden de sus superiores, mientras en el bando republicano se produjo de manera descontrolada en momentos en que el gobierno perdió el control de las masas armadas. Los abusos se centraron en todos aquellos sospechosos de simpatizar con el bando contrario. En el bando sublevado se persiguió principalmente a sindicalistas y políticos republicanos (tanto de izquierdas como de derechas), mientras en el bando republicano esta represión se dirigió hacia simpatizantes de la reacción o sospechosos de serlo y sacerdotes de la Iglesia católica, llegando a quemar conventos e iglesias y asesinando a obispos, sacerdotes, religiosos y religiosas. Es incalculable la pérdida en el patrimonio histórico y artístico de la Iglesia católica, pues se destruyeron unos 20 000 edificios —entre ellos varias catedrales— incluyendo su ornamentación (retablos e imágenes) y archivos.

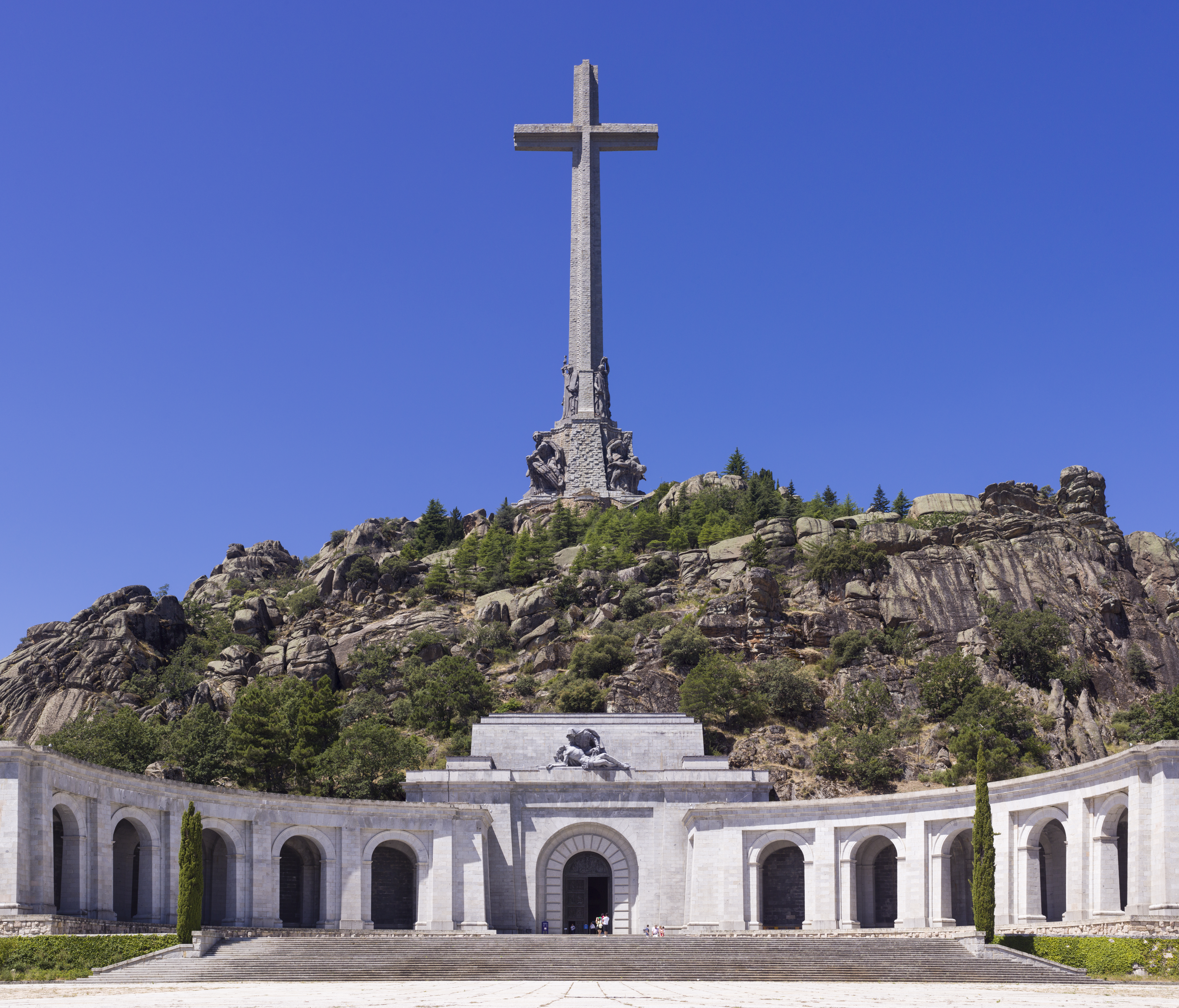
Vista frontal del Valle de los Caídos, un conjunto monumental construido a partir de 1940 para dar sepultura a combatientes del bando sublevado y a sus líderes como Primo de Rivera o el propio Franco. Poco antes de su inauguración en 1959 se inhumaron también combatientes del bando republicano. Oficialmente contiene los restos de 33847 personas de ambos bandos.

El número de muertos en la guerra civil española solo puede ser estimado de manera aproximada. El bando sublevado estableció una cifra de 500 000, incluyendo además de los muertos en combate, a las víctimas de bombardeos, ejecuciones y asesinatos. Estimaciones recientes arrojan esa misma cifra de 500 000 muertos o algo menos, sin incluir a quienes murieron de malnutrición, hambre y enfermedades engendradas por la guerra. La cifra de un millón de muertos, a veces citada, procede de una novela de Gironella, que la justifica entre los 500 000 reconocidos y otros tantos cuya vida resultó irremediablemente destrozada. Sin embargo, Gerald Brenan escribía ya en el prólogo de El laberinto español (1943): "Además del millón o dos millones de muertos, la salud del pueblo se ha visto minada por su secuela de hambre y enfermedades. Cientos de miles están todavía en la cárcel. Tanto física como moralmente, España es una ruina".[cita requerida]

### La represión franquista de la posguerra y el exilio republicano

Refugiados republicanos trabajando de agricultores en Pachuca de Soto (México), los españoles simpatizantes de la Segunda República española huyeron a otros lugares ante la victoria del bando sublevado.

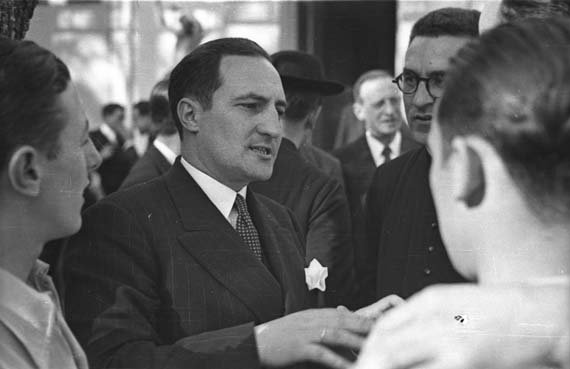
El lehendakari Aguirre en el exilio en Francia (abril de 1939)

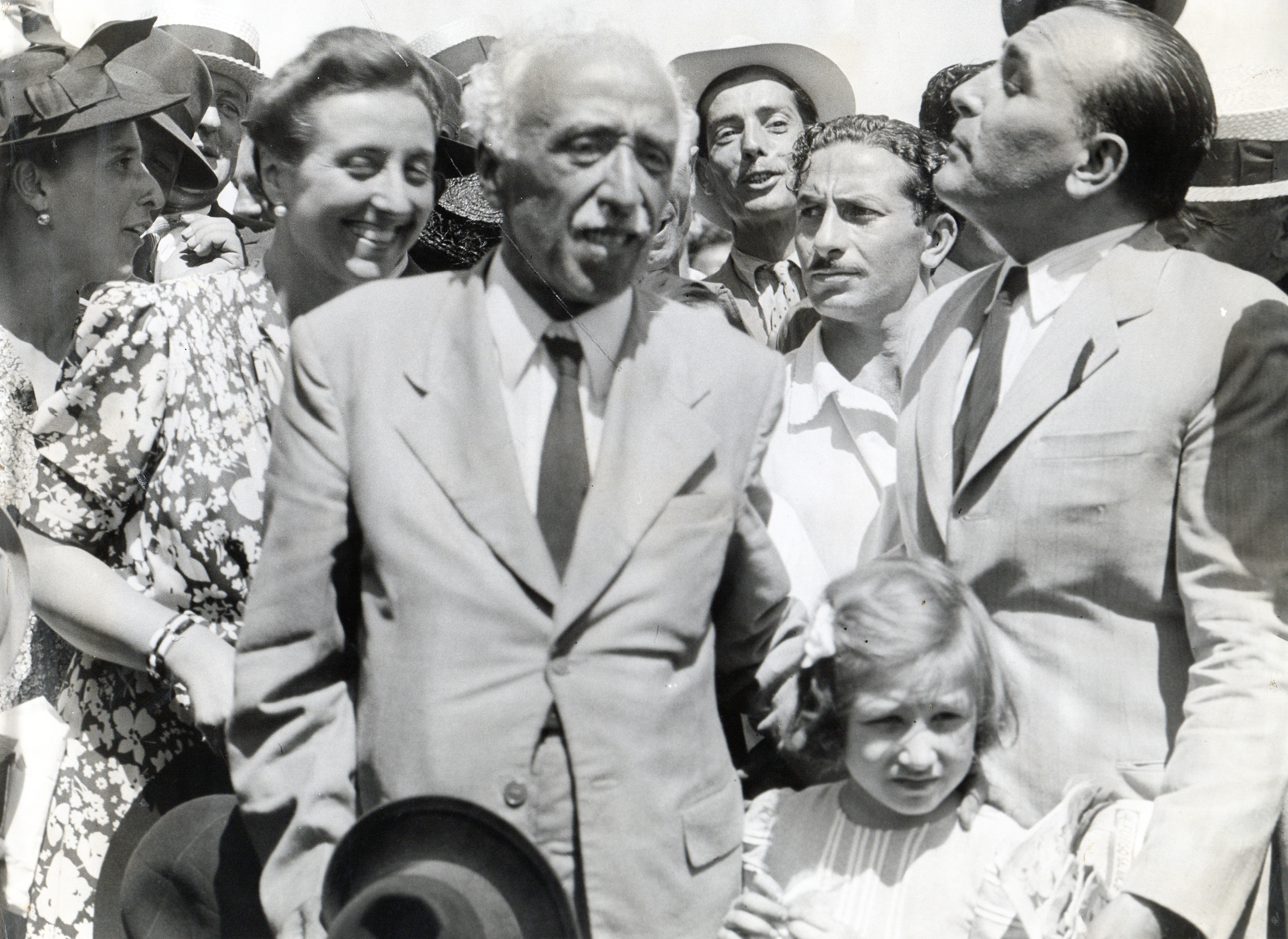
El expresidente Alcalá Zamora en el exilio en Buenos Aires, 1942.

Tras la guerra, la represión franquista inició un proceso represivo contra el bando perdedor, iniciándose una limpieza de la que fue llamada «la España roja» y contra cualquier elemento relacionado con la República, lo que condujo a muchos al exilio o la muerte, produciéndose el robo de bebés de padres republicanos, que aún a día de hoy desconocen, en muchos casos, su identidad. Durante ese tiempo, hablar de democracia, república o marxismo era ilegal y perseguible.

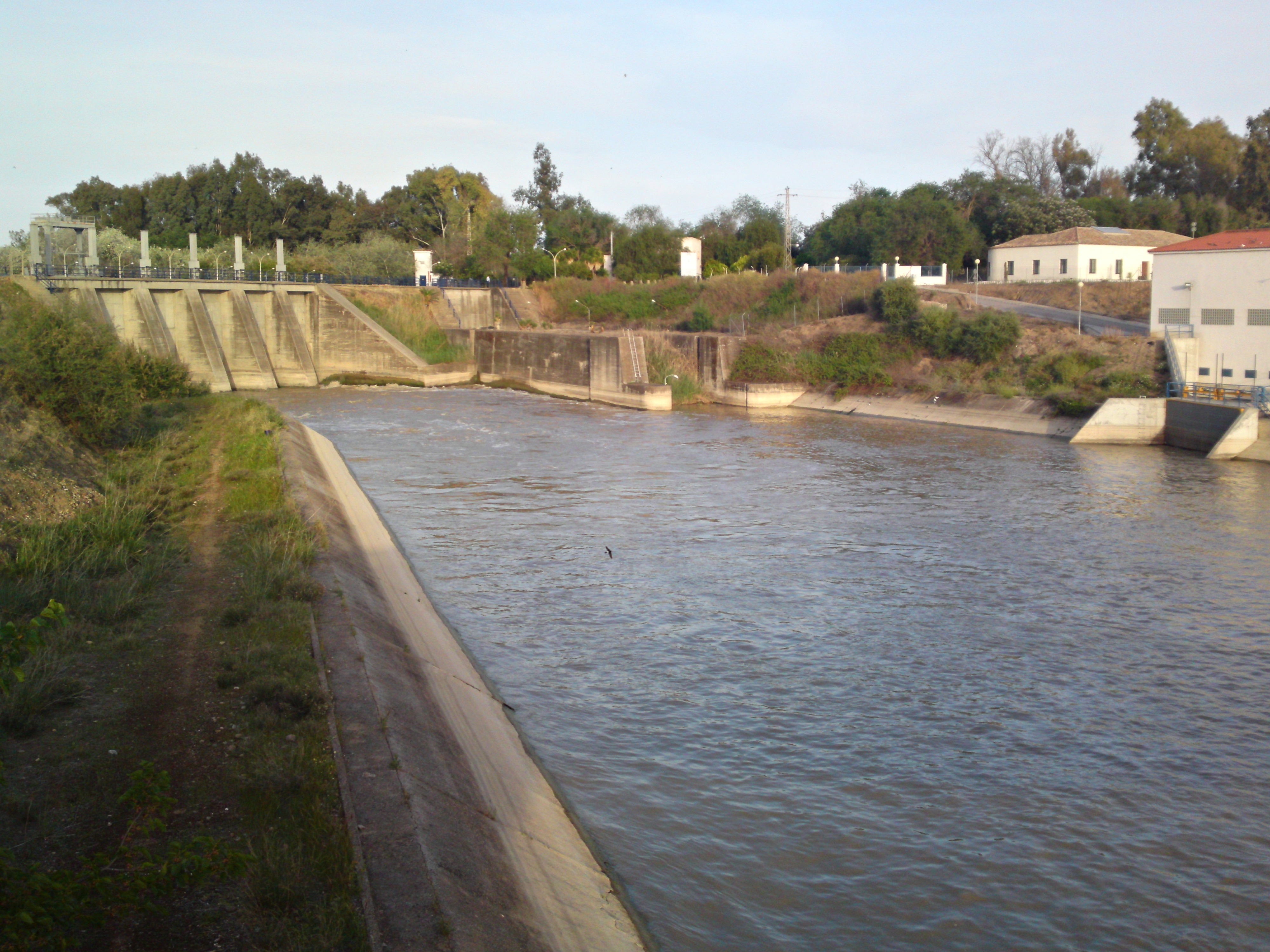
Canalización del Canal de los Presos, una infraestructura hidráulica construida durante la posguerra con presos políticos, con el fin de proporcionar agua de riego a las provincias colindantes, y administrado desde 1959 por la Comunidad de Regantes del Bajo Guadalquivir.

El exilio forzoso de muchos represaliados antes, durante y después de la guerra es difícil de cuantificar. Según su situación geográfica y sus preferencias políticas se optó entre salir por mar, cruzando el océano para pasar a países hispanoamericanos en su mayoría, o los más pudientes para ir al Reino Unido. O por tierra cruzando los Pirineos al lado francés, país que muchos eligieron por su cercanía con España y su creencia de buena acogida, demostrándose su error con hechos como los campos de concentración de Bram.

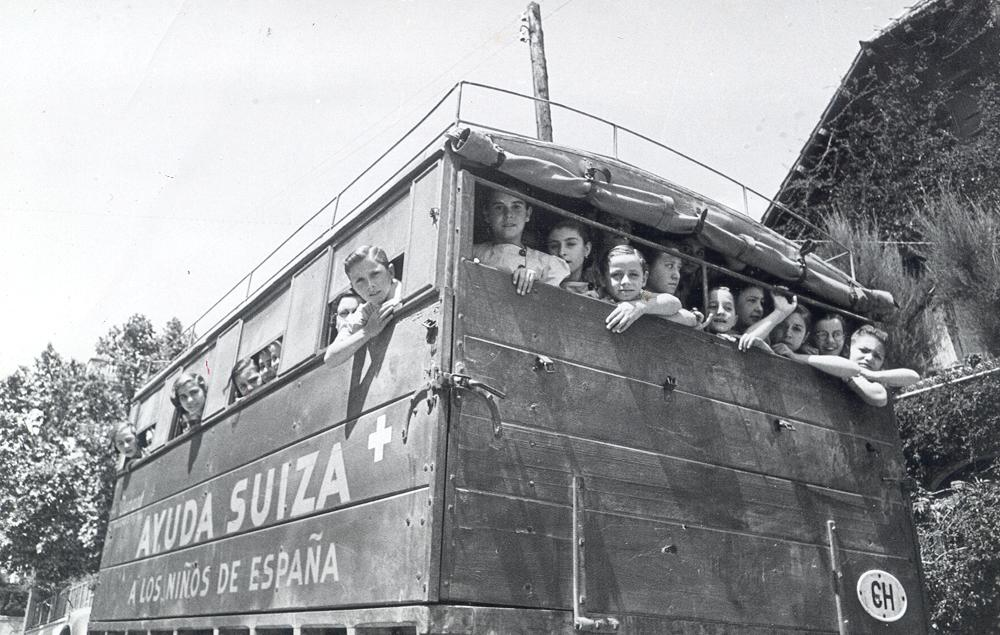
Evacuación de niños en una zona de conflicto por el Servicio Civil Internacional (SCI) en 1937. Muchos niños fueron enviados a Reino Unido, Bélgica y la Unión Soviética, algunos de ellos volvieron con sus familias después de la guerra.

El exilio republicano se produjo en tres momentos. El primero fue la campaña del Norte (marzo a noviembre de 1937). El segundo, la caída de Cataluña (enero a febrero de 1939), durante la cual pasaron a Francia alrededor de 400 000 personas (una cantidad tan importante que desbordó a las autoridades francesas, que tuvieron que improvisar diversos campos de concentración, incluso en las playas, donde los recluidos padecieron unas duras condiciones de vida; aunque casi la mitad de ellas acabarían retornando a España). La tercera y última oleada se produjo al final de la guerra, en los últimos días de marzo de 1939, cuando miles de republicanos se dirigieron a los puertos de Levante para conseguir un barco que los llevara al exilio, pero muy pocos lo consiguieron. Se calcula que en el mes de marzo de 1939 solo pudieron abandonar España entre 7000 y 7500 personas, incluidos los marinos de la dotación de la Flota que huyó a Bizerta.
Entre los exiliados se encontraba una parte significativa de las élites intelectuales españolas que buscaron acomodo en otros países, especialmente en México, lo que supuso una enorme pérdida de capital humano para España. Así por ejemplo, «en febrero de 1942 el consulado general de México en Vichy censó a 13 400 españoles de formación superior que deseaban salir de la Francia ocupada; entre ellos 1743 médicos, 1224 abogados, 431 ingenieros y 163 profesores de los 430 que poseía España en 1936».

### Relaciones internacionales

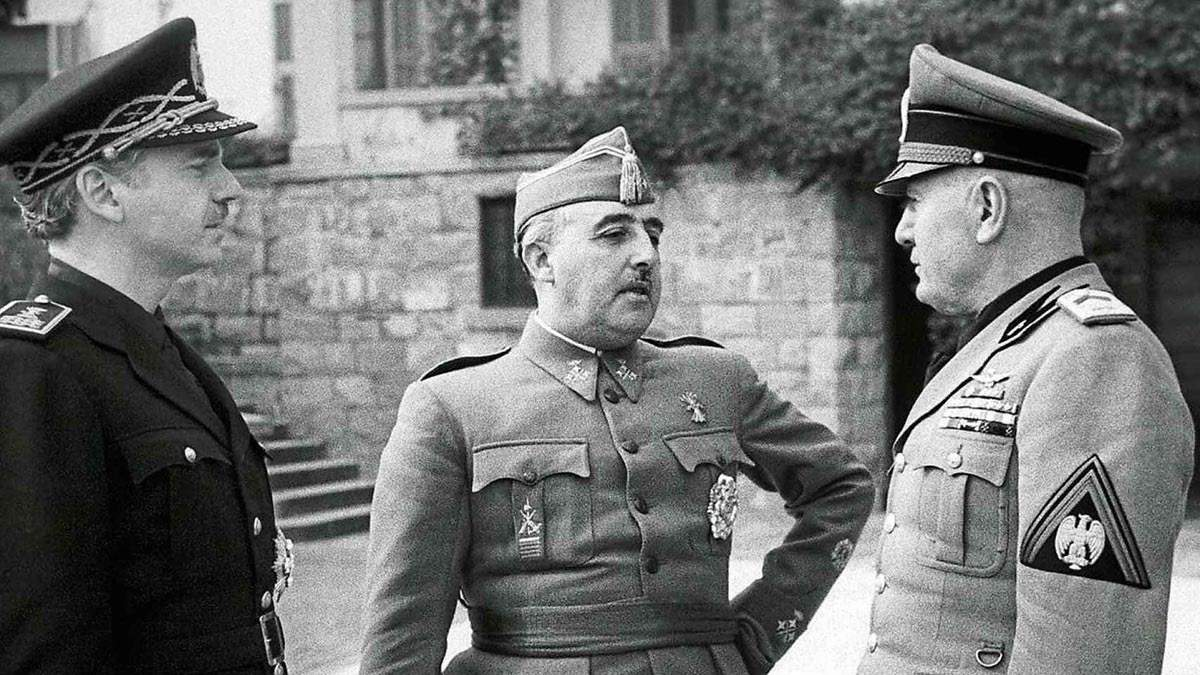
Ramón Serrano Súñer, Francisco Franco y Benito Mussolini en la Entrevista de Bordighera (1941).

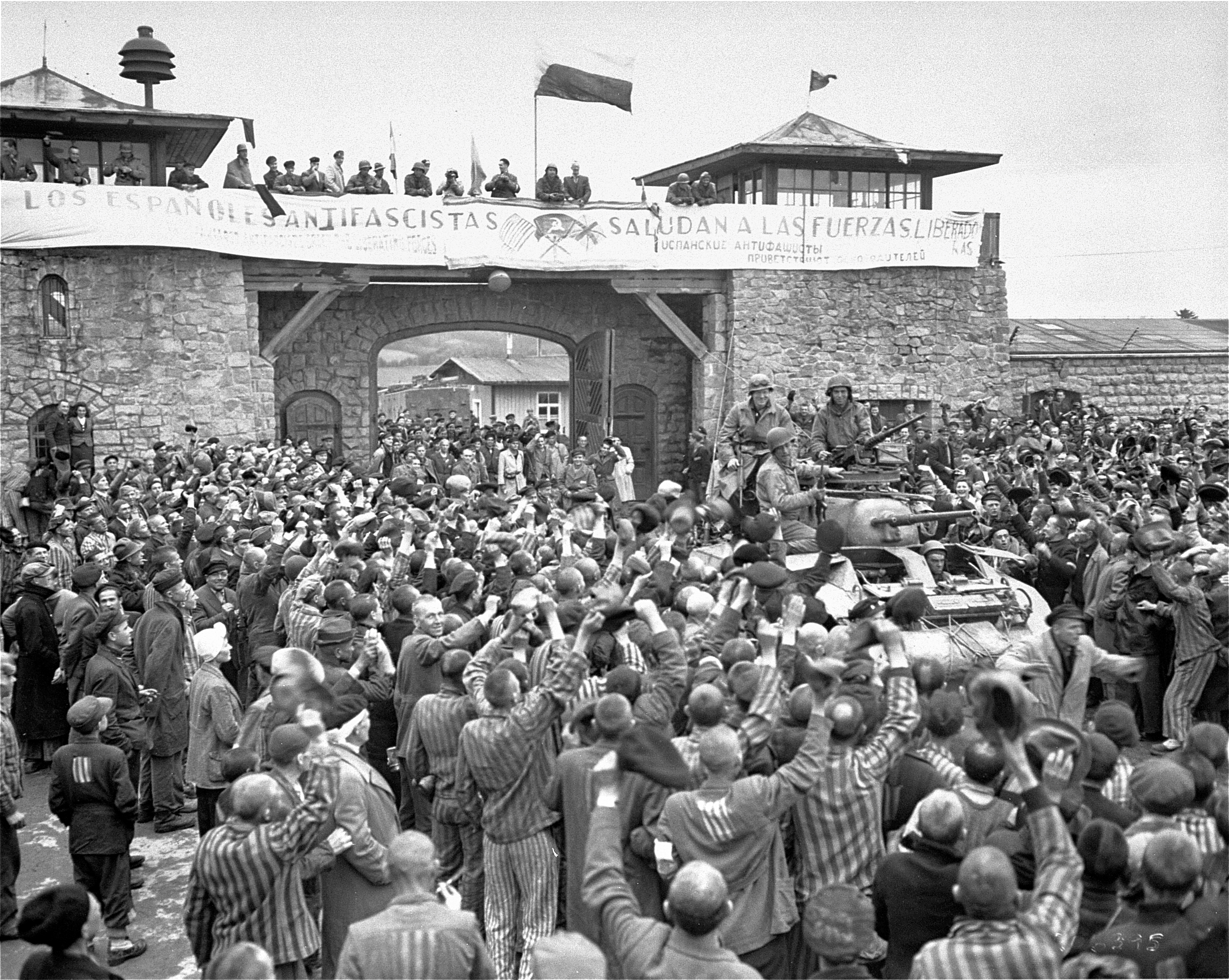
Prisioneros republicanos españoles en el campo de concentración nazi de Mauthausen (popularmente conocido como el Campo de los Españoles) al momento de la liberación por los aliados al finalizar la Segunda Guerra Mundial.

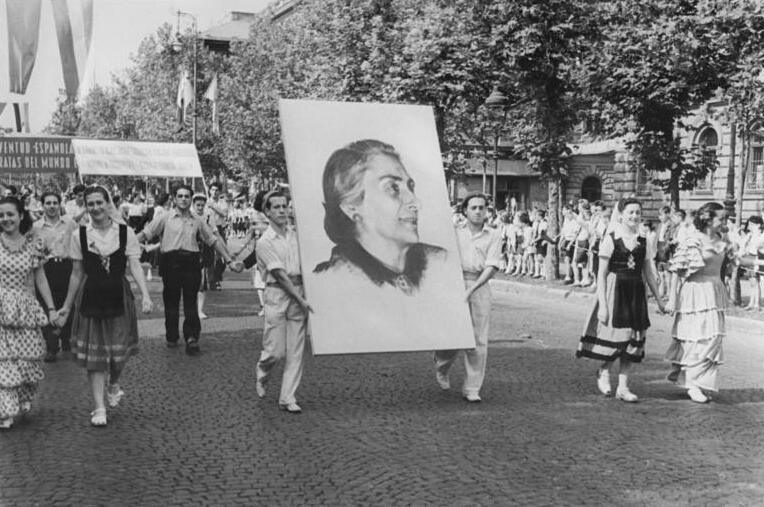
Retrato de La Pasionaria en una manifestación en Budapest, Hungría, en 1949.

Las repercusiones políticas y emocionales de la guerra trascendieron de lo que es un conflicto nacional, ya que, por muchos otros países, la guerra civil española fue vista como parte de un conflicto internacional que se libraba entre la religión y el ateísmo, la revolución y el reaccionarismo. Para la Unión Soviética, Alemania nazi y el Reino de Italia, España fue terreno de prueba de nuevos métodos de guerra aérea y de carros de combate. Para Reino Unido y Francia, el conflicto representó una nueva amenaza al equilibrio internacional que trataban dificultosamente de preservar, el cual se derrumbó en 1939 (pocos meses después del fin de la guerra española) con la Segunda Guerra Mundial. El pacto de Alemania con la Unión Soviética supuso el fin del interés de esta en mantener su presión revolucionaria en el sur de Europa.

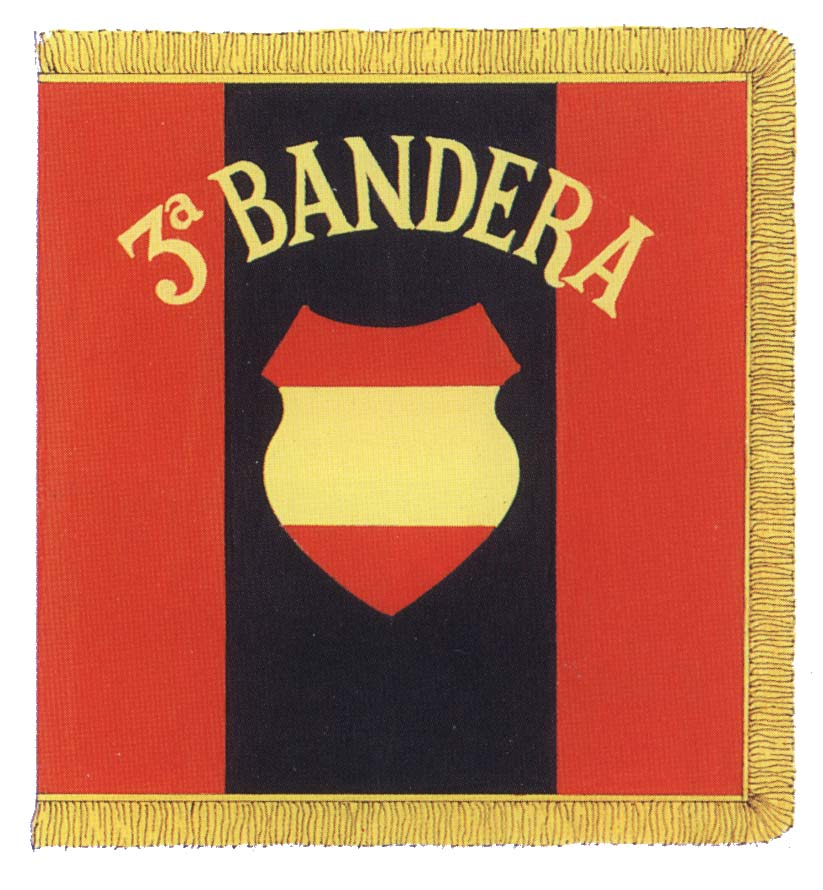
Bandera utilizada por la División Azul en la Segunda Guerra Mundial.

En cuanto a la política exterior, la Guerra Civil supuso el aislamiento de España y la retirada de embajadores de casi todo el mundo. Solo unos pocos países mantuvieron relaciones diplomáticas con España desde el final de la Segunda Guerra Mundial hasta el inicio de la Guerra Fría. A partir de los años 50, las relaciones internacionales españolas, con el apoyo de EE. UU., pasan a ser casi normales, salvo con los países del bloque soviético.

### Patrimonio cultural

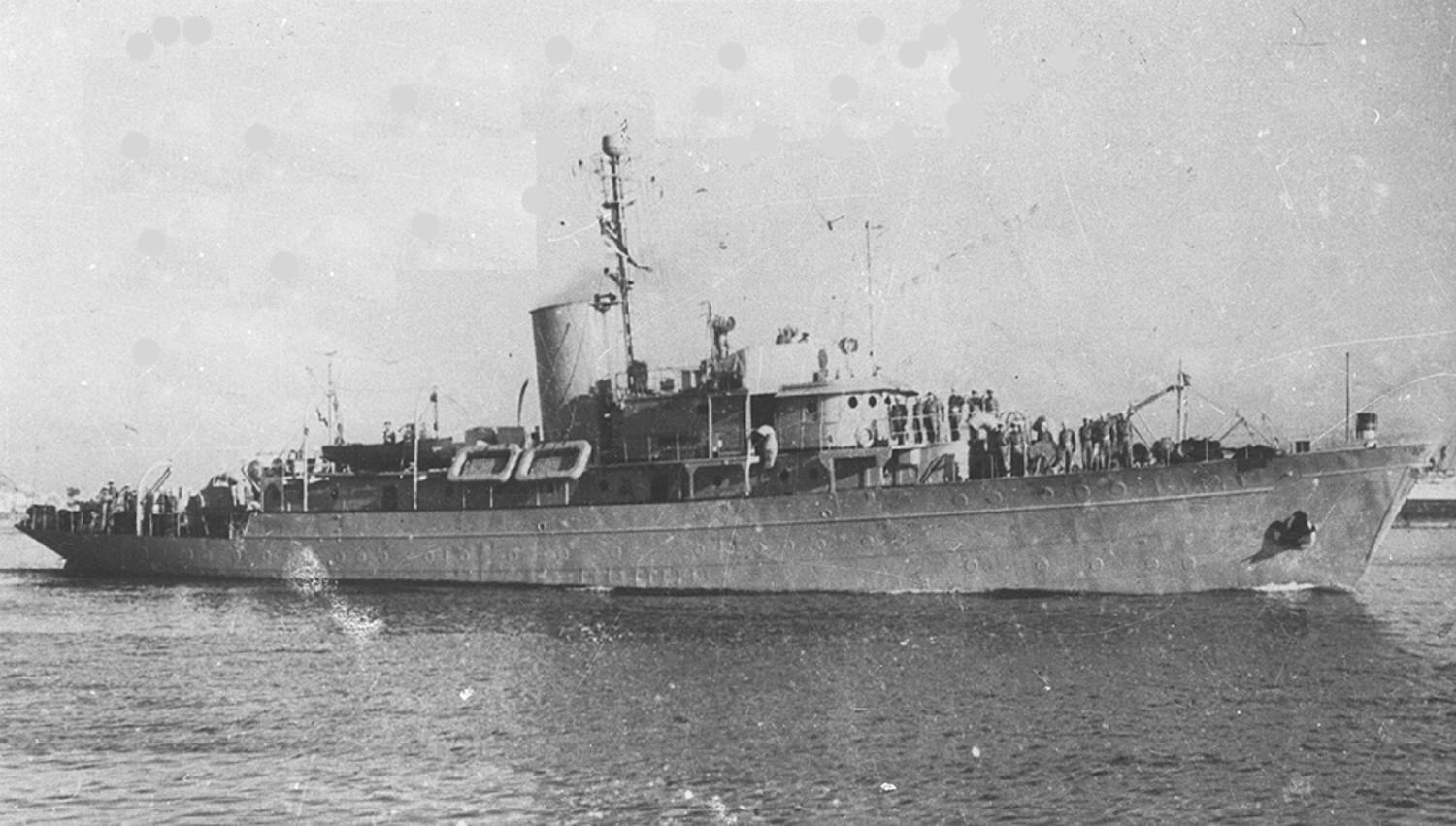
El yate Vita, que fue utilizado por Juan Negrín para enviar al extranjero un valioso cargamento de obras de arte y una enorme colección numismática y de joyería requisadas por toda España. La embarcación acabó en México, donde se pierde la pista del cargamento, que nunca regresó.

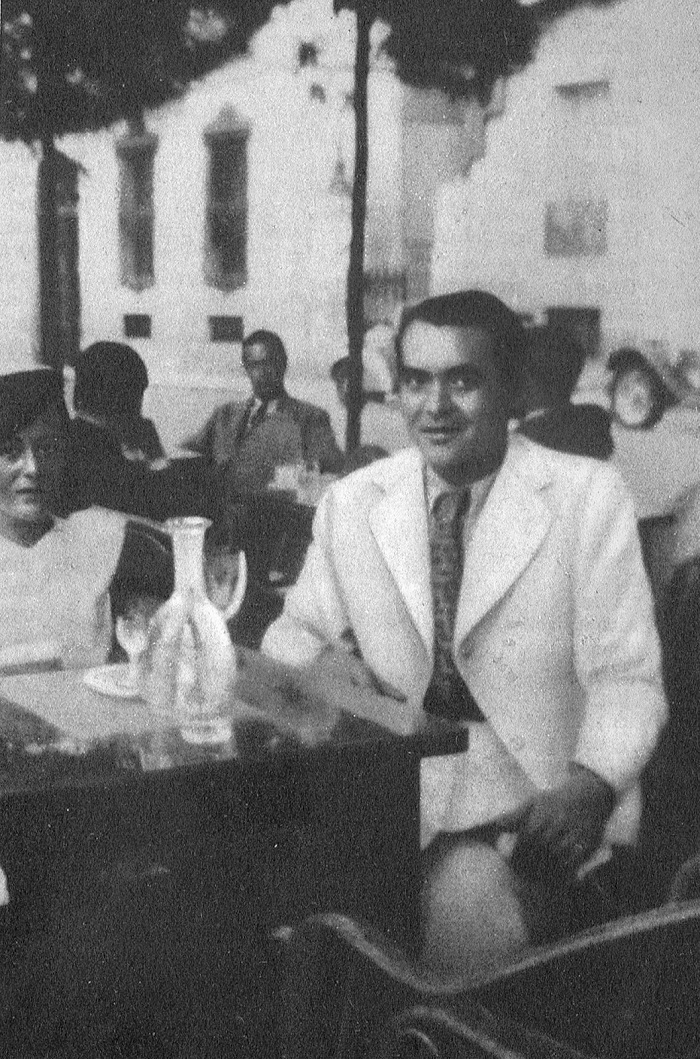
Última fotografía conocida del poeta Federico García Lorca en una terraza del paseo de Recoletos en el verano de 1936. Lorca sería fusilado cerca de Granada en agosto de 1936 y enterrado en una fosa común aún sin descubrir.

La guerra tuvo un impacto significativo en el patrimonio cultural español. Este conflicto devastador dejó una profunda huella en la historia del país y afectó negativamente a numerosos aspectos de su legado cultural.

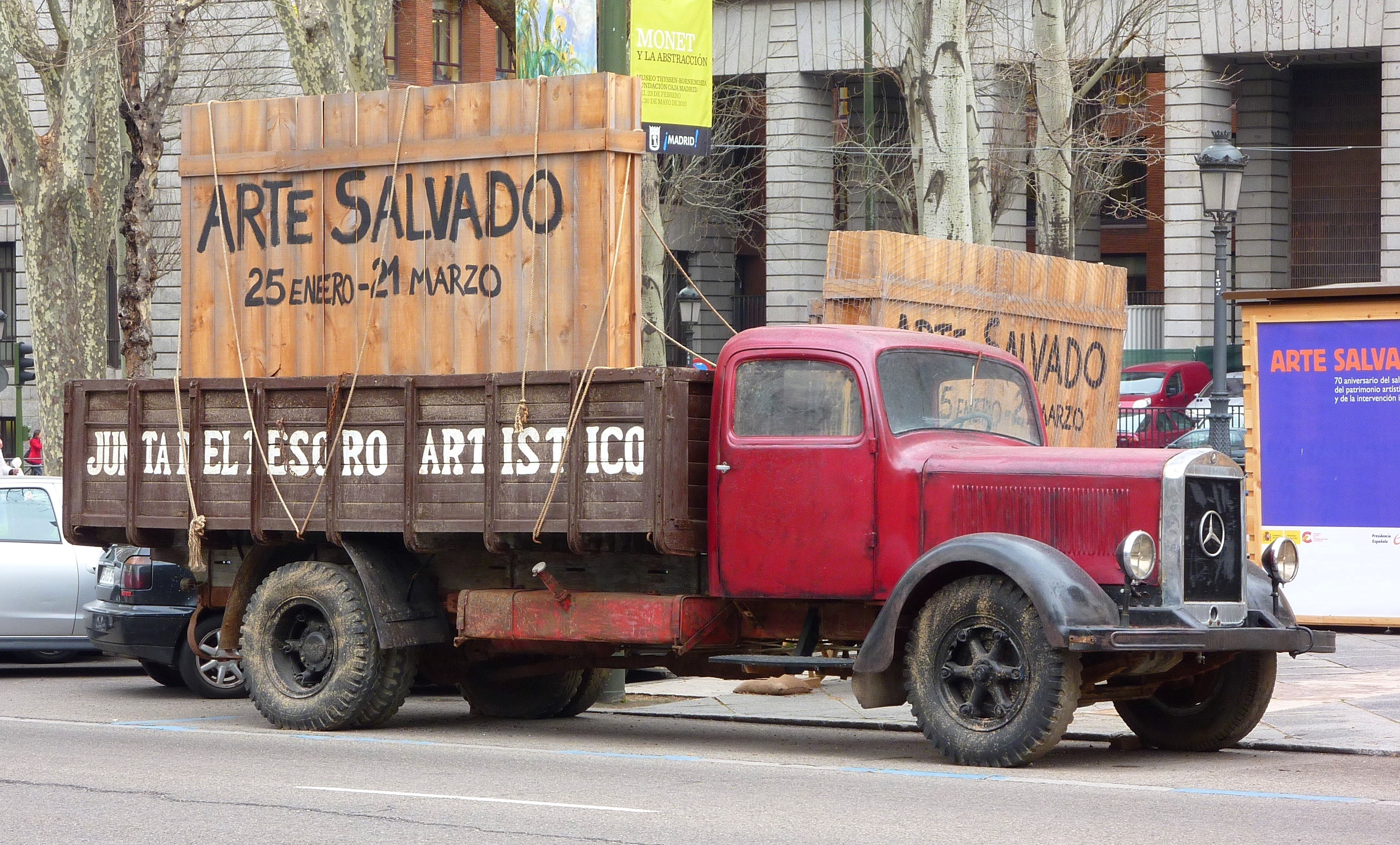
Reproducción de un vehículo de la Junta del Tesoro Artístico, en el momento del traslado de las obras de arte del Museo del Prado.

Durante la guerra civil, muchos edificios históricos y monumentos emblemáticos fueron dañados o destruidos. Las ciudades de Madrid y Barcelona sufrieron bombardeos intensos, lo que resultó en la pérdida de numerosos edificios históricos y obras de arte. Uno de los ejemplos más notables es el bombardeo de la Basílica de la Sagrada Familia en Barcelona, que sufrió graves daños en su fachada.
Además de los daños físicos, el conflicto también tuvo un impacto en el patrimonio cultural en términos de pérdida y saqueo. Durante la guerra, muchas obras de arte y objetos de valor fueron robados o destruidos. Las bibliotecas, archivos y museos también sufrieron pérdidas significativas. Estos actos de destrucción y robo privaron a España de una parte importante de su legado cultural. Importantes instituciones culturales, como el Museo del Prado de Madrid se vieron amenazados por los combates y los bombardeos que tuvieron lugar en la ciudad. Para proteger las valiosas obras de arte que albergaba, se tomó la decisión de trasladarlas a lugares seguros fuera de Madrid. El traslado de las obras fue una tarea compleja y delicada. Se formó un comité especial encargado de llevar a cabo esta tarea, conformado por expertos en conservación y representantes del gobierno. Por la prisa a la hora de realizar la operación, muchas obras se embalaron de forma precaria y apresurada, siendo dañadas en el traslado. Algunas fueron llevadas a bodegas y almacenes seguros en diferentes regiones de España, mientras que otras fueron enviadas al extranjero, especialmente a Francia. Entre los destinos más importantes se encuentran Valencia, Ginebra, Gales y Suiza.
El conflicto político y social de la guerra civil también tuvo un efecto duradero en la preservación y promoción del patrimonio cultural. Después de la guerra, la dictadura de Franco impuso un régimen autoritario que buscaba borrar las diferencias regionales y promover una visión homogénea de la cultura española. Esto llevó a la represión de las identidades culturales regionales y a la censura de expresiones artísticas y literarias consideradas discordantes con la ideología oficial.
No fue hasta la transición a la democracia a fines de la década de 1970 que se comenzó a revaluar y preservar el patrimonio cultural de manera más abierta y diversa. Se establecieron leyes y políticas para proteger y conservar los monumentos históricos, así como para fomentar la investigación y difusión de la rica diversidad cultural de España.

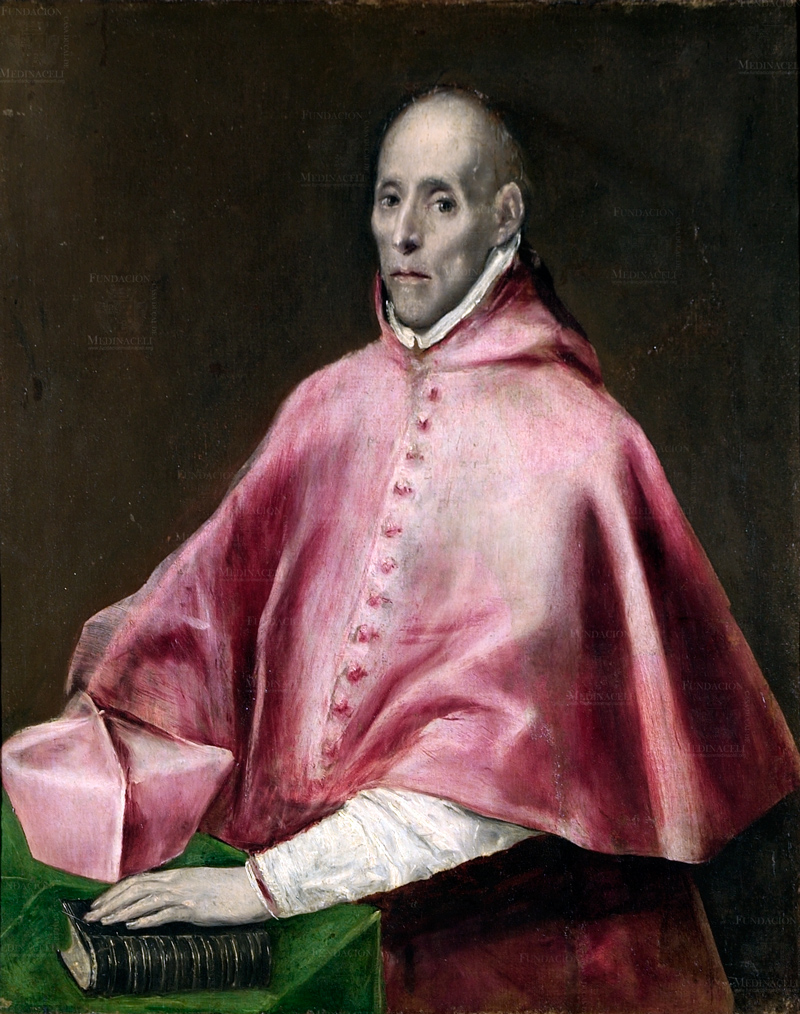
Retrato del Cardenal Tavera, obra de El Greco (hacia 1610). La pintura fue apuñalada y la cara desgarrada durante el asalto de milicianos armados al Hospital de San Juan de Toledo en 1936. Aunque pudo ser restaurado con fotografías de la época, las marcas del incidente aún se pueden apreciar en el lienzo.
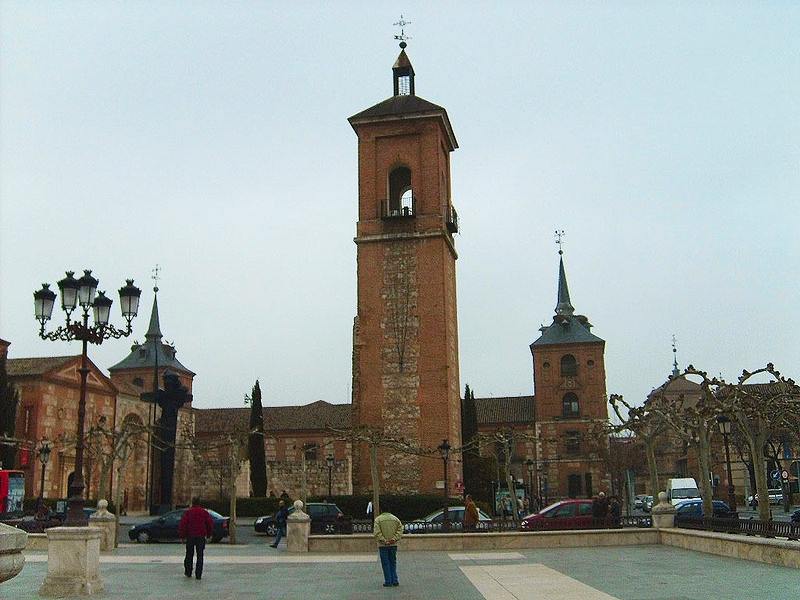
Torre de la iglesia de Santa María la Mayor de Alcalá de Henares, donde fue bautizado Miguel de Cervantes. El edificio fue incendiado por milicias anarquistas al comienzo de la guerra, conservándose solo el campanario y una de sus capillas.
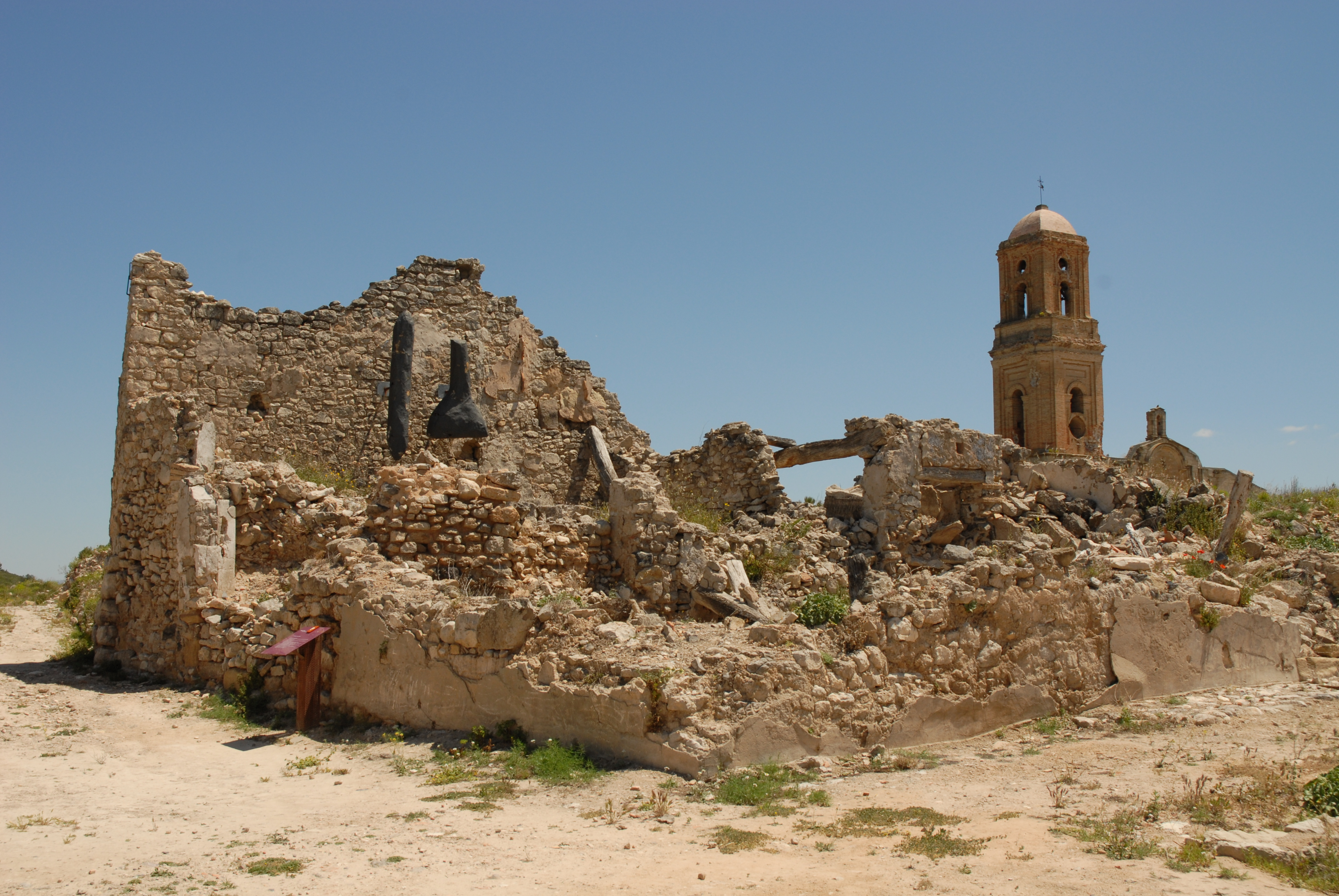
Ruinas de la Iglesia de San Pedro (siglos XVII y XVIII) de Corbera de Ebro (Tarragona), destruida durante la Batalla del Ebro

### Las regiones devastadas

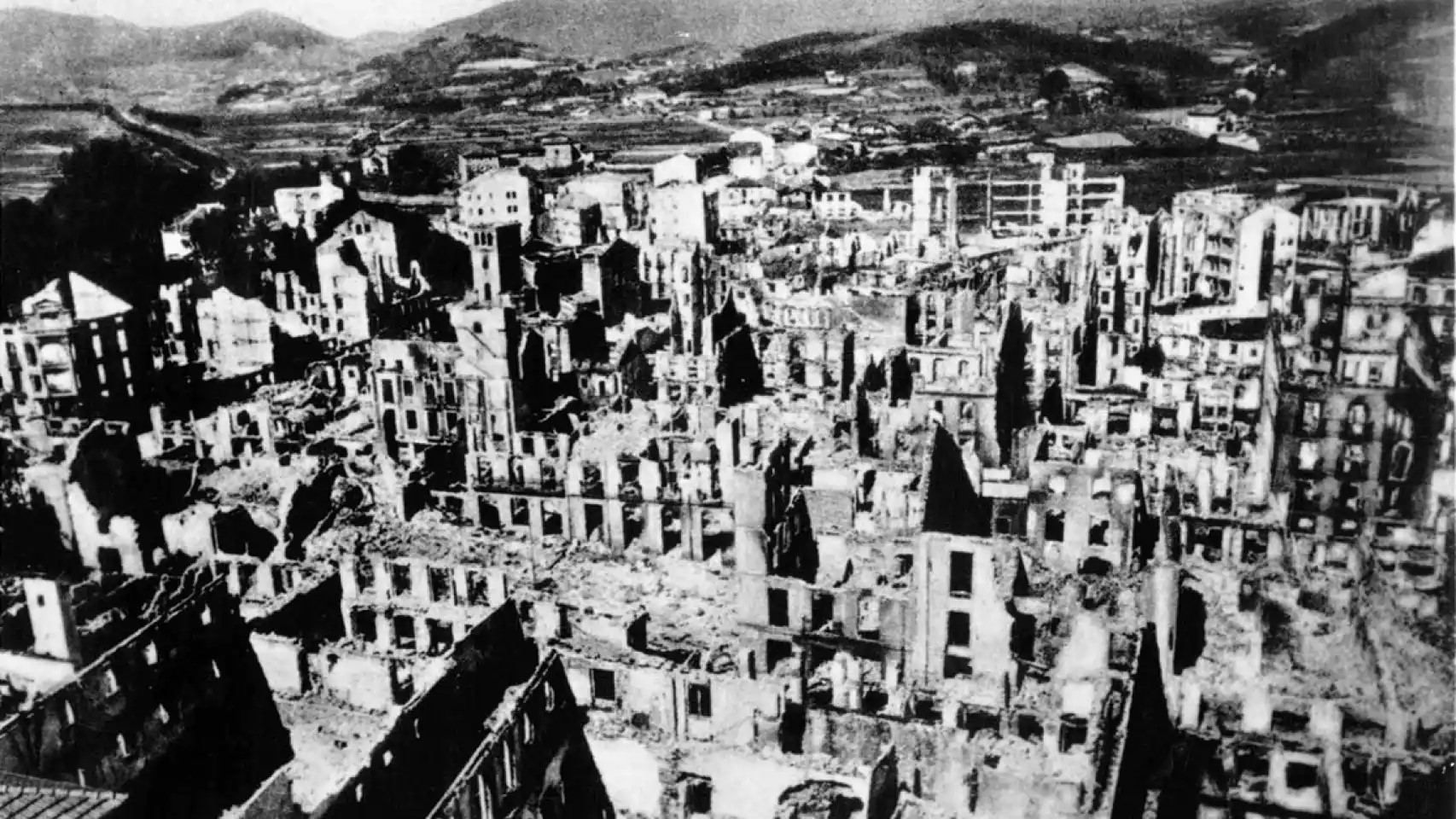
Ruinas de Guernica tras el bombardeo realizado por la aviación alemana en abril de 1937.

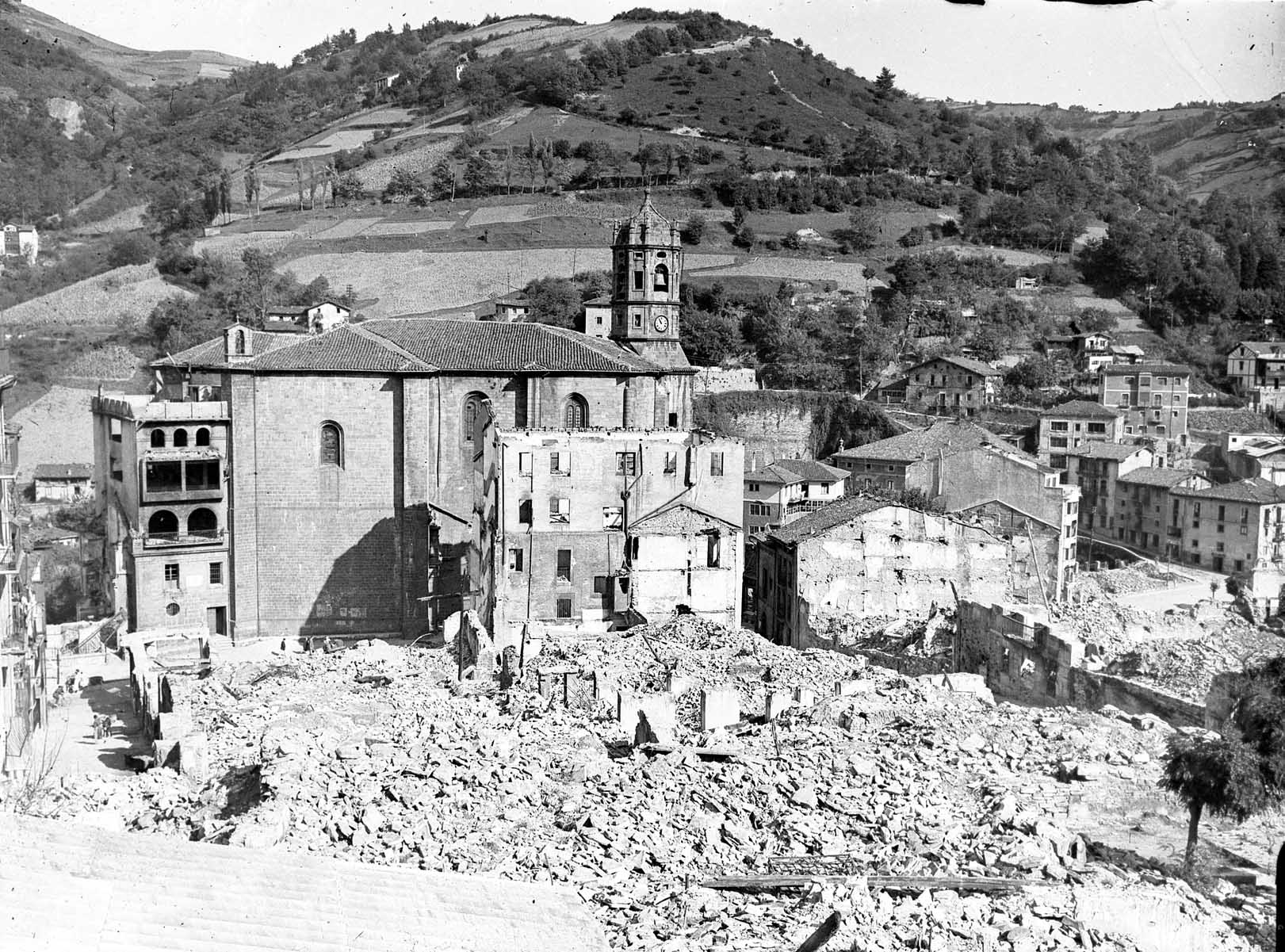
Ruinas del centro de Éibar después del ataque aéreo sublevado del 25 de abril de 1937.

Durante la guerra civil española de 1936 a 1939, muchos pueblos y ciudades resultaron total o parcialmente destruidos. Una vez finalizada la guerra, se constituyó la Dirección General de Regiones Devastadas, que asumió la función de reconstruirlos.

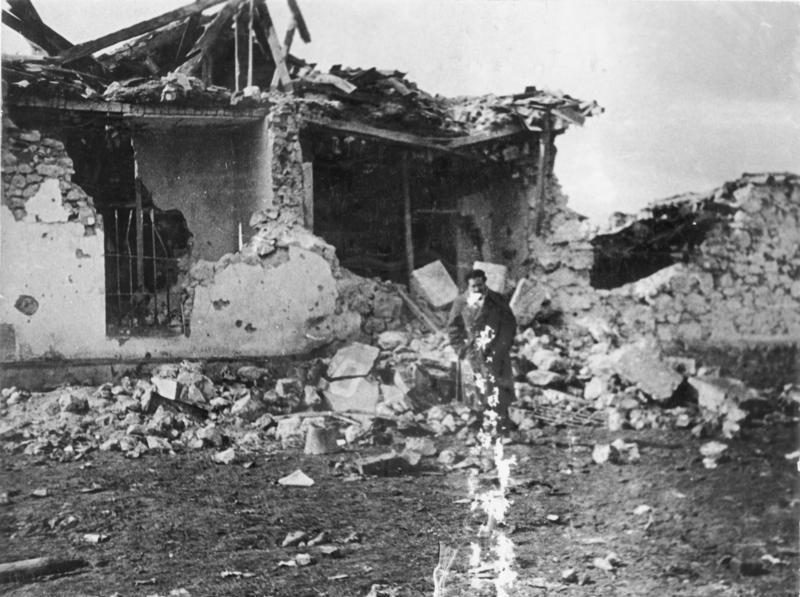
Viviendas destruidas durante la Batalla de Guadalajara (1937).

Entre muchas poblaciones devastadas, se encontraron las siguientes:
- Asturias: La Foz, Oviedo, Pendones y Tarna.
- Cantabria: Las Rozas de Valdearroyo.
- Castellón: Benafer y Chilches.
- Extremadura: Mérida.
- Guadalajara: Gajanejos, Hita, Masegoso de Tajuña.
- Guipúzcoa: Éibar.
- Huesca: Banariés, Apiés, Huerrios, Siétamo, Chimillas, Tardienta, Biescas y Bielsa.[370]
- Madrid: Brunete, La Hiruela, Prádena del Rincón, Villanueva de la Cañada y Villanueva del Pardillo.
- Jaén: Lopera, Higuera de Calatrava y Santiago de Calatrava.
- León: Villamanín.
- Teruel: Teruel e Híjar.
- Vizcaya: Guernica y Luno, Durango y, en menor medida, Baracaldo.
- Zaragoza: Belchite.

## Memoria histórica

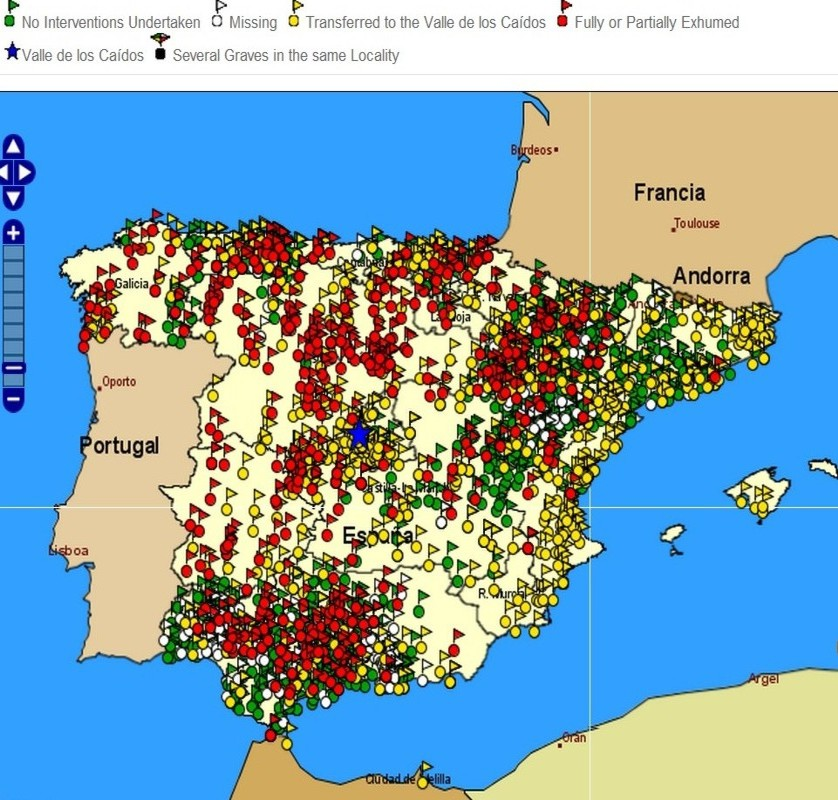
Mapa de fosas de la guerra civil española. Localización geográfica de las fosas o lugares de enterramiento en el territorio español de las que se dispone información, representadas con símbolos de diferentes colores según la actuación realizada sobre cada una de ellas. Fuente: [http://mapadefosas.mjusticia.es Ministerio de Justicia

En 2007 el Gobierno de España aprobó la Ley de Memoria Histórica, que intenta restaurar la memoria y dignidad de los represaliados. Esta incluye renombrar vías públicas con nombres franquistas, eliminación de símbolos falangistas de monumentos, mapas de fosas comunes y exhumación de cadáveres, etc.
Igualmente, otras administraciones económicas han actuado en la misma línea, llegando a pronunciarse a favor la ONU.
En 2020 el Gobierno de España aprobó la Ley de Memoria Democrática, expandiendo así la Ley de Memoria Histórica de Zapatero con medidas como la creación de un banco de ADN y un censo de víctimas, la resignificación del Valle de los Caídos o la prohibición de la Fundación Nacional Francisco Franco.

## La guerra civil en el arte

Portada de Homenaje a Cataluña (1938), de George Orwell, obra en la que relata su experiencia en Cataluña y Aragón durante la guerra como militante del P.O.U.M.

El tema de la guerra civil es el de mayor producción literaria de toda la historiografía española, así como el más polémico y generador de debate social y político (véase memoria histórica). Aunque hay un acuerdo casi unánime en las fechas, los denominados revisionistas próximos al franquismo, proponen la Revolución de 1934 como inicio de la guerra. La propia declaración del estado de guerra fue divergente en ambos bandos: el Gobierno republicano no declaró el estado de guerra hasta casi su final (para mantener el control civil de todas las instituciones), mientras que el Gobierno de Franco no levantó la declaración hasta varios años después de terminada (para garantizar su control militar).

### Cine
Véase Categoría:Películas sobre la guerra civil española
Realizadas durante la propia guerra, aunque también hubo películas de ficción (las republicanas Aurora de esperanza —Antonio Sau, Barcelona, 1937—, Barrios bajos —Pedro Puche, Barcelona, 1937— y Nuestro culpable —Fernando Mignoni, 1938— y cinco películas nacionales de Benito Perojo y Florián Rey rodadas en los estudios alemanes de la UFA, de género folclórico —ambiente reconstruido en La niña de tus ojos, Fernando Trueba, 1998—), fueron fundamentalmente de género documental:
Bando republicano:
- España 1936 (Luis Buñuel)
- Sierra de Teruel (La esperanza o L'Espoir, de André Malraux, que también escribió una novela con ese mismo título).
- Tierra de España (Joris Ivens) producción estadounidense.
- Tierra y Libertad (Ken Loach)

Bando sublevado:
- Noticiario Español, 32 documentales (precedentes del NODO)
- ¡Vivan los hombres libres! (Edgar Neville, 1939)
- Romancero marroquí (1938-39), sobre la intervención de tropas marroquíes
- Fueron mucho menos numerosas, debido a la menor cantidad de productoras (ocho frente a más de cincuenta republicanas);[379] aunque existen documentales portugueses (O caminho de Madrid), italianos (Arriba Spagna. Scene della guerra civile in Spagna) y alemanes (In Kampf Gegen den Weltfeind o Legión Cóndor).[380]
- Defensores de la Fe (Russell Palmer, 1938)[381]

Durante el franquismo (hasta 1975):
- Frente de Madrid (Edgar Neville, 1939), adaptación de la novela homónima del mismo autor[383][384]
- Sin novedad en el Alcázar (Augusto Genina, 1940) italoespañola
- Raza (José Luis Sáenz de Heredia, 1941) con guion del propio Franco
- Rojo y negro (Carlos Arévalo, 1942) censurada por su crudeza, a pesar de su orientación falangista
- El santuario no se rinde (Arturo Ruiz Castillo, 1949)

Desde 1975:
Ficción:
- Las largas vacaciones del 36 (Jaime Camino, 1975); del mismo autor:
  - Dragon Rapide, que utiliza como título el nombre del avión en el que Franco salió de Canarias
  - El largo invierno
  - Los niños de Rusia
- Una vita venduta (Aldo Florio, 1976)
- Las bicicletas son para el verano (Jaime Chávarri, 1984) adaptación de la obra de Fernando Fernán Gómez
- La vaquilla (Luis García Berlanga, 1985)
- Réquiem por un campesino español (Francesc Betriu, 1985) adaptación de la novela de Sender
- ¡Ay, Carmela! (Carlos Saura, 1990)
- Tierra y libertad (Ken Loach, 1995)
- Libertarias (Vicente Aranda, 1996)
- La hora de los valientes (Antonio Mercero, 1998)
- La lengua de las mariposas (José Luis Cuerda, 1999)
- El espinazo del diablo (Guillermo del Toro, 2001)
- Soldados de Salamina (David Trueba, 2003)
- La buena nueva (Helena Taberna, 2008)
- La mujer del anarquista (Marie Noelle y Peter Sehr, 2009)
- Mientras dure la guerra (Alejandro Amenábar, 2019)

Documental:
- Morir en Madrid (Frederic Rossif, 1963)
- La vieja memoria (Jaime Camino, 1976)
- Retablo de la guerra civil española (Basilio Martín Patino, 1980); el mismo autor previamente había tratado la posguerra en Canciones para después de una guerra (1971) y la figura de Franco en Caudillo (1974).
- La guerra civil española (Granada Televisión, 1983)
- El honor de las injurias (Carlos García Alix, 2007)[386]
- El perro negro (historias de la guerra civil española) (Péter Forgács, 2005)[387]
- Los niños de Morelia (Juan Pablo Villaseñor, 2004, México)[388]

### Novela
- La guerra civil española en la novela[389]

- Por quién doblan las campanas (Ernest Hemingway), se hizo adaptación cinematográfica.
- Frente de Madrid (Edgar Neville)
- Línea de Fuego  Arturo Pérez-Reverte
- La forja de un rebelde (Arturo Barea)
- Réquiem por un campesino español (Ramón J. Sender)
- Contraataque (Ramón J. Sender)
- La fiel infantería (Rafael García Serrano)
- Plaza del Castillo (Rafael García Serrano)
- Cumbres de Extremadura (José Herrera Petere)
- Niebla de cuernos (José Herrera Petere)
- Cuerpo a tierra (Ricardo Fernández de la Reguera)
- La retaguardia (Concha Espina)
- Alas invencibles (Concha Espina)
- Madrid, de corte a checa (Agustín de Foxá)
- Los cipreses creen en Dios (José María Gironella)
- Un millón de muertos (José María Gironella)
- Ha estallado la paz (José María Gironella)
- El corazón helado (Almudena Grandes)
- El laberinto mágico (Max Aub), serie de cinco novelas:
  - Campo cerrado,
  - Campo de sangre,
  - Campo abierto,
  - Campo del moro,
  - Campo francés y
  - Campo de los almendros.
- Las últimas banderas (Ángel María de Lera)
- Los que perdimos (Ángel María de Lera)
- El mono azul (Aquilino Duque)
- Tanguy (Michel del Castillo)
- Duelo en el Paraíso (Juan Goytisolo)
- La novela número 13 (Wenceslao Fernández Flórez)
- Sanco Panco (Salvador de Madariaga)
- Volverás a Región (Juan Benet)
- Herrumbrosas lanzas (Juan Benet)
- Las hermanas coloradas (Francisco García Pavón)
- El otro árbol de Guernica (Luis de Castresana)
- Los años únicos (Carmen Díaz Garrido)
- San Camilo, 1936 (Camilo José Cela)
- Mazurca para dos muertos (Camilo José Cela)
- Soldados de Salamina (Javier Cercas)
- Tiempo de memoria (Carlos Fonseca)
- La Capitana (Elsa Osorio)
- El muro (Jean Paul Sartre)
- El lápiz del carpintero (Manuel Rivas)
- Cuentos de Madrid (César Arconada)
- Capital de la gloria (Juan Eduardo Zúñiga)
- El agente confidencial (Graham Green)
- Madera de héroe (Miguel Delibes)
- Inquietud en el Paraíso (Óscar Esquivias)[390]
- La mula (Juan Eslava Galán)[391]
- Un caso de narración contrafactual es la novela En el día de hoy de Jesús Torbado.
- Relatos autobiográficos de gran valor literario e histórico son:[392]
  - Homenaje a Cataluña (George Orwell)
  - L'Espoir o La esperanza, (André Malraux, que también dirigió la película homónima)
  - Los grandes cementerios bajo la luna (Georges Bernanos)
  - La voz dormida (Dulce Chacón) sobre la que se hizo La voz dormida, adaptación cinematográfica
  - (en francés) Pas pleurer (Lydie Salvayre)
  - Mil días de fuego (José María Gárate Córdoba)[393]

### Cuento y relato
Muchos de los cuentos basados en la guerra civil española son, según Ignacio Martínez de Pisón, «relatos concebidos desde el compromiso explícito con uno u otro bando»... los autores de algunos de esos relatos colaboraron muy activamente en labores de propaganda: Arturo Barea y María Teresa León para la España republicana; Edgar Neville, José María Pemán o Agustín de Foxá para la nacional. Sin duda, en el fragor de la contienda fueron muchos los escritores que se adaptaron a la situación de emergencia y alteraron su sistema de prioridades: contribuir a la victoria bélica, aunque fuera con algo tan modesto como una narración o un poema, estaría siempre por encima de cualquier otra consideración».

### Literatura infantil y juvenil
A pesar de lo comprometido del tema, hay tratamiento del mismo en la literatura infantil y juvenil.

### Teatro
Bando sublevado:
- Cruz y espada, romance patriótico en cinco retablos (José Gómez Sánchez-Reina, Granada, 1938)
- A Madrid: 682, escenas de guerra y amor (presentado como guion para una película, Juan Ignacio Luca de Tena)
- De ellos es el mundo (José María Pemán, Sevilla y Zaragoza, 1938)

Algunas obras teatrales eran radiadas, como Miaja defiende la Villa y rinde culto a Zorrilla (Joaquín Pérez Madrigal, por Radio Nacional desde Salamanca).
La obra en árabe 'Yusuf Melik Ispaniya' يوسف ملك إسبانيا(Yusuf Rey de España) (de Alí Al Tuma علي عدنان آل طعمة - Sharjah/Emiratos Árabes, 2015) trata de las aventuras de un Regular durante el conflicto español. Engañado por sus hermanos, Yusuf emprende escapar del ejército y de España. Es herido durante una batalla, se implica en una relación prohibida con una española, encarcelado, rehabilitado y llega a ser sargento en la policía militar y vengarse la injusticia a la que le sometieron sus hermanos. La obra trata de temas de religión, propaganda de guerra, el orden colonial y relaciones interculturales. Ganó el 'Premio de Sharjah por la Creatividad Árabe' del año 2015.
Bando republicano:
- Velada en Benicarló (Manuel Azaña, no representado hasta 1980)
- Noche de guerra en el Museo del Prado (Rafael Alberti, 1956) recreando el traslado de obras del Museo del Prado en 1936
- Radio Sevilla (del mismo autor, pieza satírica breve representada durante la propia guerra)

Posteriores a 1975:
- Las bicicletas son para el verano (Fernando Fernán Gómez)
- Larga noche de silencio. XXI Premio Enrique Llovet de Teatro (2010) (Pedro Montalbán Kroebel)

### Poesía
Bando sublevado
- Poema de la Bestia y el Ángel (José María Pemán, el juglar de la Cruzada)

Bando republicano
- Canciones de guerra (Antonio Machado)
- Viento del pueblo. Poesía en la guerra (Miguel Hernández)
- España, aparta de mí este cáliz (César Vallejo)
- España en el corazón: himno a las glorias del pueblo en la guerra (Pablo Neruda)
- No Pasarán (Octavio Paz)

### Música
Bando republicano
- A las barricadas[399]
- La Internacional
- Bandera Roja

Posteriores a 1975
- Verdades escondidas de Lucía Sócam
- Republicana Lucía Sócam
- If You Tolerate This Your Children Will Be Next de Manic Street Preachers
- 1936 un pueblo en Armas de Sin Dios
- Spanish Bombs de The Clash
- For Whom The Bell Tolls de Metallica
- No pasarán de Los Chikos del Maíz
- Si Cojo el Fusil de Sons of Aguirre & Scila

### Revistas satíricas
Bando sublevado
- La ametralladora (por los que posteriormente trabajarán en La Codorniz)

Bando republicano
- Be negre, Papitu (ambas catalanas); dibujantes: Tísner, Kalders (en Diari de Barcelona), Puyol (en Frente Rojo).[400]
- La Traca (valenciana); dibujantes: Bluff (fusilado después de la guerra), Carnicero, Méndez Álvarez, Palmer
  - En las trincheras llegaron a circular más de 500 cabeceras[401]

### Historieta
Bando sublevado
- Flecha
- Pelayos (dibujante: Valentín Castany)
- Flechas y Pelayos (producto de la fusión de ambas, paralela a la fusión de las distintos partidos en FET y de las JONS)
- Chicos (Jesús Blasco, Emilio Freixas, Alcaide, Tomás)

Bando republicano
- Pionero Rojo

En la democracia
- Eloy o Río Manzanares de Antonio Hernández Palacios
- 36-39 Malos tiempos (2007-2008) de Carlos Giménez
- Las serpientes ciegas (2008) de Felipe Hernández Cava y Seguí
- El arte de volar (2009) de Antonio Altarriba/Kim
- El ángel de la retirada (2010) de Serguei Dounovetz/Paco Roca
- Nuevas Hazañas Bélicas (2011) de Hernán Migoya con varios dibujantes
- Un médico novato (2013) de Sento
- Los surcos del azar (2013) de Paco Roca

### Pintura y escultura

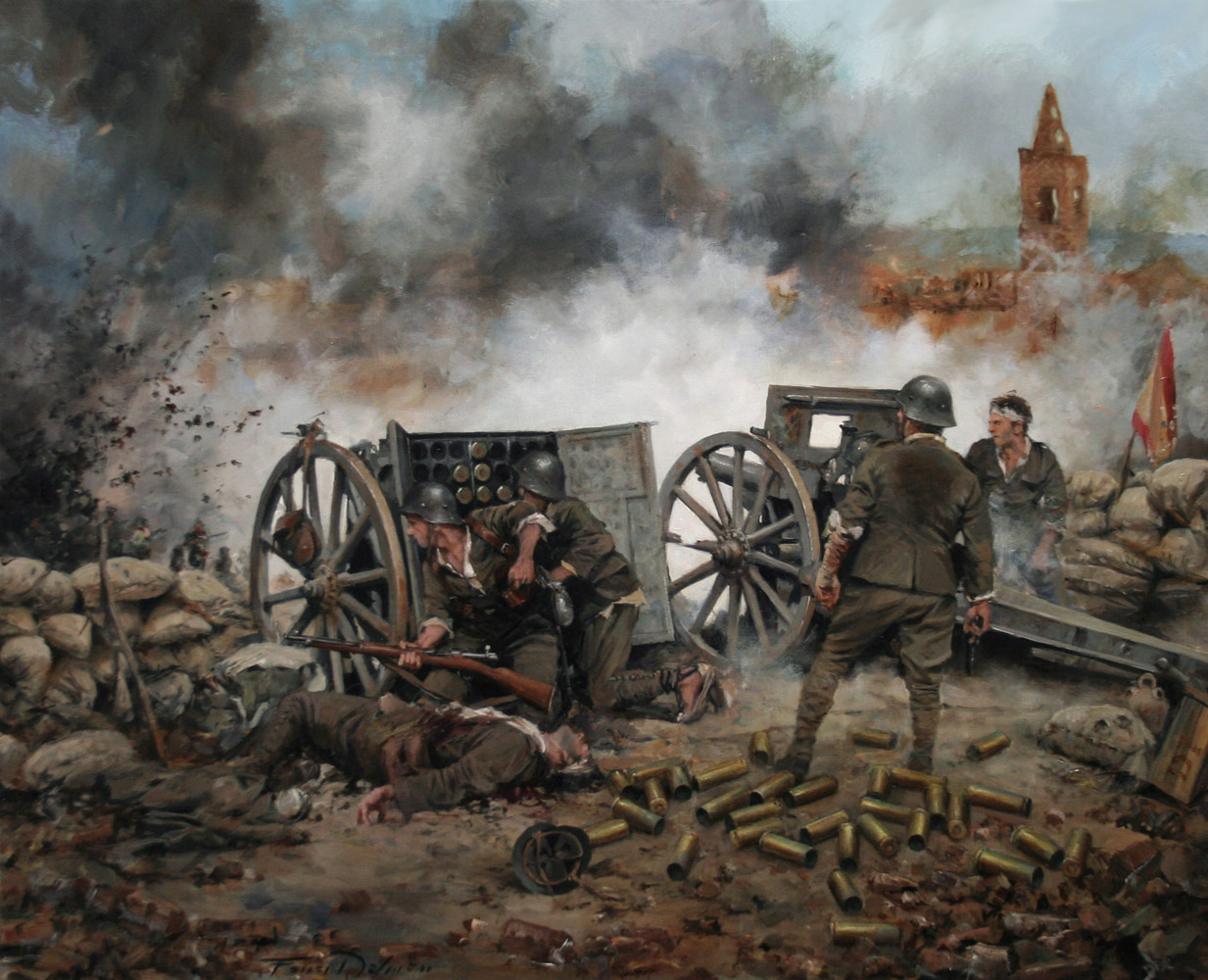
Al pie del cañón, de Augusto Ferrer-Dalmau, pintura que recrea la Batalla de Belchite.

La Exposición Internacional de París de 1937 alojó un Pabellón de España gestionado por el gobierno de la República en que, entre otros testimonios de la guerra, se presentó el Guernica de Pablo Picasso, la Fuente de Mercurio de Alexander Calder, La Montserrat de Julio González, El campesino catalán en rebeldía de Joan Miró, Descubierta y Fusilados de Modesto Ciruelos, Aviones Negros de Horacio Ferrer o El pueblo español tiene un destino que conduce a una estrella de Alberto Sánchez Pérez.

### Artes gráficas, cartelismo y revistas
Bando sublevado:
- Vértice (revista)[402]
- Jerarquía (revista)
- Ilustradores: Teodoro y Álvaro Delgado, José Caballero, J.J. Acha, J. Olasagasti y Carlos Sáenz de Tejada.

Bando republicano
- Hora de España
- Mono Azul
- Fotomontador: Josep Renau.
- Cartelista: Carles Fontseré.[403]
- Gran difusión tuvo el sello de ayuda internacional Aidez l'Espagne, de Joan Miró.

### Fotografía

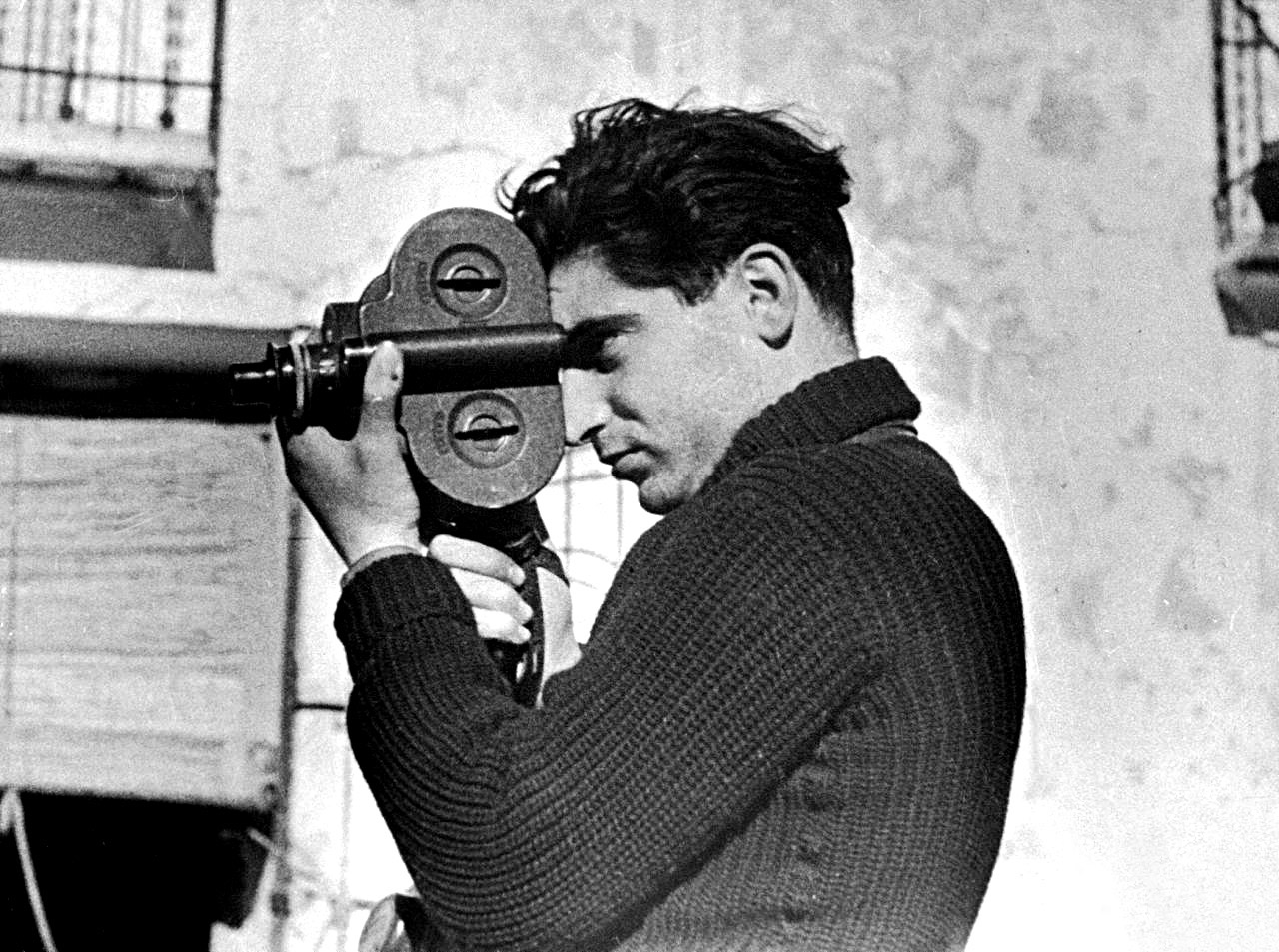
El fotógrafo húngaro Robert Capa, pionero como reportero de guerra, inició su carrera en la guerra civil española.

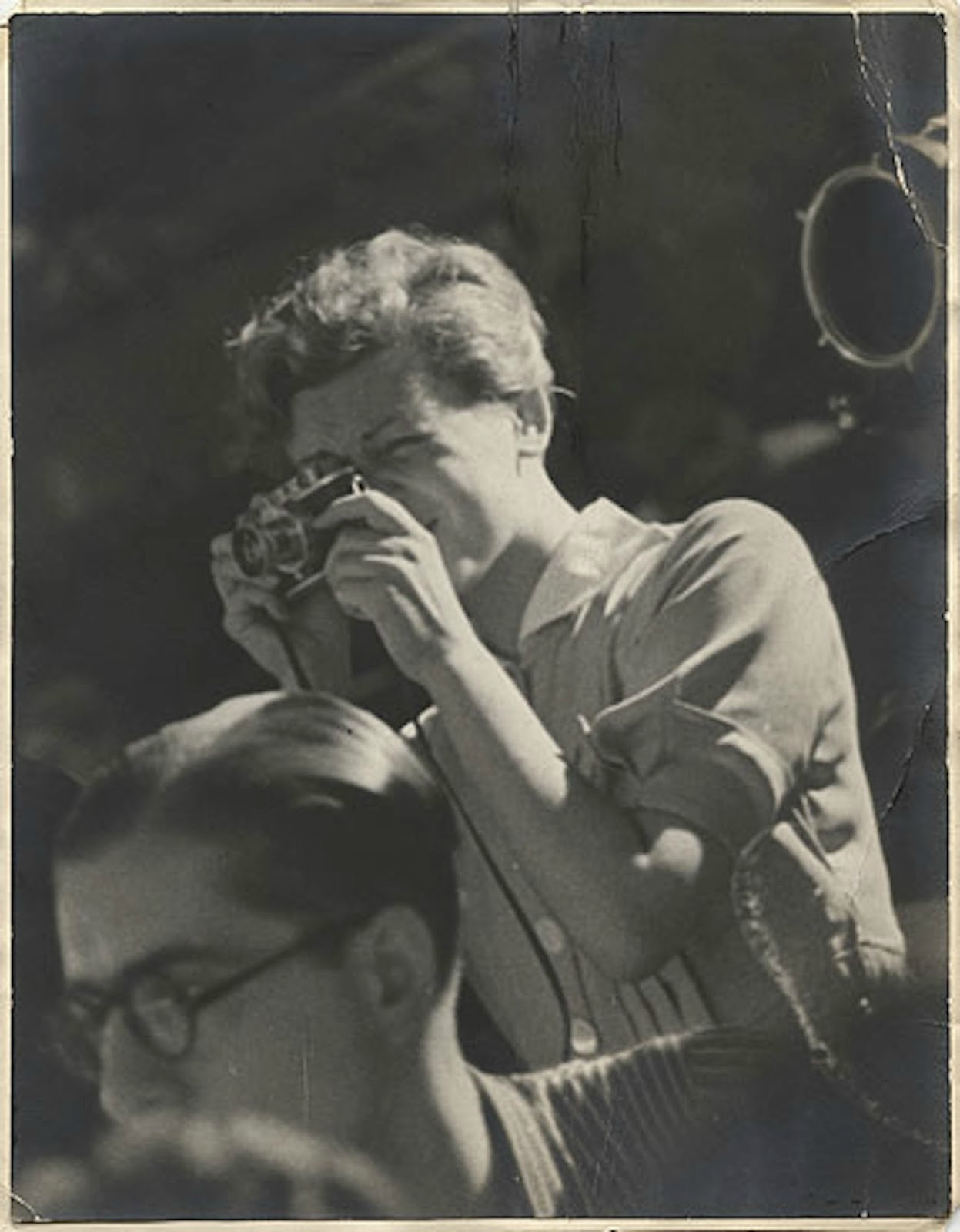
La fotógrafa alemana Gerda Taro cubrió el frente de guerra, falleciendo tras ser arrollada por un tanque en la Batalla de Brunete.

- Robert Capa, autor, entre muchas otras, de la polémica instantánea Muerte del miliciano (identificado como Federico Borrell, pero que podría ser otro de los muertos en Cerro Muriano el 5 de septiembre de 1936), convertida en icono del siglo XX.[404]
- Agustí Centelles
- Pelayo Más, recopilador de la serie de 169 fotos Martirio del arte y la destrucción de la Iglesia en la España roja (80 de ellas de Toledo).[405]
- Guglielmo Sandri, teniente del ejército italiano, tomó 4000 fotografías, recuperadas en 1992.[406]

### Videojuegos
Algunos videojuegos cubren combates de la guerra civil española:
- 1936, España en llamas, un mod del juego de la Segunda Guerra Mundial, Call of Duty 2.
- El juego completo Sombras de guerra.
- El juego Hearts of Iron IV.[407]